# Quito
Quito (pronúncia em português: [ˈkitu]; pronúncia em castelhano: [ˈkito]), originalmente São Francisco de Quito, é a capital e a segunda cidade mais populosa do Equador, localizada no noroeste da América do Sul. A partir de 2008 também passou a ser a capital da Unasul. Situa-se ao norte do Equador na bacia do rio Guayllabamba nas inclinações orientais do Pichincha (4 794 metros), um vulcão ativo na cordilheira dos Andes. A Praça da Independência situa-se a 2 850 metros acima do nível do mar. Quito é a segunda cidade capital mais elevada do mundo depois de La Paz, na Bolívia. A população de Quito, segundo o censo mais recente (2010), é de 2 239 191 habitantes. A área de Quito é de, aproximadamente, 422 802 hectares.
Quito fica situado aproximadamente 35 km ao sul da linha do Equador. Um monumento marca o local como la mitad del mundo ("o meio do mundo"). Devido à altitude e localização da cidade, o clima em Quito é razoavelmente constante, com uma temperatura máxima tipicamente ao redor dos 21 °C em qualquer dia do ano. Há somente duas estações em Quito, o verão (a estação seca) e o inverno (a estação chuvosa).
Quito foi fundada em 6 de dezembro de 1534 pelo espanhol Sebastián de Benalcázar com o nome de San Francisco de Quito.

## Etimologia
Segundo o pesquisador equatoriano Jacinto Jijón y Caamaño (1890-1950), a palavra Quito corresponde "à língua dos colorados, por sua base qui, particular dessa língua", é dizer, à língua tsafiqui (da etnia Tsáchila). Na mesma explicação aparece: "Quito, nome dessa capital, tem dado lugar a várias explicações: Quito, em quéchua significa pomba: Quito, província, sítio, comarca, espaço, largura, buraco".
No Vocabulário da língua geral de todo Peru, escrito em 1608 pelo religioso espanhol Diego González de Holguín, aparecem os nomes quito e quiti, como acepção de pomba, lugar ou província.
Outros autores acham que o nome é uma referência aos "Quitus" ou "descendentes de Quitumbe", os quais povoaram a atual área urbana de Quito desde o século XVI a.C..
O pesquisador Cristóbal Cobo criou em 2006 um projeto multidisciplinar com a ideia de recuperar os sítios arqueológicos de Quito. O nome do projeto virou Quitsato, de origem tsáfiqui e, que segundo as novas pesquisas significa "local do meio" e teria sido a origem do nome.
Dentro dos trabalhos desenvolvidos está a recuperação do morro Catequilla (2 660 m), localizado na região do vale de Pomasqui. No cume do morro foram achados dois círculos de pedra que provavelmente foram usados para observações astronômicas e rituais relacionados com o sol e a lua. O local está atravessado pela linha do Equador e constitui uma mostra da sabedoria dos antigos habitantes pré-incas.

## História

### Período Pré-cerâmico (14000 – 2000 a.C.)

#### Primeiros povoadores dos Andes equatoriais

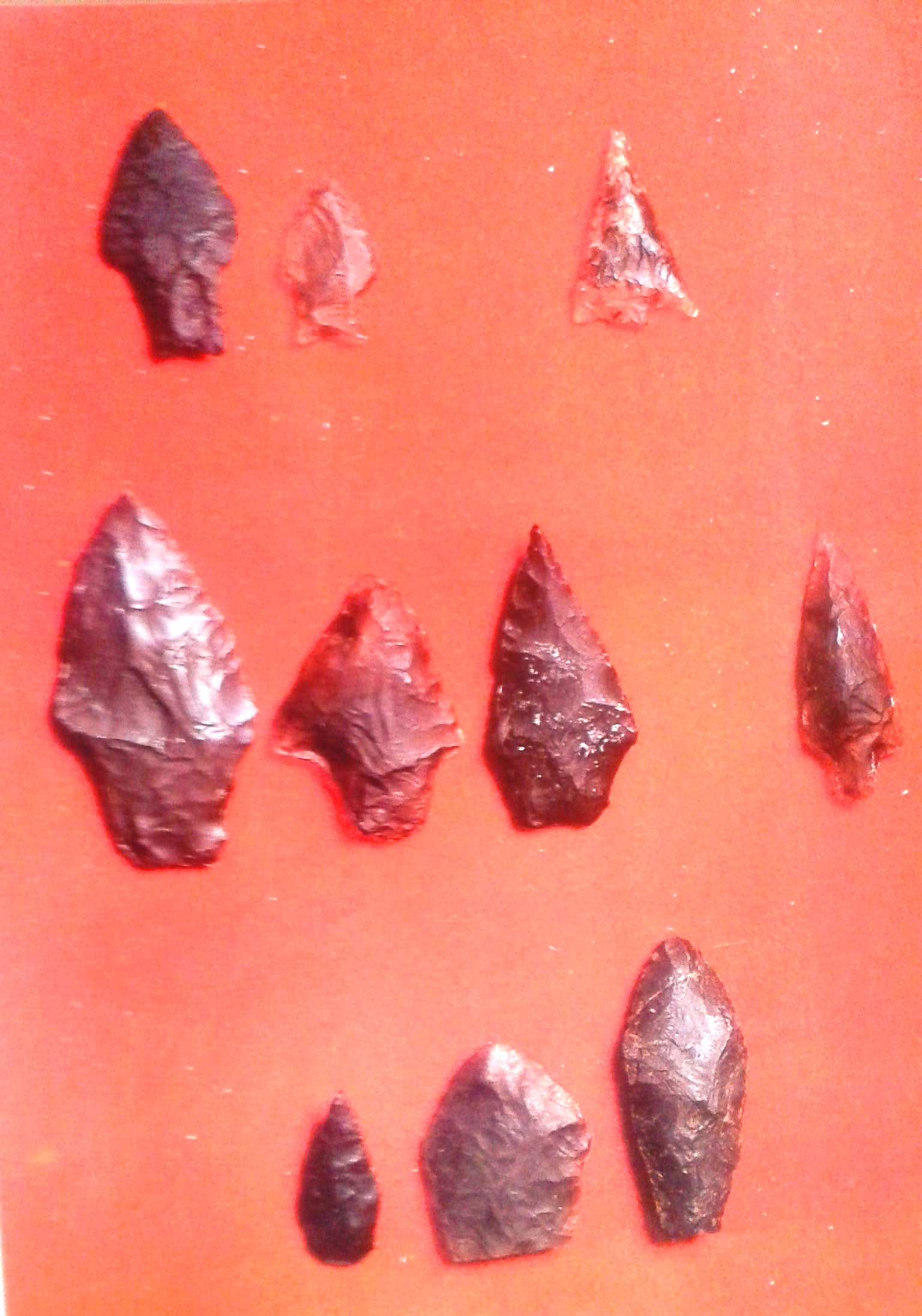
Pontas de lança de obsidiana do sítio arqueológico El Inga (8.000 a.C.).

Se pensa que por volta dos anos 14 000 e 13000 a.C., as condições ambientais resultantes do processo dos glaciares e a abundância dos bosques montanos nos vales andinos, abriram o caminho para a penetração e estabilidade de alguns grupos. A maioria dos restos materiais achados correspondem a instrumentos de caça ou de corte de peças. Um dos principais e mais antigas descobertas que confirmam a existência desses circuitos de caça é o sítio arqueológico de El Inga, aos pés do monte Ilaló e da cordilheira oriental.
Os caçadores e coletores foram pessoas que viviam de forma coletiva, se movimentavam de acordo às suas necessidades. Estavam organizados, provavelmente por “bandas”; compostas por homens e mulheres de todas as idades, onde o mais forte ou sábio (homem ou mulher), fora seu guia tanto na sobrevivência quanto na parte espiritual. O espírito do grupo e convivência que se originou neste tempo, continuou com predomínio até chegar ao que atualmente chamamos de coletividade (comunidade) de várias nacionalidades indígenas. O conhecimento e exploração respeitosa e religiosa da natureza, fez lhes rotar ciclicamente nos seus territórios, de acordo à presença de animais de caça ou às épocas de frutos. O longo tempo que durou este período, é uma mostra de que a humanidade foi conhecendo o comportamento de cada elemento da natureza e sua validez para la sobrevivência humana. Isto é conhecido como transumância, o que significa que não eram simples nômades como se pensava, porém que já tinham conhecimento dos ciclos. A trasumância é uma prática comum em muitos povos do mundo atual e é definida como um tipo de pastoreio em constante movimentação, adaptável no espaço e a zonas de produtividade cambiante. Se diferencia do nomadismo em ter assentamentos estacionais fixos e um núcleo principal fixo (povoado) do qual provem a população que a pratica. El Inga parece ter sido um acampamento base destes primeiros povoadores andinos.

As condiciones climáticas não têm permitido a preservação de restos ósseos, sejam dos primeiros povoadores de El Inga, ou dos animais que caçavam. Também não têm se achado vestígios de sua alimentação ou de sua moradia. O único material de que se tem para interpretar este complexo cultural é uma série de finos utensílios de pedra lavrados por seus habitantes. Os materiais mais comuns achados têm sido basalto e obsidiana. Segundo os relatórios do arqueólogo norte-americano Robert Bell de 1965 se estabeleceu que nesta zona existem instrumentos de pedra como: pontas de lança ou projetil, cortadores, facas bifaciais, raspadores, perfuradoras. No total, têm se determinado arredor de 50 diferentes tipos de objetos de obsidiana e basalto. Pontas de lança de forma chamada "cauda de peixe" estilo daquelas achadas em Clóvis, nos Estados Unidos são algumas peças caraterísticas.

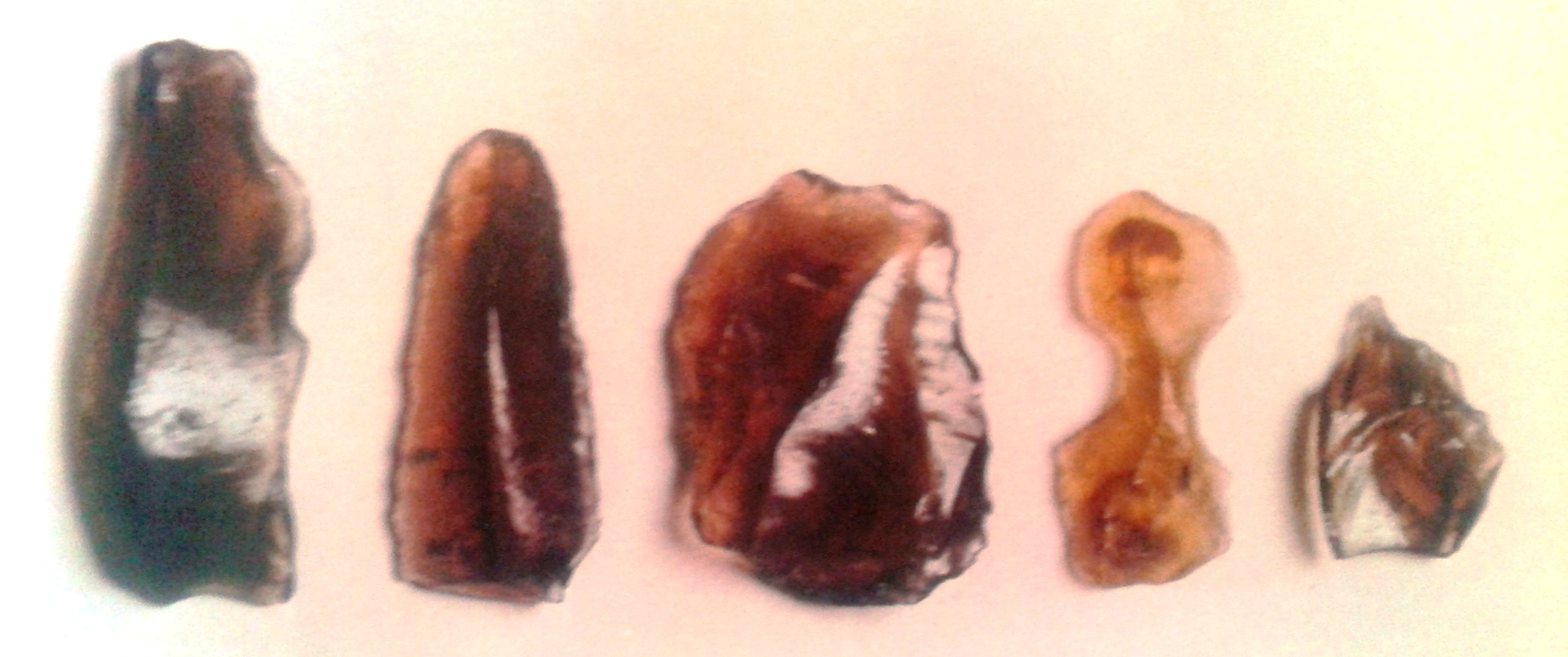
Facas e outras ferramentas de obsidiana de El Inga (8.000 a.C.).

### Período Formativo (2000 - 500 a.C.)

#### A origem da agricultura e a cerâmica
Segundo as pesquisas arqueológicas, a origem da agricultura e da cerâmica mais antiga das Américas está no litoral do Equador por volta do ano 3900 a.C. com a cultura Valdivia e no litoral atlântico da Colômbia em Puerto Hormiga. Quase mil anos depois, começou o processo de domesticação de plantas, sedentarização e aparecimento de novas tecnologias na região andina.

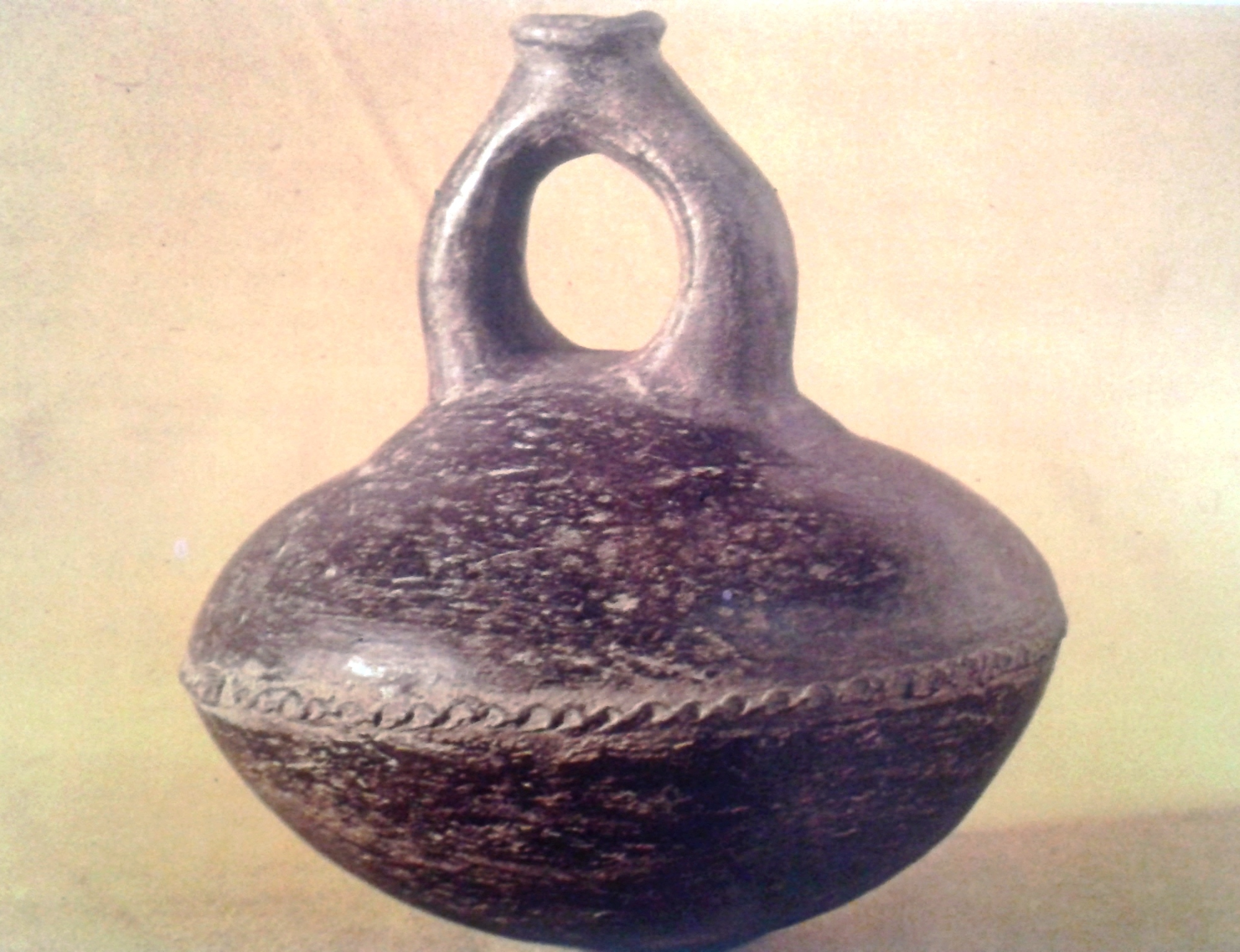
Garrafa de crâmica com alça-estribo de Cotocollao, parecida com a cultura Machalilla (1500 a.C.).

O arqueólogo Robert Bell escreveu sobre uma peça de cerâmica achada em El Inga, datada mediante C-14 em 1950 a.C. "Parece que na região do Ilaló existiu continuidade na ocupação humana desde o paleoíndio até o formativo".
No entanto, é na zona norte da atual cidade, no bairro de Cotocollao onde se encontraram os vestígios humanos mais antigos do período formativo. Este assentamento populacional se desenvolve a partir do ano 2000 a.C. e avança até 500 a.C.; o que dá uma permanência contínua de mais de dez séculos sustentada, principalmente pela agricultura (milho).
Neste local -localizado junto a uma antiga lagoa hoje seca- foi descoberto um grande vilarejo que foi crescendo até ocupar uma área de 26 hectares e alcançar uma população aproximada de 750 habitantes. Estava composto por vários bairros ou zonas de moradias agrupadas, as quais estavam separadas por zonas intermédias não construídas, geralmente correspondentes a leitos de voçorocas ou ravinas.

As moradias eram retangulares e tinham uma extensão de 5 por 8 metros. As suas paredes eram feitas com grandes postes recobertos com uma técnica parecida com o pau a pique e os tetos de palha. Foram construídas sobre degraus artificiais, de uma altura de uns 60 cm. No seu interior, ao longo das paredes, tinha plataformas de madeira para dormir. Abaixo do chão se escavaram poços de armazenagem e seu centro estava ocupado por um grande fogão para cozinhar e esquentar-se. Afora da casa, perto das paredes tinha outros fogões e poços de armazenagem.

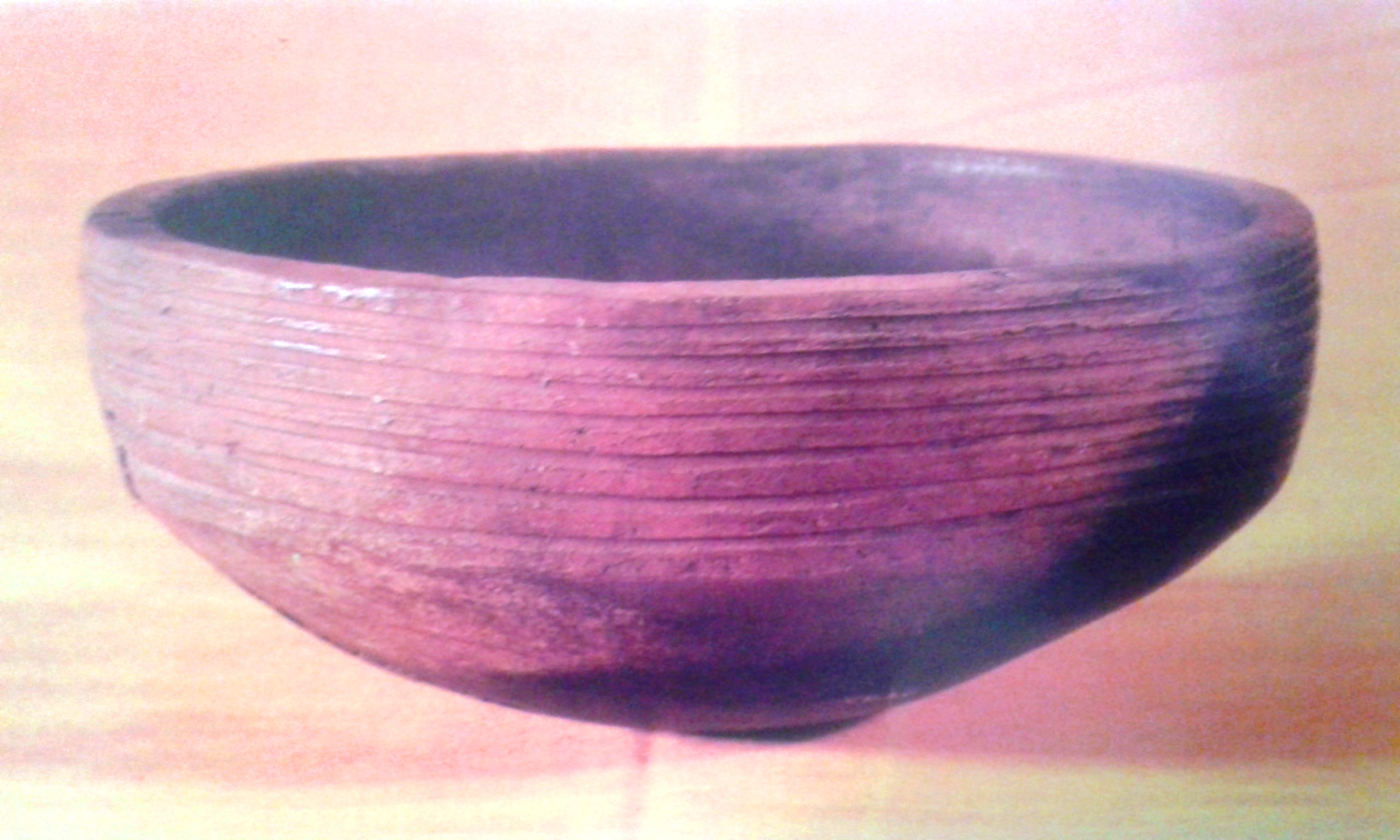
Tigela de cerâmica de Cotocollao (1500 a.C.).

Além das casas também existiam pequenos cemitérios nos quais se acharam mais de duzentos esqueletos em perfeito estado de conservação, graças em parte, à queda de cinza vulcânica acumulada.
As pesquisas arqueológicas revelaram dois tipos de enterros: os mais antigos foram túmulos escavados em cangahua (cinza vulcânica consolidada), onde se colocava o corpo do defunto deitado do lado, com as pernas dobradas contra o corpo com um simples enxoval composto por pedras.  Mais adiante, estes povoadores praticavam enterros primários (corpos flexionados, sentados e alguns com evidências de ter sido amarrados para manter a forma) e enterros secundários (ossos reagrupados por segunda inumação, os mais compridos colocados numas cestas ou suportes para os crânios).
A variada cerâmica permite aos arqueólogos reconstruir a história desta civilização. As técnicas utilizadas têm relação com a fase final da cultura Valdivia do litoral, além das culturas Machalilla e Chorrera. Devido à localização geográfica de Quito, entre as terras baixas do Pacífico e a bacia amazônica, a região converteu-se num importante eixo comercial muito ativo desde tempos muito antigos. Matérias primas exóticas como conchas marinhas ou algodão vieram de regiões muito distantes.
Os habitantes de Cotocollao foram especialistas no trabalho com pedras tão variadas como quartzo, serpentina, basalto e sílex que inclusive exportavam para o litoral além do vidro vulcânico da obsidiana. Houve uma rede muito forte de troca de produtos entre os Andes e o litoral.
Esta civilização foi destruída por uma erupção do vulcão Pululahua. Este evento não foi produzido repentinamente, mas de um jeito que deu tempo à população para abandonar a aldeia. O promédio das datas arqueológicas para a ocupação final oscila entre 500 a.C., enquanto a data geológica da cinza do Pululahua é datada por volta de 350 a.C..

### Período de Desenvolvimento Regional (500 a.C. - 1000 d.C.)

#### Jardín del Este, La Florida e Rumipamba
Entre 1919 a 1933, o arqueólogo alemão Max Uhle veio ao Equador convidado pelo arqueólogo Jacinto Jijón y Caamaño. Durante esse tempo fez escavações no vale de Cumbayá, localizado ao leste da cidade atual. Aqui achou vários enterros que deram para ele a ideia da existência de uma civilização caracterizada pelos avanços tecnológicos com a cerâmica. A localização geográfica desse povo encontra-se nos atuais vilarejos rurais de Tumbaco, Puembo, Pifo e Yaruqui ao leste, e se espalhou ao norte por Cayambe até Caranqui (atual Ibarra) e ao sul-leste por Chillogallo até Santo Domingo de los Tsáchilas.
Entre 1986 e 1987, novas escavações realizadas no condomínio Jardín del Este, apenas 700 metros mais distantes do local estudado por Uhle, confirmaram a presença de uma importante cultura pré-colombiana e que corresponderia a aquela descrita pelo religioso jesuíta Juan de Velasco no século XVIII como "Quitu".

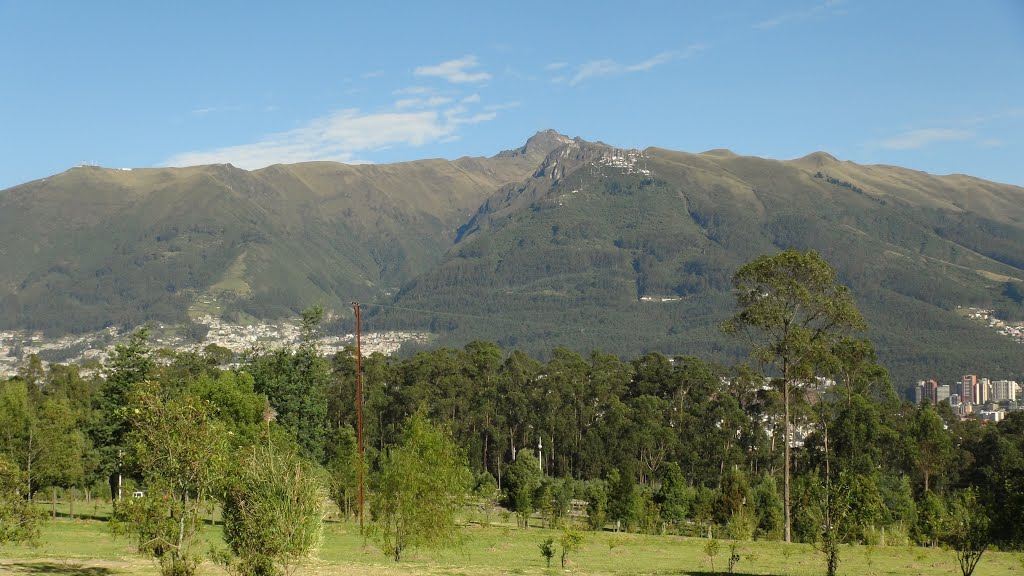
Vista do planalto de Quito onde se levanta o vulcão Pichincha. No atual Parque La Carolina se encontrava a lagoa de Iñaquito.

A atual cidade de Quito fica na parte mais estreita de um planalto e nos contrafortes da montanha Pichincha. Faz fronteira ao leste com vários morros como Puengasí, Guanguiltagua e Itchimbía que se encontram espalhados por ravinas produto do sistema de falhas da cordilheira dos Andes. Para o sul se estende até a zona de Tambillo e ao norte até Pomasqui-San Antonio. Seu terreno é irregular com altitudes que vão desde 2 850 a 3 100 m.
Dentro da cidade existem zonas lacustres que formam pequenos pântanos e que tiveram grande importância na época pré-hispânica para a obtenção de totora, hematites, peixes e aves e inclusive para a agricultura em camellones, como tem se demostrado em várias pesquisas.
Na zona urbana de la "Y", o antigo aeroporto e o bairro de Jipijapa os solos estão formados por argilas, limos e areias com pomes que correspondem a depósitos lacustres e vulcânicos, os mesmos que são a origem da extinta lagoa de Iñaquito (velho aeroporto).

A geologia do planalto condicionou os assentamentos pré-hispânicos nas ladeiras do vulcão Pichincha e seu aproveitamento agrícola. Seus moradores ocuparam as planícies inundadas desenvolvendo uma tecnologia agrícola de camellones como aqueles localizados perto dos conjuntos habitacionais de Chillogallo e Iñaquito na área urbana da cidade.

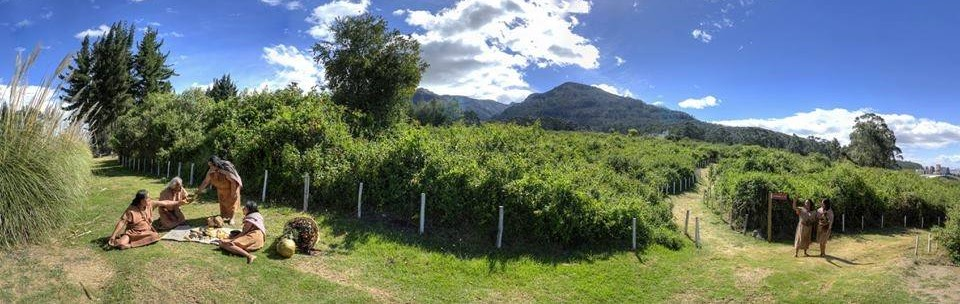
Encenação sobre os quitus apresentada no Parque Arqueológico de Rumipamba.

O atual bairro de La Florida, localizado nas ladeiras do vulcão entre os 2 900 e 3 000 metros de altura, entre as ravinas de La Pulida e San Juan, foi descoberta em 1983 uma necrópole que despertou o interesse de arqueólogos equatorianos e estrangeiros. As pesquisas arqueológicas na zona têm demonstrado que La Florida foi ocupada desde o período Formativo (2000 a.C.) até Integração (1500 d.C.). Trata-se de um assentamento complexo com locais habitacionais, zonas de cultura e necrópole. Seus moradores desenvolveram uma tecnologia muito avançada e comerciaram tanto com as diferentes aldeias do planalto de Quito, quanto com a serra, a Amazônia e o litoral. Possivelmente tiveram laços comerciais com os moradores da região noroeste nas encostas da cordilheira. Em 1999, na avenida Mariscal Sucre, conhecida como rodovia Ocidental, localizada ao norte da cidade, foram encontrados outros importantes vestígios dos antigos povoadores do planalto quitenho. Num terreno de 35 hectares, o Fundo de Salvamento liderado pelo arqueólogo Holguer Jara, se recuperou um sítio arqueológico, graças aos trabalhos da prefeitura e o Banco Central do Equador. Neste local se encontraram restos humanos desde o período Formativo (1500 a.C.), Desenvolvimento Regional (500 a.C.) e principalmente de Integração (1000 d.C.).

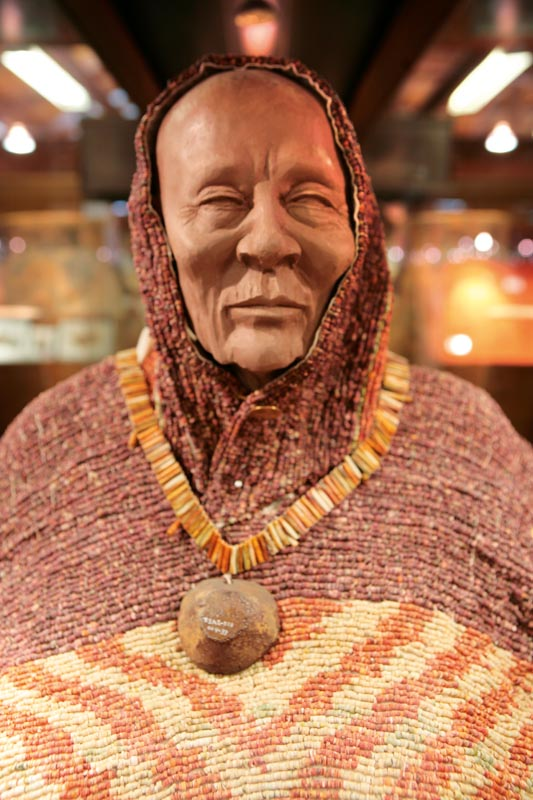
Reconstrução do rosto de um indígena Quitu no Museu de La Florida.

Todos estes restos achados nas escavações de Jardim del Este, La Florida e Rumipamba corresponderiam com a civilização chamada de Quitu.

### Período de Integração (1000 d.C.)
Denomina-se período de integração ao final da era pré-inca durante a história pré-colombiana equatoriana. É um intervalo de tempo, aproximadamente desde 1000 até 1500 d.C., quando alguns grupos começam identificar-se não só pela unidade cultural predominante segundo a área, mas também pelos cada vez mais vigorosos processos de unificação política, com formas variadas de organização estatal mais ou menos claramente estruturada.
Durante este período, as redes comerciais estabelecidas desde períodos anteriores deram lugar ao enriquecimento dos senhores do litoral e a uma maior complexidade arquitetônica dos povoados com grandes estruturas e rampas. Foi um longo período e de grande desenvolvimento cultural para a maioria dos grupos, durante o qual mudaram o decurso da história acontecimentos especialmente significativos: a ocupação inca e a conquista espanhola no final do século XV e começo do século XVI.
Entre os grupos humanos deste período histórico destacam-se nos vales andinos começando no sul do atual Equador: Paltas, Cañaris, Chimbos, Puruháes, Panzaleos, Quitus e Pastos na fronteira com a atual Colômbia. Nas bacias fluviais do litoral temos grandes confederações de mercadores e navegadores como os Manteño-Huancavilca e os Atacames e na Amazônia os Omaguas, Quijos e Canelos. Todas as civilizações conformaram redes de troca de produtos muito ativas e cujas trilhas ainda se conservam em várias regiões.

O local chamado "Quitu" converteu-se no eixo de comunicações entre a floresta tropical amazônica, os Andes setentrionais, a floresta nublada das encostas ocidentais da cordilheira até descer à planície costeira do Pacífico.  

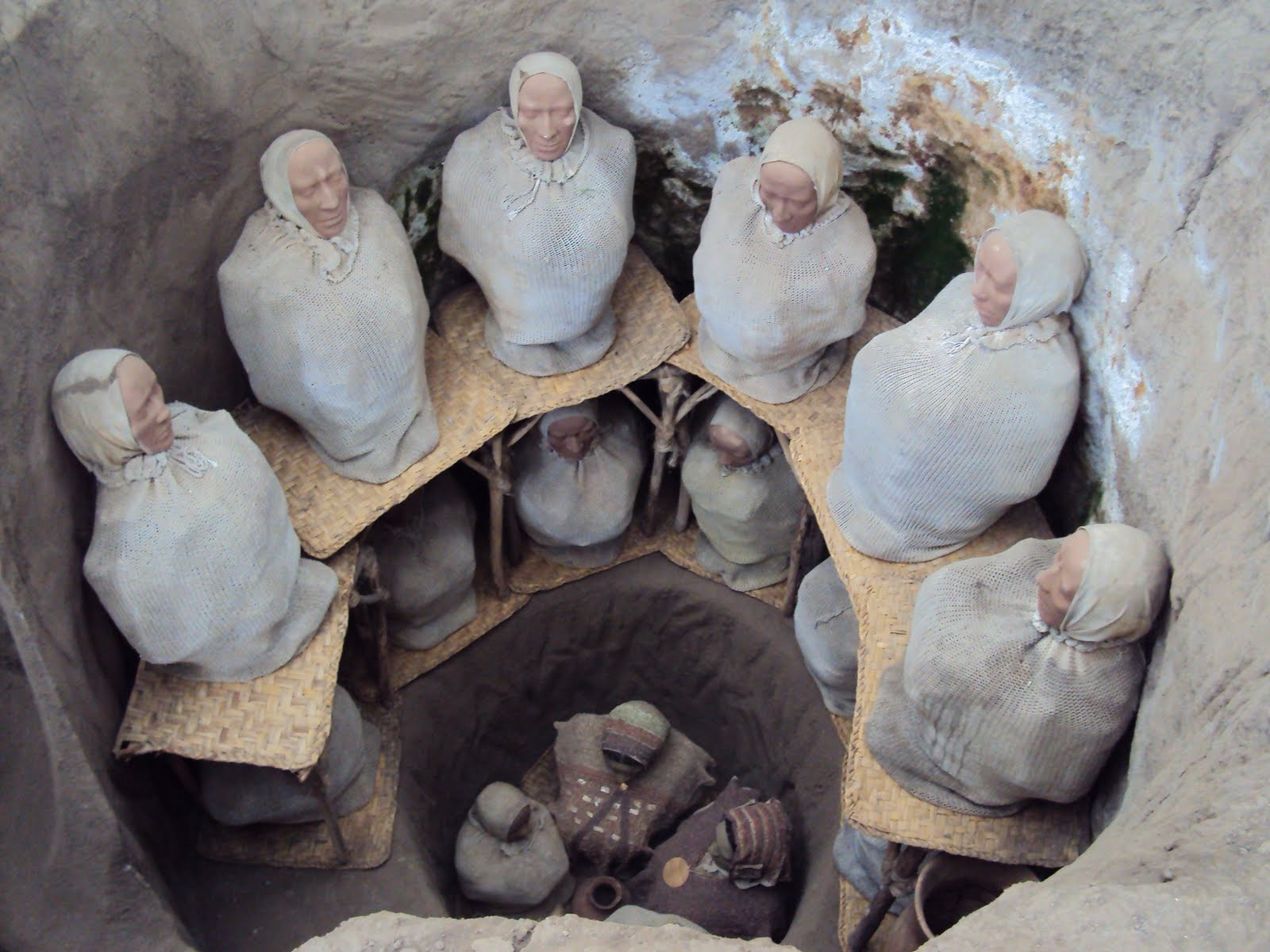
Túmulo múltiplo na necrópole de La Florida.

Os sítios arqueológicos de Rumipamba e La Florida têm sido os mais estudados pelos arqueólogos porque são os locais que possuem os vestígios melhor conservados.
Na necrópole de La Florida se acharam túmulos com uma datação de 620 d.C. até 1505 d.C. Os túmulos consistem em poços muito profundos que podem chegar até os 15 metros de profundidade, com um sistema construtivo muito similar com túmulos achados em outras civilizações do norte andino equatoriano e no sul da Colômbia, principalmente da civilização dos Pastos, conhecidos também como Carchi (600 d.C.) e que foram reportados por arqueólogos e historiadores como Jacinto Jijón y Caamaño, Carlos Emilio Grijalva e Carlos Manuel Larrea.
Os enterros estavam acompanhados por enxovais funerários que incluem, além da concha Spóndylus, concha, osso, cerâmica e alguns objetos metálicos. Estes achados, datados entre 100 (?) e 700 d.C., provavelmente representam uma fase formativa da metalurgia do norte do Equador (Pasto-Carchi) e o sul da Colômbia (Nariño).

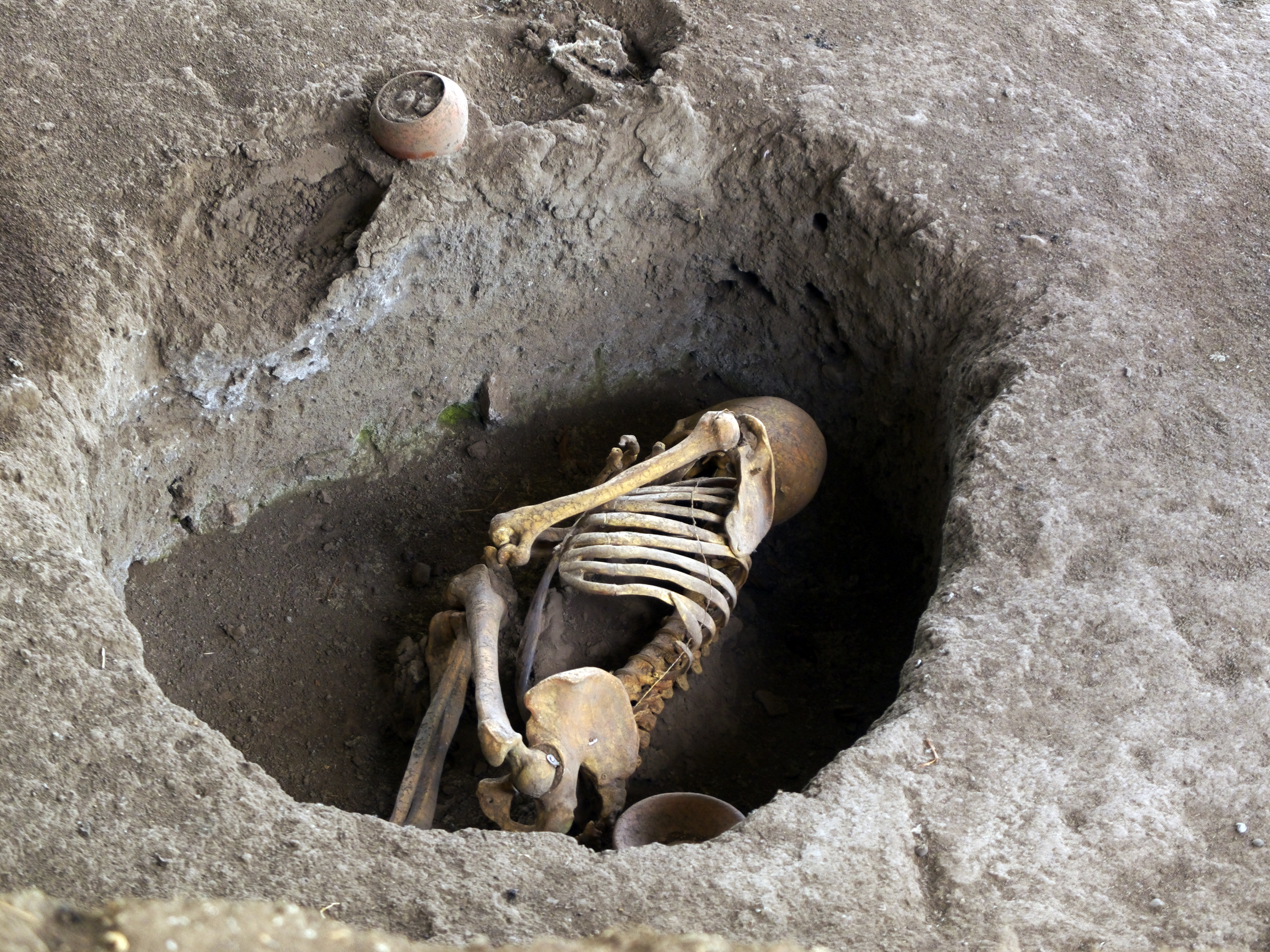
Enterro de poço em Rumipamba.

A técnica utilizada nas peças de metal foi martelada sobre ligas de ouro e cobre, chamadas tumbaga ou ouro quase em estado puro: a fundição é escassa. Algumas das peças mais representativas são colares, brincos, narigueiras, anéis e um cetro.
Quando León Doyon em 1989 realizou as escavações das sepulturas de poço profundo e câmara central em La Florida chegou à conclusão de que tratava-se de enterros de personagens da elite quitenha que nos seus rituais sacrificava a uma série de pessoas para que lhes acompanhassem na viagem ao além. Até esse momento, nenhum dos pesquisadores que tinha escavado este tipo de sepulturas nos Andes do norte tinha proposto esse tipo de rituais.
Outros túmulos escavados posteriormente constituem enterros múltiplos que têm relação a um pensamento simbólico representado tanto nos enxovais quanto na construção dos túmulos. As pessoas não teriam sido enterradas simultaneamente, mas de acordo iam morrendo, e nos túmulos 2 e 4 enxovais são individuais.

### A conquista inca (ca. 1490 - 1534)

#### Expansão do império

O "Caminho real dos incas" uniu todo o império do Tahuantinsuyo desde o sul da Colômbia até o norte do Chile e da Argentina. As maiores cidades foram Cusco, Tomabemba e Quito.

Os incas constituem uma grande civilização que dominou uma ampla faixa de terras pelo território sul-americano. De acordo com
um relato de natureza mítica, o povo inca se fixou inicialmente na região de Cuzco e teve como primeiro grande líder Manco Capac e a sua esposa Mama Ocllo. Tudo isso ocorreu no ano 1200 depois de Cristo. Por causa das condições geográficas mais favoráveis, a presença inca se concentrou primeiramente na região central dos Andes.
Por volta do ano 1300, os incas estabeleceram um processo de expansão territorial que buscou os planaltos encravados entre as montanhas andinas e as planícies do litoral Pacífico. Sob a tutela do imperador
Pachacuti, começou a expansão territorial do império. Os incas chegaram dominar os territórios do Peru, a Bolívia, o norte do Chile e da Argentina.
No ano 1460, começaram a expansão ao norte andino, chegando ao atual Equador e o sul da Colômbia. A capital administrativa do império era Cuzco no Peru, porém o inca Túpac Yupanqui fundasse a cidade de Tumipamba no antigo aldeamento da cultura cañari de Guapondélig. Este inca casou com uma princesa indígena e teve um filho chamado Huayna Cápac, quem continuou a conquista do norte até chegar à atual cidade de Pasto, no sul colombiano.
O atual Equador foi a província do Chinchaysuiu, que significa "terra do jaguar". A conquista do que hoje é território equatoriano devia estar motivada, em grande medida, por causa da alta produtividade agrícola dos vales andinos, sobretudo em milho e batatas. Também pode ser o fato de ter tipos de culturas especializadas nos Andes setentrionáis como o caso da coca, a planta sagrada que se cultivava de forma
especial na região de Pimampiro (atual província de Imbabura). Além disso, como as populações do norte do Equador atual sabiam melhor do que ninguém cultivar essa planta, grupos inteiros de moradores dessa zona foram trasladados aos vales de clima similar de outras regiões para melhorar e ampliar seu cultivo.

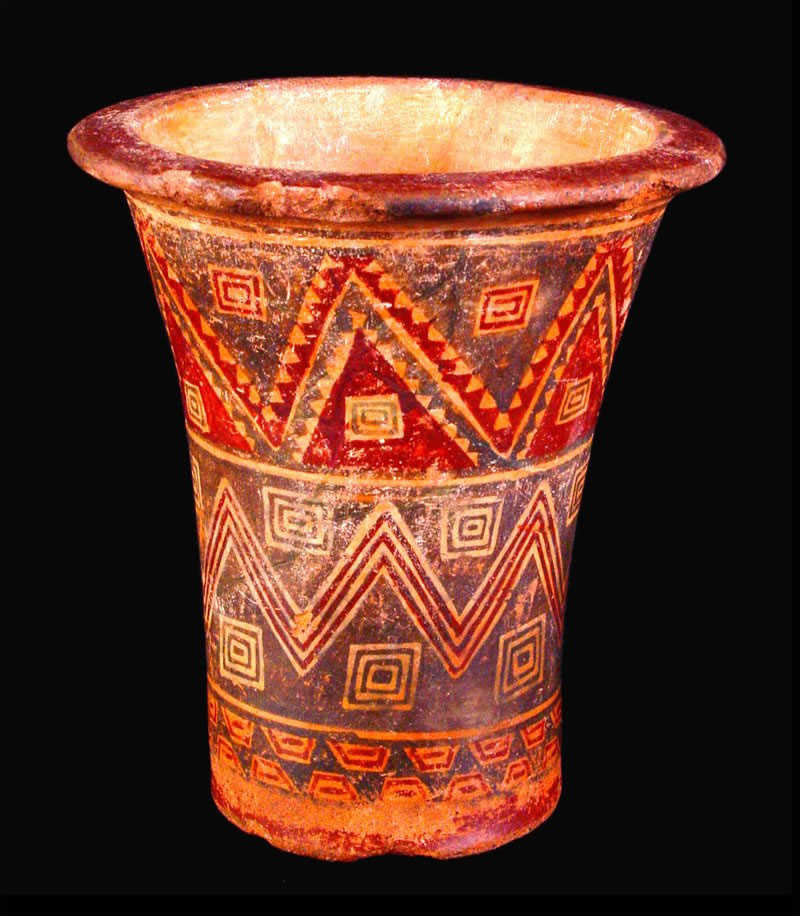
"Keru", copo cerimonial inca feito em madeira no século XVI. Museu Nacional do Equador.

Outra razão para a conquista do norte andino pode estar relacionada com o fato de que a costa equatoriana era o principal
local da América para a obtenção do "mullu" ou concha Spondylus, objeto de grande valor para os povos andinos, tanto pelo seu significado
religioso (culto à fertilidade e oferendas aos deuses) quanto pelo grande valor
como matéria prima para fazer jóias e enfeites.
A conquista Inca desta região foi iniciada no século XV por Túpac Inca Yupanqui, filho de Pachacútec, fundador do império inca. Seu filho, Huayna Cápac, foi o primeiro soberano nascido no atual território equatoriano e que estabeleceu a sua residência em Tomebamba, batizada pelos espanhóis como cidade de Cuenca. Ele conquistou o território dos Quitus mediante cruentas guerras travadas nos territórios dos indígenas caranquis (atualmente nas províncias de Pichincha e Imbabura) e a sua vitória definitiva a conseguiria após a massacre acontecida na lagoa de Yaguarcocha («lagoa de sangue», em quéchua) no ano de 1532.

### Colônia

#### Conquista e colonização espanhola: 1526-1534
Mesmo que os primeiros contatos dos espanhóis com território equatoriano começaram em 1526, a verdadeira empresa conquistadora desatou em 1534 como conquistador Sebastián de Benalcázar. O conquistador, sem consentimento de seus superiores, começou a conquista de Quito desde a cidade de San Miguel, ao norte do Peru. Quando recebeu notícias que o conquistador Pedro de Alvarado, governador da Guatemala estava se aproximando com uma grande frota ao litoral daquelas terras, onde segundo a tradição estavam escondidos os tesouros do Atahualpa, Benalcázar e um exército de quase duas centenas de homens e cerca de oitenta cavalos empreenderam uma viagem em direção norte.
A resistência indígena à invasão espanhola liderada pelo general inca Rumiñahui, continuou durante 1534, com Diego de Almagro fundador de Santiago de Quito (nos dias atuais Colta, perto de Riobamba), em 15 de agosto do mesmo ano. Em 28 de agosto a cidade foi rebatizada para San Francisco de Quito. A cidade mais tarde mudou-se para a sua atual localização e foi refundada em 6 de dezembro de 1534 por 204 colonos liderados por Sebastián de Benalcázar, que capturou o Rumiñahui e terminou eficazmente qualquer resistência organizada.

Rumiñahui foi então executado em 10 de janeiro de 1535. Em Talavera, o imperador Carlos V assinou a declaratória por Cédula Real em 14 de março de 1541, como cidade, e em 14 de fevereiro de 1556, foi dado o título Muy Noble y Muy Leal Ciudad de San Francisco de Quito ( "Muito Nobre e Leal Cidade de San Francisco de Quito"), além de lhe dar a bandeira e o brasão de armas que se usa até hoje. 

Viagem do Francisco de Orellana pelo Amazonas em 1542.

#### A conquista do Amazonas: 1541-1542
Gonzalo Pizarro é nomeado Governador de Quito e em 1541 organizou uma expedição a terras orientais. Levou inúmeros indígenas que morreram no trajeto. Decidiram seguir a rota explorada antes pelo Gonzalo Díaz de Pineda. Na expedição se uniu o Francisco de Orellana. Diante da falta de privações e alimentos, Orellana é enviado a continuar rio abaixo num bergantim, que acaba chegando no Rio Amazonas em 12 de fevereiro de 1542. Pizarro, sem ter notícias, decidiu voltar para Quito só com 80 homens do total que acompanharam a expedição. O Orellana continuou a viagem até o Atlântico e finalmente a Espanha para informar ao rei sobre esta nova descoberta que seria uma das mais importantes da história colonial da América.

#### Lutas de poder entre os conquistadores: 1537-1548

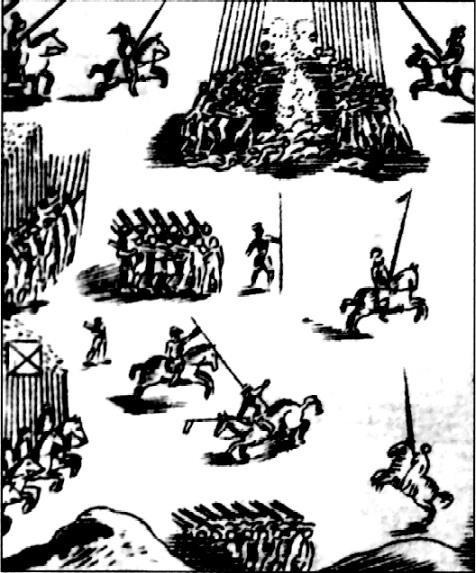
Batalha de Jaquijahuana em 1548.

As lutas pelo controle dos novos territórios conquistados produziram as batalhas de Salinas e Chupas entre os que apoiavam a Diego de Almagro e a Francisco Pizarro, conhecidos como "almagristas" e "pizarristas". A Coroa interveio enviando representantes para pacificar a região e estabelecer seu controle. A promulgação das Leis Novas do Rei Carlos I em 1542 e completadas no ano seguinte, fez o ambiente de guerra continuar entre os conquistadores. Os mais conhecidos representantes dessas leis foram os sacerdotes dominicanos Francisco de Vitoria e Bartolomé de las Casas. Dentro daquelas reformas estava a proteção dos índios e a proibição para os religiosos e os espanhóis de ter encomiendas (um sistema de escravidão e exploração contra os índios).
O encarregado da execução das Leis Novas nesta parte do continente foi Blasco Núñez de Vela, primeiro Vice-Rei do Peru, quem assumiu o governo depois do Vaca de Castro em 17 de maio de 1544. Em 18 de janeiro de 1546, se travou um combate conhecido como Batalha de Quito ou Batalha de Iñaquito porque foi travada no local que atualmente está conformado pelos parques La Alameda e El Ejido. Núñez de Vela morreu tragicamente decapitado, embora Benalcázar tenha sido perdoado.
A resposta da Coroa a semelhantes acontecimentos sangrentos foi tentar uma negociação com os colonos recém-chegados que tinham a ambição de obter privilégios e estavam enfrentados com os encomendeiros. As autoridades decidiram não aplicar as polêmicas leis, dando certo controle dos assuntos americanos aos colonos, em troca de consolidar a unidade.
Para enfrentar a Pizarro o religioso Pedro de la Gasca foi designado para isso. O clérigo obteve o apoio dos colonos e conseguiu levantar uma importante força militar. O governador Pedro Puelles, colocado em Quito por Pizarro foi assassinado e os dois exércitos acabaram se enfrentando em Jaquijaguana, perto de Cusco a inícios de 1548. Pizarro foi derrotado e executado com seus tenentes. Finalmente a Coroa consolidou o seu poder mesmo com certas concessões ao poder local.

#### Da criação da Real Audiência de Quito à Rebelião das Alcabalas: 1563-1593

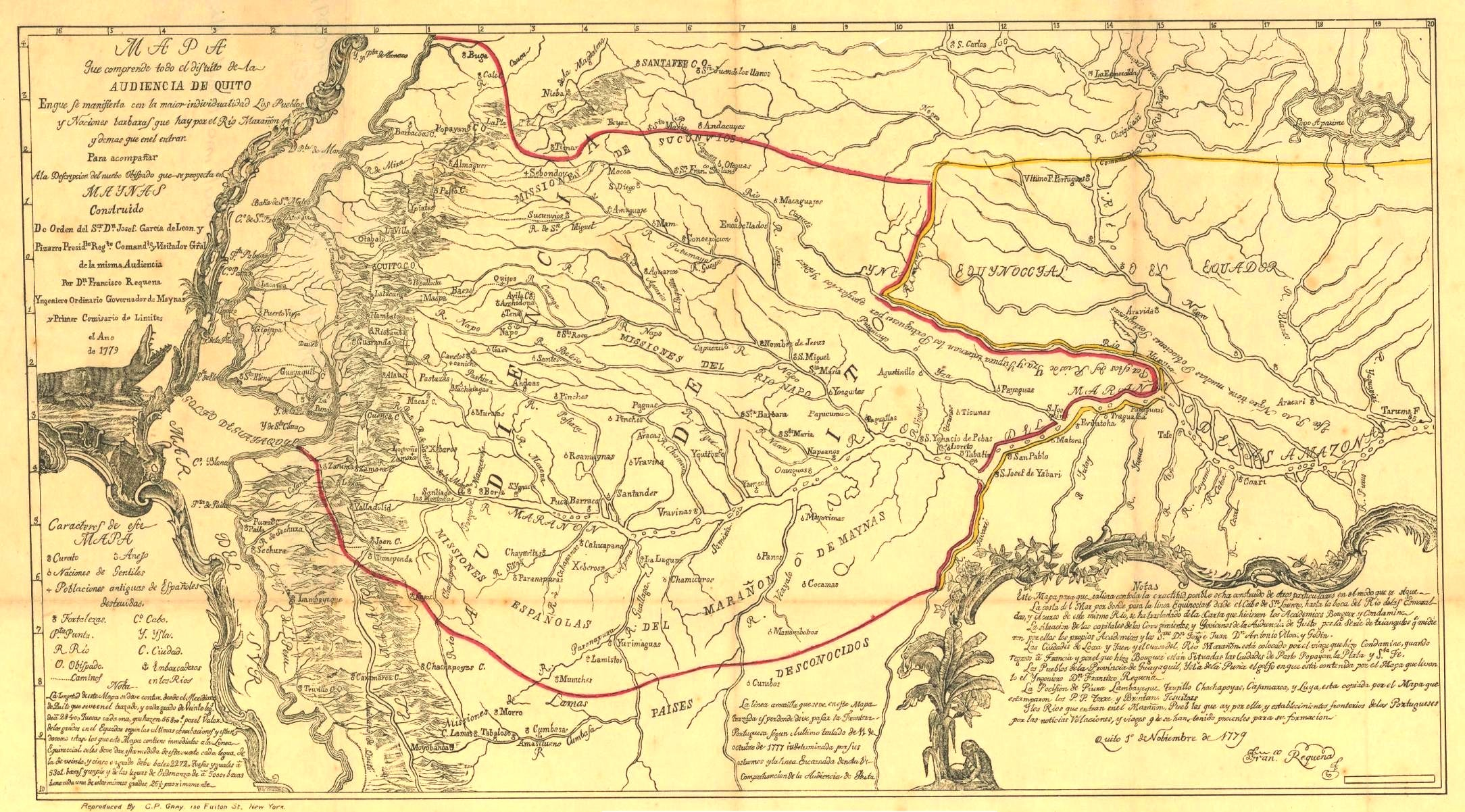
Mapa da Real Audiência de Quito de 1779.

Após a conquista militar e para segurar o domínio, o estado espanhol implantou sua nova administração, através de três instituições importantes: cabildo, bispado e audiência adequadas por força das circunstâncias ao meio em que foram implantadas. O cabildo se encarregou da partilha de terras e a proteção dos índios, além de se converter no custódio dos interesses econômicos de uma nova elite urbana.
A criação do bispado de Quito em 1551 era a instituição mais importante porque era a ligação entre o estado e a igreja.
Em 29 de agosto de 1563, o Rei Felipe II criou a Real Audiência de Quito, que era um distrito administrativo dependente do Vice-reinado do Peru com a capital em Lima. O estabelecimento dessa audiência consolidou o reconhecimento da unidade particular que no geográfico e histórico formavam os territórios designados a esta divisão administrativa, cuja função principal era ser tribunal superior da justiça, com funções adicionais no legislativo, executivo, econômico e militar, com enorme autonomia efetiva.

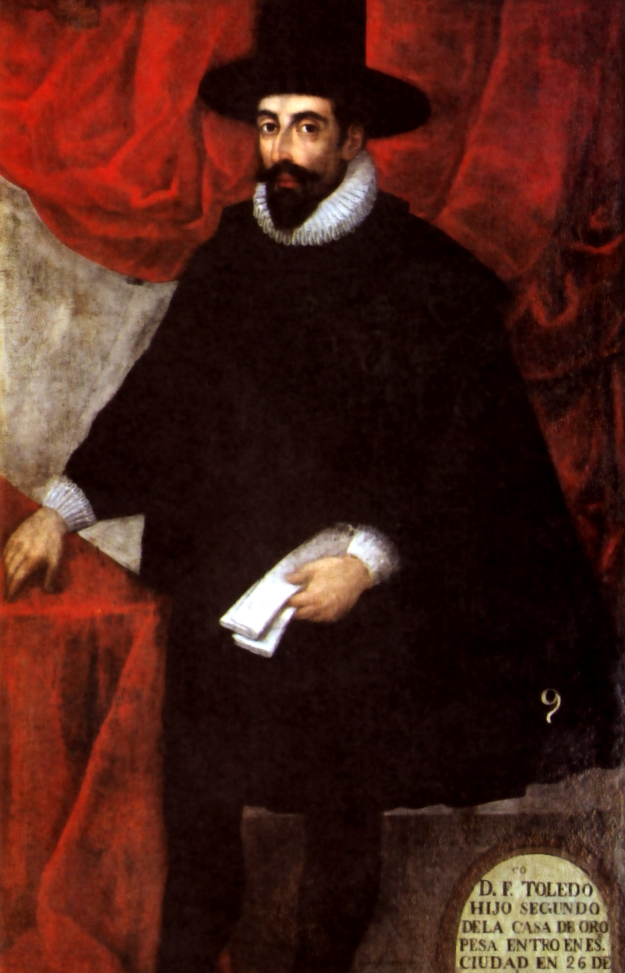
Francisco de Toledo, vice-rei do Peru (1569-1581).

A principal autoridade da Real Audiência de Quito era o Presidente que era um espanhol nomeado pela Coroa.
Além das cidades de fundação espanhola, houve vários aldeamentos indígenas conservados. A nova legislação colonial estabeleceu uma divisão entre a República dos brancos e a República dos índios. Uma das primeiras formas de governo colonial espanhol foi conhecida como mandato indireto, que consistia em manter as autoridades indígenas com o objetivo da cobrança de impostos.
Durante o governo do vice-rei Francisco de Toledo no Peru (1569-1581) se realizaram várias reformas fundamentais administrativas e fiscais que consolidaram o poder colonial em todo o vice-reinado e na Audiência de Quito.

No fim do século XVI em Quito houve um conflito entre o presidente da Audiência Manuel Barros de San Millán, de inclinações em favor dos índios, e o Cabildo, instituição que defendia os interesses dos brancos. Entre 1592 e 1593 se travou a Revolta das Alcabalas contra a plicação de um imposto que atingia o comércio local. Afinal triunfou mais uma vez a Coroa, mas se manteve um certo equilíbrio de forças entre ela e os poderes locais.

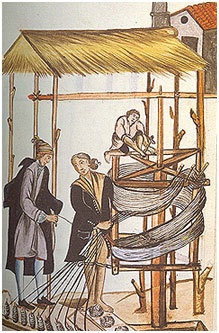
Obraje numa aquarela do século XVIII.

#### Consolidação colonial, terremotos e vulcões: 1600-1700
Entre a última década do século XVI e as primeiras do século XVIII houve uma relativa estabilidade econômica e social. Ao mesmo tempo que se robustecia a burocracia colonial espanhola, uma nova diversidade étnica se profundava.
O século XVII iniciou com a administração do presidente Miguel Ibarra, quem fundou a cidade que leva seu nome em 1606. Durante esse período se continuou com a construção de igrejas e conventos como a igreja da Companhia, El Sagrario, Guápulo e San Diego. As missões religiosas se espalharam pela região oriental, enquanto se regularizou a produção dos estaleiros de Guayaquil.
Por volta da década de 1560, a Real Audiência de Quito começou a mostrar-se como uma região estratégica dentro do sistema comercial hispano-americano como produtora de tecidos provenientes dos obrajes instalados pelos espanhóis, principalmente na Serra centro-norte (atuais províncias de Chimborazo, Tungurahua, Cotopaxi, Pichincha e Imbabura). Nestas terras os indígenas eram conhecidos desde tempos remotos por sua habilidade têxtil que foi aproveitada pelos ibéricos.

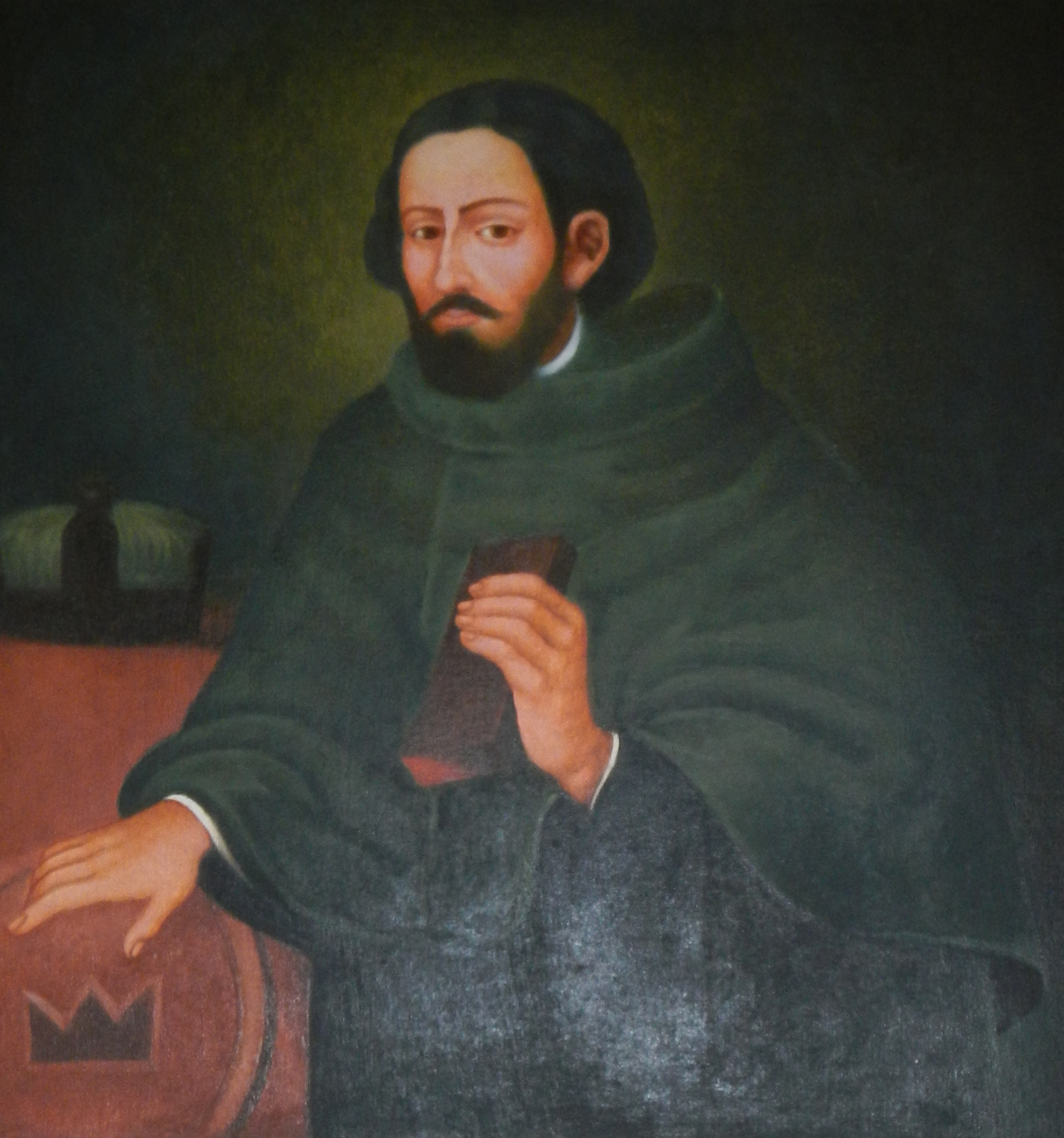
Antonio de Morga, presidente de la Real Audiência de Quito (1615-1636).

Na mesma época, os conquistadores descobriram as minas de ouro de Zaruma, consideradas por muitos cronistas como as terras mais ricas até chegar em Potosi. A Coroa autorizou sua exploração, cujo auge se desenvolveu entre 1585 a 1628. A mineração se converteu no primeiro motor dinamizador da economia colonial até a descoberta das minas de prata do morro de Potosi na Bolívia e se acabaram as minas zarumenhas.
A riqueza da Audiência, por falta de minas, se concentrou na produção de têxteis. Os principais mercados eram as cidades de Lima e Potosi. Por volta do ano 1600, Quito tinha se consolidado como o mais importante centro têxtil da América do Sul. A dificuldade de trazer tecidos da Espanha, a abundante mão de obra indígena barata e com grande domínio das mais variadas técnicas e a necessidade de ter gente trabalhando com o objetivo de recolher impostos para o rei, foram alguns determinantes para o sucesso da produção têxtil. Com frequência os obrajes foram locais de exploração com condições de trabalho inumanas.
Durante a presidência de Antonio de Morga (1615-1636), a produção têxtil chegou ao máximo. Em 1622 foi fundada a Universidade de São Gregório Magno pelos jesuítas que existiu junto com a Universidade de Santo Tomás que era dos dominicanos. O poder civil e eclesiástico e as lutas entre espanhóis e crioulos por ter o controle das ordens religiosas foram a tônica que marcou esse período.
Entre 1630 a 1650 houve dificuldades econômicas ao mesmo tempo que se produzia o monopólio de terras por parte dos espanhóis. Erupções vulcânicas, pestes e ataques piratas no porto de Guayaquil atingiram a Real Audiência. Por volta de 1678, Lope Antonio de Munive foi nomeado Presidente e na sua época, para evitar a divulgação das pestes, o rei ordenou encerrar a criação de novos obrajes.
Em 1660 houve uma forte erupção do vulcão Guagua Pichincha que produz queda de cinza e fluxos piroclásticos e geração de lahars secundários em vários setores do vulcão.
A última década  do século XVII foi atingida por uma forte seca, além de um terremoto que destruiu a cidade de Tacunga (atual Latacunga) em 1692, e que atingiu de novo em 1698, provocando muitas perdas e danos a Tacunga, Ambato e Riobamba. A crise econômica que começou no final deste século, continuou no seguinte. No entanto, as atividades produtivas e comerciais eram ainda grandes. Em 1681 existiam duzentos obrajes que ocupavam quase trinta mil operários.

#### Da Missão Geodésica à Ilustração: 1736-1808.

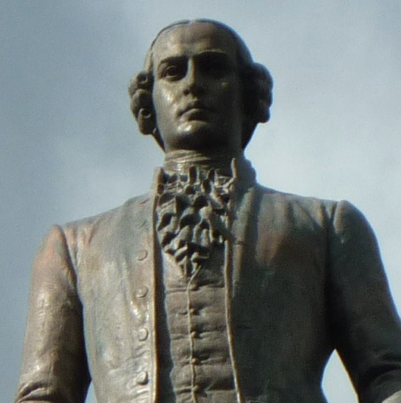
Pedro Vicente Maldonado.

O século XVIII foi o cenário de mudanças profundas e nem sempre positivas na província de Quito. A morte do rei Carlos II da Espanha, conhecido como "O Feitizado", provocou um caos político e a sua sucessão desencadeou uma guerra na Península Ibérica entre várias nações europeias que terminou com a dinastia dos Habsburgos e marcou a entrada da dinastia Bourbon. Mesmo que a guerra não atingiu diretamente nas colônias de ultramar, a instauração da casa de Bourbon no trono espanhol gerou várias mudanças sociais, econômicas e políticas.
As Reformas Borbônicas incluíram mais controles sobre o comércio das colônias e pressões para a compra de produtos feitos na Espanha. Em 27 de maio de 1717 foi criado o Vice-Reino de Nova Granada com a sua capital em Santa Fé de Bogotá.  Quito tornou-se dependente dele, mas foram anos de instabilidade, porque com a supressão do que vice-reinado em 1723, Quito novamente dependeu do Peru até 1739 quando o Vice-Reino foi restaurado. A situação econômica agravou-se neste século. A relativa autonomia alcançada no século XVII desabou.
Quito perdeu seus mercados para vender seus têxteis e a pobreza aumentou, ao mesmo tempo que várias instituições novas foram criadas como a fazenda pública enquanto a Coroa dava a concessão de títulos de nobreza.
A situação se complicou com o aumento das tensões entre o poder civil e eclesiástico. A Igreja Católica tinha o controle da maioria das terras, além da cultura das pessoas.
Entre 1728 e 1736 governou a Real Audiência o presidente Dionisio Alcedo y Herrera, funcionário representante da Casa de Bourbon, que tentou fazer várias reformas para reformar a administração pública e controlar o poder privado e a Igreja, principalmente a anarquia dentro do clero.

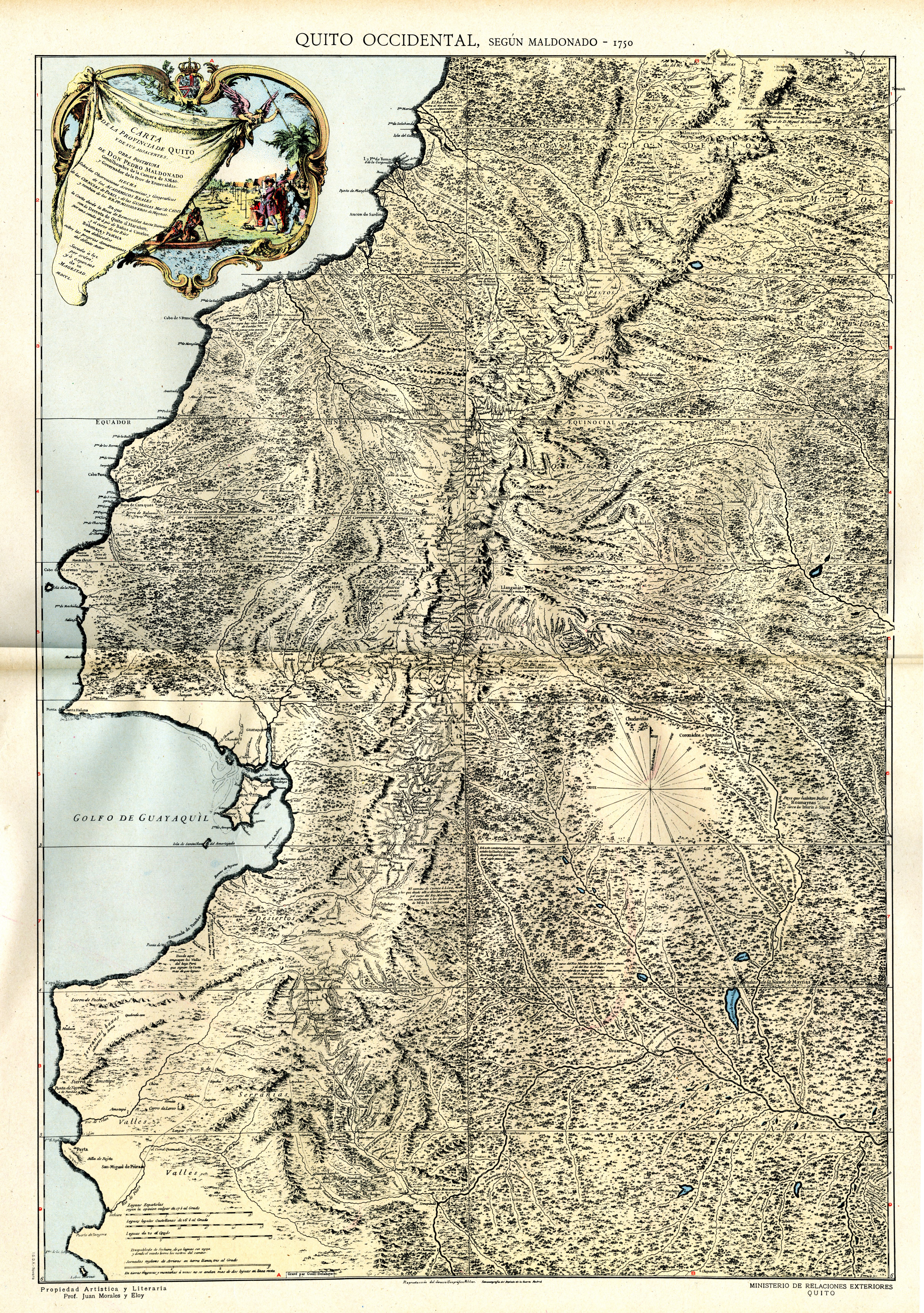
Carta Geográfica da Real Audiência de Quito feita em 1750 por Pedro Vicente Maldonado.

Foi quase no final da sua administração que chegou em Quito a Missão Geodésica Francesa, organizada pela Real Academia de Ciências de Paris e o Rei Luis XV da França. O principal objetivo foi medir um arco do meridiano terrestre. No entanto, além da ciência, a missão teve influência na divulgação de novas ideias ilustradas à elite quitenha. Dentro da missão destacou o geógrafo quitenho nascido em Riobamba Pedro Vicente Maldonado.
Entre 1745 a 1753 governou Félix Sánchez de Orellana III Marquês de Solanda, único quitenho que foi presidente da Real Audiência e que fez algumas reformas ao Palácio Real. Durante sua presidência houve enfrentamentos entre chapetones e crioulos que não conseguiu controlar. Entre 1753 a 1761 governou Juan Pío Montúfar y Frasso, I Marquês de Selva Alegre. Durante a administração do Manuel Rubio de Arévalo (1761-1767), o Estado consolidou a centralização do poder político. A pior medida foi o estabelecimento do "estanco" ou monopólio das aguardentes em 1764. Ao mesmo tempo se decretou um novo imposto na alfândega que racionalizava a cobrança da alcabala, que era o imposto às vendas que cobrava a Coroa. Isso atingiu negativamente aos produtores de aguardente e aos comerciantes. Em 1765 o povo fez a rebelião dos estancos que desencadeou uma série de revoltas nos setores populares e indígenas que foram cruelmente reprimidas pelas autoridades.
José Diguja foi presidente entre 1767 a 1788 e durante seu período aplicou uma política intervencionista, típica do reinado de Carlos III. Foi este presidente que teve que executar a ordem de expulsão dos jesuítas em 1767.
As reformas acrescentaram as lutas pelo poder político e econômico até o final do século XVIII.
No meio disso, a Coroa espanhola se via ameaçada constantemente pelo perigo de que seus territórios de ultramar fossem invadidos por ingleses e franceses. Para evitá-lo, se decidiu explorar aquelas terras longínquas e conseguir o duplo propósito de reivindicar a sua posse e, ao mesmo tempo, fazer um inventário dos recursos naturais que podiam ser úteis na indústria, a medicina e o comércio. Com este fim, se organizaram três grandes expedições: a do Peru (1777–1788), a da Nova Granada (1783–1815), e a da Nova Espanha (1787–1803).
Em 1985, o médico e pesquisador equatoriano Dr. Eduardo Estrella descobriu nos arquivos do Jardim Botânico Real de Madri toda a informação da expedição botânica desenvolvida pelo botânico Juan José Tafalla Navascués entre 1799 a 1808 e que foi conhecida como Flora Huayaquilensis.
No entanto, apesar dos problemas, esse período conhecido como ilustração, viu florescer as artes e as ciências em Quito com personagens importantes como o médico e jornalista Eugenio Espejo (1747-1795), um dos pioneiros das letras latino-americanas e das ideias libertárias; o jesuíta Juan de Velasco, autor da História do Reino de Quito, considerada a primeira obra monumental sobre a história e identidade do atual Equador. No plano das artes, a Escola Quitenha chegou ao seu clímax com grandes artistas como o indígena Manuel Chili Caspicara e o mestiço Bernardo de Legarda.

### Independência e Grã Colômbia

#### A Revolução de Quito (1808-1812)

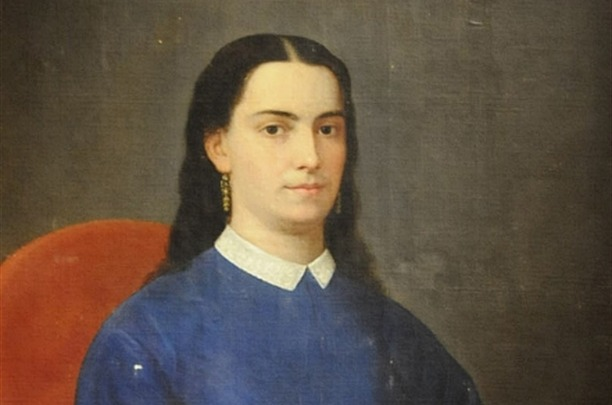
Manuela Cañizares.

A invasão napoleônica da Península Ibérica converteu às autoridades peninsulares em usurpadores do poder. A nobreza crioula americana resolveu a criação de juntas de governo, com o propósito de exigir o retorno ao monarca legítimo. Em 25 de dezembro de 1808, uma turma de crioulos aristocratas de Quito se reuniu num jantar de natal na fazenda Chillo Companhia, propriedade de Juan Pío Montúfar y Larrea, II Marquês de Selva Alegre. Alguns meses depois, em 9 de agosto de 1809, na casa da quitenha Manuela Cañizares, fizeram outra reunião. Entre os personagens mais importantes estavam Juan de Dios Morales, Antonio Ante e Manuel de Quiroga, além do marquês que foi eleito presidente daquela junta.
Os complotados desconheceram a autoridade do Conde Ruiz de Castilla, presidente da Audiência e em 17 de agosto de 1809 assinaram uma tentativa de independência.
A vida daquela junta foi precária. O apoio esperado de Cuenca, Guayaquil e Pasto não pôde conseguir-se. As autoridades espanholas controlaram a situação. Infelizmente a milícia quitenha não teve um bom nível de organização. O Vice-rei de Lima enviou uma força militar que cercou Quito, enquanto o Vice-rei da Nova Granada mandou tropas pelo norte e finalmente a junta teve que dissolver-se. O conde Ruiz de Castilla voltou ao governo, oferecendo indulto para os rebeldes, mas na verdade aprisionou a mais de cem revolucionários nos cárceres do Quartel Real que foi instalado dentro do prédio da antiga universidade dos jesuítas.

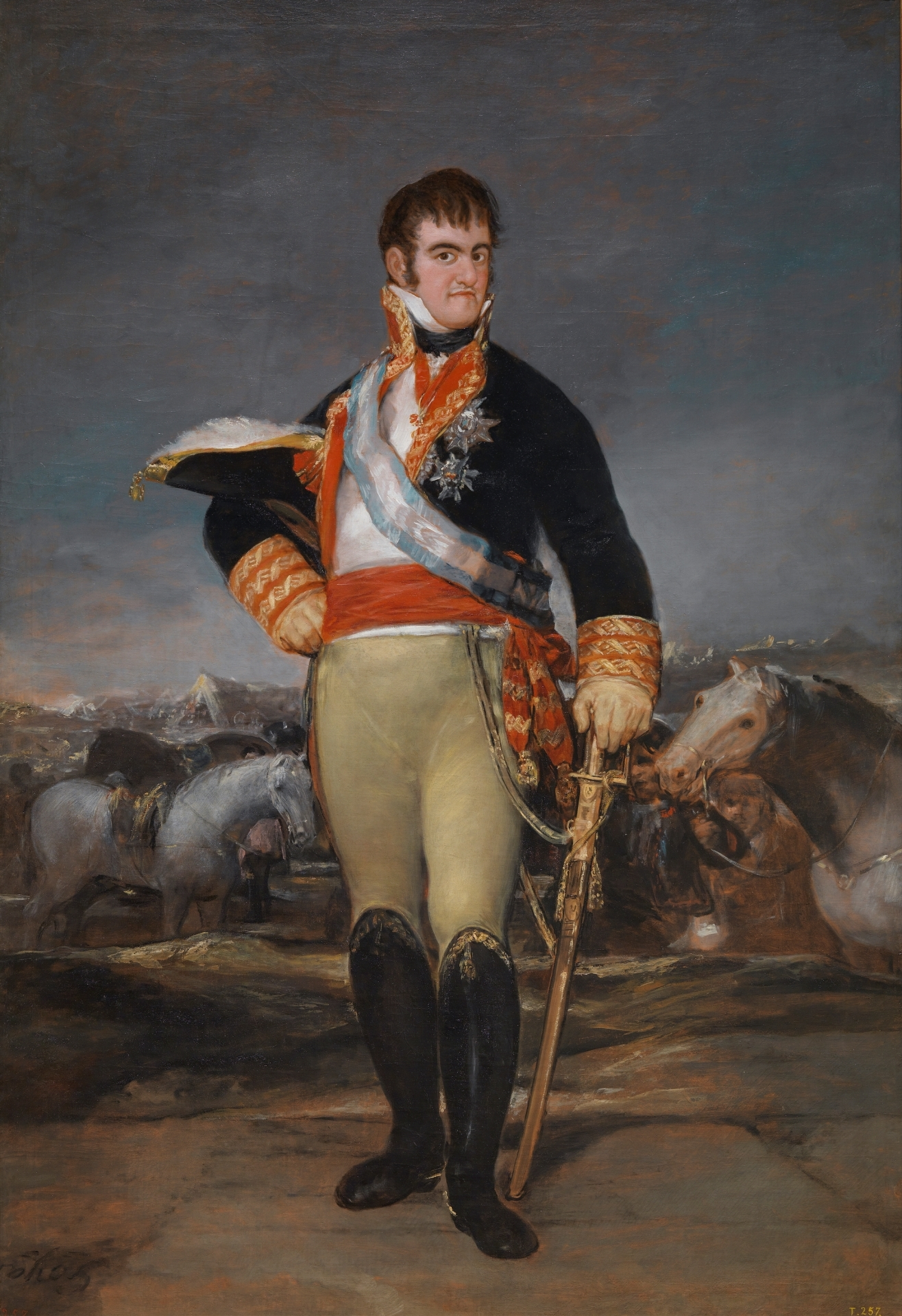
Fernando VII num retrato de Francisco de Goya. Ca. 1814.

O povo de Quito reagiu em 2 de agosto de 1810 e foi para as ruas tentando tomar de assalto o quartel. Foi assim que as tropas espanholas também reagiram e se desencadeou um cruel massacre na qual mais de trezentas pessoas morreram.
Em 1812 chegou o filho do Marquês de Selva Alegre, Carlos Montúfar como Comissionado Régio do Conselho de Regência espanhol, mas a sua vinda, longe de acalmar os ânimos, motivou a criação de uma nova junta de governo na qual Montúfar teve muita influência.
Nessa junta são estabelecidos os Artigos do Pacto Solene de Sociedade e União entre as Províncias que conformam o Estado de Quito. Naquela carta era reconhecido Fernando VII como único monarca. No entanto essa junta também teve que dissolver-se e os realistas voltaram ter o controle em 1812.

#### A Vitória Realista (1812-1820)
Entre 1812 a 1820, várias autoridades espanholas governaram a Real Audiência de Quito no meio de uma tensa calmaria e severa repressão. As guerras na Espanha que acabaram com a invasão francesa e a restituição da monarquia espanhola liderada por Fernando VII foram fundamentais para o processo de libertação americana.

#### A Libertação final (1820-1822)
Em 9 de outubro de 1820, um grupo de notáveis crioulos liderados pelo poeta José Joaquín de Olmedo se reuniram em Guayaquil e declararam a sua independência, criando a Província Livre de Guayaquil, também conhecida como República de Guayaquil. Este importante acontecimento motivou outros movimentos no interior da audiência, como a independência de Cuenca em 3 de novembro.
Logo depois da declaração, uma das primeiras ações que buscou a nova república foi a libertação do resto da audiência, no entanto, após algumas vitórias, as posteriores perdas obrigaram ao fraco exército guayaquilenho a recuar. Nessa complicada situação, o General Simón Bolívar desde Colômbia enviou a seu melhor general, o também venezuelano Antonio José de Sucre para comandar as operações.

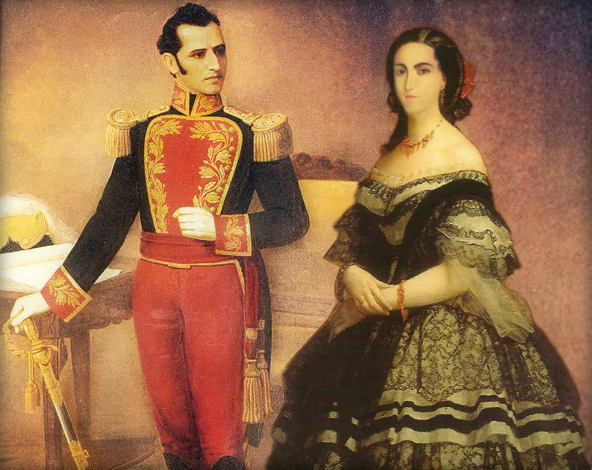
Antonio José de Sucre e a Marquesa de Solanda.

Depois de uma perda contra o exército realista, as tropas libertárias conseguiram atravessar os Andes e em 24 de maio de 1822, o Antonio José de Sucre liderou com sucesso a Batalha de Pichincha. Sua vitória marcou a independência de Quito e arredores.

#### República da Grã Colômbia (1822-1830)
Apenas alguns dias após a Batalha de Pichincha, os líderes da cidade proclamaram sua independência e permitiram que a cidade fosse anexada à República da Grã-Colômbia.
Em 26 de julho de 1822 se produz uma entrevista entre os libertadores da América do Sul, José de San Martín da Argentina e o Simón Bolívar. O principal objetivo era discutir sobre a soberania da província de Guayas, a liberdade do Peru e a forma de governo ideal para a nova república.
Em 1819 se constitui a nova república, integrada pela Capitania Geral da Venezuela e o Vice-reino da Nova Granada, dividida em três departamentos: Venezuela, Cundinamarca e Quito. Bolívar é nomeado Presidente e segundo Uti Possidetis Juris, o território da Audiência de Quito pertencia à Nova Granada. O atual Equador foi anexado como Departamento do Sul.

### Era Republicana

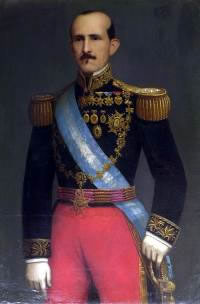
Juan José Flores.

#### Criação da República do Equador (1830-1845)
Em 13 de maio de 1830, depois da separação do Departamento do Sul da Grã Colômbia, se criou na primeira Assembleia Constituinte de Riobamba, a República do Equador, cuja capital foi a histórica cidade de Quito. Essa constituinte escolheu presidente ao General venezuelano Juan José Flores quem dominará a cena política nacional durante uns quinze anos e conseguiu ser o ponto de encontro de inumeráveis e heterogêneos interesses locais e regionais. O período se carateriza pelo estado interno de guerra. A oposição está centrada em torno ao grupo denominado "Quitenho Livre" e à personalidade de Vicente Rocafuerte.
Uma segunda constituinte celebrada em 1835 na cidade de Ambato nomeu o guayaquilenho Vicente Rocafuerte presidente do Equador. Com ideias liberais, ele representava os interesses econômicos do litoral, vinculados ao comércio internacional e nessa lógica se fazem esforços centralizadores. Seu governo se conheceu como despotismo esclarecido.
O congresso de 1839 nomeou o General Flores novamente como Presidente. Este buscou perpetuar-se no poder. Cresceu a oposição por parte de Rocafuerte, a Sociedade Filantrópica, os nobres de Guayaquil e o clero.

#### Revolução Marcista e Urvina (1845-1860)
Em março de 1845 se produz em Guayaquil um pronunciamento contra Flores, o mesmo que designou um governo provisório como uma tentativa da oligarquia do litoral de obter o poder. Flores prefere assinar um acordo, mas uma nova Constituinte em Cuenca elege presidente a Vicente Ramón Roca, cuja administração decorre entre a ameaça de invasão de Flores e dificuldades econômicas. No meio daquele cenário político aparece o general José María Urvina, mas numa nova constituinte em Quito é nomeado como presidente Diego Noboa.

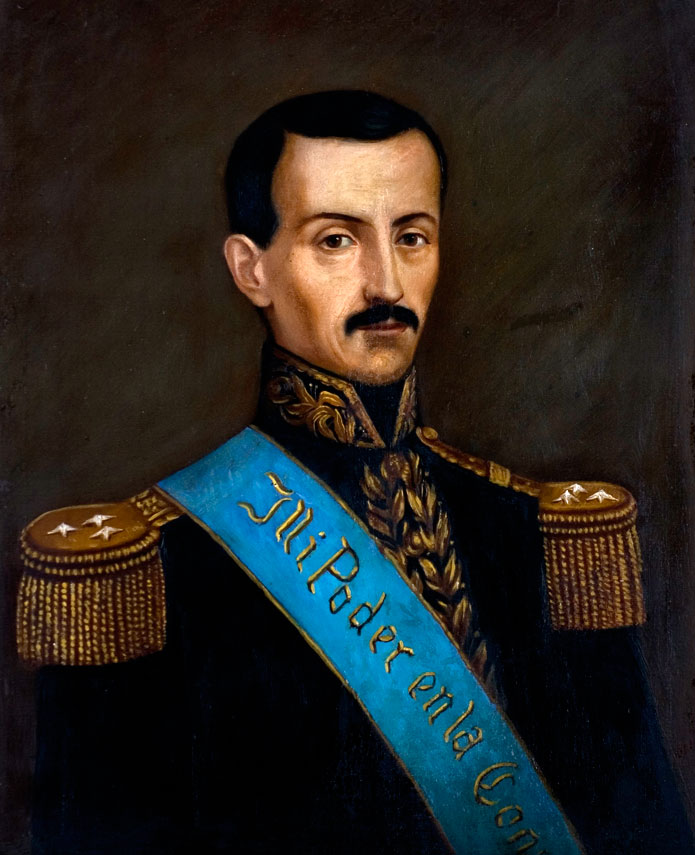
José María Urvina.

No entanto, com a revolução marcista, o general Urvina se converteu no personagem mais influente da política nacional e o líder com mais peso dentro do exército. Em 1851 é nomeado presidente e declara a abolição da escravidão, além da supressão dos impostos para os indígenas e uma campanha de alfabetização para a tropa.
Essas medidas progressistas para a época provocaram o ódio dos proprietários de terras da Serra, mesmo que conseguiu o apoio de importantes setores populares.
Este período esteve marcado por uma profunda crise econômica, instabilidade política que levou à separação do estado em três repúblicas em Quito, Guayaquil, Quito e Loja, além de conflitos limítrofes com o Peru.

#### República do Sagrado Coração de Jesus (1860-1875)
Em 1861 se reuniu uma nova Convenção Nacional, presidida por Juan José Flores, a mesma que fabricou a sétima carta política e nomeou García Moreno, primeiro, Presidente Interino, depois, Presidente Constitucional.
García Moreno foi quem mais obras fez para transformar a cidade. Foi um energético mandatário que, ao mesmo tempo procura realizar seu projeto de instaurar um regime baseado nas normas do direito público segundo a conceição católica do Estado. Promoveu um acelerado ritmo de construções e dotação de infraestrutura, além da unidade do país através da concentração do poder.
Durante a sua administração se construíram várias obras como a estrada que unia Quito com Riobamba, Simbambe até Guayaquil. A estrada começava na Praça de São Domigos e continuava por uma ponte que foi construída como um dos primeiros viadutos. Por cima passava a estrada enquanto abaixo se encontrava a atual Rua La Ronda.
Mandou colocar novas árvores no Parque de La Alameda e junto com os jesuítas alemães Menten e Dressel fez a construção do Observatório Astronômico. Nos arredores do centro da cidade, nas ladeiras do vulcão Pichincha construiu o "Panóptico" (1868-1874), uma estrutura sólida destinada à prisão, cujo nome responde a um corpo circular central desde onde é possível ter uma visão de todas as cinco alas do prédio. Os arquitetos Reed e Schmidt tomaram a ideia da prisão de La Santé em Paris. Outras obras importantes incluíram a Escola Politécnica Nacional e a Escola de Belas Artes.
Como parte das suas políticas, a sua ideia do progresso incluiu à Igreja como pedra fundamental. Buscou assinar uma concordata com a Santa Sé, trouxe os jesuítas de volta, declarou a Nossa Senhora da Mercê como padroeira nacional em 1861 e o Equador foi consagrado oficialmente ao Sagrado Coração de Jesus em 1874.
Na quinta-feira 3 de junho de 1875, Quito foi testemunha da primeira iluminação noturna da cidade mediante energia elétrica, num experimento feito na Praça Grande pelos professores da Politécnica padres Eduardo Brugier e Joseph Kolberg.

Governou com mão dura de 1859 a 1865 e de 1869 a 1875, quando foi assassinado em Quito no Palácio de Governo.  

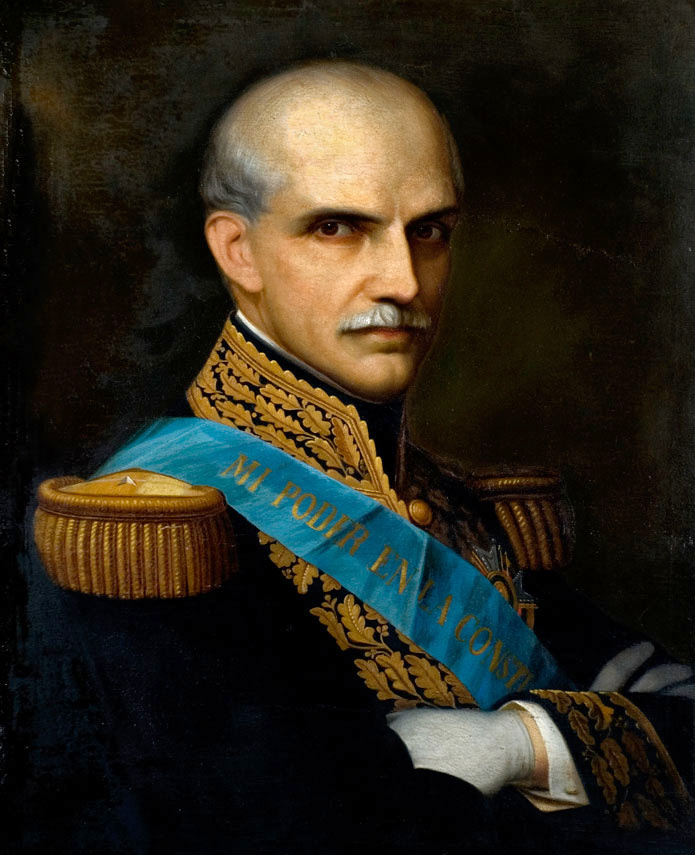
Gabriel García Moreno.
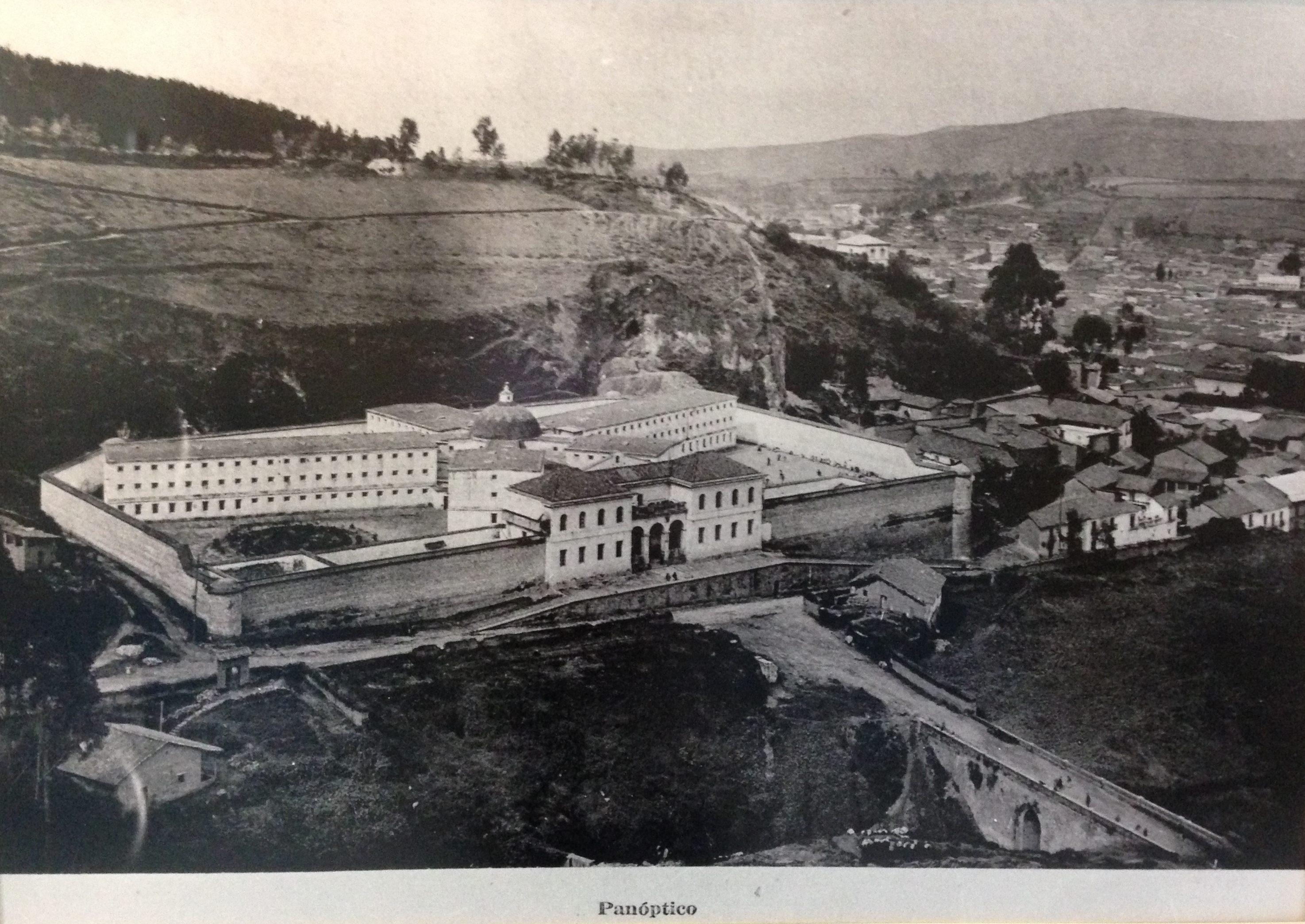
Panóptico.
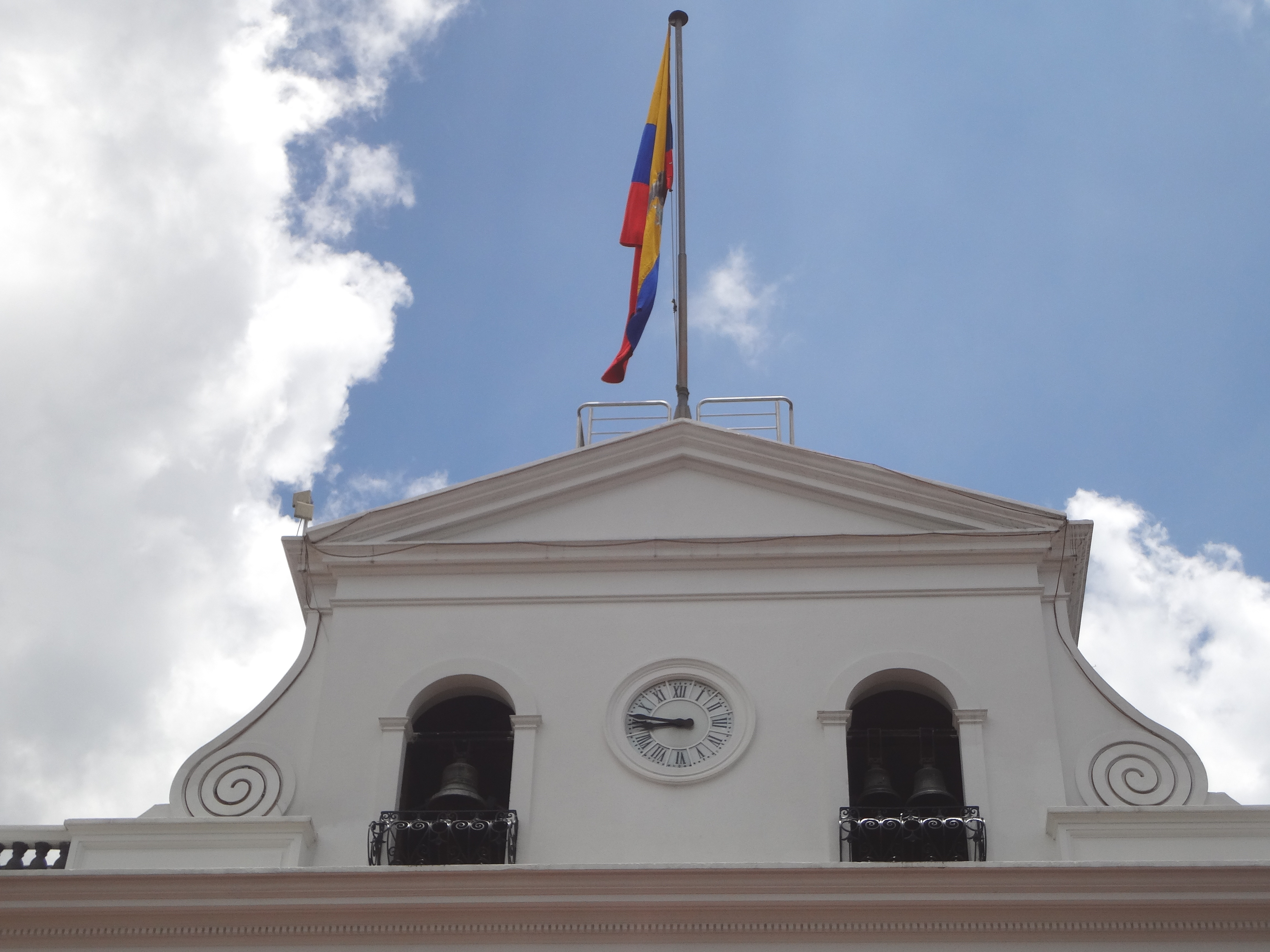
Frontispício do Palácio de Governo mandado construir por García Moreno.
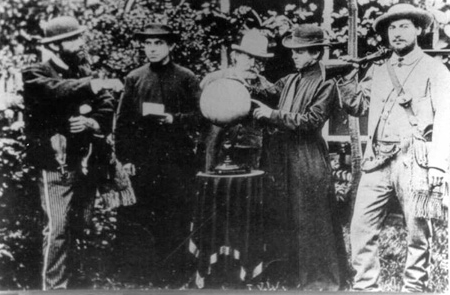
Fundadores da Escola Politécnica Nacional.
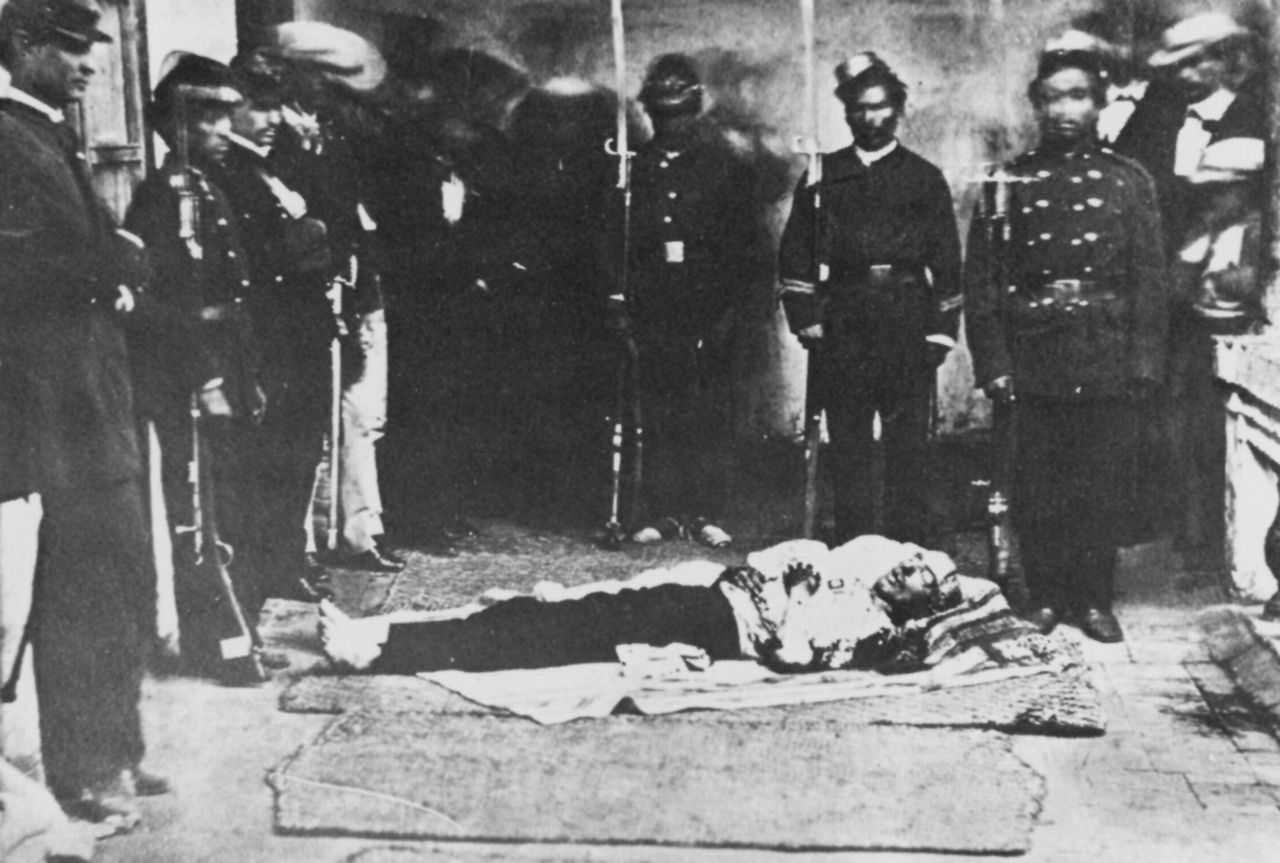
Assassinato do García Moreno em 6 de agosto de 1875.

#### Veintemilla, restauração e progressismo (1875-1895)

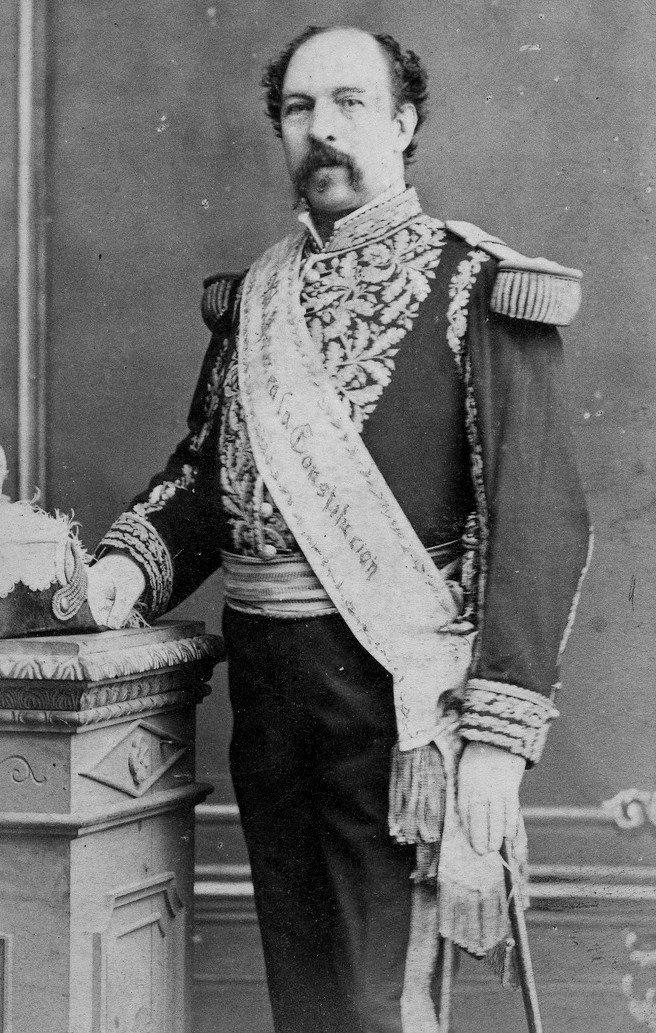
Ignacio de Veintemilla.

A finais de 1875 ascendeu ao poder Antonio Borrero, um católico partidário dos princípios liberais, homem austero, de incensuráveis princípios democráticos quem, num momento determinado, apresentou resistência à arbitrariedade de García Moreno.
Na tentativa de lutar contra a Constituição aprovada por García Moreno, Borrero fracassou. Durante a crise, a oligarquia guayaquilenha apoiou à candidatura do general Ignacio de Veintemilla e em setembro de 1876 se travou um duro golpe de estado que terminou por colocar o novo militar no palácio. Sete anos conseguiu ficar no poder Veintemilla, durante os quais se fizeram poucas obras públicas de importância.
Durante seu governo começou a construção do Teatro Nacional Sucre sob a direção do arquiteto alemão Schmidt, no local onde antigamente funcionavam os açougues.
A perseguição à Igreja pela ditadura do general Veintemilla cobrou vinte vítimas em 1 de março de 1877 quando na praça de São Francisco foi baleado o povo que tinha comparecido em defesa do franciscano espanhol padre Gago, que foi acusado de atacar ao governo no sermão daquela manhã.
Na Sexta-feira Santa 30 de março de 1877, o bispo de Quito José Ignacio y Checa Barba foi morto por envenenamento na Catedral.

Em 14 de novembro de 1877 ocorreu a primeira tentativa de golpe contra o regime do ditador Ignacio de Veintemilla. Em 10 de janeiro de 1883, Quito foi defendida por tropas lideradas por Marieta de Veintemilla, sobrinha do ditador. Em 9 de julho do mesmo ano, o porto de Guayaquil foi tomado por uma aliança de forças de todos os partidos políticos. Esta situação acabou com o derrubamento da ditadura e o começo de uma cruzada nacional, conhecida como a Restauração. Liberais-católicos e ultraconservadores continuaram as lutas pelo controle do Estado. Com a vitória do José María Plácido Caamaño em 1884 tomou força a alternativa do progressismo. Entra as obras de seu período destaca a criação de um Jardim Botânico na zona norte do Parque de La Alameda, com a direção do jesuíta italiano Luis Sodiro e o melhoramento da estrada norte que unia Quito com Pusuquí.    

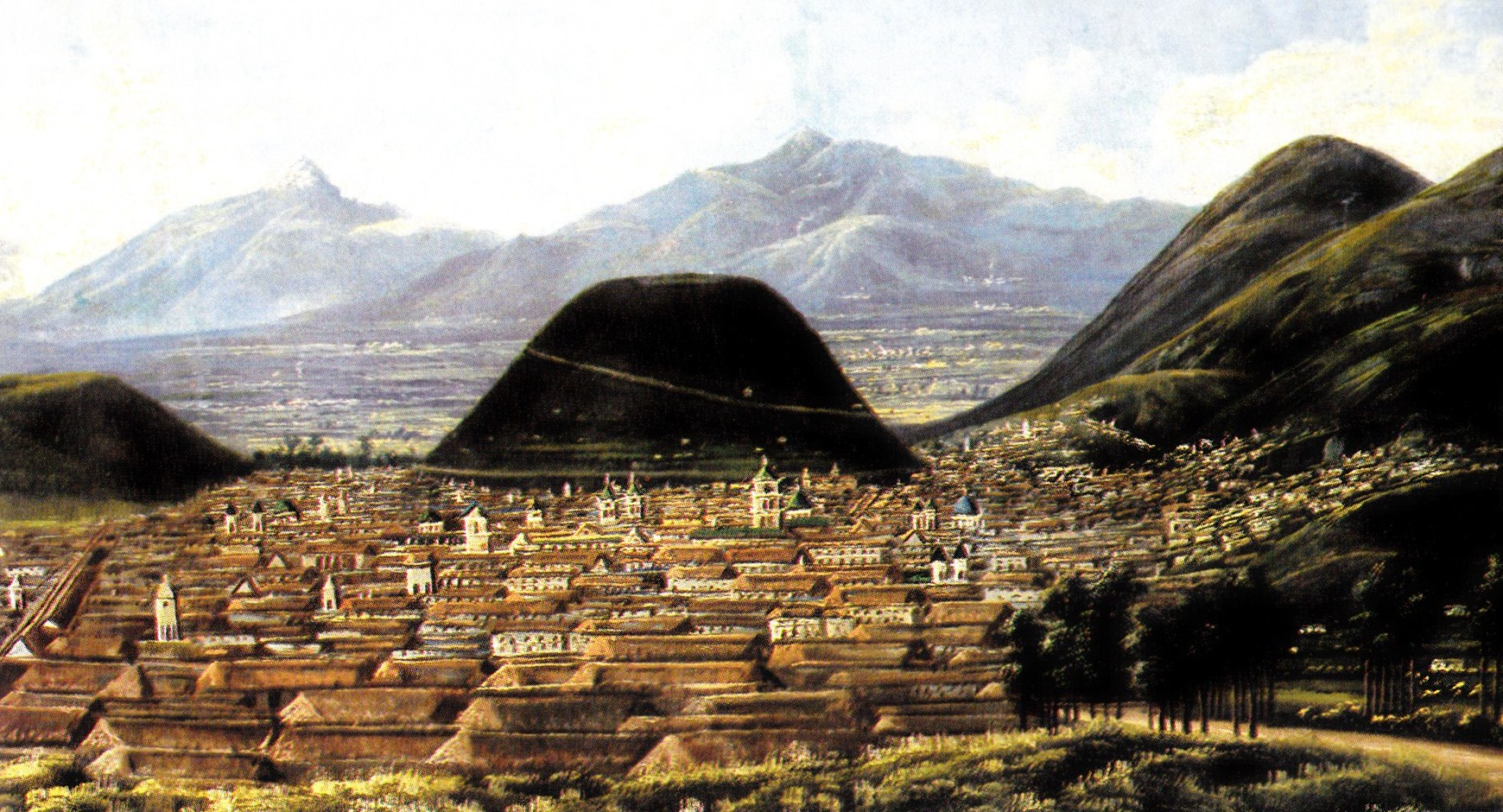
Quito no século XIX. Óleo de Rafael Salas.

No entanto, a sua maior obra foi a união de Quito e Guayaquil por meio do telégrafo, inaugurado em 9 de julho de 1884.
Entre 1888 a 1892 governou Antonio Flores Jijón, filho do primeiro presidente da República. As suas principais obras para a cidade foram a colocação no Palácio de Governo das grades de ferro que pertenciam ao antigo Palácio das Tulherias em Paris e a Exposição Nacional celebrada no Parque de La Alameda em 1892.
Entre 1892 a 1895 governou o liberal-católico Luis Cordero. Durante seu mandato, sob a direção do arquiteto Schmidt se fizeram reparações em vários edifícios públicos, se construiu a fonte na igreja de Santa Bárbara e se melhorou a distribuição de água desde o monte Atacazo.

#### Liberalismo (1895-1912)

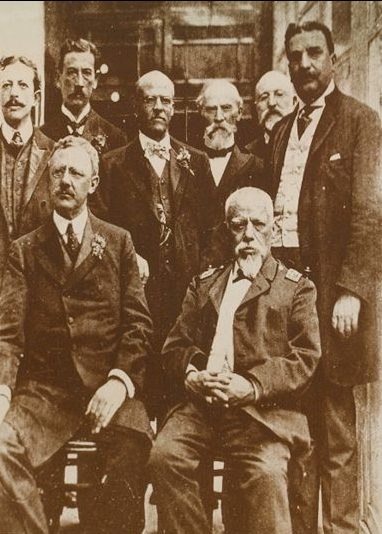
Archer Harman, construtor da estrada de ferro junto ao general Eloy Alfaro.

O aumento das exportações de cacau fez mudar o poder econômico concentrado nos proprietários da terra da Serra pata os novos agroexportadores do litoral. Essa crescente aristocracia composta por comerciantes e banqueiros começou adquirir hegemonia.
No meio desse novo cenário político se desencadeou a Revolução Liberal, na qual participara essa nova elite de tipo liberal junto com os camponeses costeiros conhecidos como "montoneiros".
O general Eloy Alfaro assumiu o poder depois de um longo processo de lutas e levantamentos, que tem seu ponto culminante na Revolução de 5 de julho de 1895.
As reformas ao estado significaram a existência permanente de uma conspiração conservadora. A divisão dentro dos liberais se visibilizou em 1901 com a eleição do General Leonidas Plaza como sucessor. Ele continuou com as reformas mais radicais e no fim de seu período tentou impedir a volta de Alfaro ao governo, mas o líder do liberalismo conseguiu voltar com golpe de estado para uma nova administração entre 1906 a 1911.
O liberalismo significou a consolidação de um Estado nacional, o que provocou muitas transformações na sociedade. Na parte econômica o Equador entrou no mercado internacional graças ao auge da produção e exportação do cacau. Com a Constituição de 1906 foi aprovada a Lei do Matrimônio Civil e o divórcio, assim como se garantiu a liberdade de cultos.
Também significou tirar o poder econômico e a forte influência política que tinha a igreja católica, através de várias medidas como a Lei das Mãos Mortas que confiscou as propriedades que estavam concentradas no clero.
Entre as obras mais importantes desse período para a cidade capital destacam:

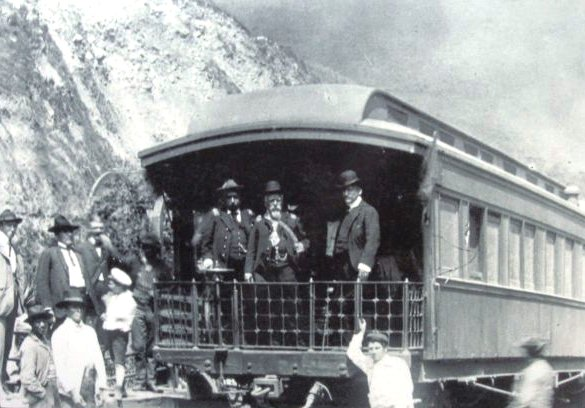
Eloy Alfaro no trem em 1908.

- Criação em 5 de junho de 1897 do Instituto Nacional Mejía, primeiro colégio laico de Quito e segundo do Equador;
- Criação em 14 de fevereiro de 1901[32] do Colégio Manuela Cañizares, primeira instituição educativa feminina do Equador;
- Reabertura em 24 de maio de 1904 da Escola de Belas Artes, anexa ao Conservatório Nacional de Música e dirigida por Pedro Traversari;[33]
- Construção do Palácio da Exposição pelo arquiteto português Raúl Maria Pereira entre 1907 a 1909;
- Construção do monumento à Independência em 1909, feito por João Batista Minguetthi, Adriático Froli e Francesco Durini.

A obra mais significativa do período foi a terminação da estrada de ferro que uniu o porto de Guayaquil com Quito. O primeiro trem chegou à estação de Chimbacalle em 25 de julho de 1908.

Depois de deixar o poder em 1911, e de sua ausência pela América Central, Eloy Alfaro decidiu voltar para tentar acalmar uma nova revolta dos radicais, no entanto os confrontos entre os dois bandos políticos acabaram com a prisão do general. Em 28 de janeiro de 1912, os líderes do liberalismo, entre eles Eloy Alfaro, Flávio Alfaro, Medardo Alfaro e Ulpiano Páez foram cruelmente arrastados desde o panóptico pelas ruas do centro até o Parque El Ejido onde seus corpos foram queimados, num dantesco acontecimento conhecido na história como "a fogueira bárbara". 

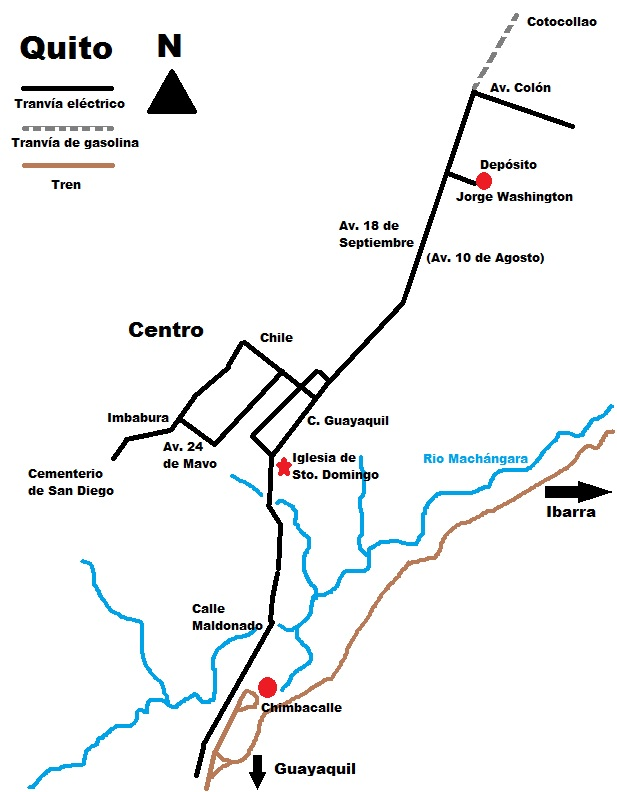
Planta da rota dos bondes em Quito (1914-1948).

#### Plutocracia (1912-1924)
Depois da fase revolucionária, a etapa 1912-1925 foi o predomínio da oligarquia liberal. A segunda administração de Plaza, atingida pela campanha de Esmeraldas contra a guerrilha do coronel Carlos Concha, que consume todos os recursos do governo, não consegui fazer muitas obras públicas. No entanto se contratou a construção do Palácio do Correio atrás da presidência e o começo da estrada de ferro do norte para conectar Quito com Ibarra e posteriormente com o porto de Esmeraldas.
Em 1914 se inaugurou o serviço de bondes elétricos e em 8 de outubro daquele ano começa circular um novo tipo de transporte público, mesmo que pertencia a uma empresa privada. A rota iniciava na mesma estação de trens de Chimbacalle, continuava pela atual Rua Maldonado até São Domingos e finalizava na atual Avenida Colón, no bairro de La Mariscal. Tinha outra linha que conectava a Praça Grande com o cemitério de San Diego.
Para 1917 se ampliou a central de telefones instalada em 1900, se continuou com os avanços da construção do Palácio do Correio e se fez a construção de um moderno sanatório no morro de San Juan.
A cidade cresce até o norte e novos conjuntos residenciais se constroem nos bairros de La Mariscal, América e La Floresta.
Em 1920 aterrizou o primeiro avião chamado El Telégrafo na planície onde se fez a construção do antigo aeroporto.
A queda dos preços internacionais do cacau levaram a uma profunda crise econômica. O presidente José Luis Tamayo, representante da oligarquia guayaquilenha, foi o encarregado de presidir a comemoração do centenário da Batalha de Pichincha em 1922. No local onde se travou a batalha que liberou Quito do poder colonial, o presidente encomendou a colocação de um obelisco em honra dos libertadores Antonio José de Sucre e Simón Bolívar. Como parte das celebrações se inauguraram a avenida 24 de Mayo sobre a antiga ravina de Jerusalém enquanto El Ejido foi transformado no Parque de Mayo.

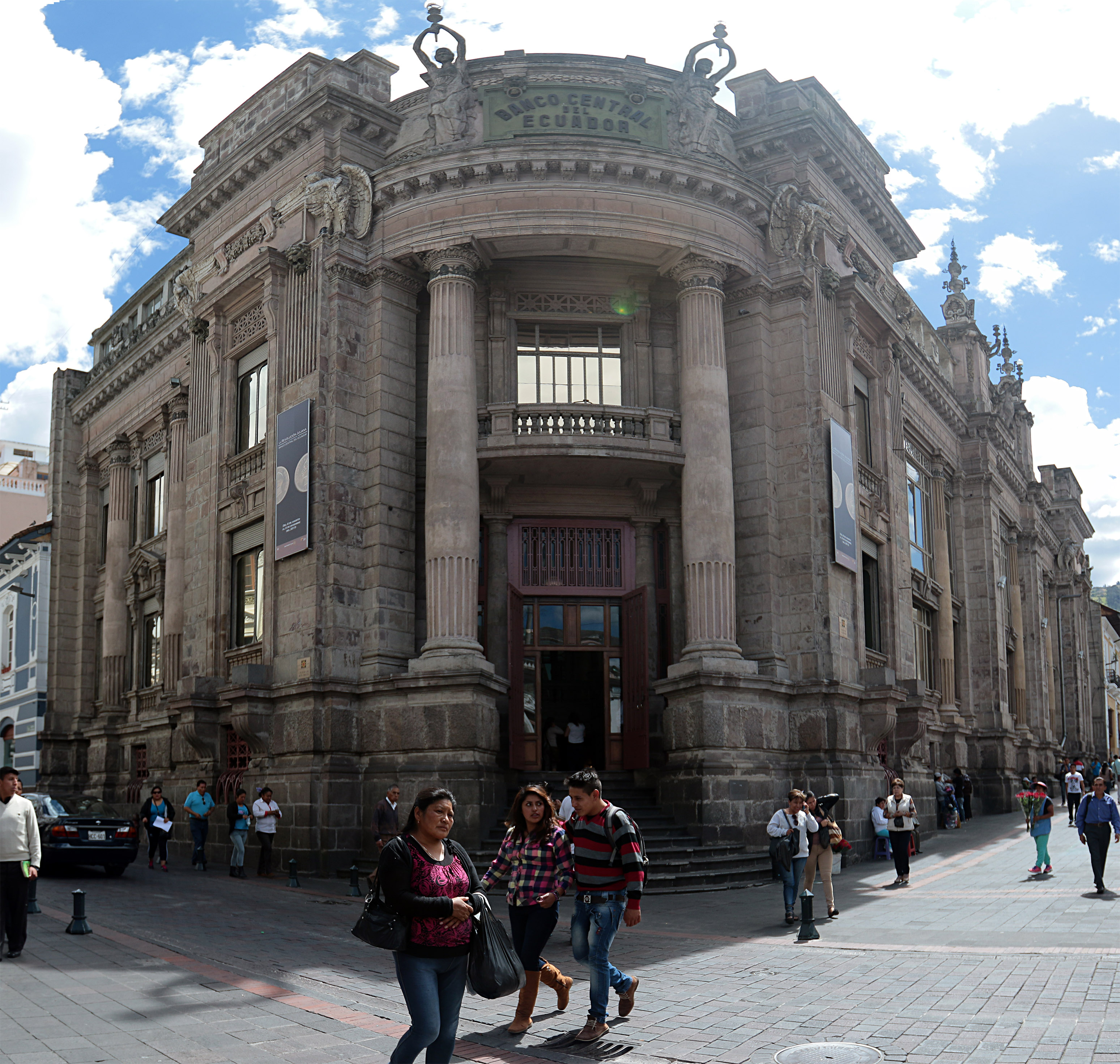
Edifício do antigo Banco Central do Equador, construído pelos irmãos Durini.

O governo ditatorial do Tamayo reprimiu com mão de ferro uma greve geral dos trabalhadores de Guayaquil em 15 de novembro de 1922 que acabou com o assassinato de centenas de pessoas.
Em 1924 Gonzalo Córdova foi nomeado presidente numa etapa de profunda crise do liberalismo.

#### A Revolução de Julho de 1925
Em 9 de julho de 1925, um grupo de militares progressistas derrubaram o novo presidente. Isidro Ayora tomou posse do governo em 1926 e foi nomeado presidente constitucional em 1928. Mesmo que não fez muitas obras materiais, as suas políticas provocaram importantes transformações que consolidaram o Estado unitário e a importância de Quito como capital da República. Durante a sua administração se criou o Banco Central do Equador, a Superintendência de Bancos, a Auditoria Fiscal do Estado e a Caixa de Pensões para a aposentadoria. Inaugurou o prédio do Banco Central, construído pelos irmãos Durini, o Palácio do Correio e inaugurou a estrada Quito-Ibarra.

#### A Guerra dos quatro dias (1932)

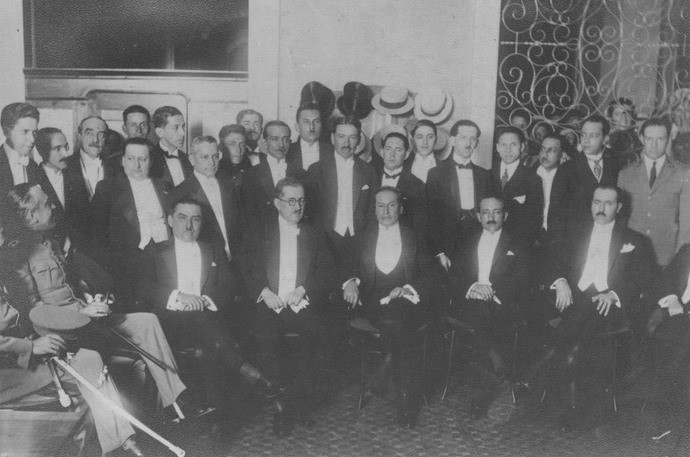
O presidente Isidro Ayora (no centro sentado) numa reunião em 1930.

Num momento de fraqueza da elite costeira, os terratenentes andinos se lançaram à conquista do poder, obtendo o triunfo do Neptalí Bonifaz. A sua desqualificação por uma parte do Congresso provocou a Guerra dos quatro dias, na qual um importante protagonista foi a Compactação Operária Nacional, uma união de artesãos dirigidos pela direita. Em 27 de agosto sublevou-se a guarnição de Quito. Ao dia seguinte, várias unidades militares provenientes do norte e do sul do país marcharam sobre a cidade. Entretanto, o presidente do Congresso, Baquerizo Moreno apresentou a sua demissão e pediu asilo numa missão diplomática. Os confrontos duraram quatro dias. Finalmente Bonifaz deixou a presidência e Alberto Guerrero Martínez foi nomeado como interino.

#### Entre o "Velasquismo" e o auge bananeiro (1934-1964)
Sem dúvida um dos personagens mais carismáticos da história do Equador foi José María Velasco Ibarra (1893-1979). Sua liderança política por mais de 45 anos e cinco presidências fez este período conhecido como "velasquismo".              

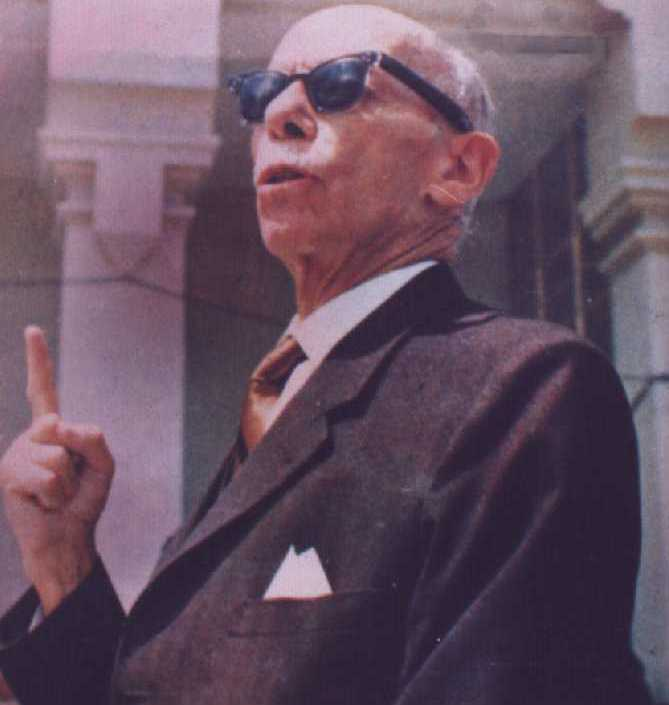
Velasco Ibarra num discurso.

A primeira presidência do Velasco Ibarra acabou com um golpe de estado em 1935. Federico Páez exerceu por dois anos uma ditadura civil (1935-1937) com o apoio das Forças Armadas. No entanto foi derrubado pelo general Alberto Enríquez Gallo, quem governou o país entre 1937 a 1938. Neste curto período se aprovou o Código do Trabalho. Enríquez entregou o poder a uma Assembleia Constituinte em 1938 que foi dissolvida por Aurelio Mosquera Narváez que tentava acabar com a "ameaça da esquerda" e consolidar o poder nas mãos da elite liberal.
No entanto, a súbita morte do presidente colocou no palácio a Carlos Alberto Arroyo del Río, quem conseguiu governar entre 1940 a 1944. Durante seu governo, foram comprados vários prédios para o funcionamento do Ministério da Fazenda e o Ministério da Agricultura e Criação de Gado. Também adquiriu o casarão colonial da família Villacís para convertê-lo no Museu de Arte Colonial e a sede da Academia Nacional de História. Na frente do campo de aviação se construiu um quartel militar para o Batalhão "Vencedores". Em 26 de dezembro de 1941 inaugurou o Colégio Nacional Montúfar. Em 1941 se travou uma outra guerra com o Peru que terminou com a derrota do exército equatoriano e a assinatura do Protocolo do Rio de Janeiro em janeiro de 1942, no qual se estabeleciam os limites entre as duas nações.

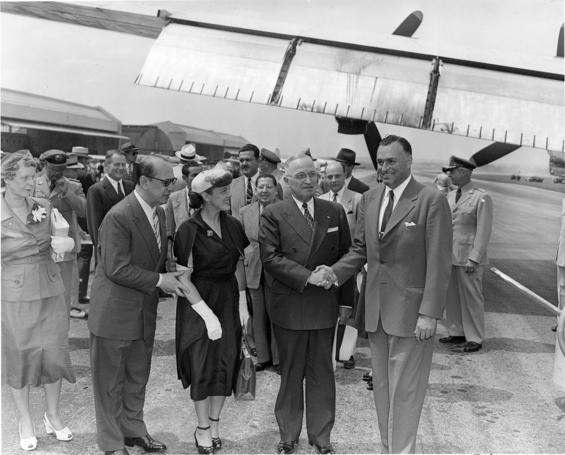
Galo Plaza junto com a sua esposa Rosario Pallares e o presidente Harry Truman durante uma visita oficial aos EUA em 1951.

Em 28 de maio de 1944 se travou a Revolução Gloriosa, um movimento de massas que trouxe de volta ao líder Velasco Ibarra. Uma nova Assembleia Constituinte em 1946 confirmou ele como mandatário. Foi nesse período que se fundou a Casa da Cultura Equatoriana (1944) e a Pontifícia Universidade Católica do Equador (1946). Em 12 de fevereiro de 1949, a novela realista de H. G. Wells "A Guerra dos Mundos"  que foi apresentada como rádio novela, provocou o pânico na cidade e a morte de mais de vinte pessoas que morreram no incêndio do prédio onde funcionava o jornal El Comercio.
Para 1946, a principal autoridade da cidade era o Presidente do Conselho Municipal de Quito. Com uma reforma se criou o título de "alcalde" ou prefeito que foi assumido por Jacinto Jijón y Caamaño.
Durante a época da Segunda Guerra Mundial (1939-1945), o Equador foi descobrindo um novo produto de exportação, o banano. O país voltou aos mercados internacionais. Galo Plaza Lasso (1948-1952) tentou modernizar o país, mas com as condições propostas pelos Estados Unidos após da guerra.
Na terceira administração do Velasco Ibarra se começou a construção de um novo edifício para o Colégio 24 de Mayo, se entrega um novo terreno para o Colégio Montúfar, se faz um pavilhão para mulheres no panóptico e se realizam várias obras como parte de um Programa Rodoviário Nacional.
A administração de Camilo Ponce Enríquez (1956-1960) significou de várias obras de modernização da capital, junto com seu ministro de obras públicas, Sixto Durán Ballén. Algumas obras incluíram a construção dos prédios do Congresso, a Chancelheria, a Previsão Social, residências universitárias na Central e na Católica, além da ampliação da pista de aterrissagem no aeroporto "Mariscal Sucre", o Acampamento Miltar "Eplicachima" localizado ao sul de Quito e o melhoramento das rodovias para conectar Quito com o Vale dos Chillos a leste e com Tambillo e Lasso ao sul.
Nas eleições de 1960, Velasco Ibarra ganhou novamente a presidência com um discurso anti-imperialista, mas não conseguiu manter-se no poder. Carlos Julio Arosemena governou até 1963.

#### Militares e petróleo (1963-1979)
Uma junta militar tomou o poder em julho de 1963 com uma marcada influência do governo norte-americano e uma política anticomunista e antiCuba. Como parte da sua ideia de modernização se fez uma reforma agrária em 1964, mas os setores populares e de estudantes foram reprimidos. A Universidade Central do Equador foi fechada três vezes em 1964, 1965 e 1966, o que gerou o repúdio da população. Nesse ano se aprovou uma nova Lei de Educação Superior na qual se declarou a autonomia da universidade e a inviolabilidade de seu território.
Finalmente a ditadura caiu e Clemente Yerovi foi eleito para organizar uma nova Assembleia Constituinte que em 1966 escolheu a Otto Arosemena Gómez como presidente interino. Em 1968 Velasco Ibarra voltou por quinta vez ao palácio presidencial, mas com uma figura muito gastada para os eleitores.
Em 1972 foi derrubado por um novo golpe militar liderado pelo general Guillermo Rodíguez Lara que comandou um Governo Nacionalista e Revolucionário que teve que enfrentar um auge econômico promovido pela exploração do petróleo em agosto de 1972.Lara foi substituído em 1976 por um Conselho Supremo de Governo que continuou o regime militar, limitando as suas políticas progressistas e reprimindo aos trabalhadores, como na massacre dos operários do engenho AZTRA em 1977.
Em 1970 foi eleito como prefeito de Quito o arquiteto Sixto Durán Ballén que foi ratificado em 1974 pelo Rodríguez Lara e governou a cidade até 1978.
Daquela época dos militares, a capital conserva algumas obras importantes:
- Pavimentação da rodovia Panamericana Norte desde a Avenida Colón até Carretas, começada pela junta e terminada pelo Rodíguez Lara;
- Construção do prédio do atual Ministério da Agricultura e Criação de Gado;
- Construção do novo Hospital Militar pelo Conselho de Governo em 1964;
- Construção de um Colégio Militar em Parcayacu;
- Compra de vários imóveis para o funcionamento do Ministério de Educação e o Banco Ecuatoriano de la Vivienda (Banco Equatoriano da Moradia);
- Projeto de moradia Luluncoto, ao sul em 1964;
- Construção de grandes urbanizações em San Carlos e Carcelén que esticam a cidade ao norte e Solanda, Mena I e Mena II ao sul;
- Construção da estátua da Virgem do Panecillo, inaugurada em 1975, feita pelo escultor espanhol Agustín de la Herrán;
- Construção da Estação Rodoviária de Cumandá entre 1976 a 1977 pela companhia israelita Solel Boneh Internacional;
- Construção dos túneis de San Diego e San Juan em 1978;
- Construção do viaduto "El Guambra" na atual Avenida Patria.

Em 8 de setembro de 1978, a UNESCO declarou Quito como Patrimônio Cultural da Humanidade, junto com Cracóvia na Polônia.

#### Retorno à democracia (1979-1995)
O Conselho Supremo estabeleceu um Programa de Restruturação Jurídica para voltar ao regime legal. Nas eleições de 1978 e 1979 triunfou Jaime Roldós com uma aliança da Concentração de Forças Populares e a Democracia Popular.
No entanto, seu Programa de Desenvolvimento e as suas políticas progressistas não conseguiram ser aplicadas. O líder do seu partido, Asaad Bucaram, tentava governar o país e o presidente ficou sem maioria no Congresso. Em 1981 explodiu um outro conflito com o Peru na Amazônia na região de Paquisha que dificultou mais ainda a sua administração. Mesmo que conseguiu um consenso nacional para enfrentar a situação, teve que fazer concessões na sua linha progressista internacional e teve que tomar medidas que atingiram negativamente no povo. Em 24 de maio de 1981 morreu num acidente aéreo.

Continuou o vice-presidente Osvaldo Hurtado que tentou organizar melhor a administração pública, mas a crise econômica produto da queda dos preços do petróleo em 1982 e o aumento do gasto público fez o país entrar numa recessão. O governo decidiu enfrentar a crise cedendo às pressões do Fundo Monetário Internacional e "sucretizou", é dizer que converteu de dólares a sucres (moeda equatoriana naquela época) as dívidas privadas e fez uma negociação da dívida externa que resultou desastrosa para o país. 

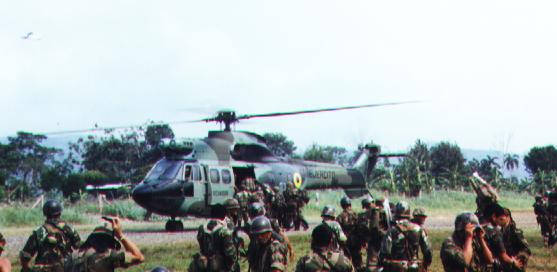
Tropas equatorianas em Tiwintza, na área da guerra com o Peru em 1981.

Uma Frente de Reconstrução Nacional liderada pela ultradireita ganhou a eleição com seu candidato León Febres Cordero em 1984. Os primeiros seis meses da administração de Febres Cordero se caracterizaram pela violência e o confronto com o Congresso, ao que impus pela força uma nova Corte Suprema de Justiça.
Em 5 de outubro de 1984, Febres Cordero desconheceu a eleição parlamentar dos magistrados da Corte Suprema de Justiça. Em 8 de outubro, mandou cercar a corte com tanques da Polícia Nacional impedindo o ingresso dos juízes ao Palácio da Justiça. Dez dias depois, a Corte eleita desde 1979, renuncia a suas funções e o Congresso elege uma nova Corte Suprema, com a representação de todos os setores políticos presentes no Congresso.

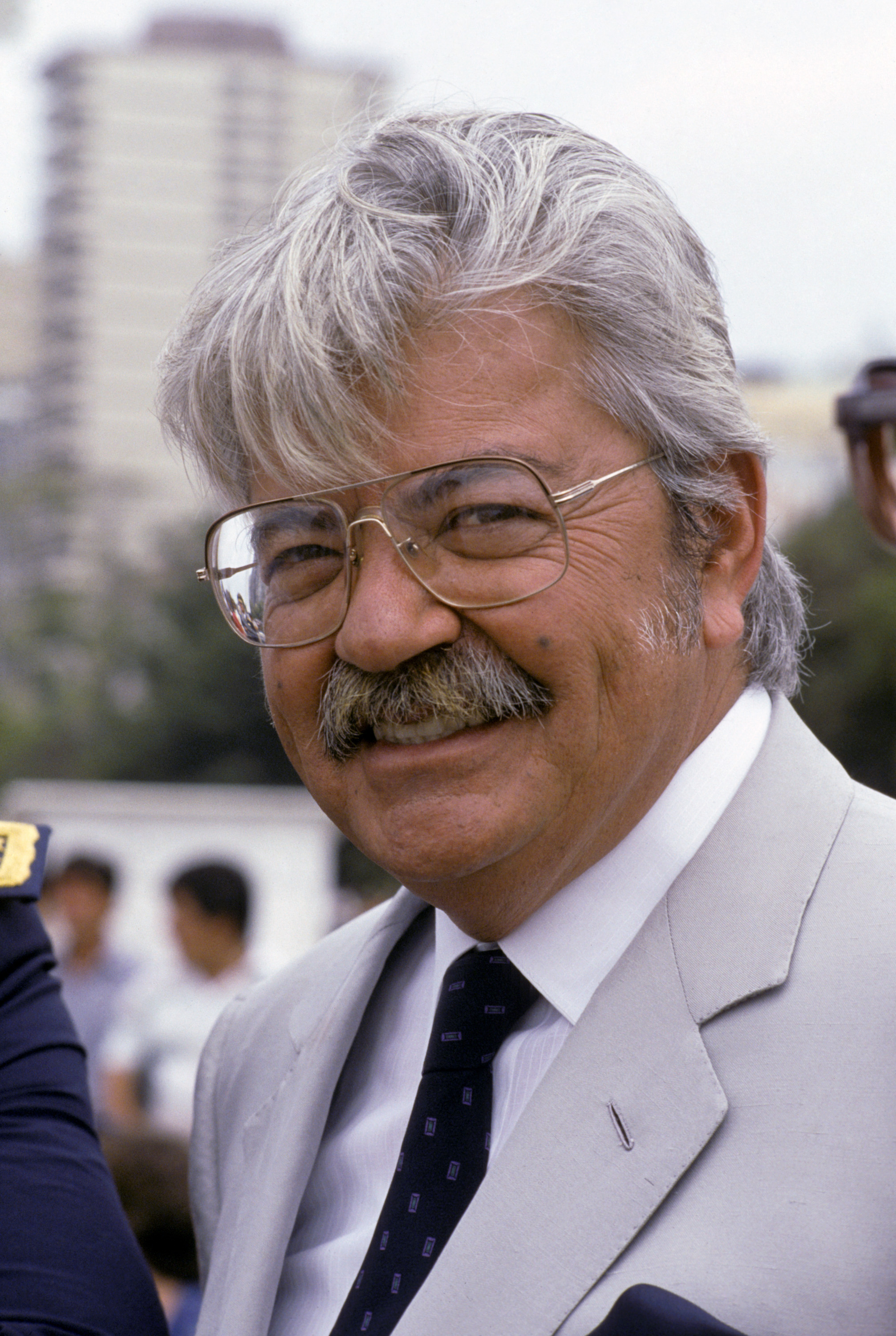
León Febres Cordero.

Uma turma de jovens revolucionários criou uma guerrilha de esquerda chamada "Alfaro Vive Carajo". Como resposta às atividades subversivas do grupo, Febres-Cordero criou o Serviço de Investigação Criminal ou SIC para contra-arrestar à nascente guerrilha. Os homens que eram parte dessa unidade receberam treinamento com um ex-agente de inteligência do governo do Israel, Ran Gazit.
No meio daquele ambiente de agito social e político, em 29 de janeiro de 1985, o Papa João Paulo II chega em Quito para uma visita oficial que durou três dias.
O aviador Frank Vargas Pazzos, que tinha sido amigo do presidente, denunciou o alto preço de um avião Focker para a Força Aérea e declarou a guerra ao Ministro da Defesa Luis Piñeiro. Imediatamente entrincheirou-se na base área de Manta. Em 12 de maio de 1986, Vargas e alguns generais viajaram para Quito e se tomaram o aeroporto declarando-se em pé de guerra. Febres Cordero ordenou cercá-los. Os revoltados foram presos, mas em 16 de janeiro de 1987 Ferbes Cordero visitou a base militar de Taura, localizada na província de Manabí e foi recebido a tiros pelos militares que exigiam a libertação do Vargas. O presidente foi sequestrado e obrigado a assinar vários documentos e o Vargas foi liberado.
Várias greves gerais dos trabalhadores detonaram junto a detenções arbitrárias, censura aos jornalistas, fecho de várias rádios e de um canal de televisão.
Em 5 de março de 1987 um forte terremoto atingiu a capital equatoriana, provocando importantes danos, principalmente no centro histórico.
Seu governo se caracterizou pela repressão, tortura e desaparições forçadas, segundo demostrou a Comissão da Verdade criada em 2008 pelo presidente Rafael Correa. Entre as desaparições mais famosas se encontra a professora Consuelo Benavides e os irmãos Restrepo, todos detidos pelos comandos do SIC.

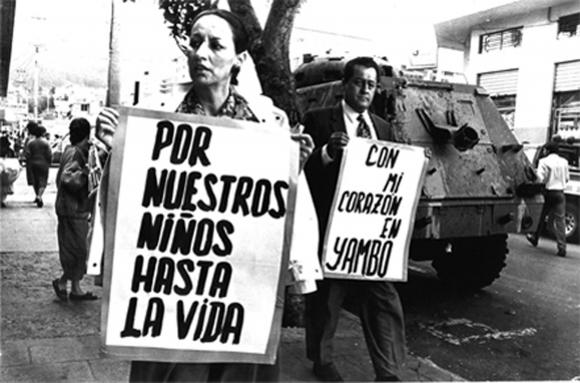
Padres dos desaparecidos irmãos Restrepo durante o governo de León Febres Cordero.

Em 1988 ganhou nas eleições Rodrigo Borja, candidato da Esquerda Democrática, que chegou a dominar Executivo, Congresso, Corte Suprema e organizações de controle, mas que não fez as mudanças socioeconômicas que ofereceu na campanha.
Mesmo que garantiu o respeito aos direitos humanos e às liberdades, a sua política de ajuste e o aumento da dívida externa gerou o repúdio das classes populares e dos indígenas que em 1990 organizaram o primeiro levantamento importante do final do século XX. Borja deu terras na Amazônia, mas parou a reforma agrária no litoral e nos Andes.
Durante a sua administração. Rodrigo Paz Delgado foi eleito prefeito da cidade que governou entre 1988 a 1992.  Entre as suas obras mais importantes destacou o projeto de Água Potável Papallacta, além da ampliação da rodovia Pan-americana Norte e Sul, a Avenida De los Granados e o início dos estudos para a implementação dos trólebus.

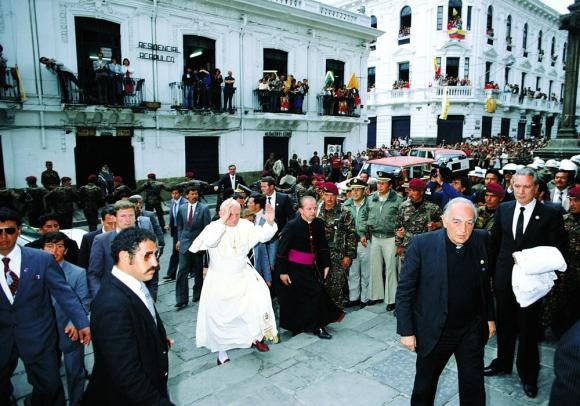
Papa João Paulo II durante a sua visita em Quito em 1985.

Nas eleições presidenciais de 1992 foi eleito o candidato da direita Sixto Durán Ballén. Jamil Mahuad Witt foi eleito prefeito. Uma das obras mais importantes da sua administração foi a implementação dos trólebus. Em 17 de dezembro de 1995 arrancou a primeira fase com 14 ônibus articulados. Depois de enfrentar o confronto dos motoristas dos outros serviços de transporte público, conseguiu ampliar a linha desde El Recreo ao Sul até a Avenida Colón ao norte. Mahuad foi reeleito como prefeito em 1996, mas teve que deixar o cargo para apresentar-se às eleições presidenciais de 1998.
Em 1995 o Peru atacou destacamentos militares equatorianos na bacia do rio Cenepa, na Amazônia. O presidente Durán Ballén agiu com firmeza enquanto reconhecia o Protocolo do Rio de Janeiro. Após várias semanas de confrontos nos quais as Forças Armadas equatorianas defenderam a soberania nacional, se assinou um primeiro acordo de paz.

#### Da crise política à rebelião dos °foragidos° (1996-2005)
Nas eleições de 1996, o candidato populista Abdalá Bucaram Ortíz, representante do Partido Roldosista Equatoriano (PRE) ganhou a presidência contra o social-cristão Jaime Nebot Saadi, ambos originários de Guayaquil, de famílias libanesas. Bucaram agravou os conflitos regionais com um estilo informal e arbitrário e se enfrentou com vários grupos sociais e indígenas que, acusando-o de corrupção, realizaram um protesto em fevereiro de 1997 que terminou por afastá-lo do poder. A vice-presidente Rosalía Arteaga assumiu a presidência, mas durou poucas horas porque o Congresso decidiu nomear a Fabián Alarcón como presidente interino. Em 1998 se reuniu uma nova Assembleia Constituinte para reformar a Constituição de 1978.
Abdalá Bucaram foi como prófugo para Panamá, onde mora atualmente.
A nova Constituição entrou em vigência em 10 de agosto de 1998 quando assumiu a presidência Jamil Mahuad Witt.
O prefeito eleito foi o empresário e economista Roque Sevilla que governou a cidade entre 1998 até 2000. Durante a sua administração se fizeram várias negociações com mais de 7 mil camelôs no centro histórico e se construíram 9 centros comerciais para relocalizar esses comerciantes.
Enquanto isso acontecia na capital, o presidente conseguiu assinar um acordo definitivo de paz com o Peru em 1998, ratificando os limites estabelecidos em 1942 no Rio de Janeiro. Mesmo que foi um evento positivo para as duas nações, a crise econômica se agravou. O governo tomou medidas de ajuste, deixou que os confrontos internos se acrescentarem, enquanto sacrificou à maioria da população nacional em benefício dos banqueiros que apoiaram a sua campanha. Em março de 1999 decretou um feriado bancário e o congelamento das poupanças de milhares de pessoas. Entregou sem benefício para o Equador, renunciando à soberania nacional, a base de Manta às Forças Armadas norte-americanas. No meio de um descontrole econômico, uma alta inflação e as pressões internacionais, decretou a dolarização da economia nacional, sem estudos técnicos nem preparação.
O país inteiro reagiu e o Presidente tentou virar ditador, mas não obteve o apoio do exército. Com o apoio de uma grande mobilização indígena e oficiais médios, Mahuad foi derrubado em 21 de janeiro de 2000. Se formou um triunvirato que durou apenas umas horas. O vice-presidente Gustavo Noboa assumiu o governo interino e continuou com as políticas ditadas pelo FMI. Mahuad foi como prófugo para os Estados Unidos.
Em 2002 foi eleito como presidente o coronel Lucio Gutiérrez, um dos líderes do golpe de estado de 2000. Tinha o apoio de seu próprio partido chamado Sociedade Patriótica (PSP), o partido indígena Pachacutik e o partido de ultraesquerda Movimento Popular Democrático (MPD).
Desde o início da sua gestão, o governo se identificou com as políticas norte-americanas de Bush e apoiou o "Plano Colômbia". Fiz aliança com o Partido Social-cristão (PSC). Essas medidas originaram o rompimento com MPD e Pachacutik. No meio daquela conjuntura política e econômica promovida pelo aumento das rendas públicas Gutiérrez provocou a divisão popular e indígena.
Em 2000, o General Paco Moncayo foi eleito prefeito da cidade como representante do Partido Esqueda Democrática. Conseguiu a reeleição até 2009.
Durante a sua administração, algumas obras importantes foram:

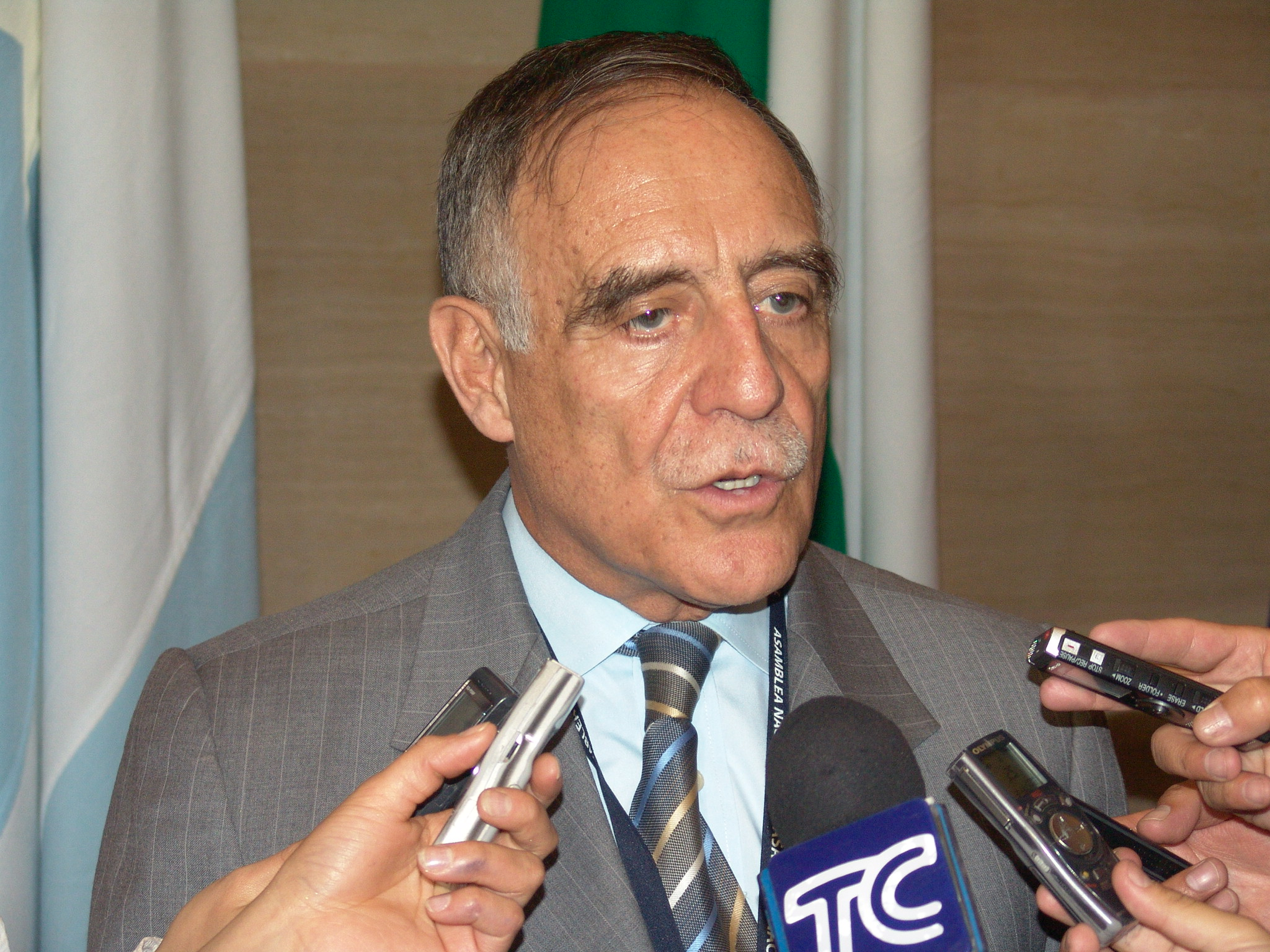
Paco Moncayo, prefeito de Quito entre 2000 a 2009.

- Inauguração Parque Itchimbía e do Palácio de Cristal em 2004;
- Inauguração do teleférico de Quito em 2005;
- Inauguração do Parque e Museu da Água "Yaku" em 2005;
- Estudos e inícios da construção do novo aeroporto em Tababela em 2006;
- Inauguração do Museu Interativo de Ciência em 2007.

No final de 2004, Gutiérrez buscou aliança com os partidos PRE do prófugo Abdalá Bucaram e PRIAN do bananeiro Álvaro Noboa para enfrentar-se com o Partido Social-cristão e com León Febres Cordero que tinha o predomínio no Congresso e na Corte Suprema de Justiça. Desde janeiro de 2005 começaram os protestos cidadãos, mas em abril os desconfortos generalizados se agravaram. Em 13 de abril a Rádio La Luna abriu os seus microfones para uma das suas conhecidas "tribunas cidadãs". Essa rádio tinha-se convertido no canal de informação dos cidadãos nas crises políticas de Abdalá Bucaram e Jamil Mahuad. Mas de 5 mil pessoas foram autoconvocadas para um protesto pacífico na Avenida de Los Shyris, localizada ao norte da cidade enquanto na Praça da República se convocou à Assembleia de Quito liderada pelo prefeito Paco Moncayo e Ramiro González. 14 de abril um grupo de cidadãos independentes foram até casa do presidente para exigir a sua demissão, mas numa entrevista para a CNN, Gutiérrez minimizou as manifestações chamando às pessoas de "foragidos". Desde então, milhares de cidadãos começaram sair para as ruas identificando-se como "foragidos" como um ato de rebeldia contra o governo. Na sexta-feira 15, o coronel decretou Estado de Emergência e dissolveu a Corte Suprema de Justiça. A sua decisão de apoiar a inconstitucional restruturação do poder judiciário que permitiu a volta do Abdalá Bucaram despertou a ira de Quito. Apesar do estado de emergência, o exército não saiu às ruas para controlar os protestos. No dia seguinte, Gutiérrez teve que derrogar o decreto. No sábado 16, os manifestantes tentaram chegar ao Palácio de Governo, mas a repressão aumentou.  Em 19 de abril a praça da Independência continuou militarizada. Naquela noite continuaram os protestos nos quais morreu o fotógrafo chileno Julio García por efeito dos gases. Entre 14 e 21 de Abril se desenvolveu “a rebelião dos foragidos”. Finalmente, o presidente foi demitido sem o apoio das Forças Armadas e teve que pedir asilo na embaixada do Brasil. O Gutiérrez caiu após uma cruenta luta cidadã.
O vice-presidente Alfredo Palacio assumiu o cargo de presidente até as eleições de 2007.

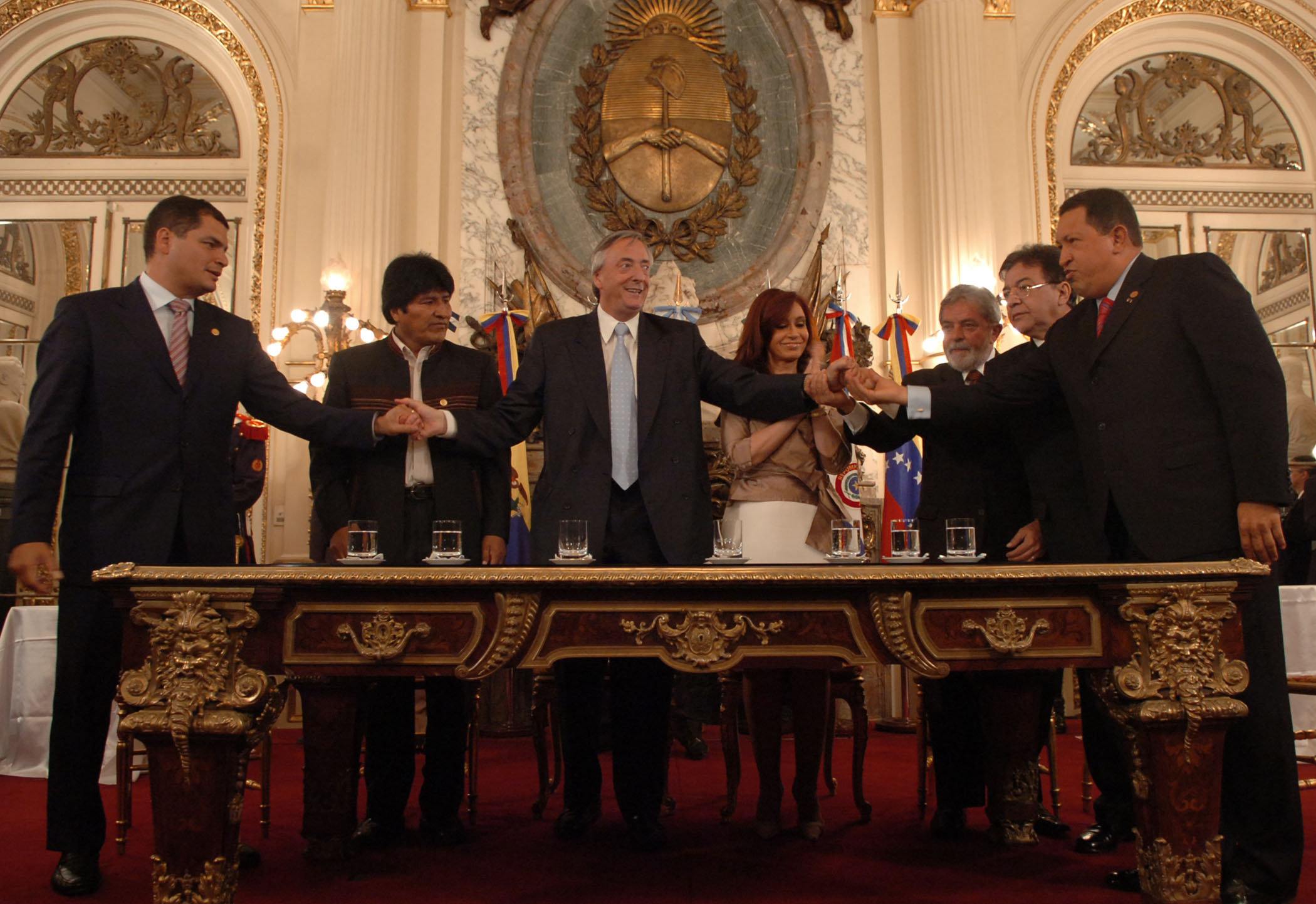
Presidente Rafael Correa junto aos presidentes da Bolívia Evo Morales, Néstor Kirchner da Argentina e Hugo Chávez da Venezuela.

#### A "Revolução Cidadã" (2007-atualidade)
Nas eleições presidenciais de 2007 apareceu um novo candidato com seu próprio movimento político chamado "Aliança País" (AP). O economista Rafael Correa Delgado, originário de Guayaquil prometeu combater o neoliberalismo e fazer reformas radicais. Seu projeto político é chamado de "Revolução Cidadã". A "revolução" se instalou no Equador em 15 de janeiro de 2007, com o objetivo de conseguir a refundação do Estado equatoriano e consolidar o projeto social que busca construir o socialismo do bom viver. O seu processo propugnava a soberania política do Equador, a integração regional e a ajuda econômica aos menos favorecidos.
O novo governo conseguiu uma ampla maioria na eleição de uma Assembleia Nacional Constituinte que se reuniu na cidade de Montecristi e fez uma nova Constituição, aprovada com 64% dos votos num referendum nacional.
Em 2009, o Equador de Rafael Correa renegociou a dívida do Estado detida por investidores estrangeiros e pediu aos Estados Unidos tirar ao exército norte-americano da base de Manta.

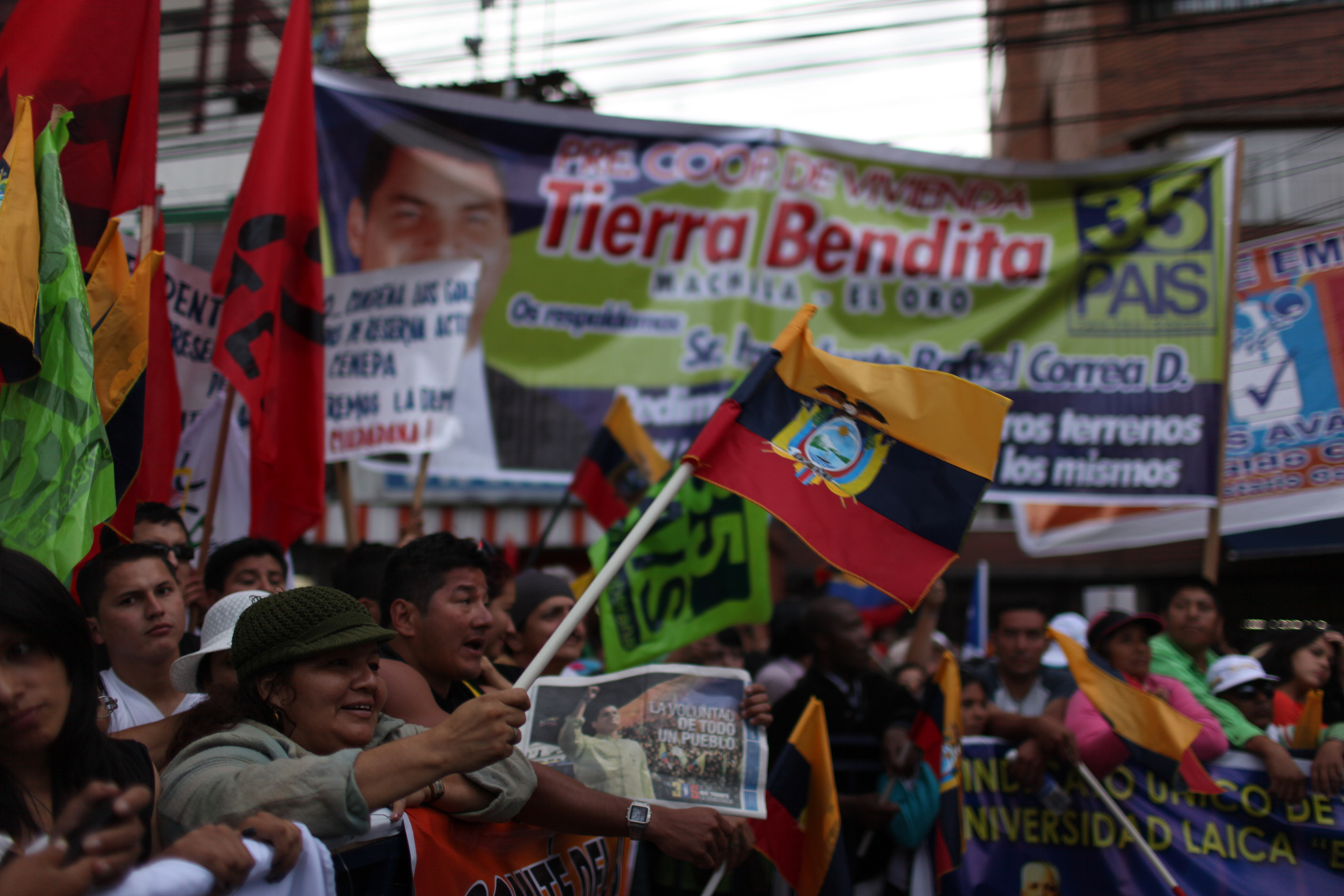
Comemoração em honra dos mortos e feridos do 30 de setembro na Avenida de Los Shyris.

Em 30 de setembro de 2010 ocorreu uma revolta de policiais, hostis à aprovação de uma lei que equipara as forças da ordem aos demais funcionários públicos, reduzindo os seus benefícios econômicos e de carreira. A situação piorou quando o Presidente tentou acalmar os ânimos dos sublevados indo para o quartel onde se encontravam amotinados. Na saída, bombas de gás lacrimogêneo foram arremessadas ao Presidente, que foi levado ao hospital da polícia. A seguir a polícia atacou a multidão que se reuniu em frente ao hospital para demonstrar seu apoio ao presidente eleito democraticamente e culminou com um tiroteio entre a polícia e os soldados que vieram para resgatar o Chefe de Estado. Os militares não apoiaram a sublevação. Segundo o oficialismo foi uma tentativa de golpe de Estado que deixou 10 mortos e uns 300 feridos entre militares, policiais e civis.
O médico e sociólogo Augusto Barrera Guarderas foi eleito prefeito de Quito como representante do partido oficialista. A sua campanha tratou sobre os problemas da cidade na transportação pública, segurança e espaços culturais comunitários.
Algumas das obras mais representativas dessa administração são:

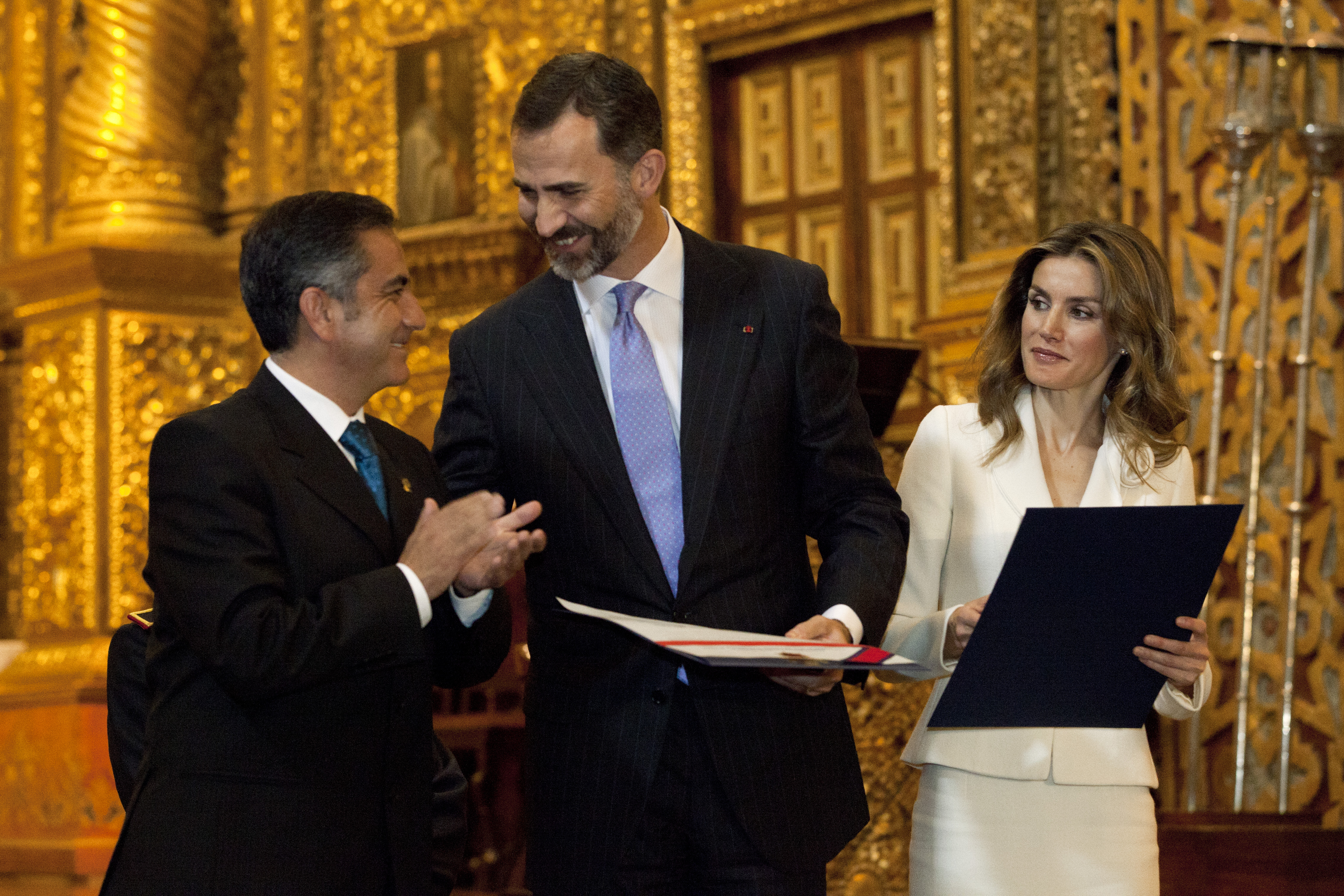
Prefeito Augusto Barrera junto com os atuais reis da Espanha numa visita oficial na Igreja da Companhia.

- Inauguração do novo Aeroporto Internacional Mariscal Sucre em Tababela, em 20 de fevereiro de 2013.
- Início e avanço da primeira e segunda fase da construção da rodovia Rota Viva em 2013.
- Conexão da Rota Viva que permite a ligação entre os vales de Los Chillos e Tumbaco.
- Projeto de soterramento dos cabos na cidade.
- Estudos e início da construção da fase 1 do metrô de Quito.
- Criação do Programa para idosos "60 y piquito".[50]
- Regularização de bairros ao sul e norte da cidade.[51]
- Criação do Boulevard na Avenida Naciones Unidas.[52]
- Criação de 43 Centros de Desenvolvimento Comunitário (CDC) em todas as paróquias urbanas e rurais de Quito. Estes centros funcionam como espaços para oficinas de arte, literatura, teatro ou música.[53]

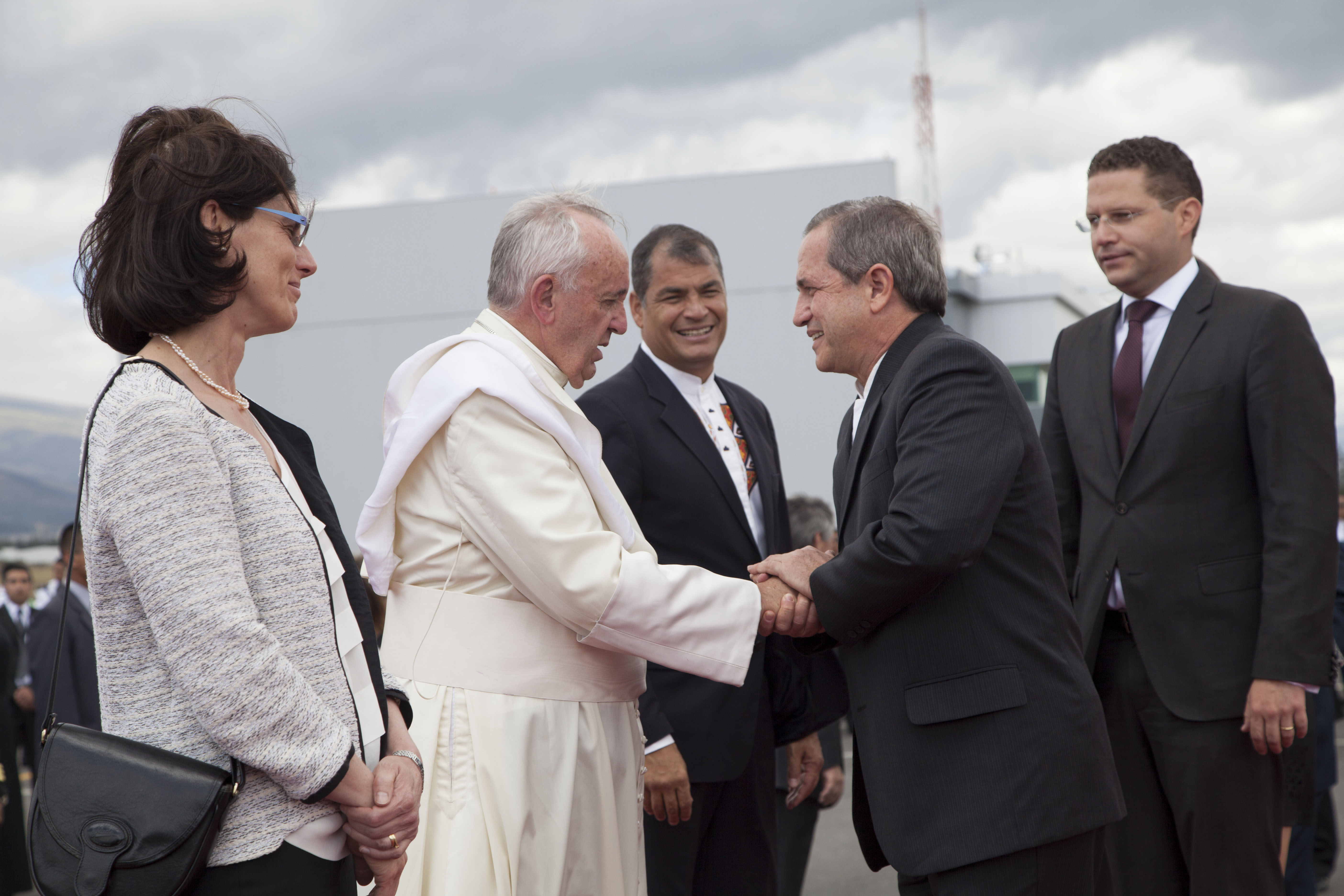
O Papa Francisco cumprimentando o chanceler Ricardo Patiño, junto ao presidente Rafael Correa e o prefeito Mauricio Rodas

Nas eleições de 2014, o jovem advogado Mauricio Rodas foi eleito prefeito. Em 2012 tinha participado no Fórum Econômico Mundial e nesse ano fundou seu partido político Sociedade Unida mais Ação (SUMA), com apoio de setores de direita. Apresentou a sua candidatura nas eleições presidenciais de 2013, obtendo 3% dos votos. Devido ao descontento de vários setores da cidade com Augusto Barrera, o movimento VIVE de Antonio Ricaurte e o partido CREO do banqueiro guayaquilenho Guillermo Lasso decidiram apoiar a sua candidatura para a prefeitura da cidade que finalmente ganhou.
Dois projetos de lei, um relacionado com a taxação às heranças e outro com a mais-valia para os imóveis foi apresentado pelo Presidente à Assembleia Nacional em junho de 2015. Alguns setores políticos, indígenas e sindicatos apresentaram seu descontentamento e em junho organizaram uma greve que desencadeou em protestos. Um importante grupo da população deslegitimou a mobilização no Equador, incluindo as mesmas bases desses movimentos indígenas, que questionaram os líderes das manifestações, já que junto aos dirigentes indígenas marcharam donos de bancos e políticos tradicionais de direita. No entanto, também tem se manifestado várias organizações de trabalhadores e cidadãos de classe média e alta que não gostam das políticas do governo.
No meio desse clima político e social, entre 5 e 8 de julho de 2015, o Papa Francisco visitou o Equador pela primeira vez.

## Geografia

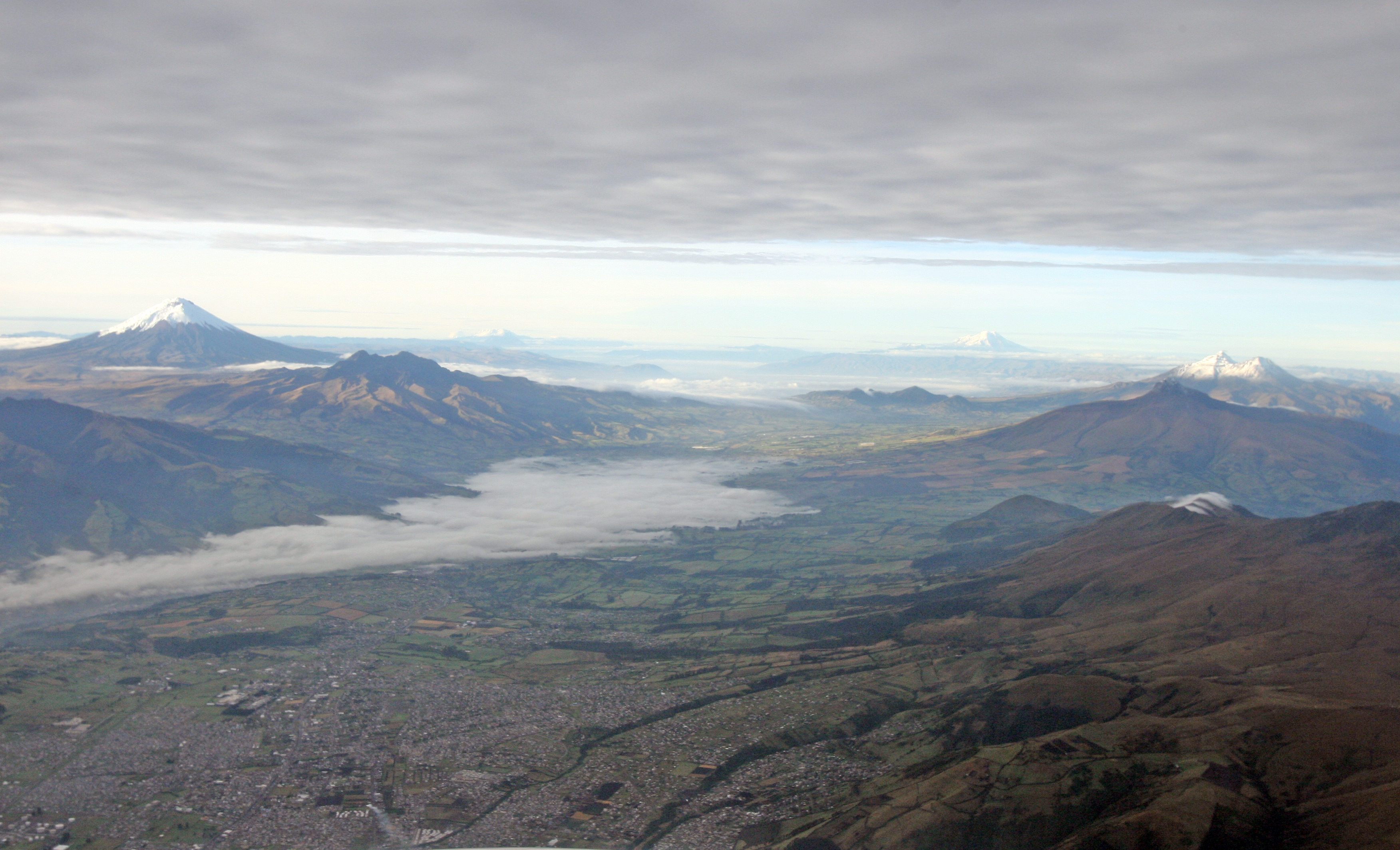
Panorâmica do sul de Quito onde podem se ver alguns vulcões como Ilinizas e Cotopaxi.

Quito fica situada ao norte da região andina do Equador, noroeste da América do Sul, entre os 77° 55' 45'' e 78° 40' 20'' de longitude ocidental de Greenwich e os 0° 12' de latitude norte e 0° 40' latitude sul.  O Distrito Metropolitano de Quito se encontra em plena região equatorial.

### Relevo
A cordilheira dos Andes se divide no Equador em duas cadeias montanhosas. A cordilheira ocidental e a cordilheira oriental. Ambas estão unidas por nós montanhosos que formam hoyas, é dizer grandes depressões da terra banhadas por importantes bacias hidrográficas.
A cidade de Quito se encontra dentro da Hoya de Guayllabamba. Está limitada pelos nós de Mojanda-Cajas ao norte e Tiopullo ao sul. Contem inúmeros vales como Cayambe, Guayllabamba, Puéllaro, Los Chillos e Machachi. Tem planaltos elevados como Tabacundo e Malchinguí ao norte e Turubamba e Chillogallo ao sudoeste. Dentro desta hoya fica a capital do Equador, Quito, com uma altura de 2 850 metros, como parte da província de Pichincha. A aldeia mais alta é Cangahua (3 186 m) e a mais baixa é Perucho (1 830 m).

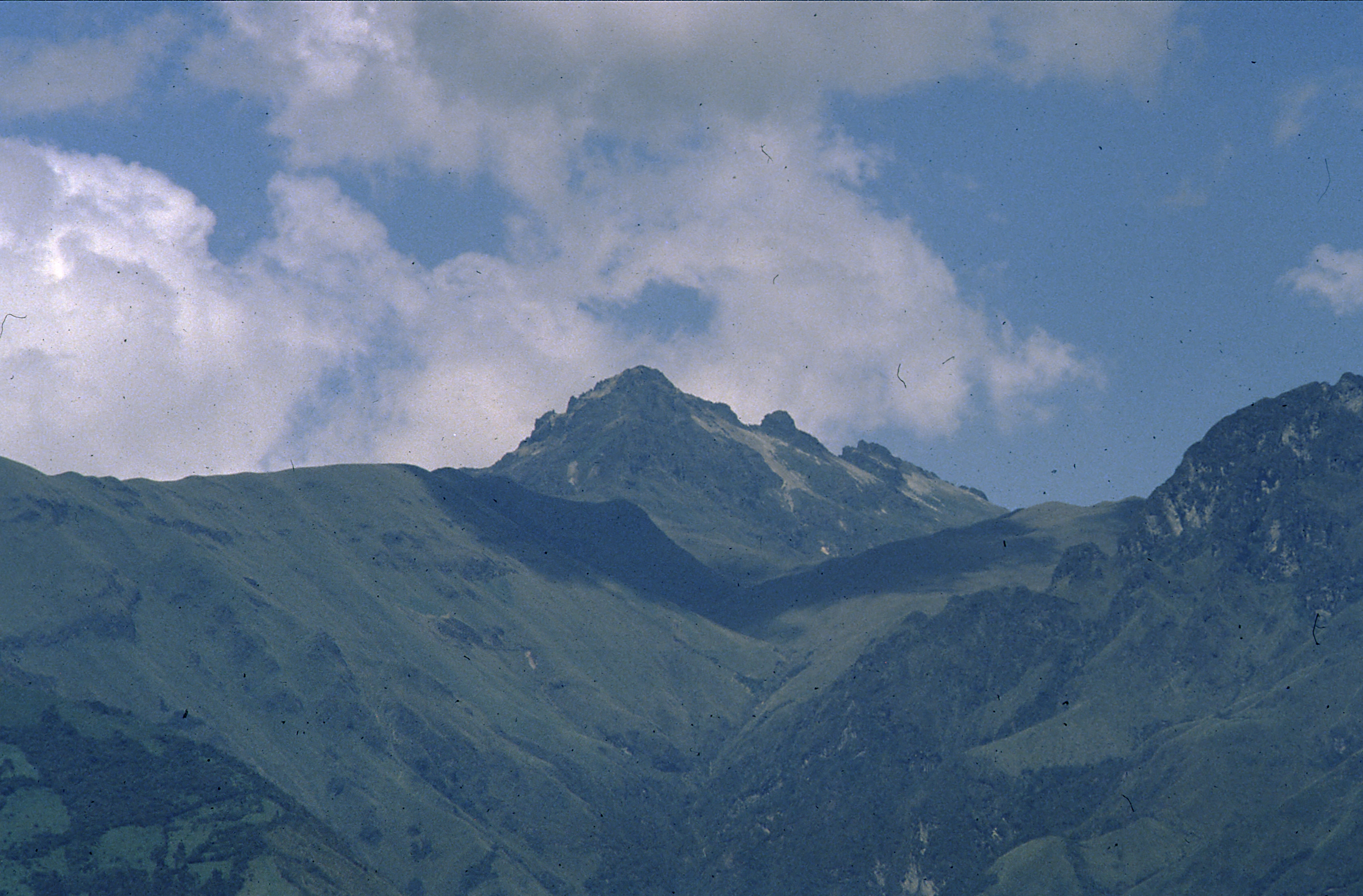
Vulcão Rucu Pichincha (4.698 m.)

### Cordilheira Ocidental
Ao noroeste se encontra a cordilheira ocidental que começa com os morros de Itagua (2 944 m) e Tanlagua, e o vulcão Pululahua (3 350 m), dentro da cuja cratera se encontra o morro Pondoña (2 940 m). A cordilheira continua subindo até Yanaúrco (3 315 m) e Casitagua (3 514 m). O maciço do Pichincha possui vários cumes e abriga dois vulcões: o cume mais alto é Guagua Pichincha (4 737 m) não visível desde Quito, e o Rucu Pichincha (4 698 m). Os outros cumes menores são Padre Encantado (4 570 m), Cúnturhuanchana e Ungüi.
Ao sul estão os vulcões e montes Atacazo (4 457 m), Corazón (4 782 m), La Viudita (3 788 m), Ninahuilca, Iliniza Norte (5 130 m) e Iliniza Sul (5 125 m).

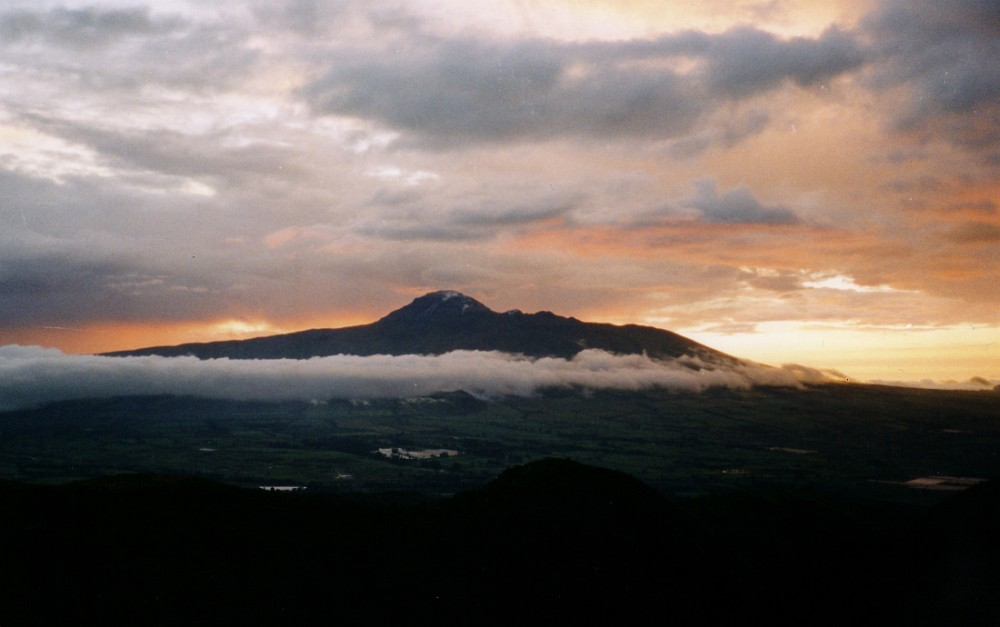
Corazón (4 786 m)

### Nó de Tiopullo
É a cadeia transversal que une as duas cordilheiras entre os Ilinizas e o Cotopaxi. Desde os páramos de Romerillos e Chasqui aparecem o Pupuntío (3 798 m) e o Rumiñahui (4 722 m) até chegar ao vulcão Cotopaxi (5 897 m) e se alongar até o vulcão Pasochoa (4 199 m).

### Cordilheira Oriental
Começa na esquina sul-oriental da hoya com o vulcão Cotopaxi. A cordilheira continua para o norte passando pelo vulcão Antisana (5 756 m), Filocorrales (4 447 m), Allcuquiru ou Puntas (4 462 m), Pambamarca ou Francésurcu (4 093 m), Saraurco (4 667 m) que não é visível desde Quito até chegar ao Cayambe (5 790 m).

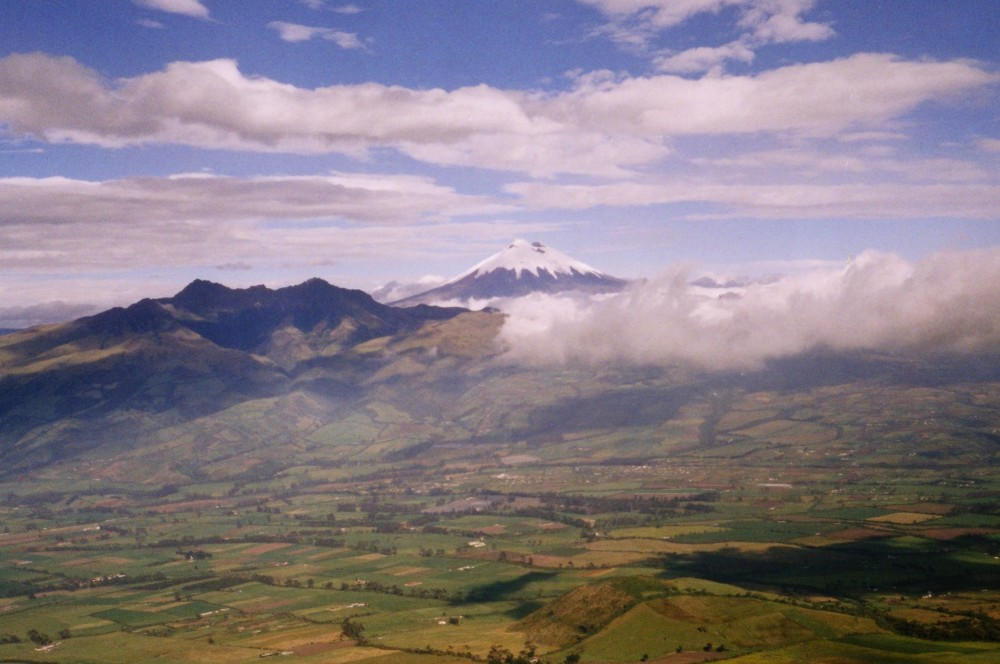
Cotopaxi (5 897 m e Rumiñahui (m.)

### Nó de Mojanda-Cajas
Os páramos de Pesillo unem o vulcão Cayambe e a cordilheira de Angochagua com o nó de Mojanda-Cajas, cadeia transversal que une a cordilheira oriental com a ocidental. O primeiro cume ao nordeste é o Casinurco (3 990 m), continuando pela depressão de Cajas com o monte Michinurco (3 883 m) para depois chagar ao maciço de Mojanda onde se encontram três lagoas e três picos que são Yanahurco (4 264 m), Calangal (4 100 m) e Fuyafuya (4 259 m).

### Interior dahoyade Guayllabamba
No interior da hoya, entre os vales de Tumbaco e Los Chillos se ergue o vulcão Ilaló (3 169 m). Do maciço da cordilheira oriental se formam no interior alguns montes de 3 500 metros de altura como Cotourco, El Tablón, Nañurco, El Inga e Achupallas. 

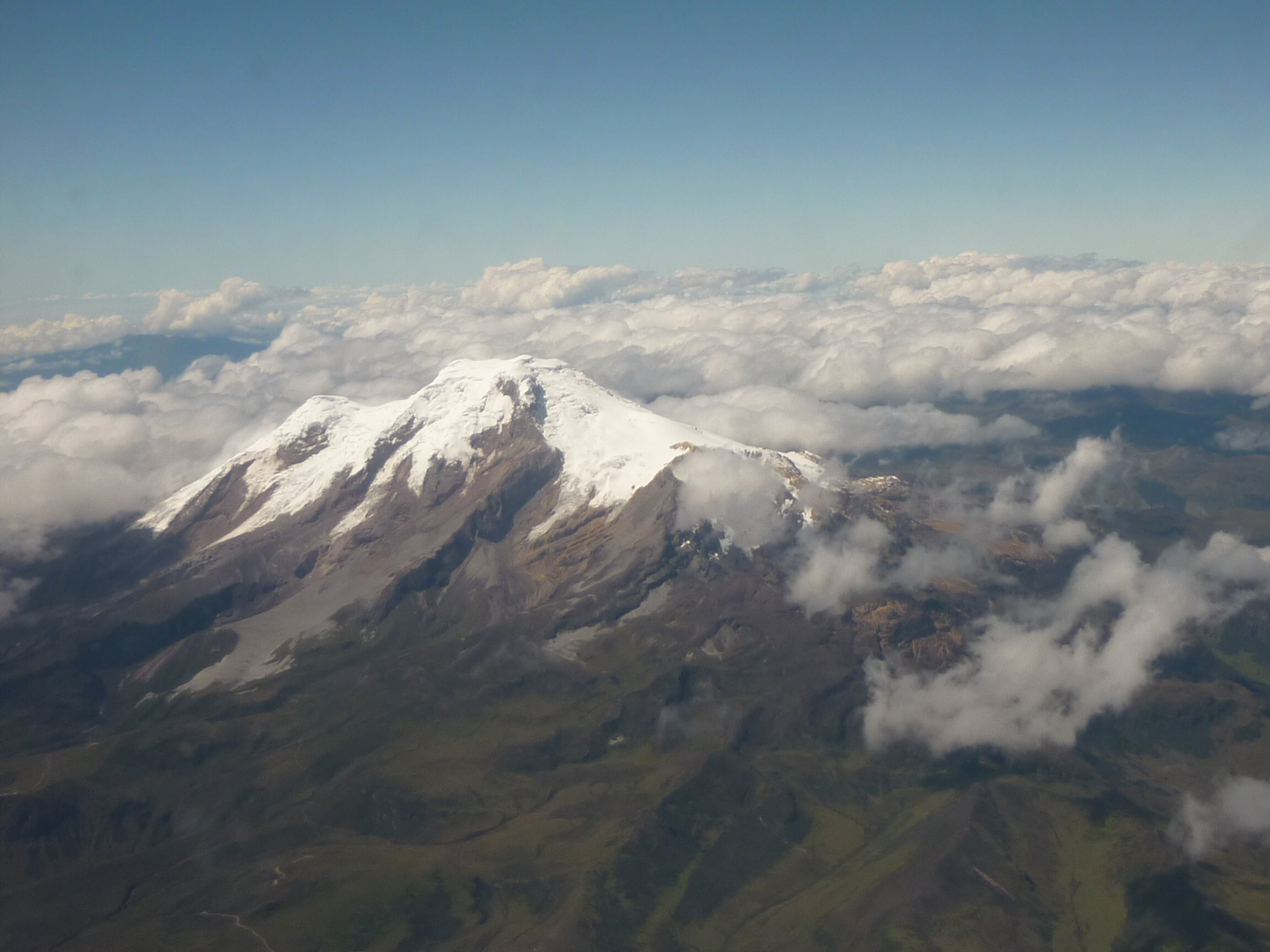
Cayambe (5 790 m)
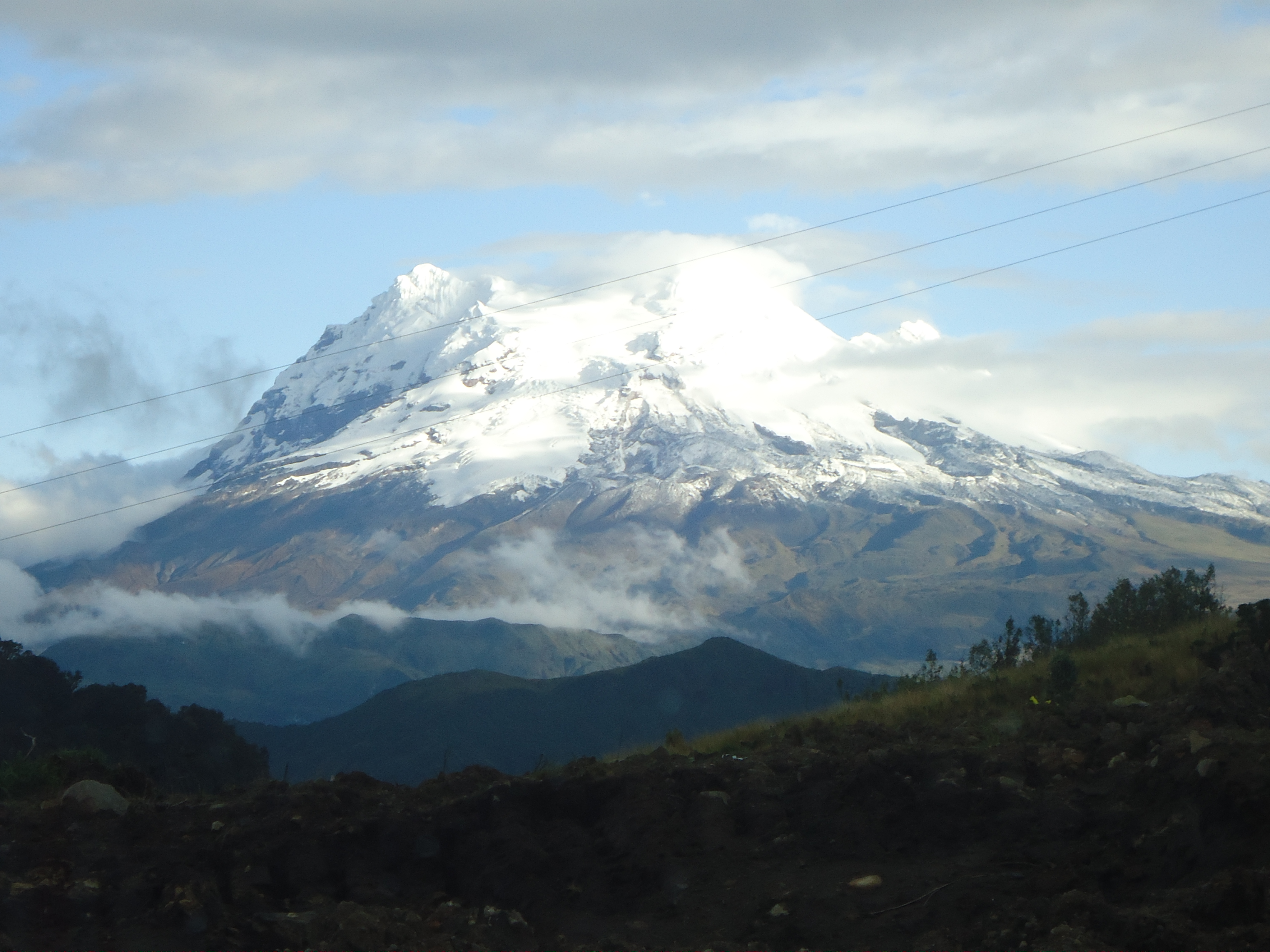
Antisana (5 756 m)
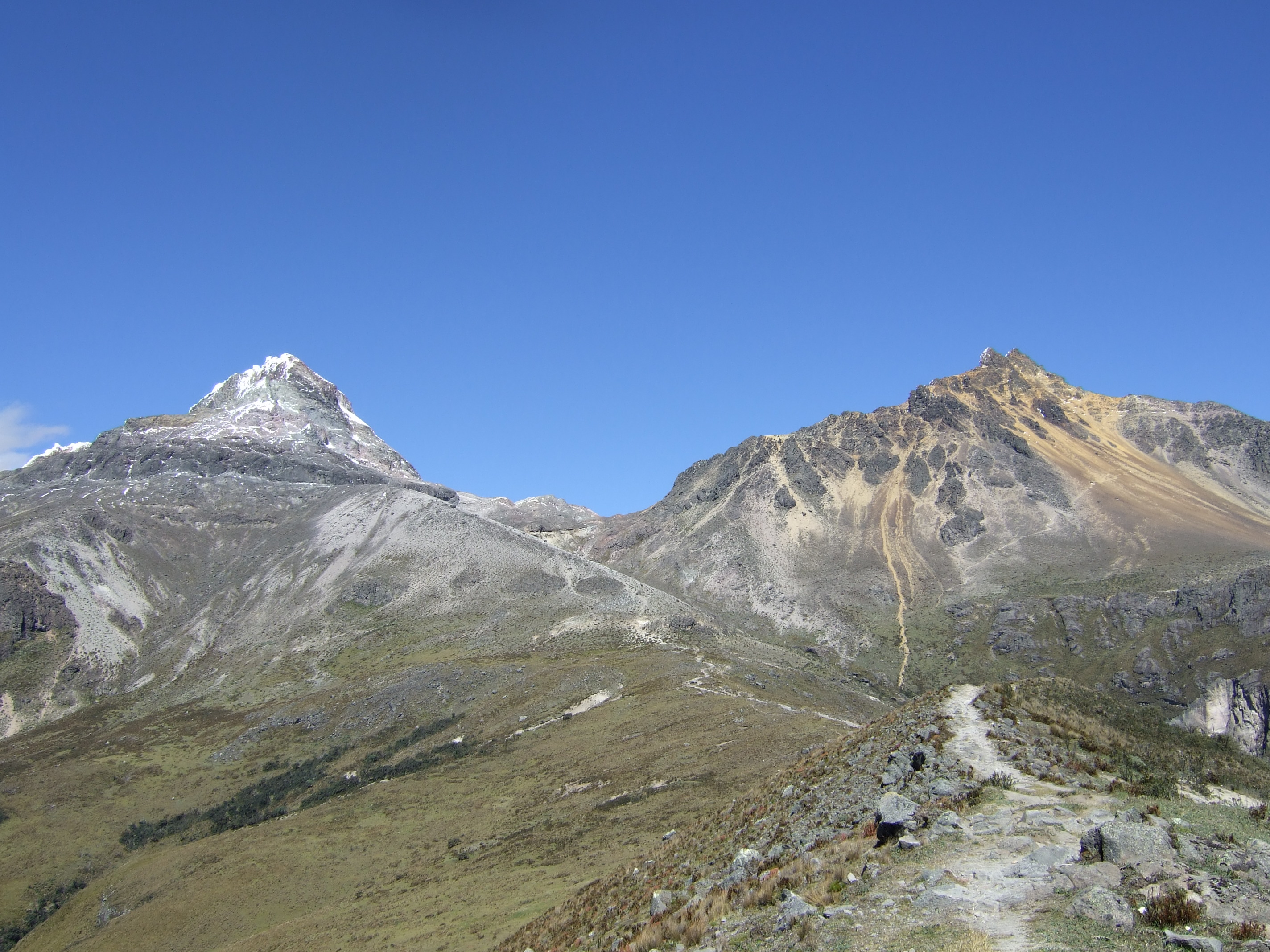
Ilinizas (N. 5 310 m / S. 5 125 m)
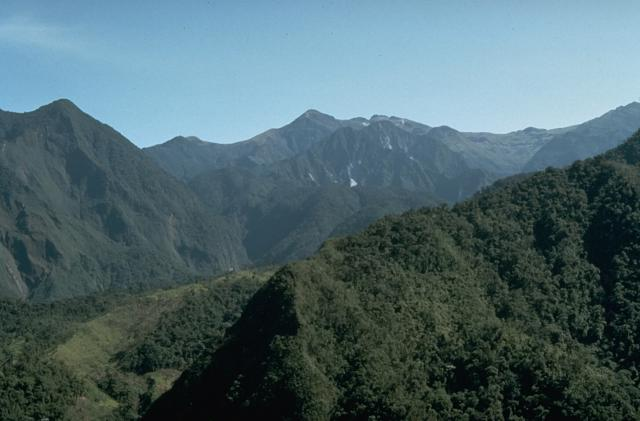
Atacazo (4 457 m)

### Hidrografia

#### Rios
Guayllabamba

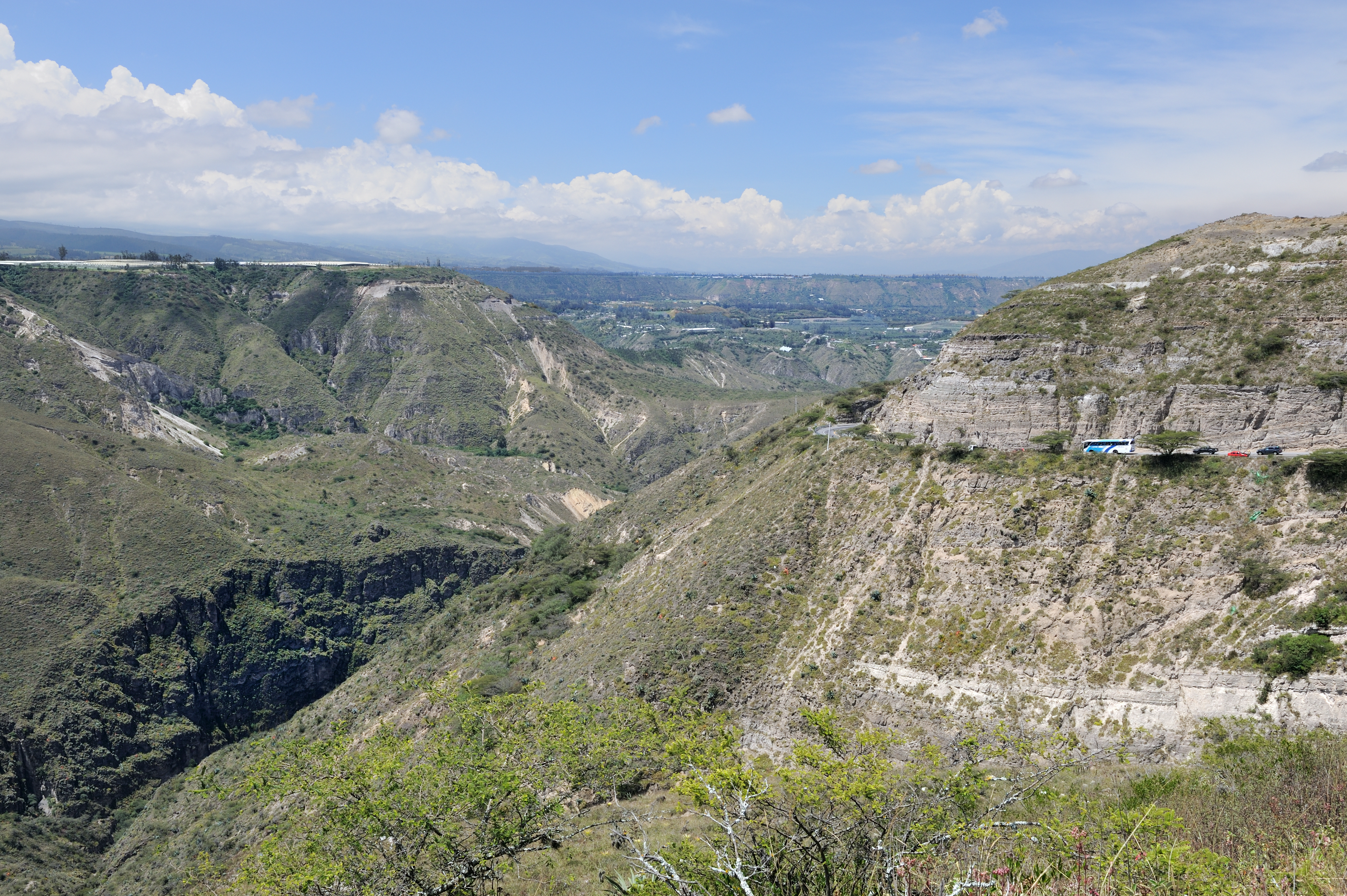
Cânion de Guayllabamba perto de Cayambe.

É o eixo hidrográfico da hoya de Quito e o mais importante da província de Pichincha. As suas águas se originam nos glaciares dos vulcões Cotopaxi, Sincholagua e Rumiñahui. Os três afluentes principais são San Pedro, Pita e Pisque. O curso segue para o oceano Pacífico.

#### Pita
Nasce com o nome de Pedregal, no sudeste da hoya, dos glaciares do vulcão Cotopaxi, mesmo que se alimenta dos degelos dos vulcões Sincholagua e Rumiñahui. Nos páramos do vulcão Pasochoa recebe o nome de Pita e continua pelo vale de Los Chillos até o vulcão Ilaló onde se une com o rio San Pedro.

#### San Pedro

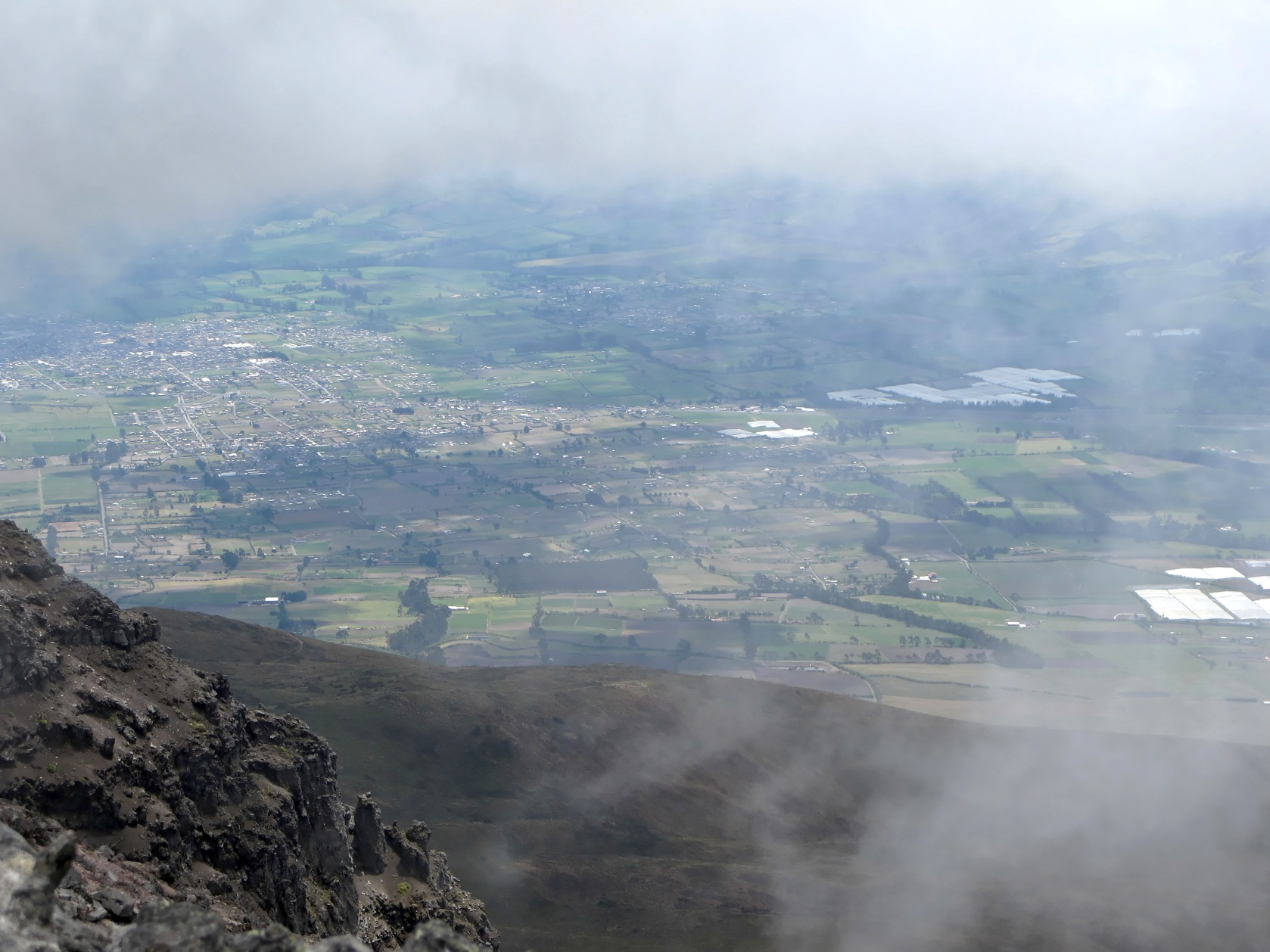
Vale de Machachi.

Nasce na encosta sudoeste da hoya e passa pelo vale de Machachi para recolher as águas que descem desde a cordilheira Ocidental. Entra no vale de Los Chillos e passa por Sangolquí onde se encontra com pequenos riachos que descem das montanhas como La Merced, San Nicolás, Cachaco e Santa Clara até chegar ao rio Capelo e finalmente se encontrar com o rio Pita.

#### Cânion de Guayllabamba
É o principal estreitamento do leito do rio. O cânion é visível na confluência dos rios San Pedro, Chiche e Guambi. Durante seu trajeto, o Guayllabamba recebe os rios Monjas, Alchipichí, Cuví, Cala e Perlaví.

#### Lagoas

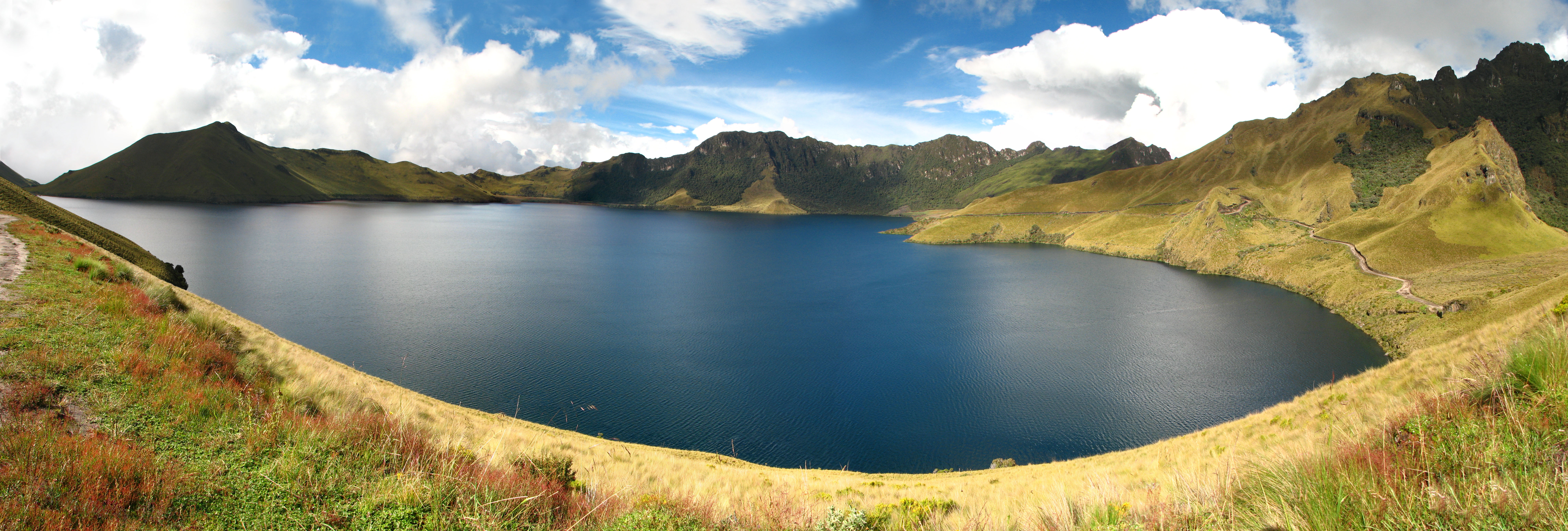
Lagoas de Mojanda.

As três lagoas localizadas no nó de Mojanda-Cajas são: Caricocha (lagoa macho), Warmicocha (lagoa fêmea) e Yanacocha (lagoa preta). Na cordilheira oriental, ao norte de Cayambe se encontram as lagoas de San Marcos e a leste do vilarejo de Pifo as lagoas de Papallacta e Sucos. Nas ladeiras do vulcão Antisana estão Micacocha e Muertepungo.

### Clima
A temperatura anual média da cidade é de 13,7 °C. Apesar dos 2850 msnm, Quito conta com um clima primaveril a maior parte do ano, por estar localizada próxima à linha do Equador. De junho a setembro, o clima costuma ser mais quente, sobretudo durante o dia, enquanto no resto do ano o clima costuma ser mais frio. Nesta época do ano as montanhas e serras que rodeiam a cidade se cobrem de neve e são mais frequentes as quedas de granizo. Ainda que geralmente o clima seja agradavelmente moderado, o que contribui para a vida cultural da cidade e à instalação de cafés ao ar livre. Em janeiro de 2006 a temperatura da cidade alcançou os -2 °C.
| Dados climatológicos para Quito                                                                            | Dados climatológicos para Quito | Dados climatológicos para Quito | Dados climatológicos para Quito | Dados climatológicos para Quito | Dados climatológicos para Quito | Dados climatológicos para Quito | Dados climatológicos para Quito | Dados climatológicos para Quito | Dados climatológicos para Quito | Dados climatológicos para Quito | Dados climatológicos para Quito | Dados climatológicos para Quito | Dados climatológicos para Quito |
| Mês | Jan                             | Fev                             | Mar                             | Abr                             | Mai                             | Jun                             | Jul                             | Ago                             | Set                             | Out                             | Nov                             | Dez                             | Ano                             |
| --- | ------------------------------- | ------------------------------- | ------------------------------- | ------------------------------- | ------------------------------- | ------------------------------- | ------------------------------- | ------------------------------- | ------------------------------- | ------------------------------- | ------------------------------- | ------------------------------- | ------------------------------- |
| Temperatura máxima média (°C)                                                                              | 19,1                            | 19,1                            | 19,1                            | 19,4                            | 19,2                            | 19,7                            | 19,8                            | 20,3                            | 20,3                            | 20,1                            | 19,3                            | 19,3                            | 19,6                            |
| Temperatura média (°C)                                                                                     | 13,4                            | 13,6                            | 13,4                            | 13,6                            | 13,7                            | 13,8                            | 13,9                            | 14                              | 13,8                            | 13,7                            | 13,3                            | 13,5                            | 13,7                            |
| Temperatura mínima média (°C)                                                                              | 9,6                             | 9,7                             | 9,8                             | 9,9                             | 9,6                             | 9,1                             | 8,6                             | 8,7                             | 8,9                             | 9                               | 9,1                             | 9,9                             | 9,3                             |
| Precipitação (mm)                                                                                          | 65                              | 104,2                           | 123,1                           | 149,8                           | 98,2                            | 41,4                            | 22                              | 28                              | 60                              | 119,3                           | 87,9                            | 76,3                            | 975,2                           |
| Dias com precipitação (≥ 1 mm)                                                                             | 10                              | 11                              | 15                              | 15                              | 13                              | 7                               | 5                               | 5                               | 11                              | 14                              | 11                              | 11                              | 128                             |
| Umidade relativa (%)                                                                                       | 80                              | 81                              | 82                              | 82                              | 80                              | 75                              | 67                              | 65                              | 70                              | 79                              | 79                              | 79                              | 77                              |
| Insolação (h)                                                                                              | 167                             | 140                             | 132                             | 136                             | 164                             | 189                             | 219                             | 216                             | 186                             | 167                             | 167                             | 175                             | 2 058                           |
| Fonte: National Oceanic and Atmospheric Administration e Organização Meteorológica Mundial (precipitações) |                                 |                                 |                                 |                                 |                                 |                                 |                                 |                                 |                                 |                                 |                                 |                                 |                                 |
| Fonte 2: Instituto Meteorológico Dinamarquês (horas de sol e umidade relativa)                             |                                 |                                 |                                 |                                 |                                 |                                 |                                 |                                 |                                 |                                 |                                 |                                 |                                 |

## Paisagem urbana
A paisagem vulcânica de Quito é a moldura de uma cidade que se desenvolveu ao longo da história entre os colossos dos Andes. Quito está rodeada de ondulações, magníficos vulcões e nevados cuja altura aproximada é de 5 000 metros sobre o nível do mar. A magnificência da topografia com a presença dos vulcões, as profundas ravinas, extensas lagoas e a cordilheira, configurava uma paisagem e um cenário que tem condicionado os antigos assentamentos.

### Evolução arquitetônica

#### Quito Pré-hispânico
Infelizmente da época pré-hispânica da cidade não existem muitos vestígios arquitetônicos como em Cusco. Quando Sebastián de Benalcázar ordenou a seu tenente Juan de Ampudia e a seu exército de 10 000 indígenas aliados, não deixar pedra sobre pedra da cidade inca de Quito com o propósito de achar o tesouro do inca Atahualpa, uma política de destruição começou desde então.
Graças às escavações arqueológicas realizadas em Rumipamba e La Florida, é possível ter uma melhor ideia da cidade antes da conquista dos incas. No meio do planalto existia a lagoa de Iñaquito, cuja profundidade e tamanho eram variáveis. Durante a época de chuvas crescia e secava na outra. Nos arredores, os indígenas construíram camellones para a agricultura, aproveitando as fontes naturais de água que desciam das ravinas do maciço Pichincha. A cultura do milho e da batata se completava com a caça de animais como patos e a criação do porquinho da índia. A maioria das casas foram construídas nas ladeiras das montanhas e para cultivar os produtos se construíram terraços agrícolas.
Os vestígios mais antigos de planejamento urbano datam do período Formativo (1500 a.C.) com o desenvolvimento da civilização Cotocollao. As moradias eram retangulares e tinham uma extensão de 5 por 8 metros. As suas paredes eram feitas com grandes postes recobertos com a técnica do pau a pique, chamada em espanhol "bahareque" e os tetos de palha que era trazida dos páramos. As casas foram construídas sobre degraus artificiais, de uma altura aproximada de 60 cm. No seu interior, ao longo das paredes, tinha plataformas de madeira para dormir. Abaixo do chão se escavaram poços de armazenagem e seu centro estava ocupado por um grande fogão para cozinhar e esquentar-se. Afora da casa, perto das paredes tinha outros fogões e poços de armazenagem.
No atual Parque Arqueológico de Rumipamba se conservam os restos dos muros de pedra do que puderam ser de um templo assim como de casas construídas com paredes de adobe e teto de palha.

#### Século XVI

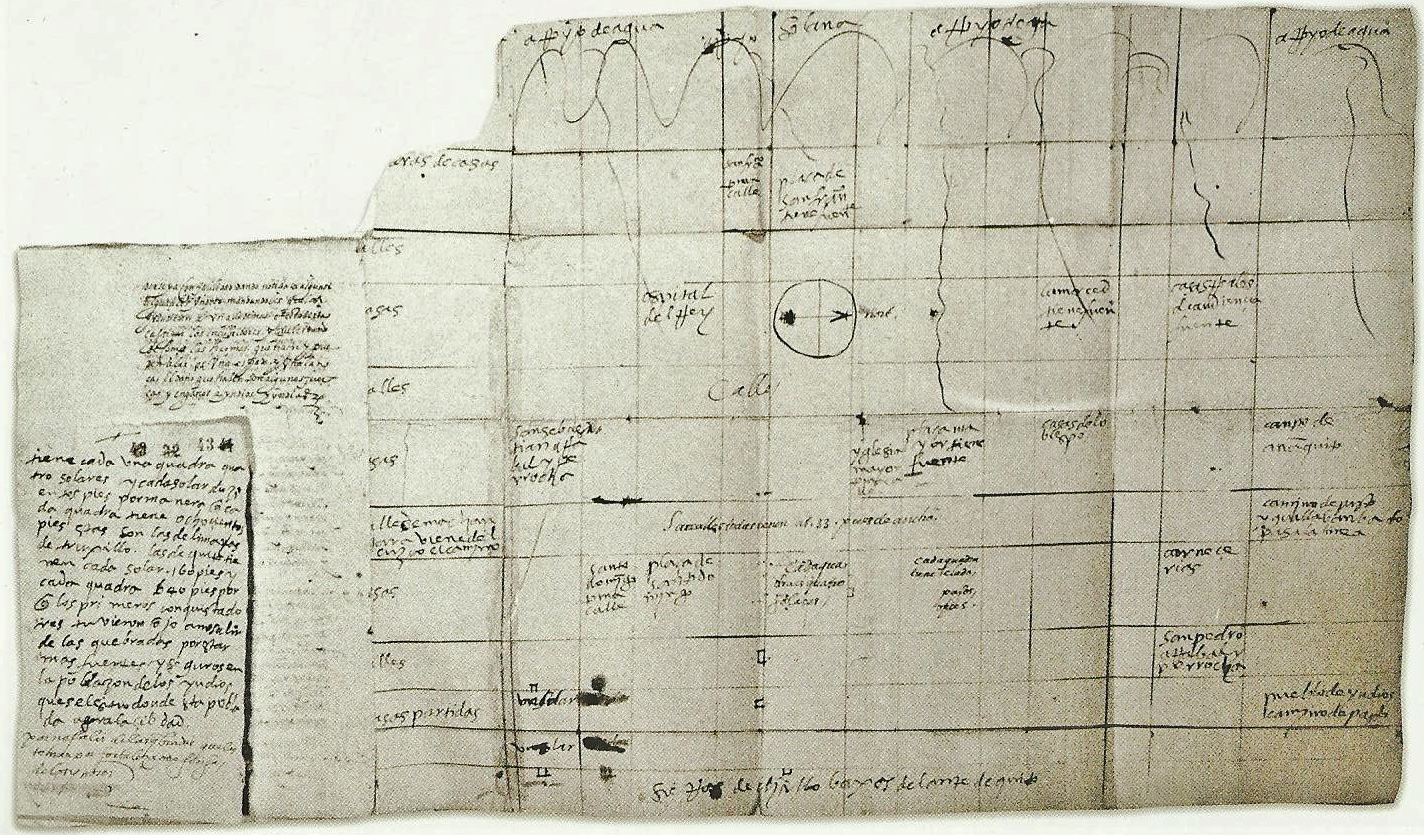
Esta é uma planta de Quito achada na Biblioteca de Madri.

O uso de arquitetura e planejamento urbano como ferramentas de conquista europeia é um tema recorrente na história da América Latina. O Rei Filipe II da Espanha ordenou aos urbanistas usar um plano de grelha ou do tabuleiro de xadrez para a criação de novas vilas e cidades nas suas "Leis das Índias" (1573). Esta série de diretrizes e regras de planeamento tinha a intenção de impor a ordem racional e o controle administrativo europeu sobre os novos assentamentos. O plano contou com uma grande praça, ou praça central, com a igreja principal, edifícios do governo, e residências das autoridades de frente para a praça. Na arquitetura civil, o estilo andaluz predominou com grandes casas de adobe com pátios dentro rodeado principalmente por arcos, como no antigo Hospital da Misericórdia (1565).
Após a fundação espanhola da cidade de San Francisco de Quito, chegaram os religiosos franciscanos Frei Jodoco Rijcke e Frei Pedro Gosseal originários de Gante, na atual Bélgica. Junto com o padre castelhano Pedro de Rodeñas, construíram o convento máximo de São Francisco. A igreja foi coberta em 1553 e o claustro parece ter sido construído entre 1575 e 1580.
A catedral foi construída em 1535 com paredes de adobe e teto de palha, mas a partir de 1551 até 1572. Foi colocada de forma paralela à praça com os acessos pelas portas laterais, como em muitas paróquias andaluzas. É um templo de planta gótico-mudéjar, de três naves com pilares de seção quadrada, arcos apontados e abóbodas de nervuras.
O arquiteto espanhol Francisco Becerra desenhou as plantas das igrejas de Santo Agostinho e de São Domingos em 1581. Nestes edifícios religiosos notamos a influência da arte moura (artesoado do coro de San Francisco e do maneirismo nas fachadas deste convento e na de San Agustín (Santo Agostinho). Este estilo na arte e na arquitetura do século XVI, é caracterizado pela distorção de elementos como proporção e espaço.
Em geral, os artistas e arquitetos maneiristas tomaram as formas clássicas ou idealizadas desenvolvidas por artistas da Renascença italiana do início do século XVI, mas exageradas ou usadas, em formas não convencionais, a fim de aumentar a tensão, poder, emoção ou elegância.
O estilo plateresco deixou algumas portadas e retábulos na cidade, como na portada da portaria da igreja de La Merced.

Outra prioridade dos conquistadores ibéricos foi a conversão em massa dos povos nativos ao cristianismo. Para o efeito, criou-se um novo tipo de arquitetura, um santuário ao ar livre chamado átrio. A construção de pedra de átrios, fachadas e colunas, foi feita com materiais vulcânicos extraídos do Pichincha.

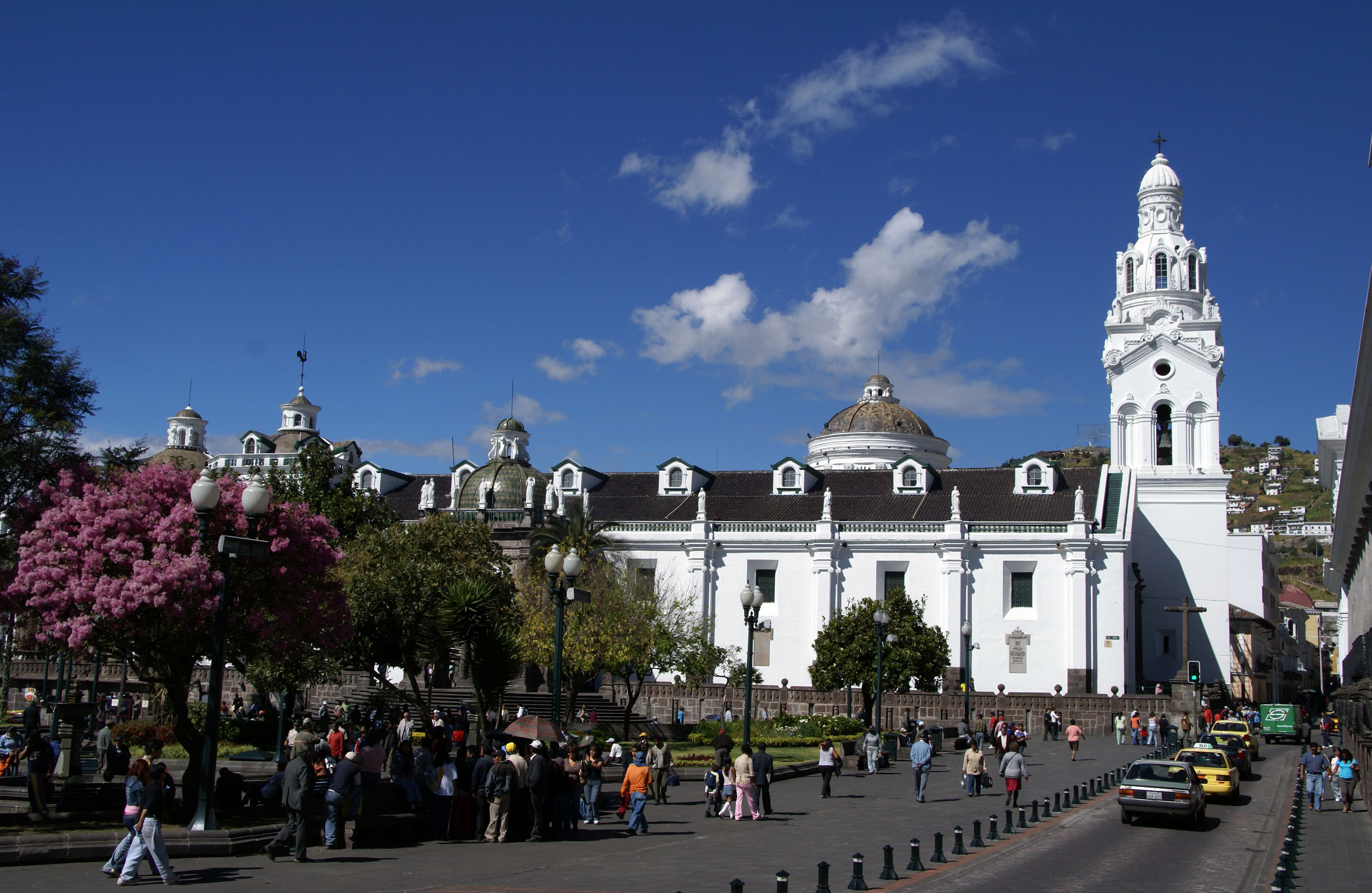
Catedral Metropolitana construída em 1535.
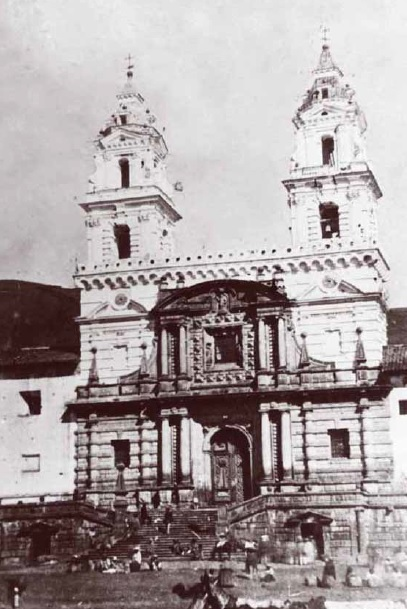
Igreja de São Francisco antes do terremoto de 1868.
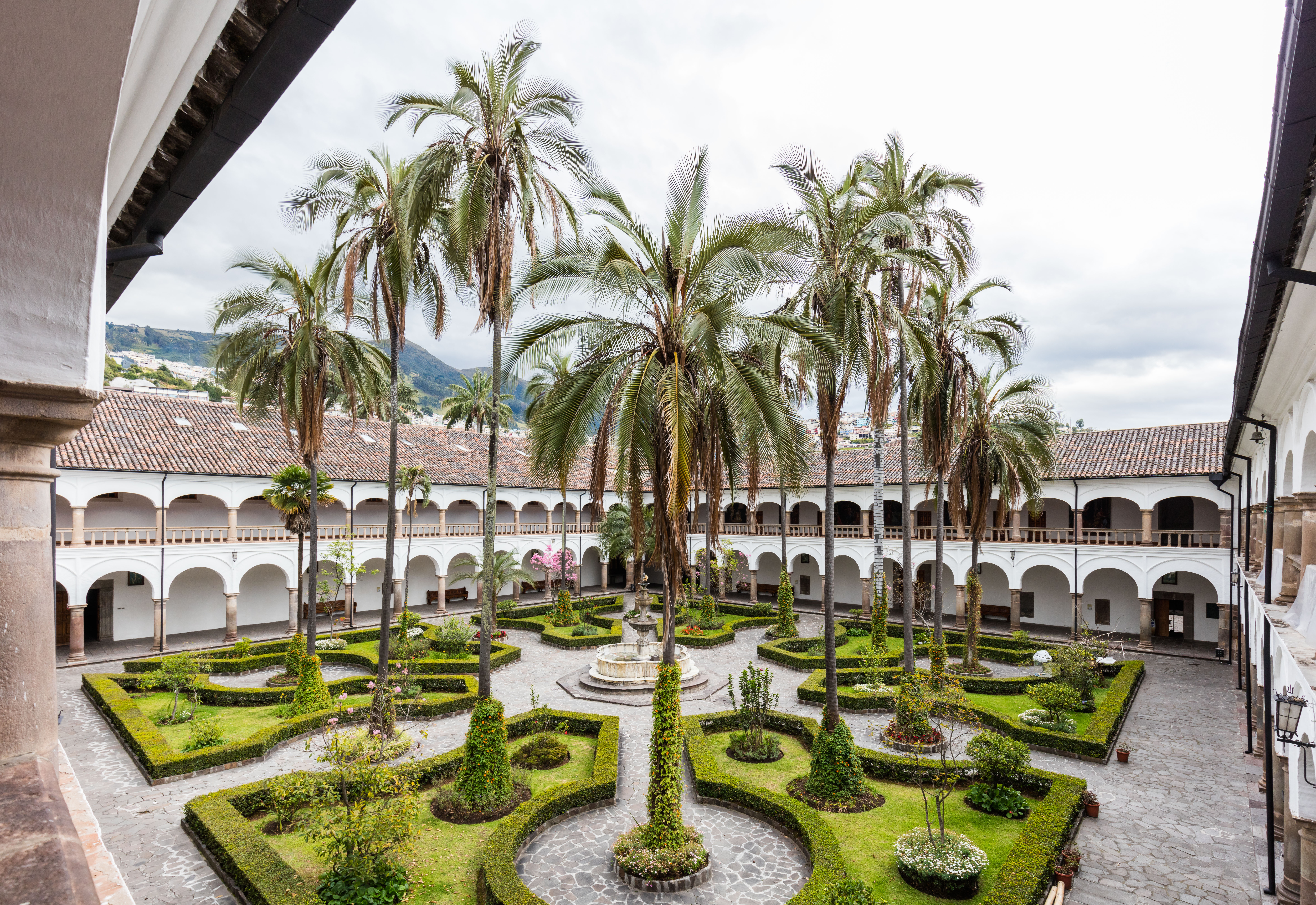
Um dos claustros do convento de São Francisco.
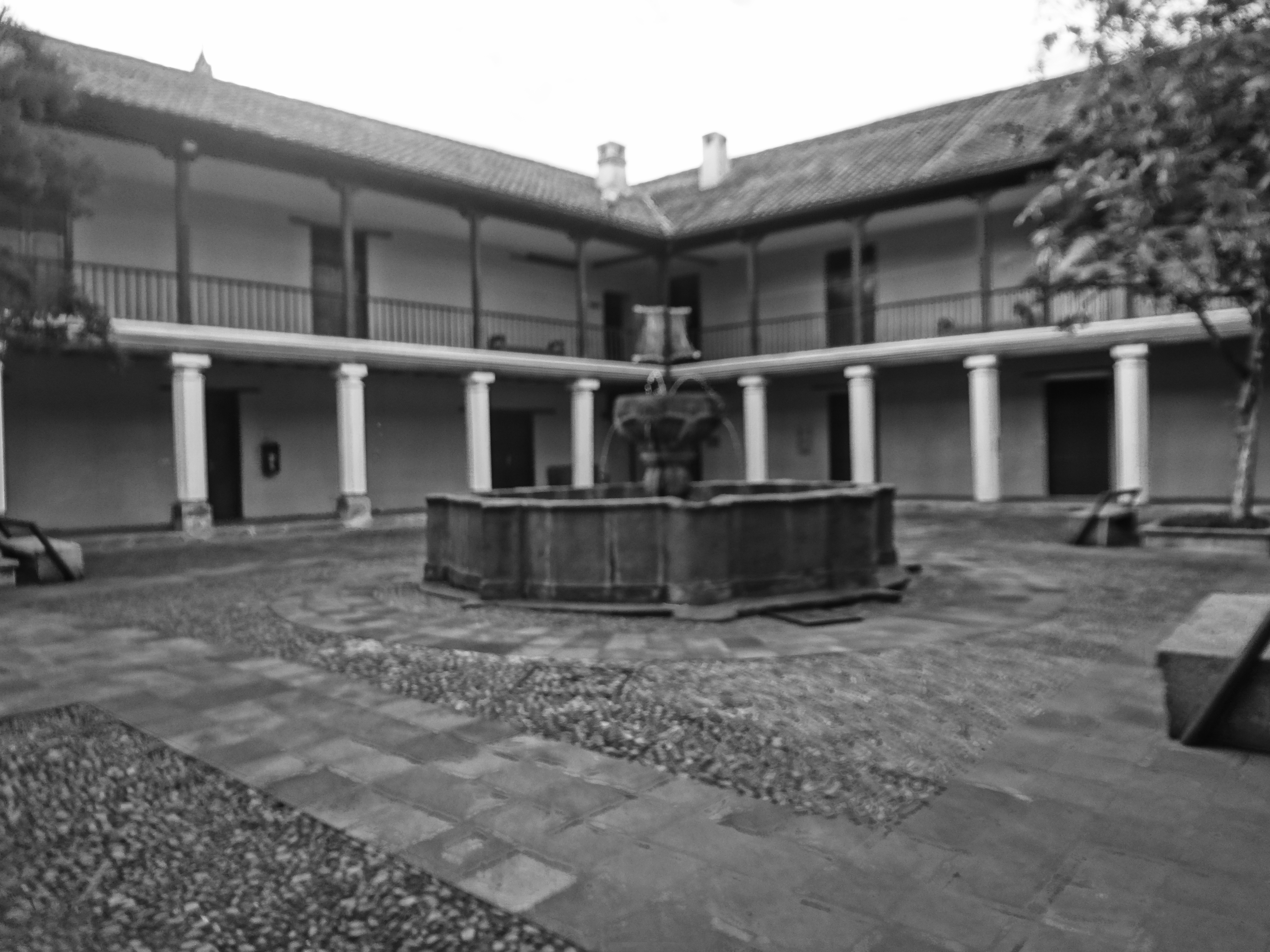
Antigo Hospital da Misericórdia construído em 1565.
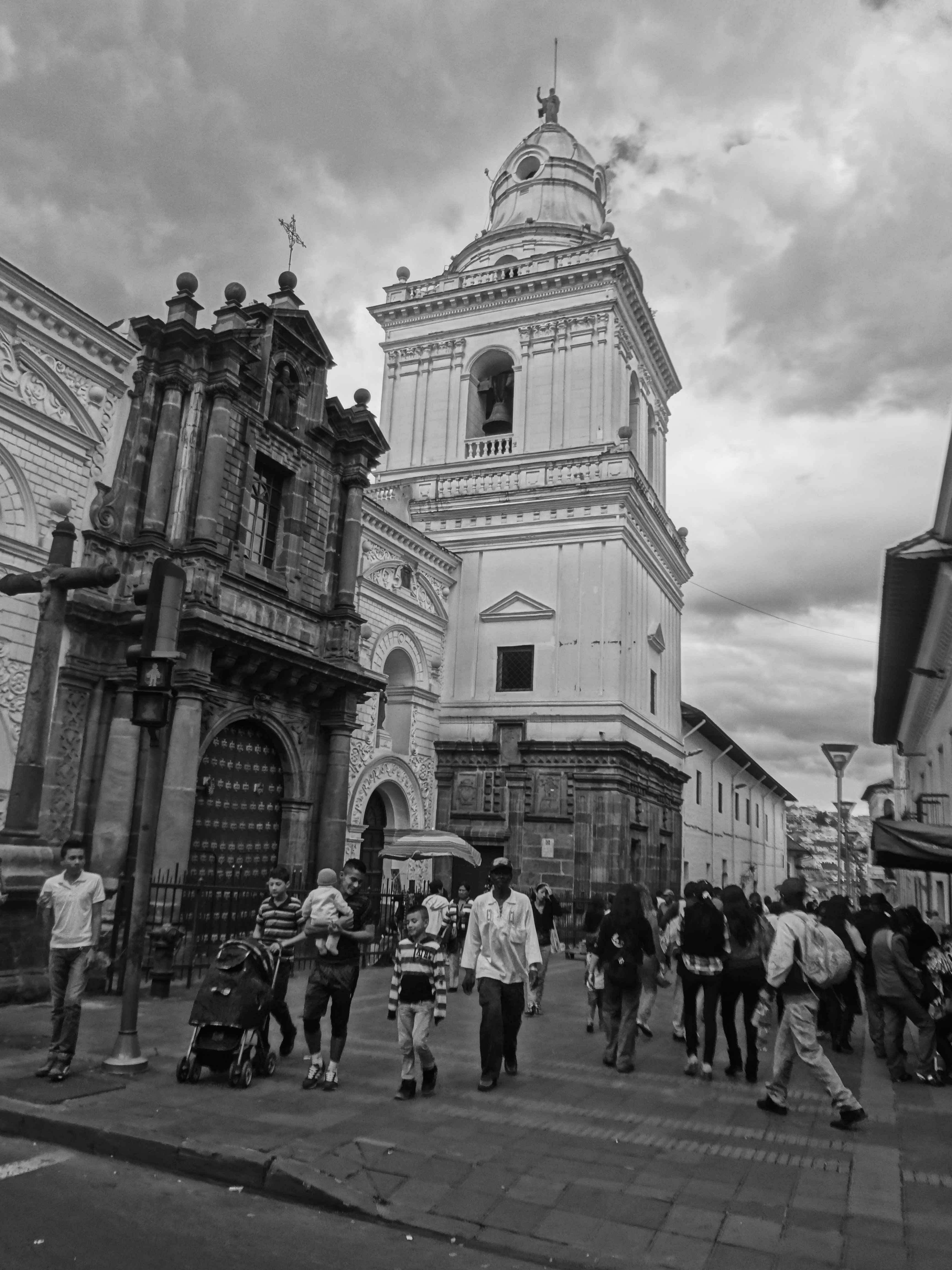
Igreja de Santo Agostinho planejada em 1581.
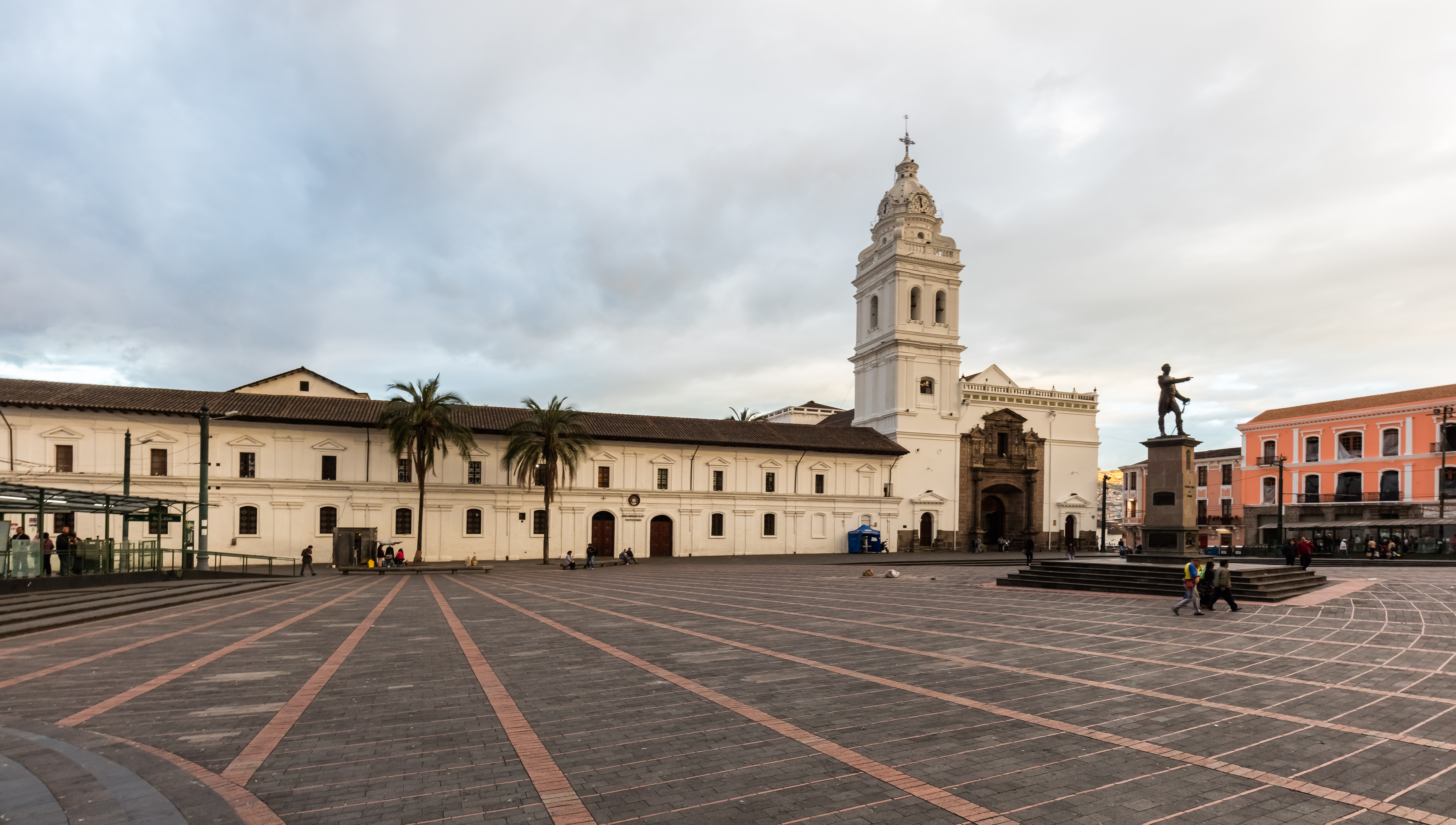
Igreja de São Domingos construída em 1581.

#### Século XVII
A cidade do seiscentos é a expansão aos pés do Pichincha e a apertura de novos centros religiosos. Com a diferença dos grandes centros urbanos como a cidade do México e Lima, Quito conservou um ar provinciano caracterizado pela uniformidade das ruas estreitas e empinadas e amplas praças (Praça Grande, Praça de São Francisco e Praça de São Domingos), tudo emoldurado pelas verdes montanhas dos Andes.

Ao longo do século XVII, o maneirismo que começou no século anterior continuou com vigor junto com formas mudéjares, visíveis nas galerias dos claustros na recoleta de São Diego ou nos conventos de Santo Agostinho e São Domingos. A sobrevivência deste estilo é por causa da presença de arquitetos jesuítas nascidos ou formados na Itália. Um exemplo disso está no interior da abóboda de canhão da igreja da Companhia de Jesus, obra do arquiteto espanhol Marcos Guerra em 1605. 

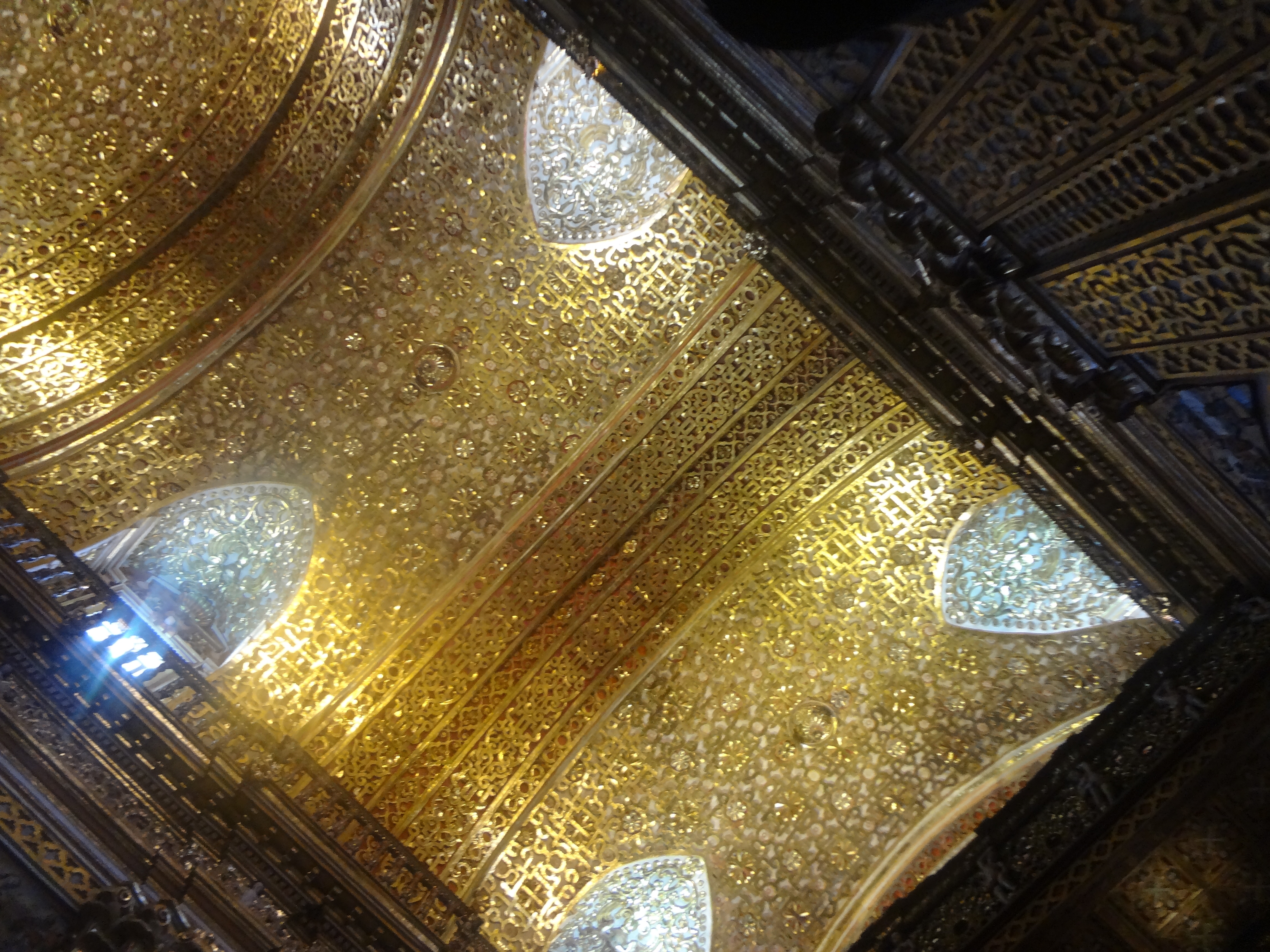
Abóbada de canhão da igreja da Companhia.
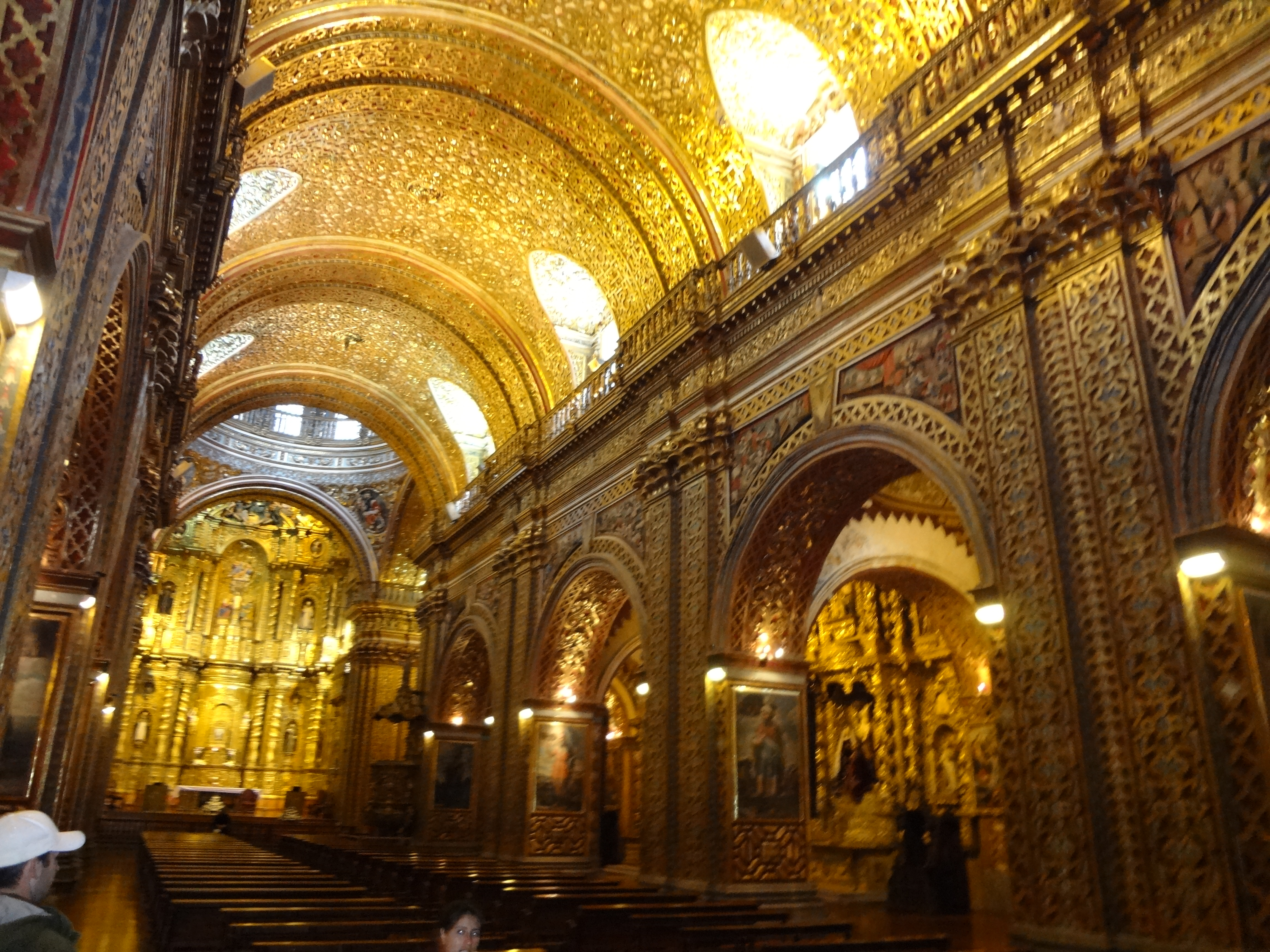
Interior da igreja da Companhia com a abóboda de canhão introduzida pelo arquiteto Marcos Guerra.
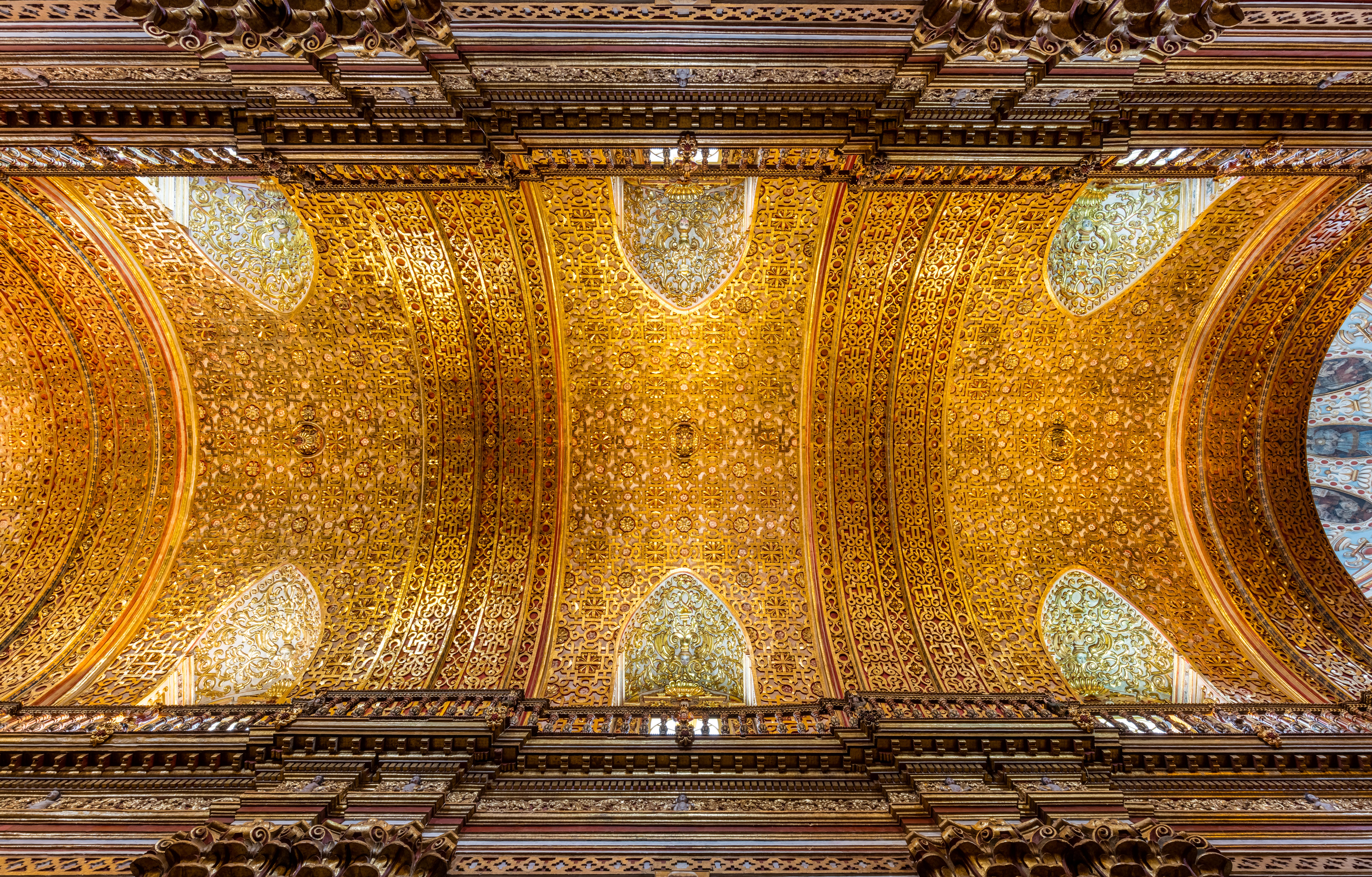
Detalhe dos desenhos de influência árabe na abóboda da igreja jesuítica.

Um dos arquitetos mais importantes deste século foi o religioso franciscano Frei Antonio Rodríguez. Entre 1643 e 1647 levantou o convento de Santa Clara com uma igreja composta por três naves, o que não é muito comum nos templos de freiras.  Também se atribui a construção do mosteiro franciscano de Guápulo, um templo construído nos arredores de Quito, encravado num pequeno planalto que se encontra nas encostas orientais do grande planalto de Quito. Foi por este local que o conquistador espanhol Francisco de Orellana passou em 1541 durante a sua expedição para as terras baixas da Amazônia. A igreja foi construída entre 1649 e 1653. A fachada de pedra vulcânica é maneirista e no interior se usou uma abóbada de canhão com elementos que vêm das gravuras de Sérlio. Também é a sua obra a capela de Villacís, localizada no interior da igreja de São Francisco. Uma ravina chamada Zanguña descia desde a ladeira do maciço Pichincha, passava abaixo do mosteiro de El Tejar e continuava por trás da catedral. Essa ravina foi recheada em 1617. Em 1694 chegou em Quito o arquiteto espanhol José Jaime Ortíz, originário de Alicante. Ele começou a construção do templo. Na arquitetura civil destacam o casarão da família Villacís, onde agora funciona o Museu de Arte Colonial e a casa de Benalcázar.

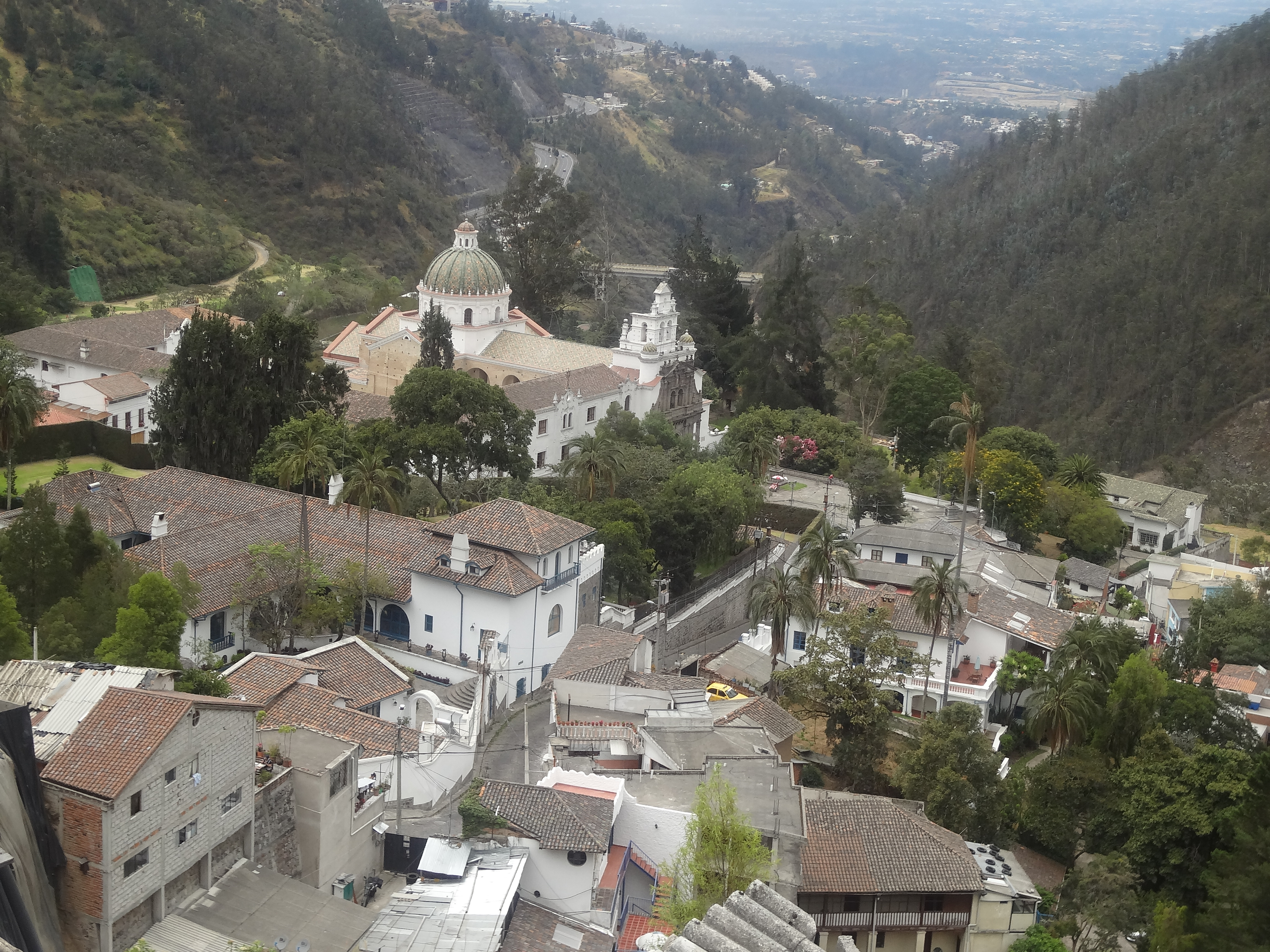
Santuário de Guápulo em honra da Nossa Senhora de Guadalupe da Extremadura, Espanha.
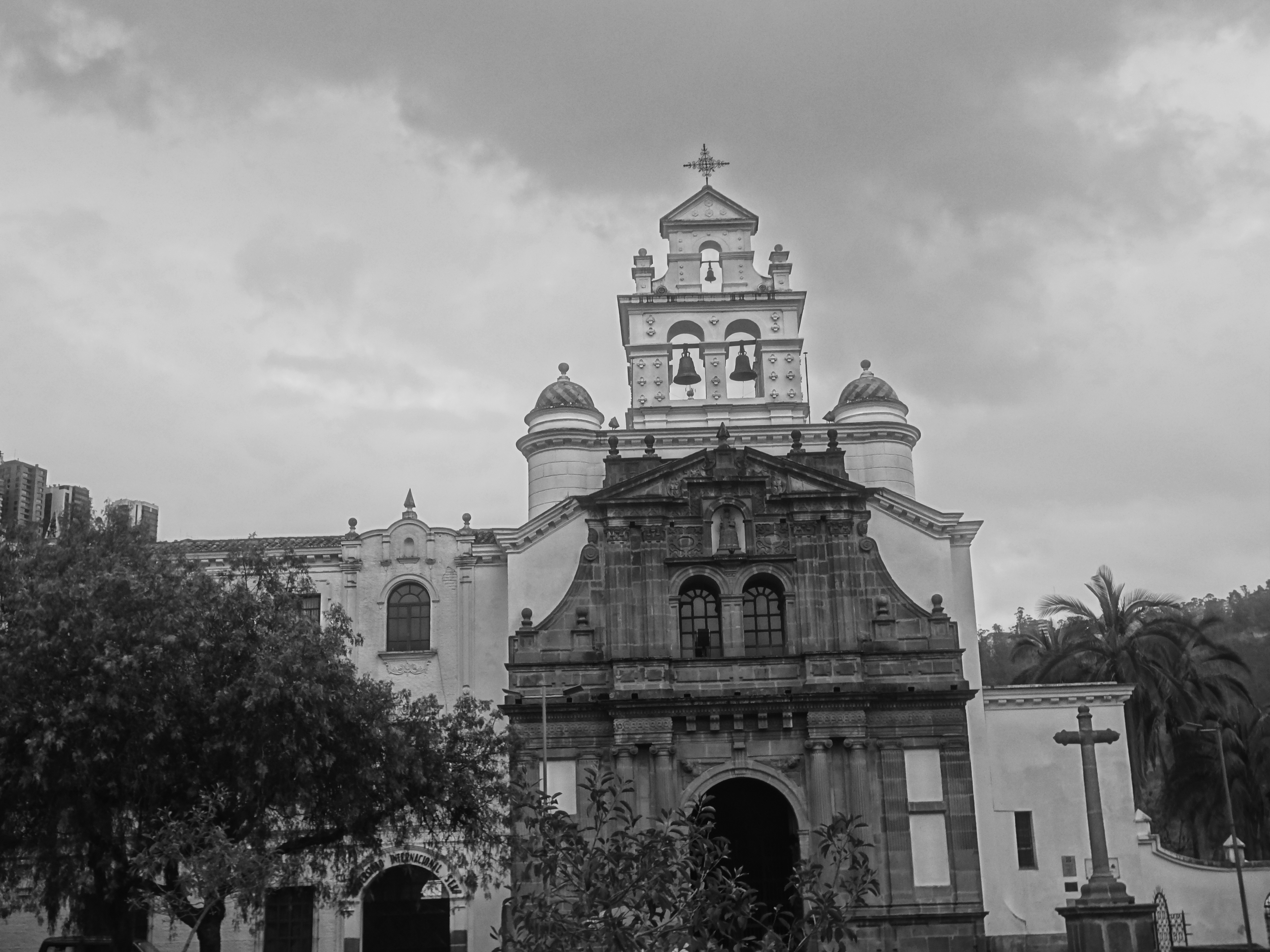
Fachada maneirista de Guapulo.
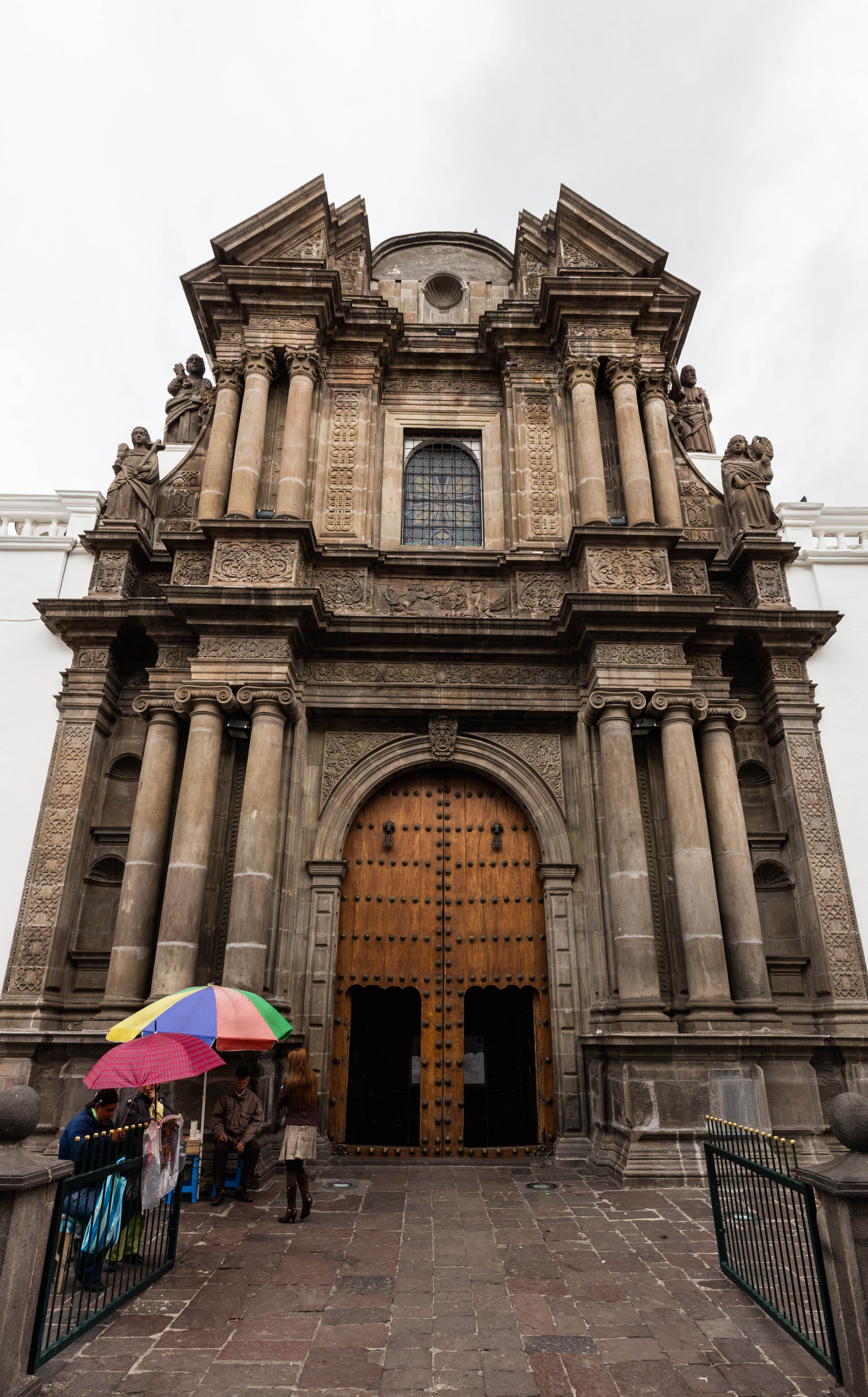
Fachada da igreja de El Sagrario.
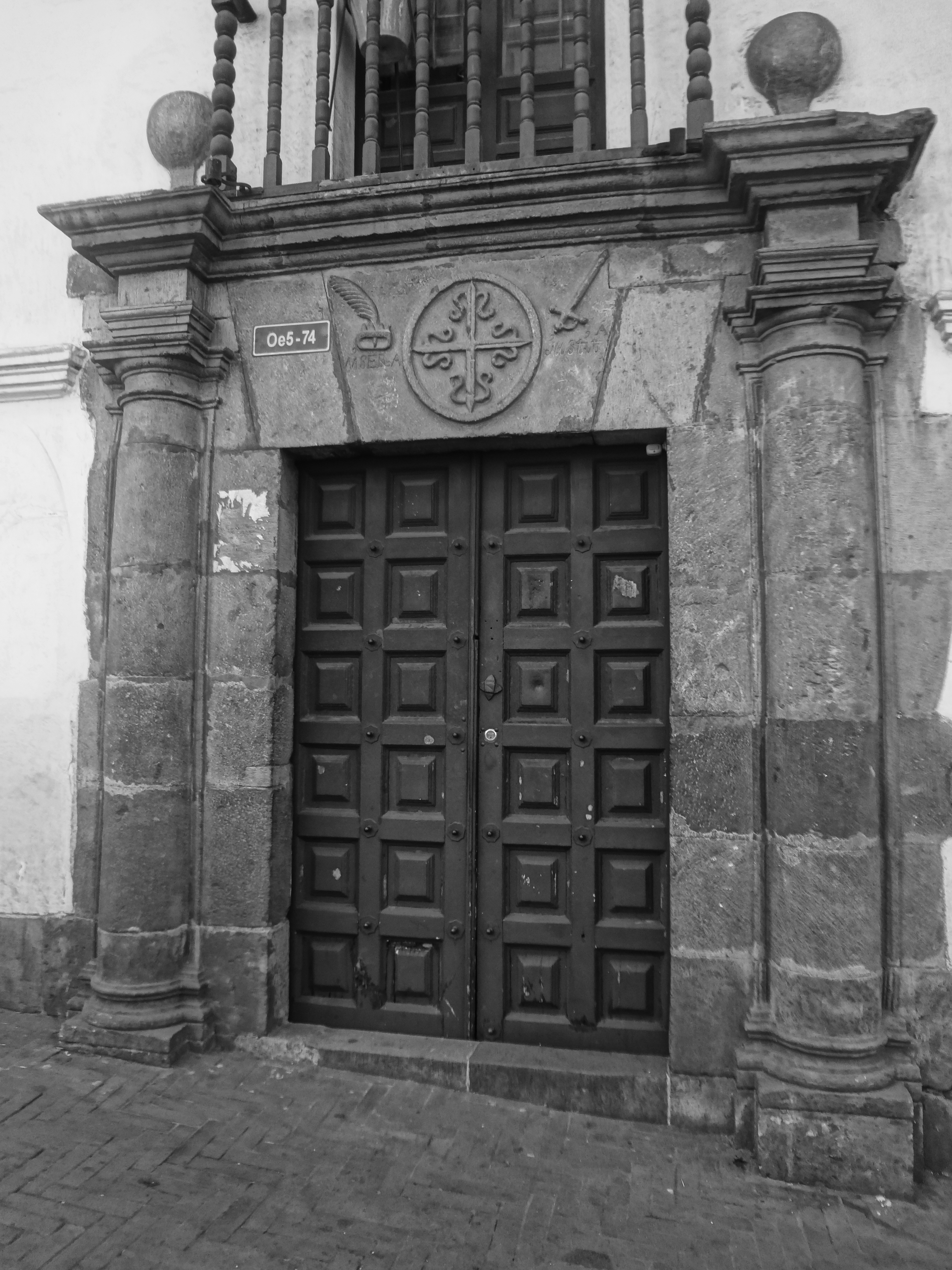
Portão de madeira com moldura de pedra do século XVII.
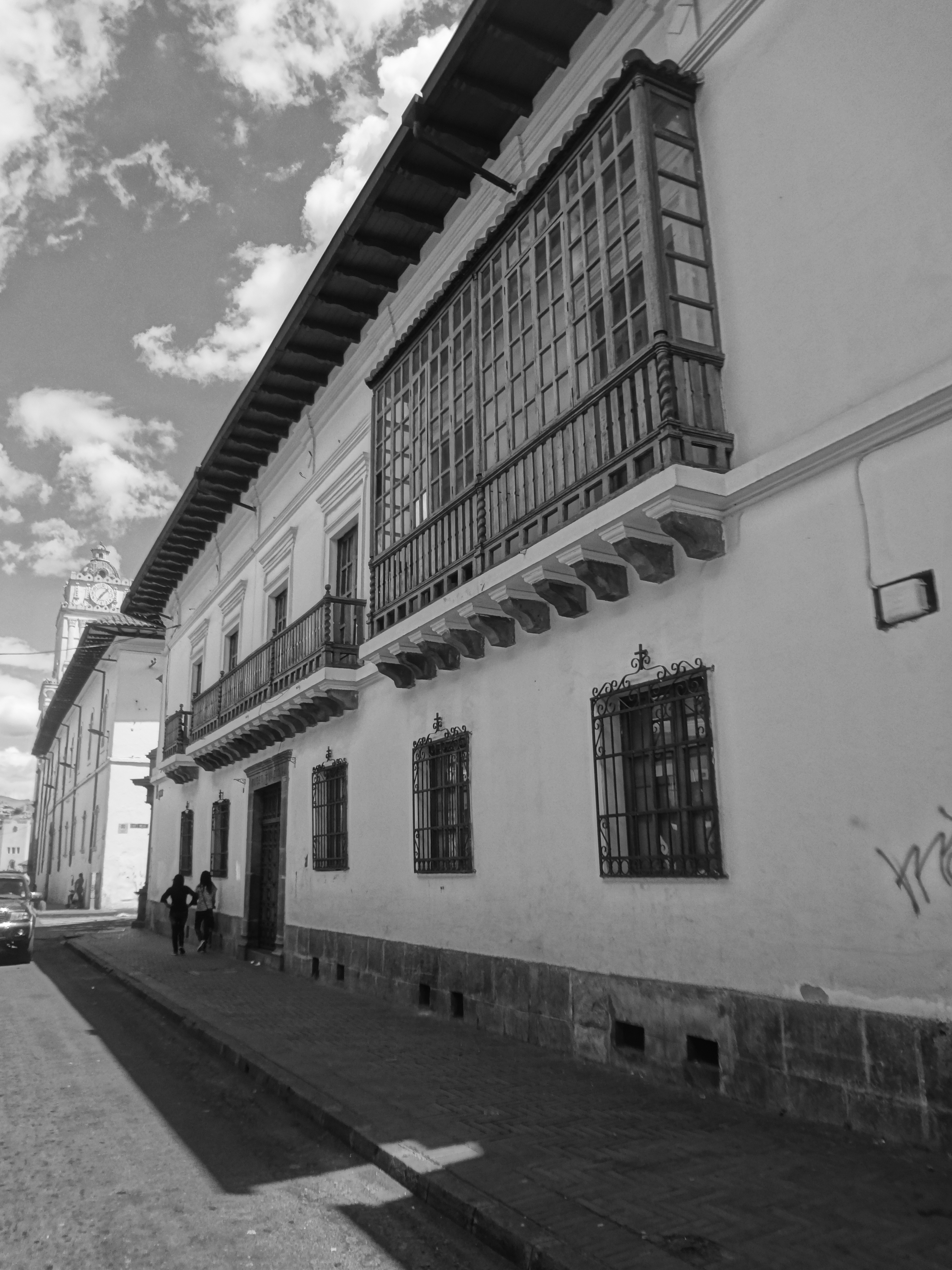
Casarão da família Villacís do século XVII.

#### Século XVIII
Desde meados do século XVII e ao longo do século XVIII, o estilo barroco em arte e arquitetura atingiu o seu clímax. Decoração escultórica de fontes nativas indígenas também serviu como uma parte integrante dos interiores e exteriores das dezenas de igrejas barrocas construídas com um extravagante e exagerado modo Churrigueresco, em todas as colônias espanholas naquele momento. Os melhores exemplos deste século são a fachada de pedra esculpida e a decoração da abóbada da igreja da Companhia de Jesus feita por Venancio Gandolfi e Pedro Deubler em 1722, e do interior do salão do capítulo no convento de San Augustín. As colunas salomônicas dividem espaço com frutas, folhas, querubins e símbolos indígenas. O mampara da igreja de El Sagrario e alguns dos púlpitos são surpreendentes.

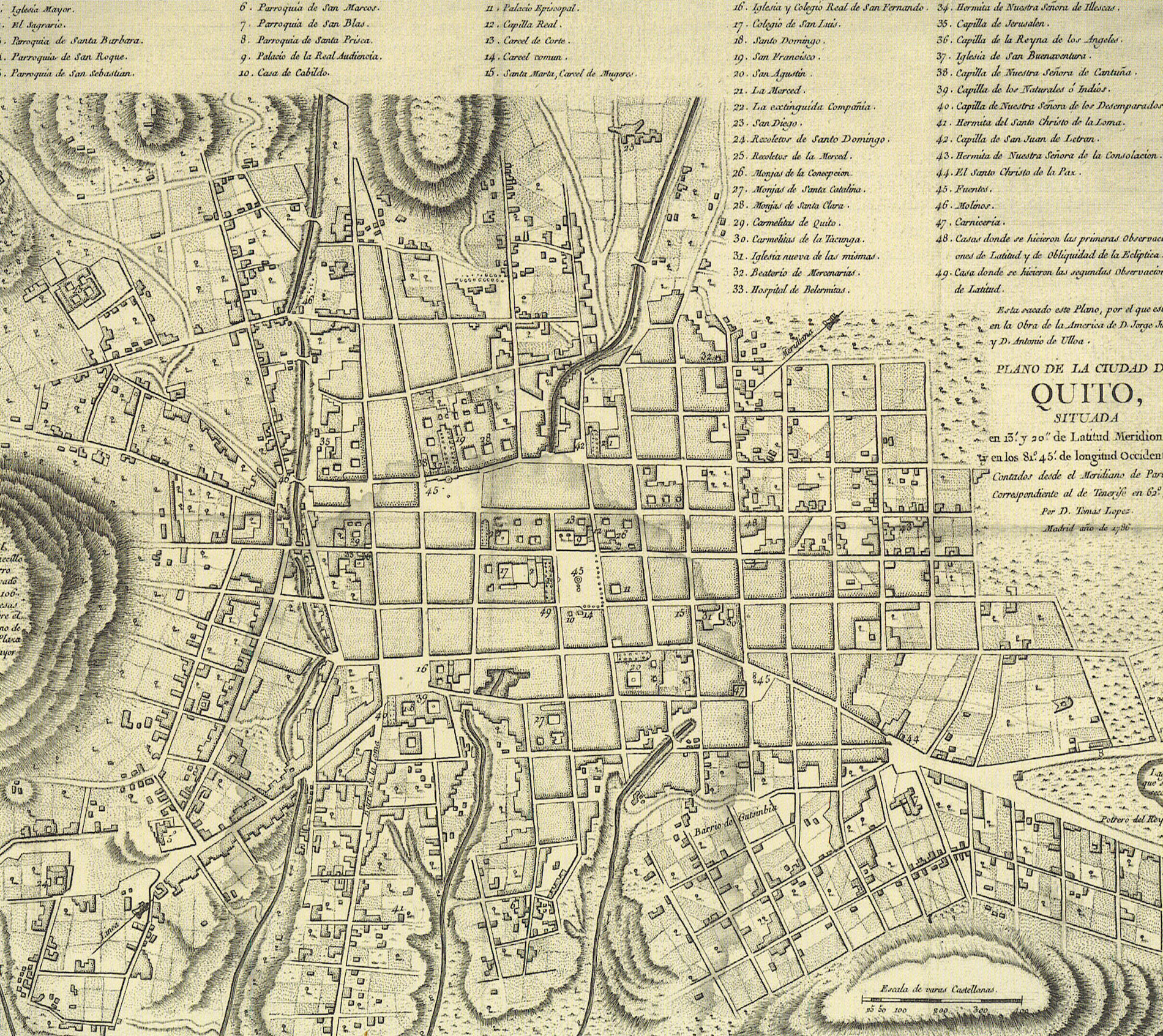
Planta de Quito de 1786.
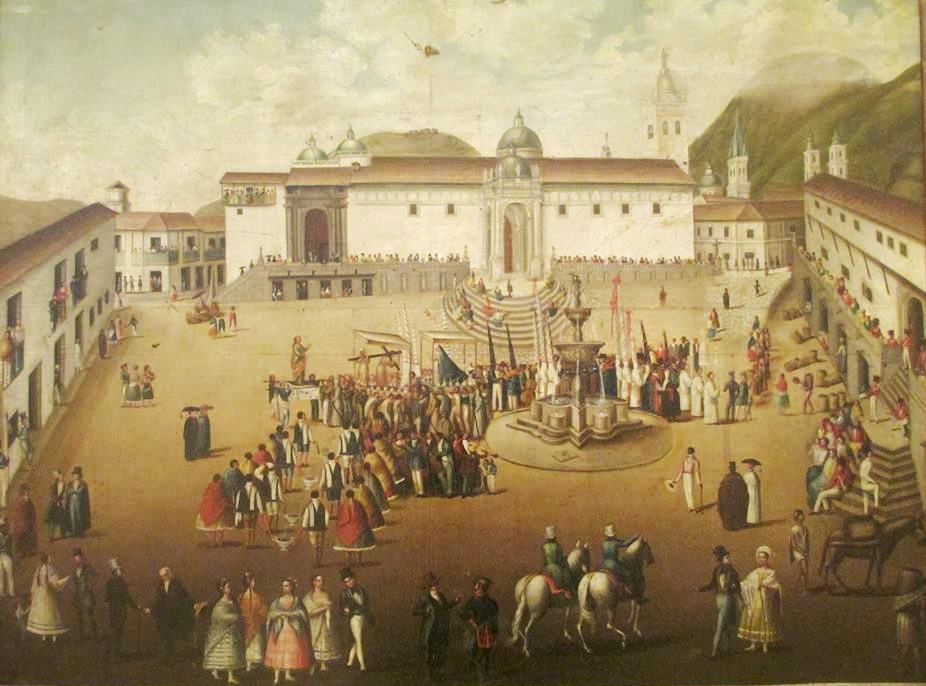
Praça Grande num óleo do século XVIII.
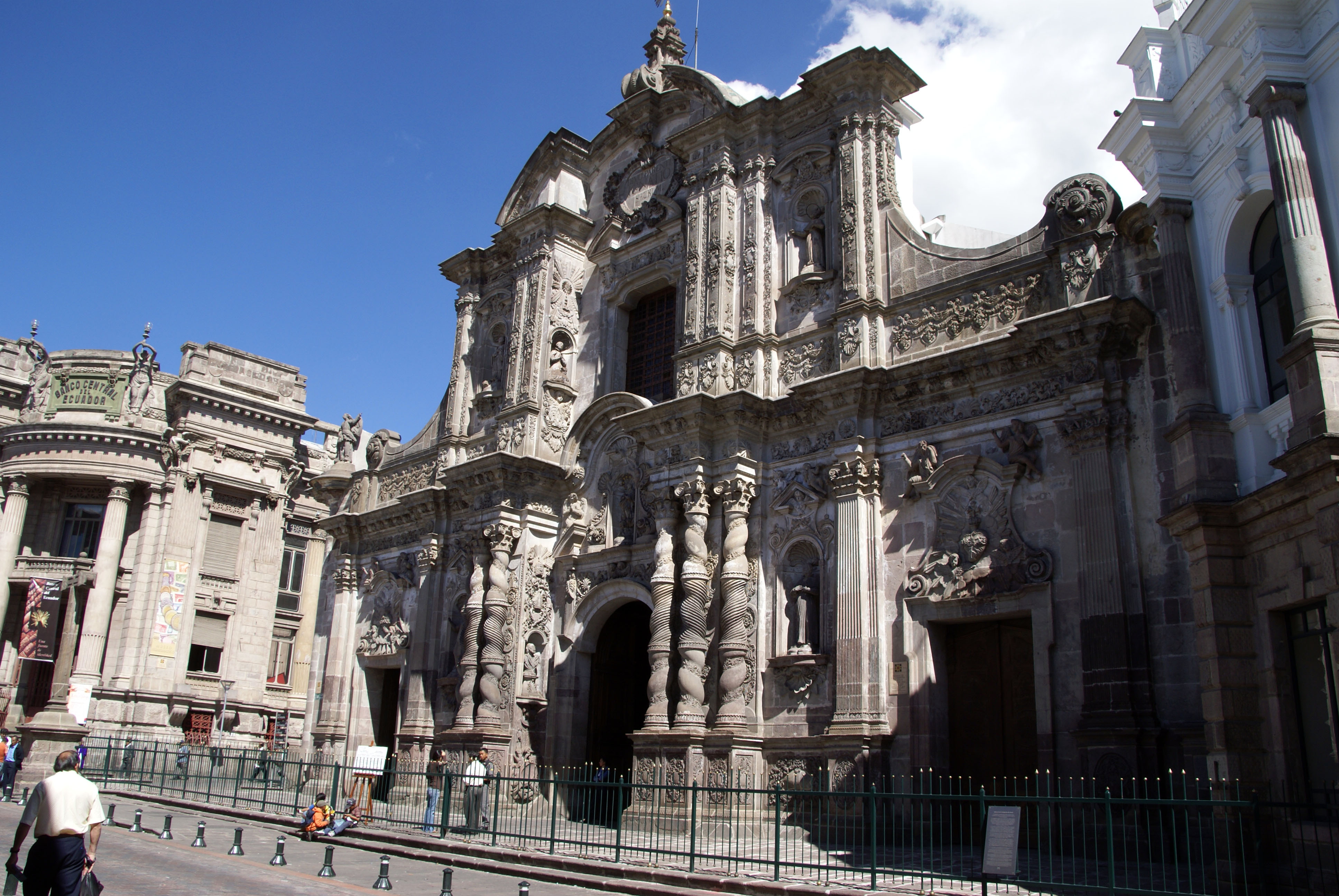
Fachada da igreja da Companhia de Jesus (1722).
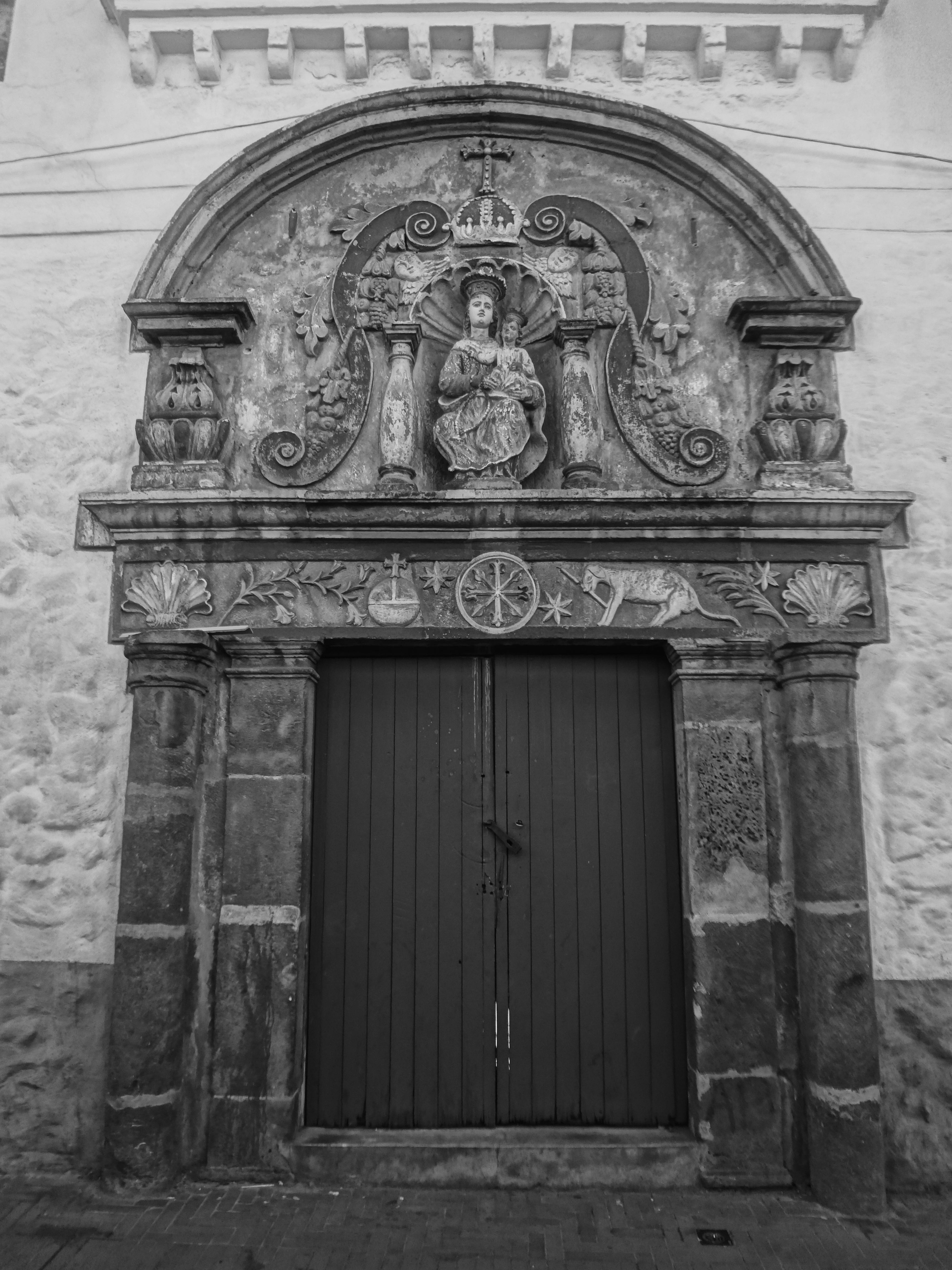
Portão barroco do século XVIII no convento de São Domingos.

#### Transição entre 1800 a 1850
Os começos deste século XIX não representaram para a capital muitas mudanças no desenho urbano da cidade. O barão Luis Héctor de Carondelet trouxe o arquiteto espanhol Antonio García para transformar o antigo palácio da audiência de Quito. Nessa época se fez também a construção do domo e a escadaria da catedral que hoje são o ícone da igreja matriz.
As construções civis continuaram com o modelo colonial sem muitas mudanças nem no estilo nem nos materiais.

Desde 1808, a Real Audiência de Quito viveu as lutas pela independência que terminaram em 1822 com a batalha de Pichincha e a anexação à República da Grã Colômbia que durou até 1830.    

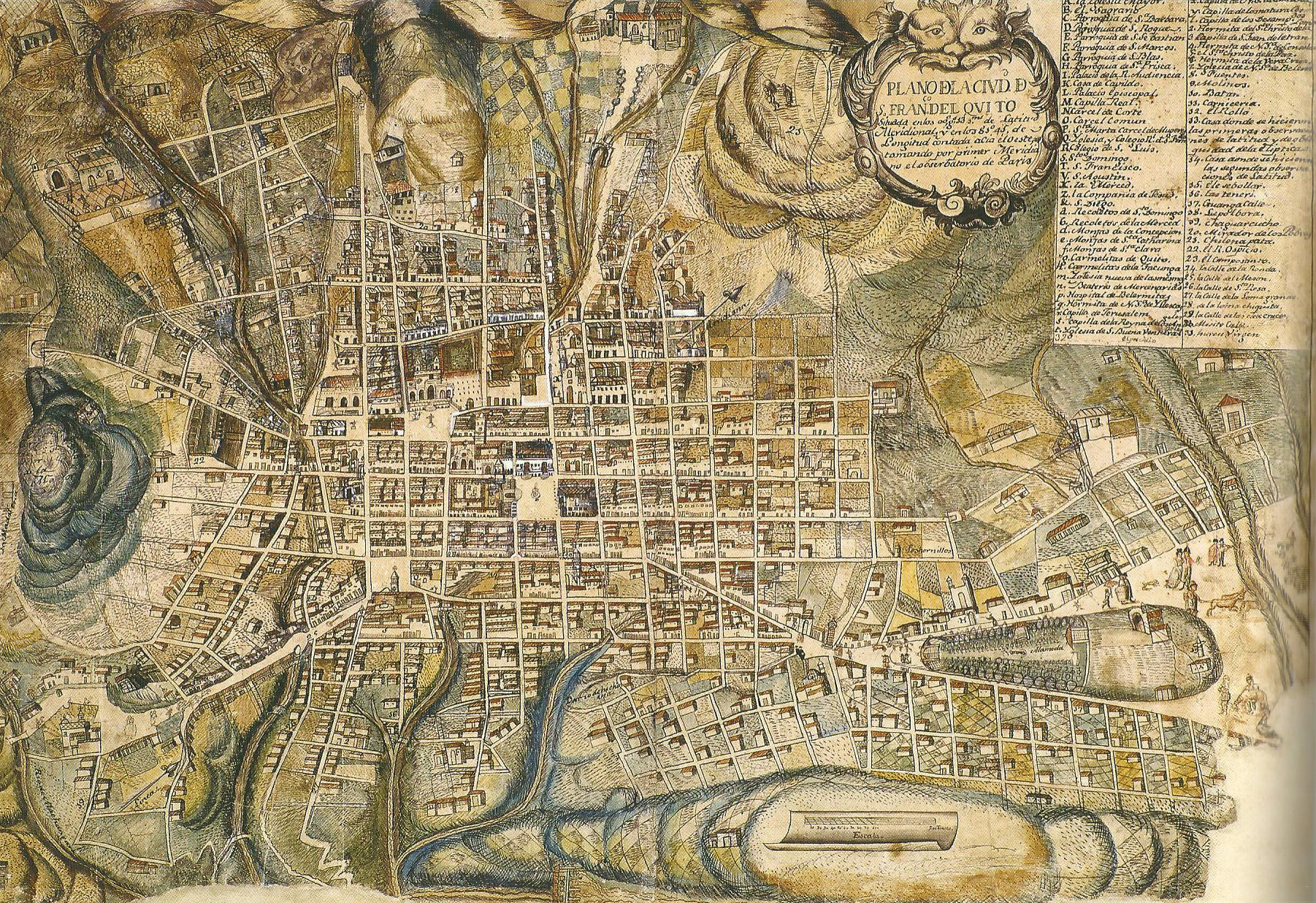
Planta da cidade de 1810.
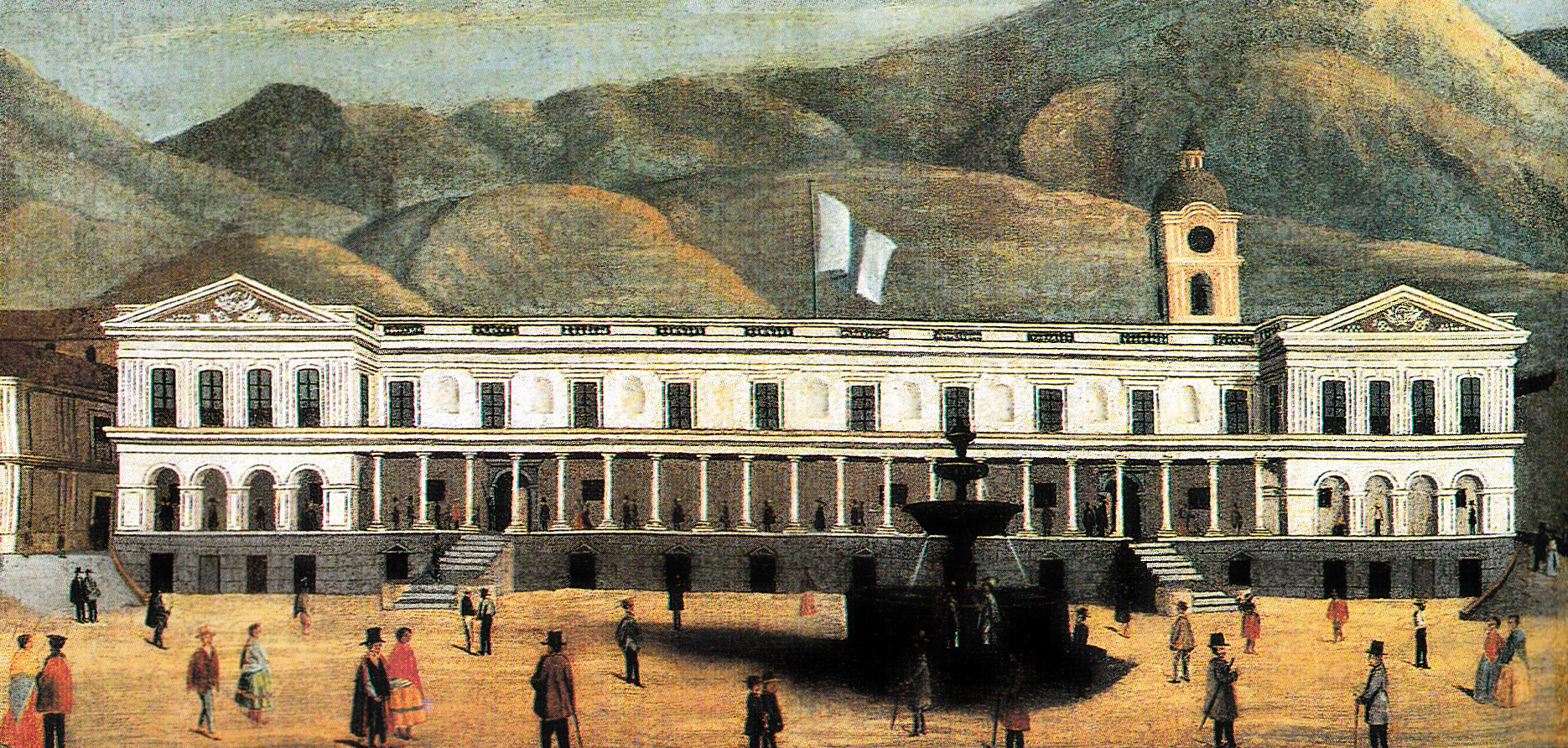
Palácio de Carondelet em 1845 numa pintora de Rafael Salas.
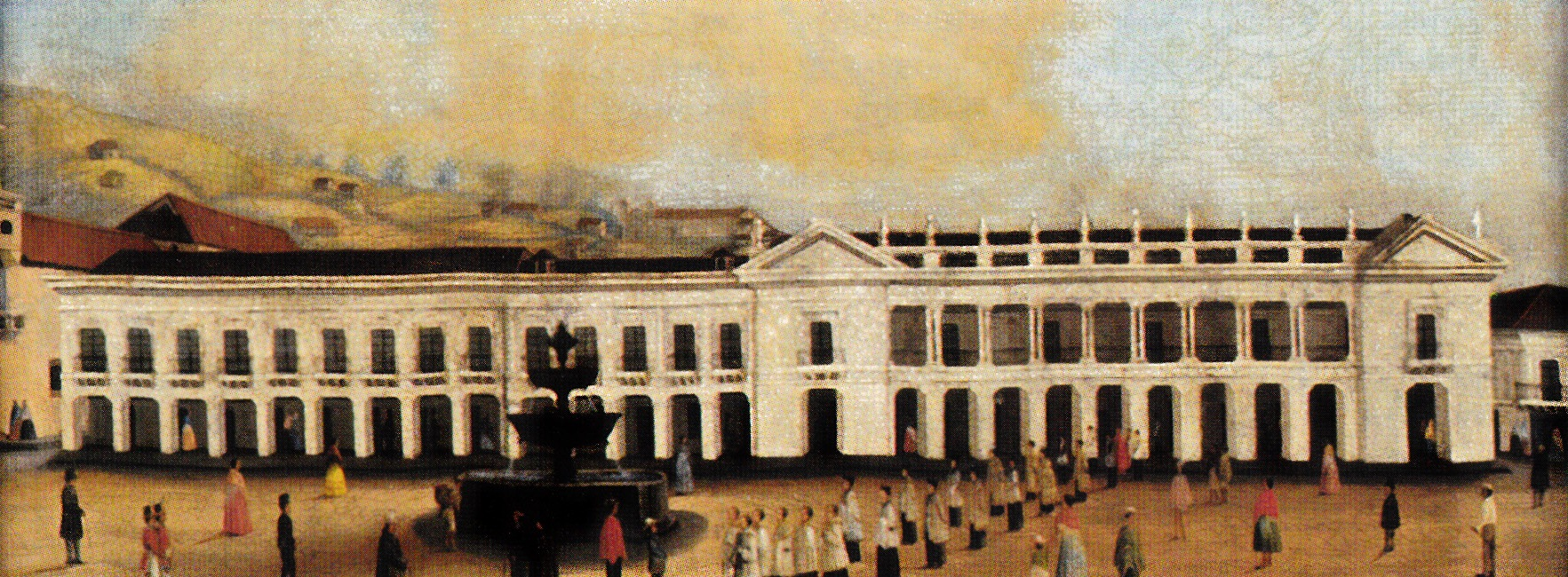
Palácio Arcebispal de Quito - Anónimo (século XIX).

#### Nova ordem política e urbana: 1850 - 1908.
A meados do século XIX, após a independência, a arquitetura latino-americana como um todo virou-se para estilos históricos de inspiração francesa. Esta mudança refletiu o domínio cultural da França em toda a Europa, especialmente nas academias técnicas onde arquitetos europeus foram treinados.
A partir dos moldes europeus estilo neoclássico de diferentes tipos é que as portas e janelas chegam junto com cornijas e varandas apoiadas sobre vigas de alvenaria, sobreposições figurativas de lama e gesso, especialmente com representações florais, semi-colunas e pilastras incorporadas à fachada com preferência para as aberturas do piso elevado.
Dois acontecimentos que marcaram o desenvolvimento urbanístico da cidade foram os terremotos de 1859 e 1868. O primeiro foi chamado de "terremoto de Quito" e atingiu à maioria de prédios religiosos da cidade, particularmente as torres das igrejas que foram esquartejadas, o que permite concluir que os acabamentos atuais são republicanos. No entanto, todas as obras de reconstrução foram paralisadas pelo terremoto de Ibarra que produz o colapso da torre da igreja da Companhia de Jesus que tinha 40 metros de altura, a mais alta de Quito e recém reparada. O arquiteto Thomas Reed decidiu derrubá-la.
Gabriel García Moreno, que foi presidente da República e liderou a política equatoriana durante 15 anos entre 1860 a 1875, fez várias mudanças na cidade. É um dos governantes a quem mais deve a cidade de Quito. Em 1859, o palácio presidencial foi atingido por um forte terremoto e Moreno decidiu fazer uma remodelação, adicionando duas alas laterais na varanda frontal e em 1871 instalou o relógio público que ainda funciona. Além disso, trouxe de volta aos jesuítas e restaura a igreja da Companhia de Jesus que tinha sido abandonada depois da expulsão da ordem em 1767. Fundou o colégio de São Gabriel (1862), a Escola de Artes e Ofícios (1897), o Conservatório Nacional de Música, a prisão (chamada depois Penal García Moreno) e o Observatório Astronômico.
Para todas essas obras García Moreno contratou os serviços de vários profissionais estrangeiros como os arquitetos Thomas Reed (inglês), Francisco Schmidth e Jacobo Elbert (alemães) e Leopoldo Grivillers (francês) e aos engenheiros Sebastiãn Wisse e A. Millet (também franceses), além dos americanos Mac Clellan e Davis.  Em 1873 contrata ao arquiteto francês Emile Tarlier para fazer o desenho dos planos da Basílica do Voto Nacional, no entanto o arquiteto nunca veio para Quito. Só enviou os planos, mas a obra parou devido ao assassinato do presidente em 1875 e foi retomada em 1892.

Durante o governo do General Ignacio de Ventimilla, a mais importante obra foi a construção do Teatro Nacional Sucre, dirigida pelo arquiteto Francisco Schmidth e terminada tempo depois da derrubada do general em 1887. 

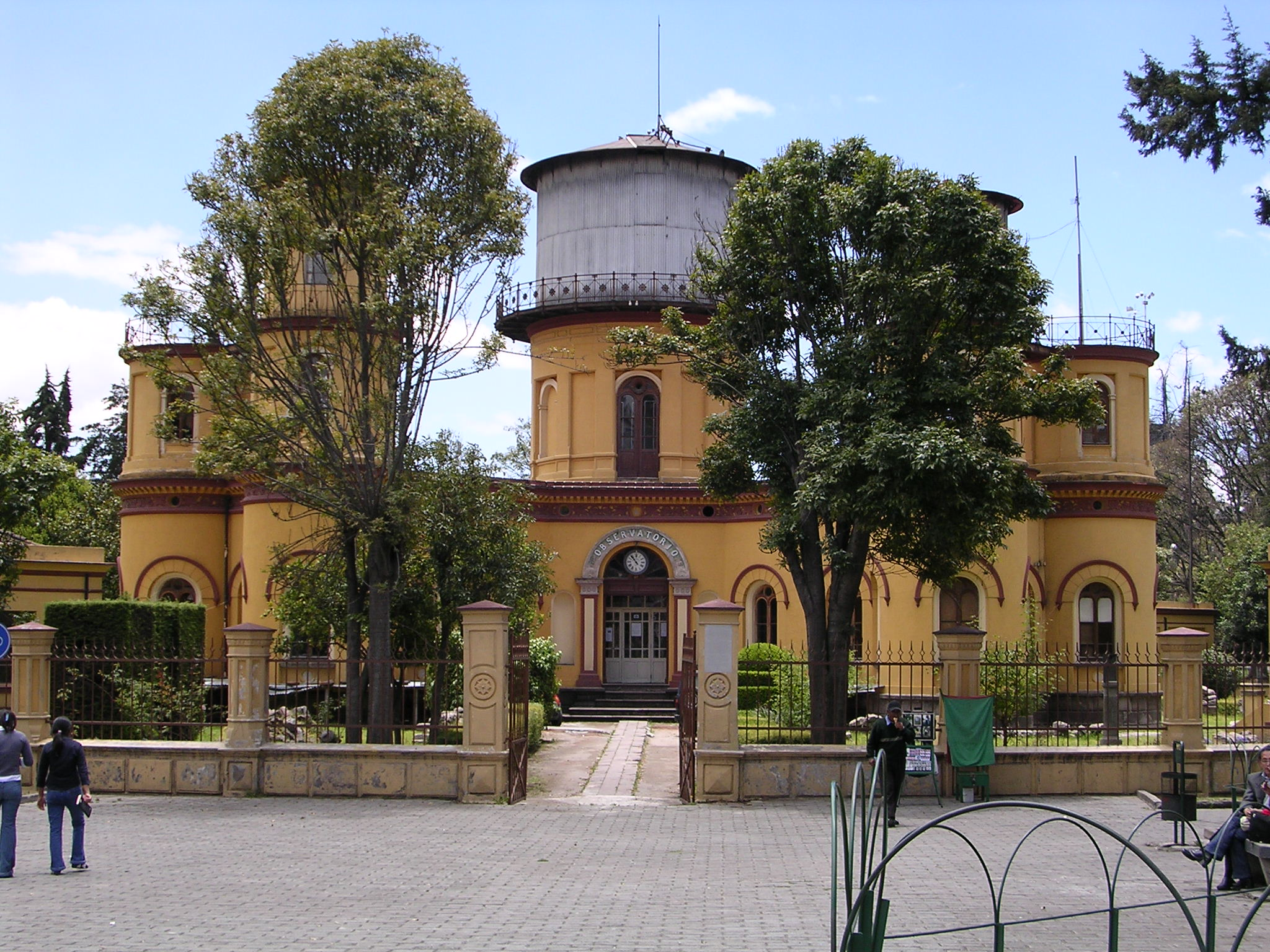
Observatório Astronômico, obra do jesuíta alemão Johan Batiste Menten em 1873.
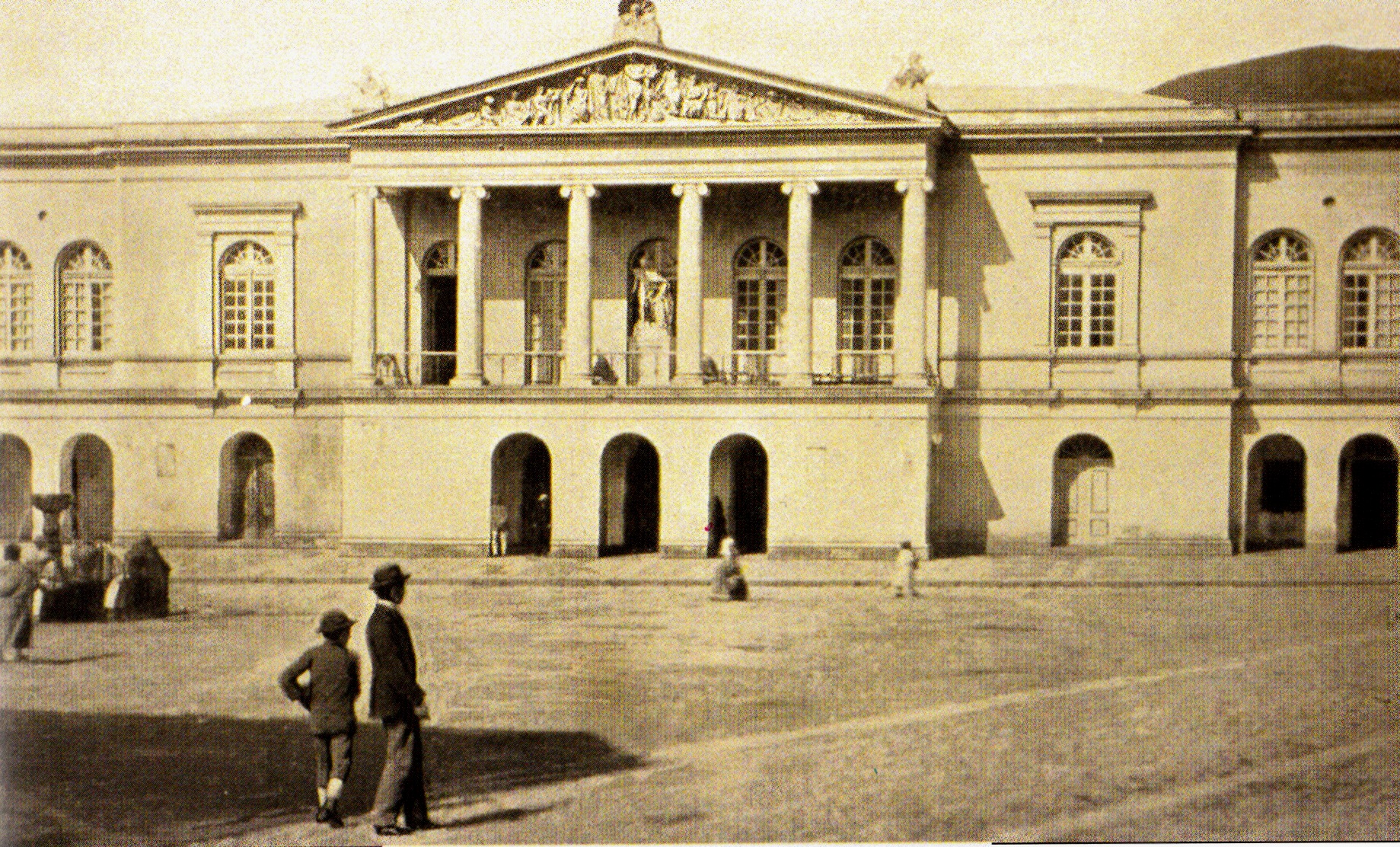
Teatro Nacional Sucre por volta de 1890.
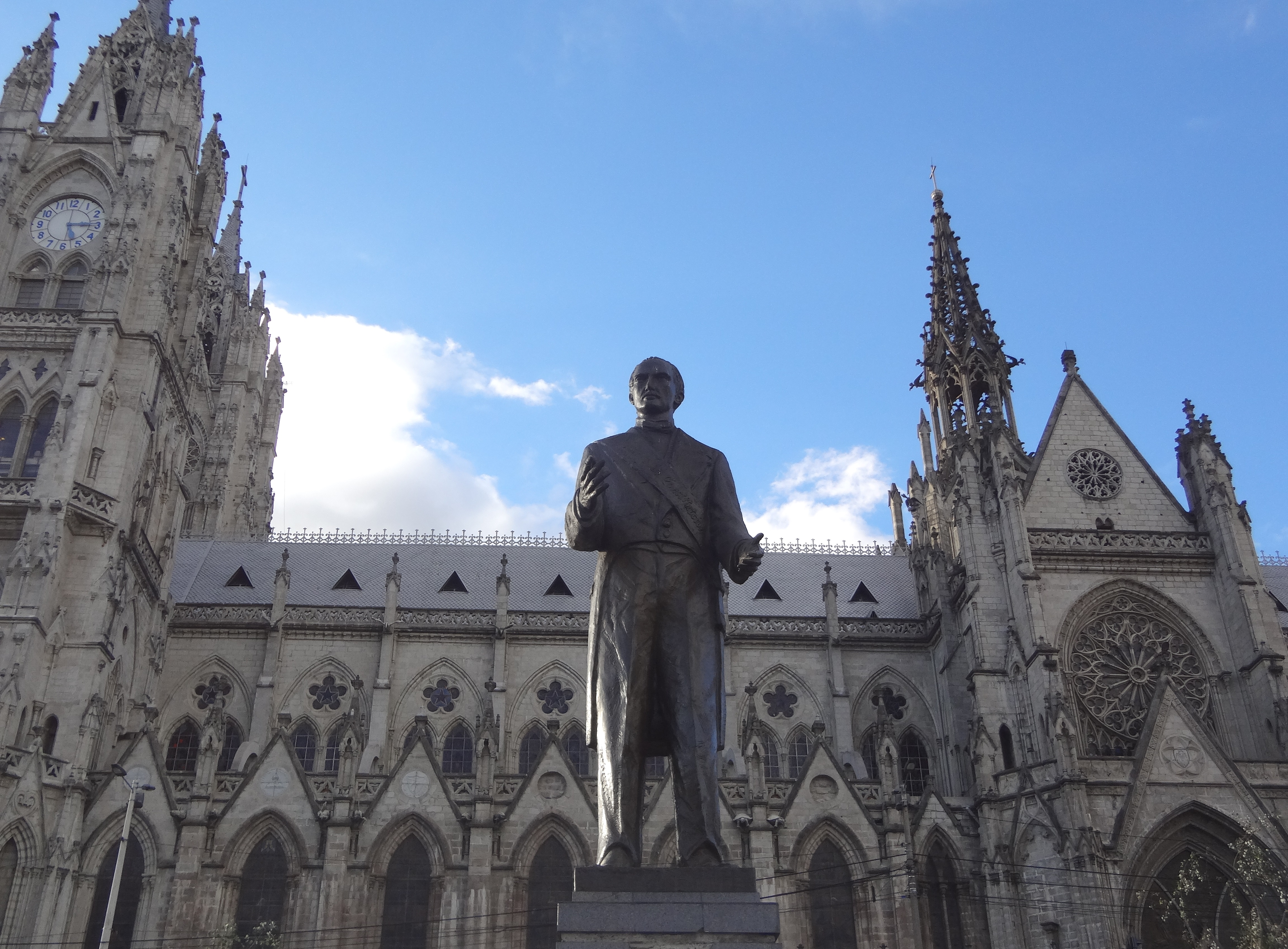
Basílica do Voto Nacional e na frente a estátua do Gabriel García Moreno.

#### Inícios da modernidade: 1908 - 1930.

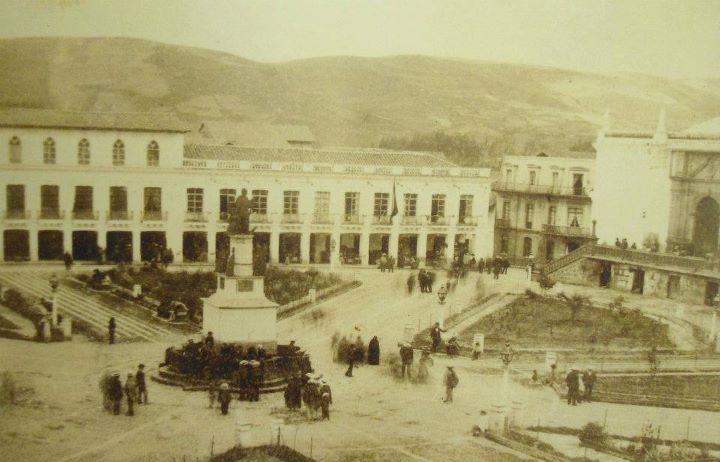
Panorâmica da Praça Grande em 1892 com vista do prédio da antiga prefeitura.

Dois grandes acontecimentos contribuem a mudar a fisionomia do país, por incentivar a economia em geral e o comércio exportador e importador em particular: a chegada do trem a Quito em 1908 e a apertura do canal do Panamá em 1914, fatos que também determinam mudanças na cidade de Quito.
Em 1895 trinfou a Revolução Liberal, liderada pelo general Eloy Alfaro quem trouxe a modernidade para este país andino. A obra mais importante do liberalismo foi a terminação da estrada de ferro que uniu as cidades de Guayaquil e Quito e que foi iniciada por García Moreno. Em 17 de junho de 1908 chegou o trem à capital. A estação foi construída ao sul, na zona chamada de Chimbacalle. O serviço diário começou a partir de 25 de junho e junto com este acontecimento, um fluxo migratório também começou.
Em 1890 se fez a construção de um caminho para unir as antigas paróquias de La Magdalena e Chillogallo, ambas localizadas ao sul do morro do Panecillo. Esta nova estrada foi o início do crescimento da cidade para o sul.

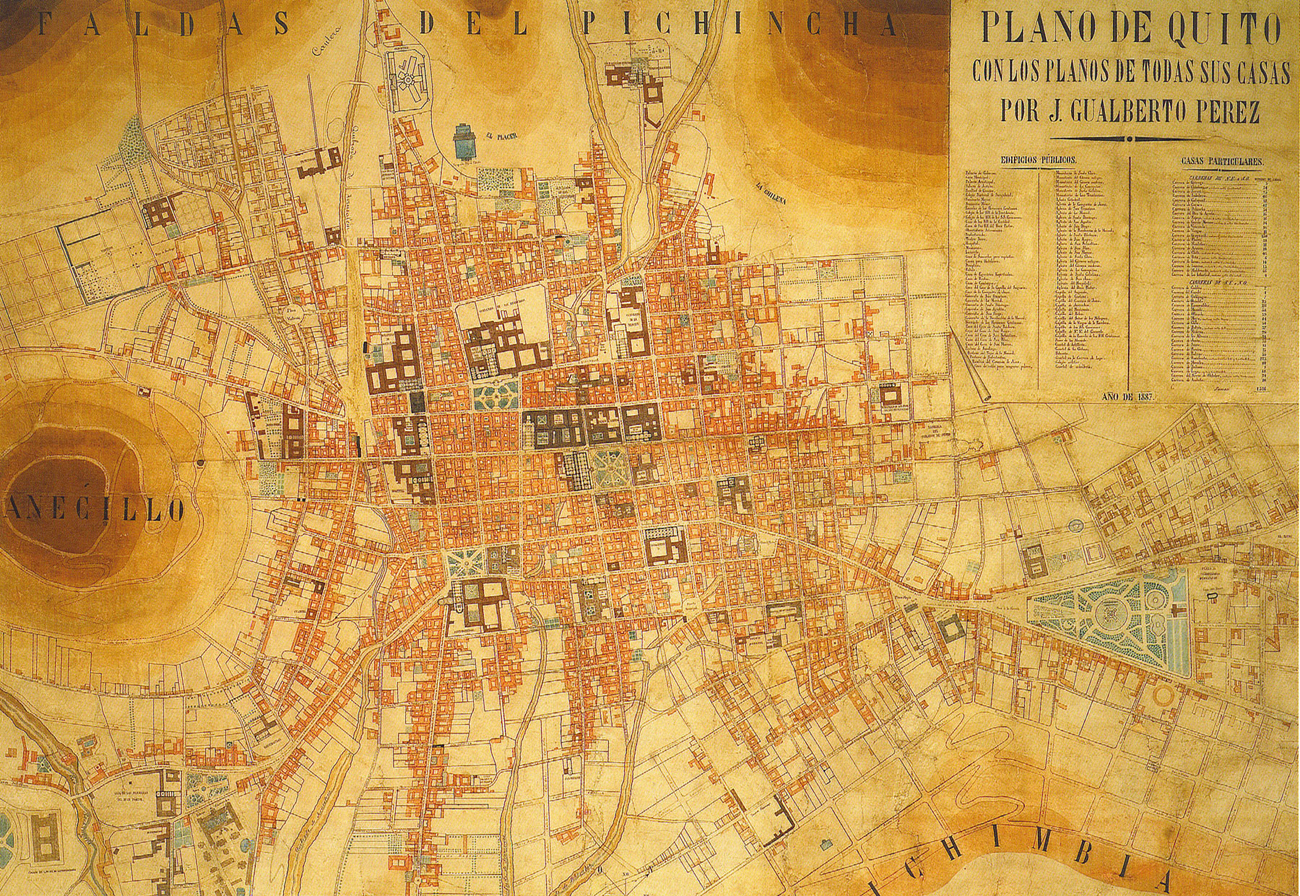
Planta de Quito de Gualberto Pérez de 1887.

A migração europeia, especificamente de italianos, alemães e ingleses neste período é importante porque deixaram a sua impressão em várias obras neoclássicas. No entanto, no final do século XIX surgiram novos arquitetos equatorianos, alguns trabalhando junto com estrangeiros de ideias neoclássicas e ecléticas. Alguns deles foram: Gualberto Pérez, E. Anda Vasconez, A. Velasco, Lino M. Flor y Juan Pablo Sanz. J. Gualberto Pérez Eguiguren (1857-1929) foi o mais notável, importantíssimo profissional quitenho, formado no ano de 1887 de engenheiro civil na Escola Politécnica criada anos antes por García Moreno. Autor de vários projetos como por exemplo o Mercado de Santa Clara (1897) em conjunto com Schmidt. Esteve ativo como profissional em Quito até a década de 1920. Também é importante saber que o mesmo ano da sua formatura (1887) realizou a mais exata planta da cidade do século XIX com os "desenhos de todas suas casas", propriedade da prefeitura de Quito e é considerado o primeiro levantamento do cadastro da cidade. Foi uma planta muito usada nos posteriores e só foram-lhe adicionando os novos projetos ao original, como a criação do jardim da Praça de São Domingos e a estátua do Mariscal Sucre, inaugurados em 1893, além da proposta de construção da avenida 24 de Mayo que foi terminada em 1922.
Entre 1899 até 1904 se fez a construção do novo Mercado na praça localizada em frente do convento de Santa Clara. A estrutura metálica foi trazida desde Hamburgo e tinha o estilo das obras do Gustavo Eiffel. Na mesma época, o presidente do município Francisco Andrade Marín fez rechear a antiga ravina de Jerusalém para transformá-la no boulevard 24 de Mayo, nome colocado em honra da data da batalha de Pichincha.

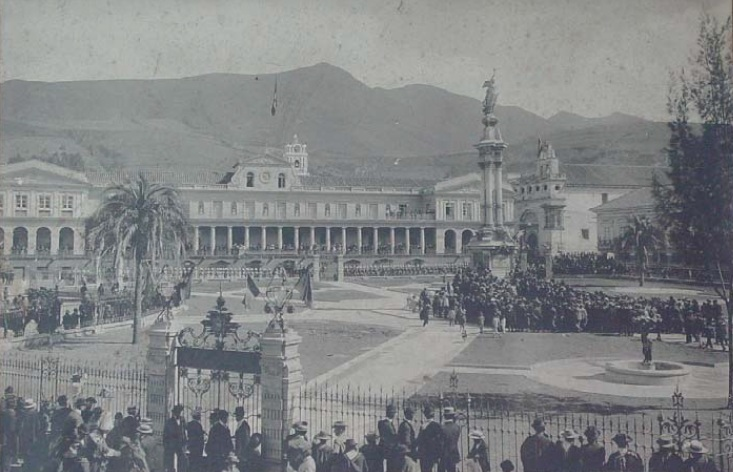
Inauguração do monumento aos heróis na Praça da Independência em 1909.

Em 1894, Manuel Jijón Larrea e Julio Urrutia obtinham a permissão municipal e a concessão por 15 anos para instalar a luz elétrica.  Em 1895 começou o serviço nas ruas mais importantes do centro da cidade e em 1908 se instalou uma planta de energia em Guápulo.
Para a comemoração do primeiro centenário da primeira tentativa de independência de Quito em 10 de agosto de 1909, o General Alfaro inaugurou uma exposição universal no moderno Palácio da Exposição que depois virou a sede do Ministério da Defesa. O prédio foi obra do arquiteto português Raúl Maria Pereira. Além disso, também foi inaugurado o monumento à independência na praça principal. Para isso foram contratados o escultor italiano Jean Batista Minghetti e os arquitetos Francesco e Lorenzo Durini.
Em 1914 foi inaugurada a primeira linha do bonde elétrico e que funcionou até os anos 50.
Em 1902 o Congresso Nacional iniciou as primeiras obras de encanamento de água para a cidade. Para 1915, o engenheiro alemão Schuatter desenhou e construiu a Central de Purificação de Água de El Placer, no mesmo local onde segundo os historiadores ficava uma parte do antigo palácio do inca Atahualpa.
Desde finais do século XIX e começos do século XX, a cidade se espalhou para o sul nas áreas de San Diego e Chimbacalle e para o norte no atual bairro de La Mariscal.

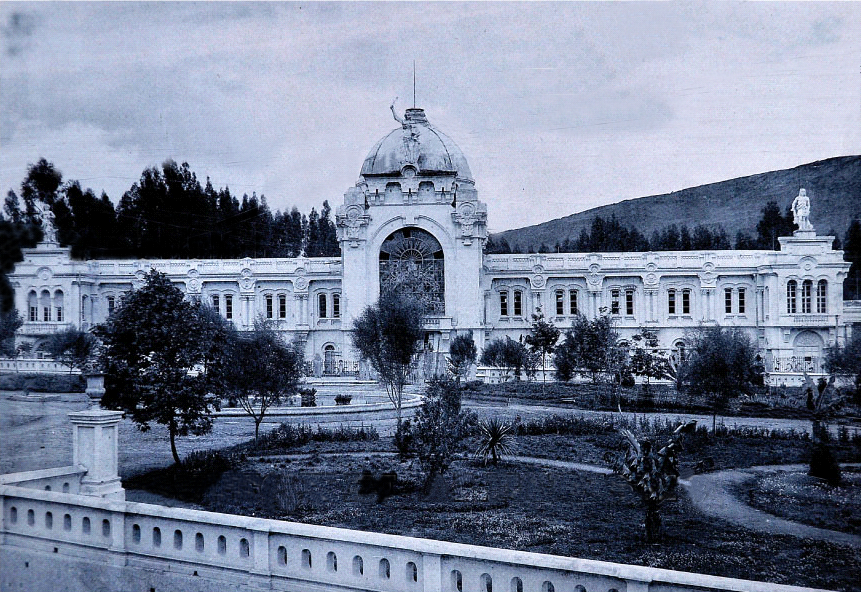
Palácio da Exposição em 1909, obra do português Raúl Maria Pereira.

Na década dos anos 1920 começaram ser planejados os primeiros conjuntos residenciais fora do perímetro urbano. A "Cidadela Mariscal Sucre" foi o primeiro desses projetos. Os trabalhos de construção foram realizados pela empresa V.E. Estrada. Foi divulgada como uma "cidade-jardim", moderna, confortável, acessível, sob o lema "Quito antigo será o empório do comércio, a cidade jardim será o empório do novo Quito para a residência agradável, higiênica e tranquila".
La Mariscal recebe seu nome da comemoração do centenário da batalha de Pichincha (1922) e tinha uma extensão de 130 hectares. Os quarterões eram regulares e algumas casas ocupavam um quarterão.
Em 1919 também se planejou a cidadela América, localizada ao lado oeste do parque Ejido. A firma de engenharia civil e arquitetura Álvarez & Donoso desenhou as casas e a cidadela a partir de uma planta com forma de tabuleiro e uma praça central onde se construiu a igreja do Perpétuo Socorro. A cidadela estava conformada por 378 terrenos, cada quarterão tinha espaço para 8 casas.
A cidade cresceu até a Avenida Colón, onde se fez a construção do hipódromo e na mesma época a antiga planície de Iñaquito, localizada na zona norte se fez a primeira pista de aterrissagem e decolagem de aviões. Em 28 de novembro checou o primeiro avião adquirido por José Abel Castillo, proprietário do jornal El Telégrafo de Guayaquil e dirigido pelo piloto italiano Elia Liut.

Prédios importantes deste período são o antigo Banco Central (1922), e o Palácio de Najas (1923), ambos desenhados em estilo eclético pelos irmãos Durini.   

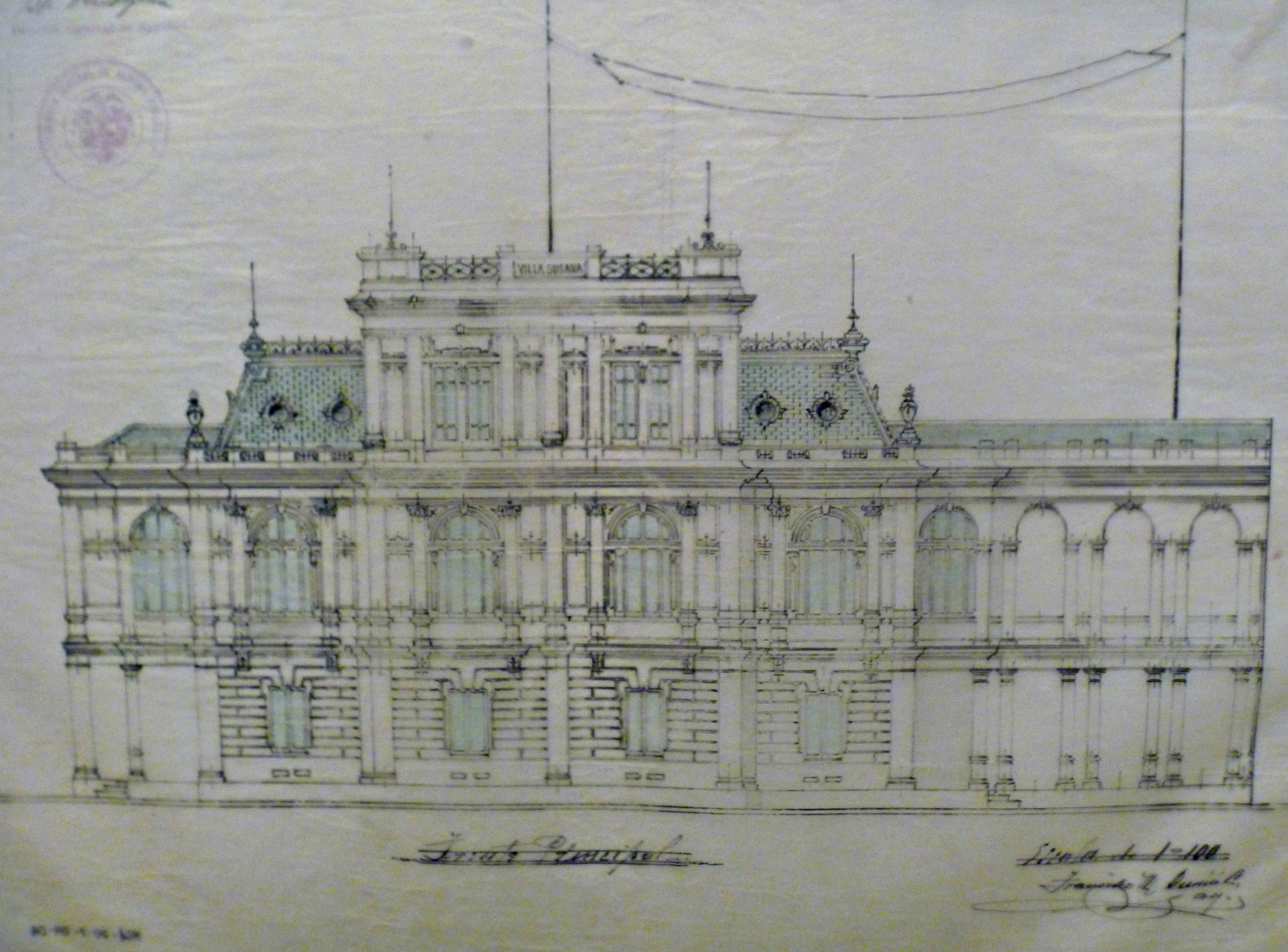
Projeto do Palácio de Najas, apresentado em 1923.
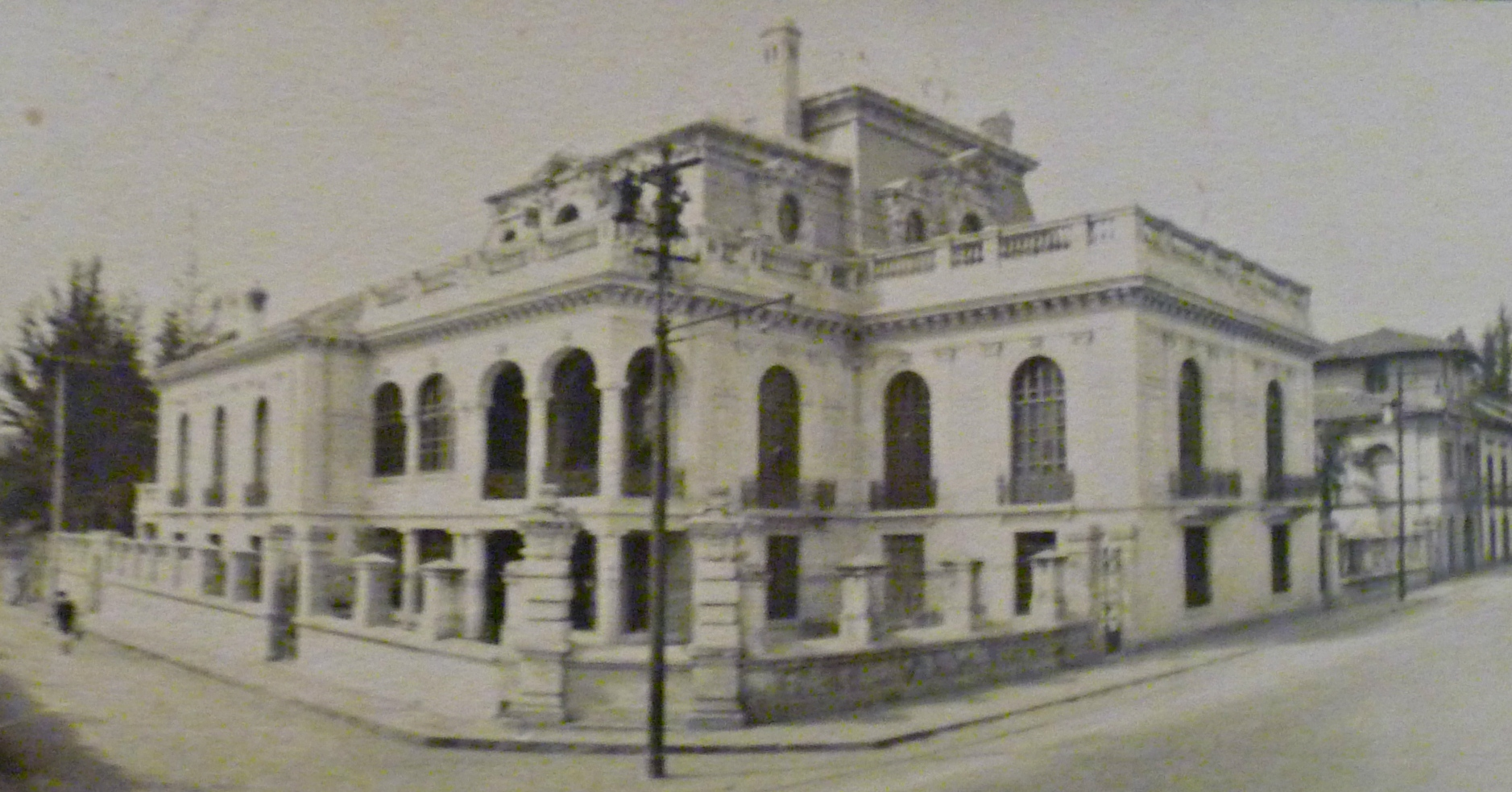
Palácio de Najas em 1930.
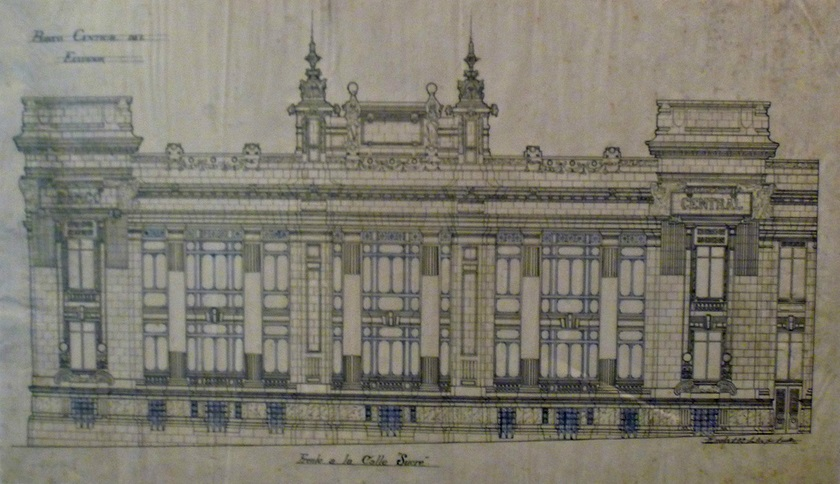
Projeto para o Banco Pichincha em 1916 que depois foi comprado pelo Banco Central do Equador em 1922.
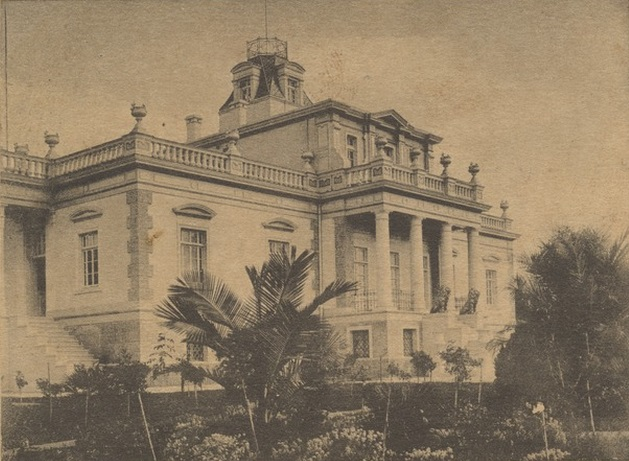
Palácio de La Circasiana, construída por Francisco Schmidt para o Conde Jacinto Jijón y Caamaño.
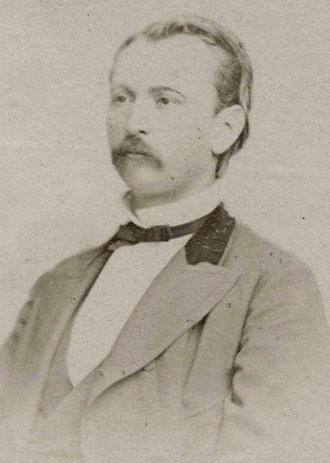
Francisco Schmidt, por L Labaure (1874).

#### Racionalismo e regionalismo: 1930
Durante o período compreendido entre a crise econômica da bolsa de Nova Iorque até o final da Segunda Guerra Mundial, a cidade experimentou intensas mudanças. Amplas avenidas e novos parques e praças foram adicionadas à traça urbana da capital.
Os estilos eclético, Art Déco e Art Nouveau chagaram com a influência estrangeira. Vários arquitetos italianos como Antonio Russo e Rubén Vinci compartilharam o novo cenário arquitetônico de Quito com profissionais equatorianos como Alfonso Calderón (1905-1948), Eduardo Mena (1898-1975), Leonardo Arcos (1906-1977) e Luis Eguez e Aduardo Pólit, entre outros. Os nacionais eram contrários aos simbolismos estrangeiros e apresentaram propostas com uma tendência neo-colonial com o uso da pedra nas fachadas e espaços que relembravam a arquitetura colonial.
No entanto o racionalismo foi a solução da nova arquitetura e planejamento urbano.
Aos italianos se uniram arquitetos alemães como Augusto Ridder que chegou ao Equador em 1909 e foi diretor de obras públicas em 1936. Algumas das suas obras mais emblemáticas foram o Palácio do Correio (1927), hoje Vice-Presidência da República e o Teatro Cumandá. Também dirigiu a construção do Teatro Bolívar (1931-1933) a partir do projeto da empresa americana Hoffman & Henon.
Outro alemão muito importante foi Pedro Brüning (1869-1938), que realizou três obras de interesse: a capela do cemitério de San Diego (1935) e a portada do cemitério (1936) de tipo neoclássico; e a capela de San José, no interior do Colégio Mariana de Jesús (1932) e a igreja de San Roque (1925). O arquiteto Guilhermo Sphar chegou ao Equador em 1923 para o desenho do Colégio Mejía.

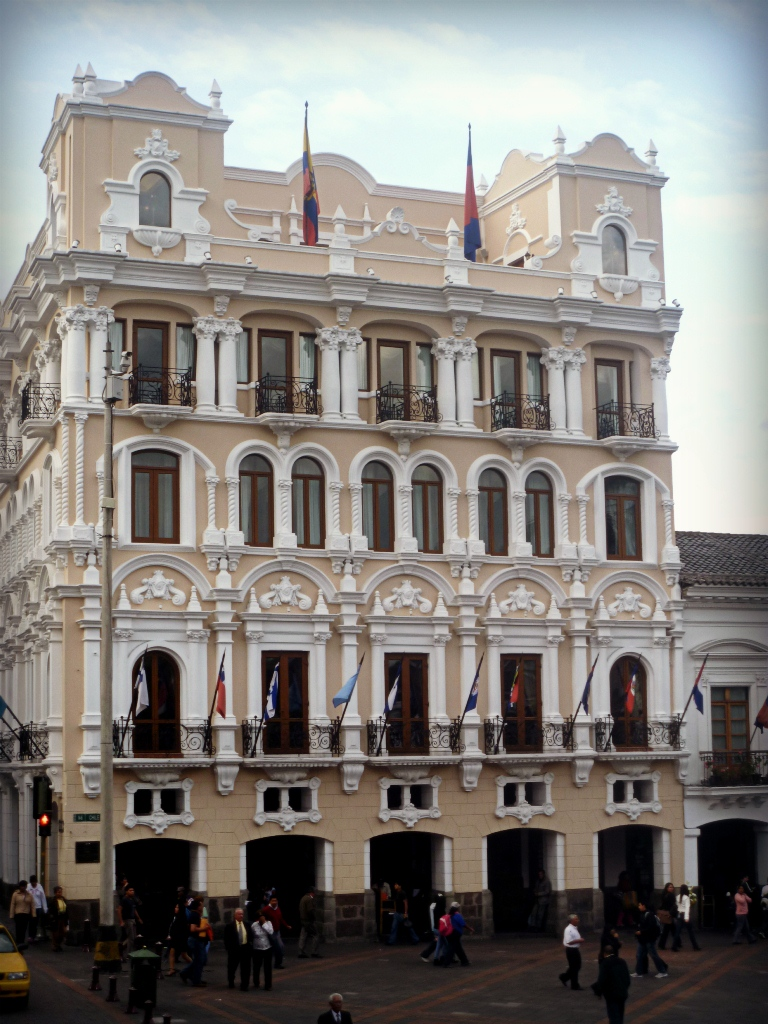
O antigo Palácio Hildago foi reformulado pelo Antonio Russo em 1930 para o Hotel Majestic.
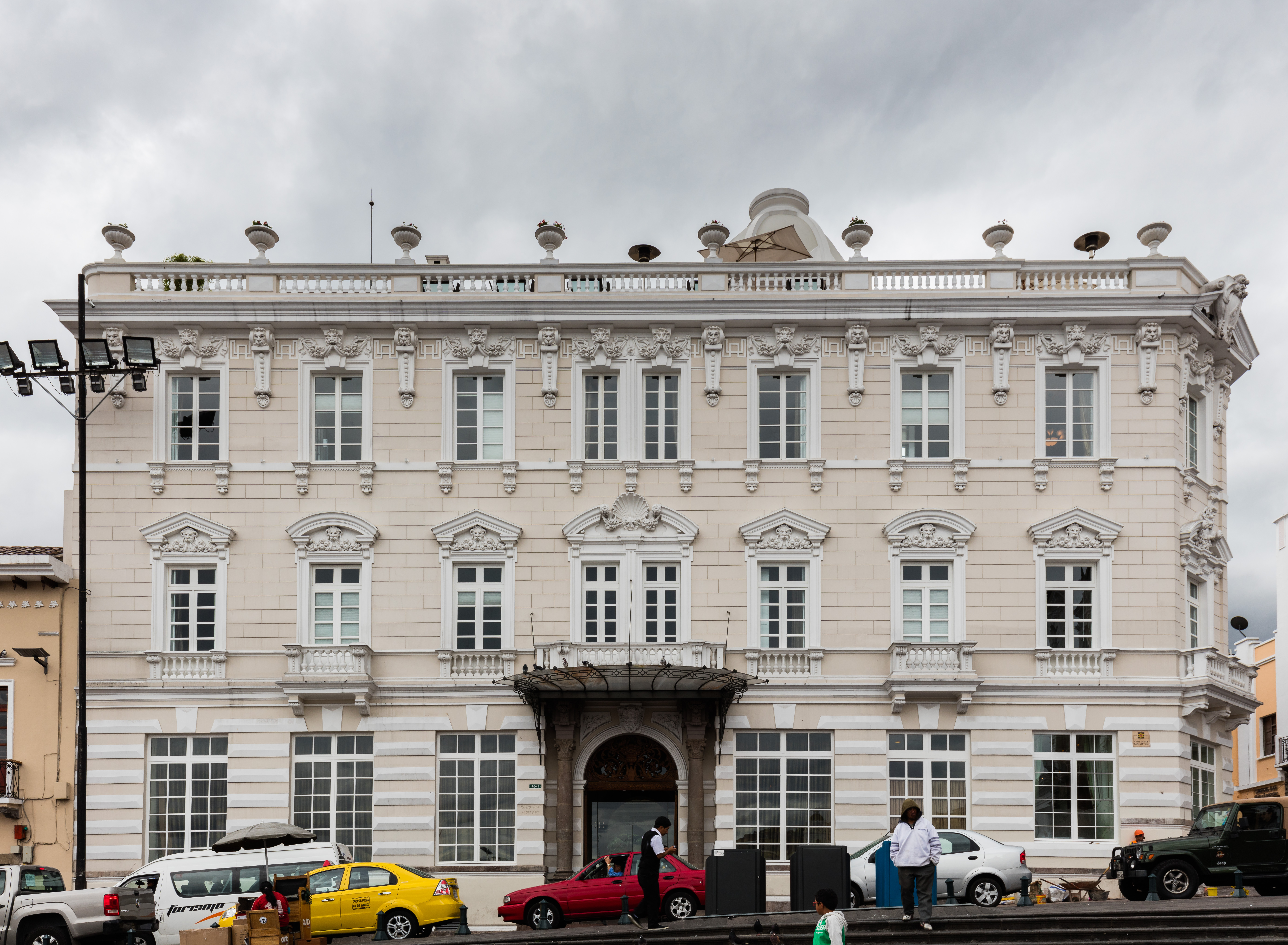
Palácio Gangotena reformulado em 1914 pelo Antonio Russo.
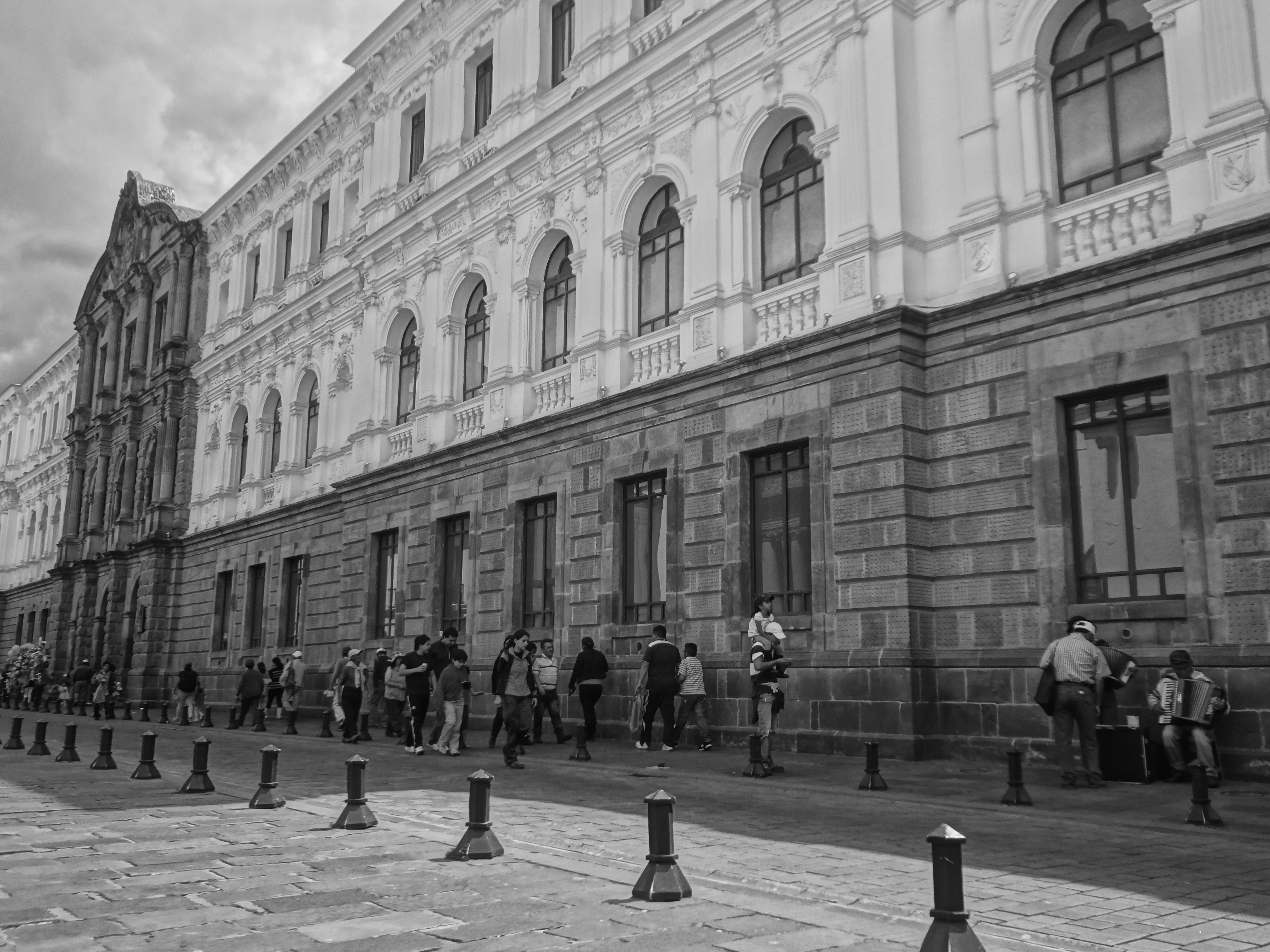
Antiga Universidade Central do Equador, prédio reformulado após do incêndio de 1929.
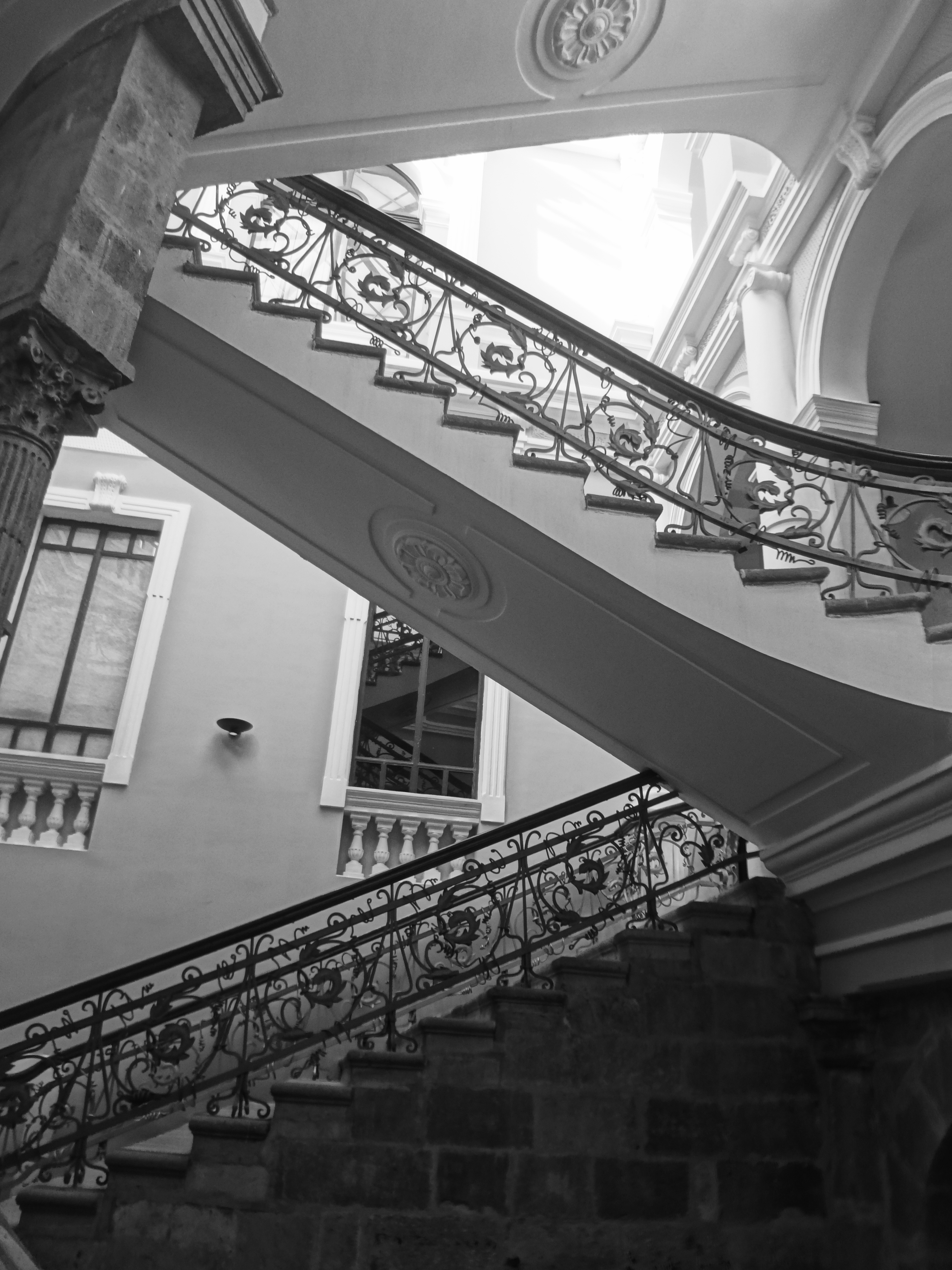
Escadarias estilo Art Nouveau da antiga Universidade Central.
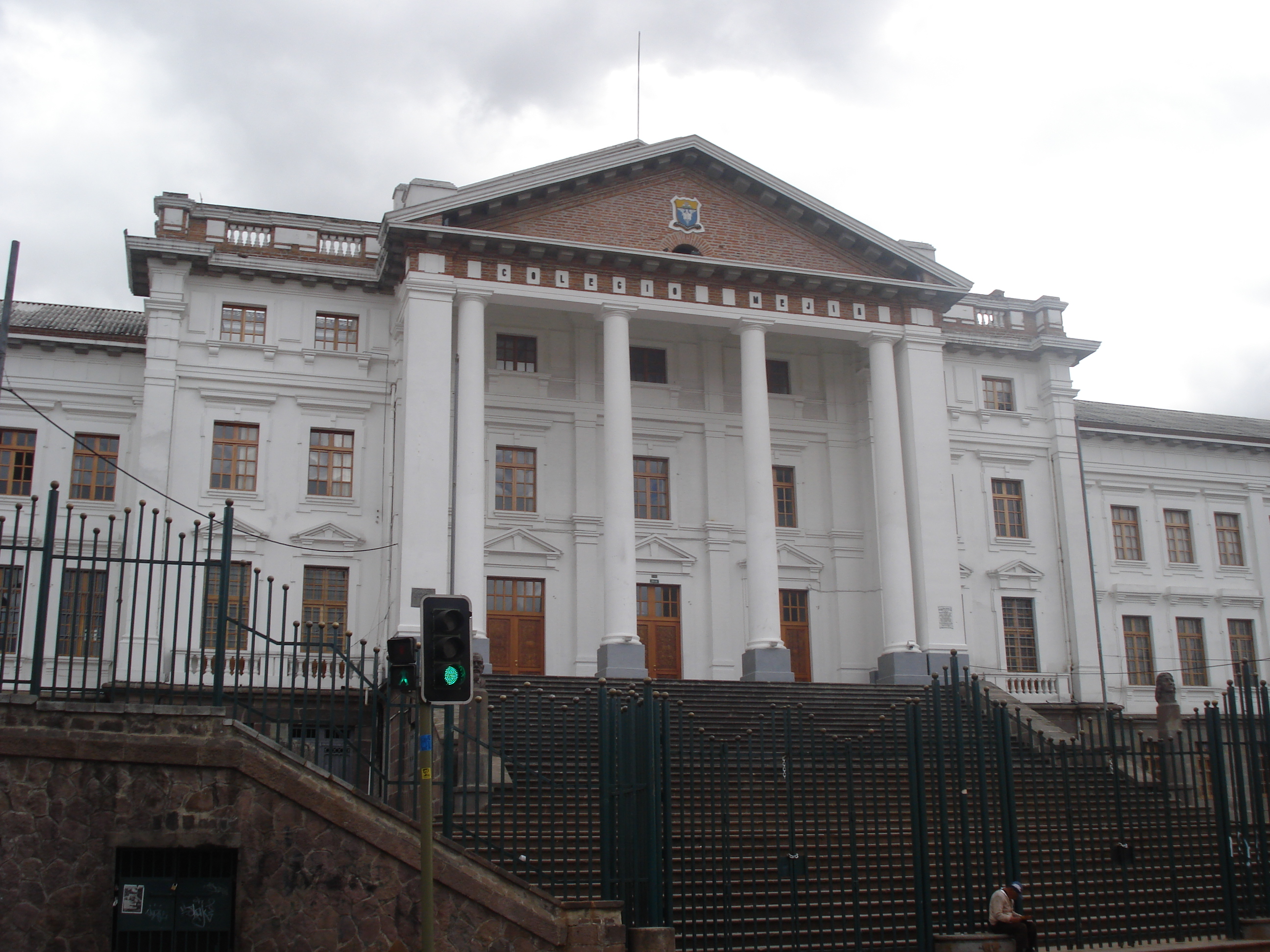
Instituto Nacional Mejía, obra do Guilhermo Sphar.
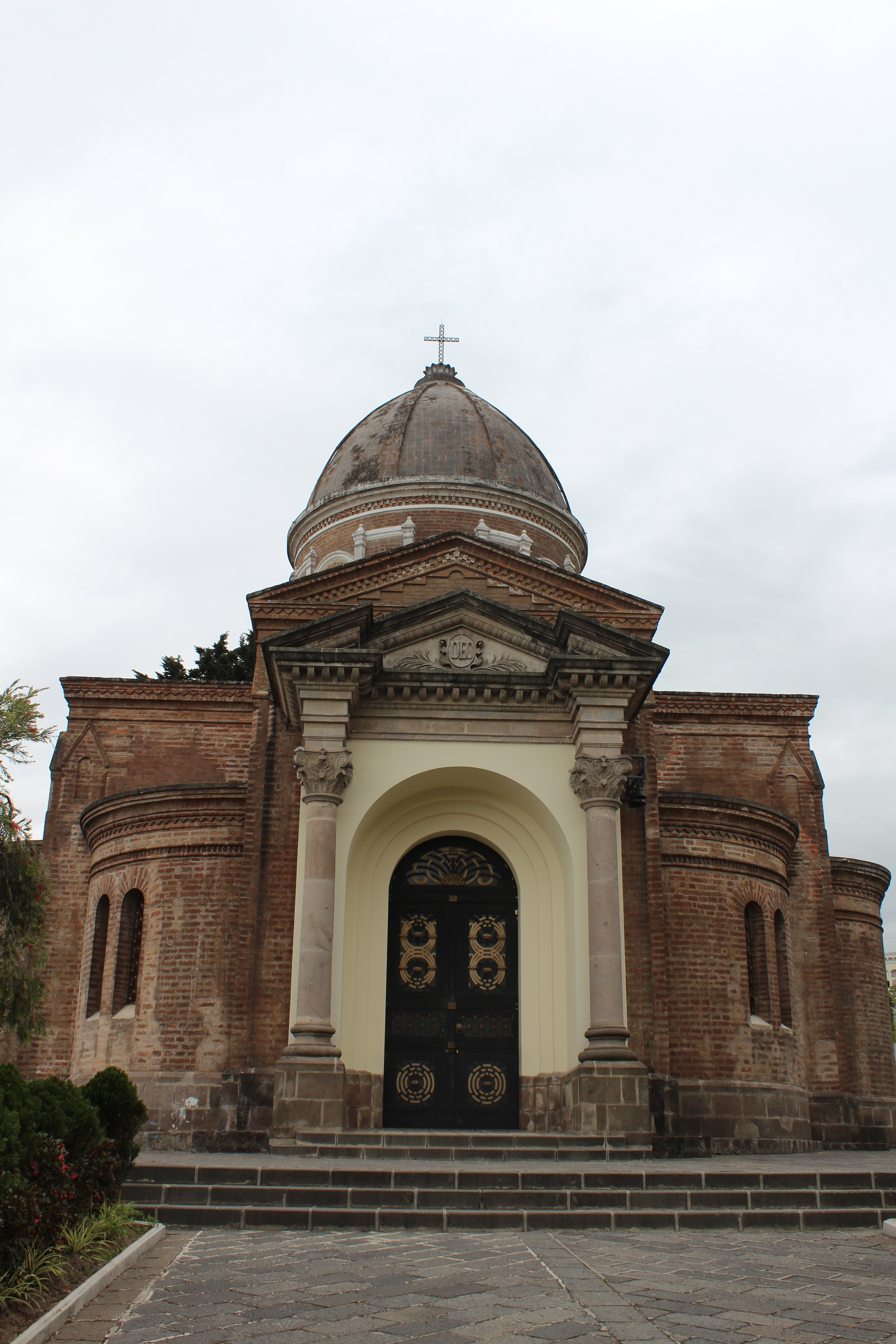
Capela do Cemitério de San Diego, obra do Brüning.
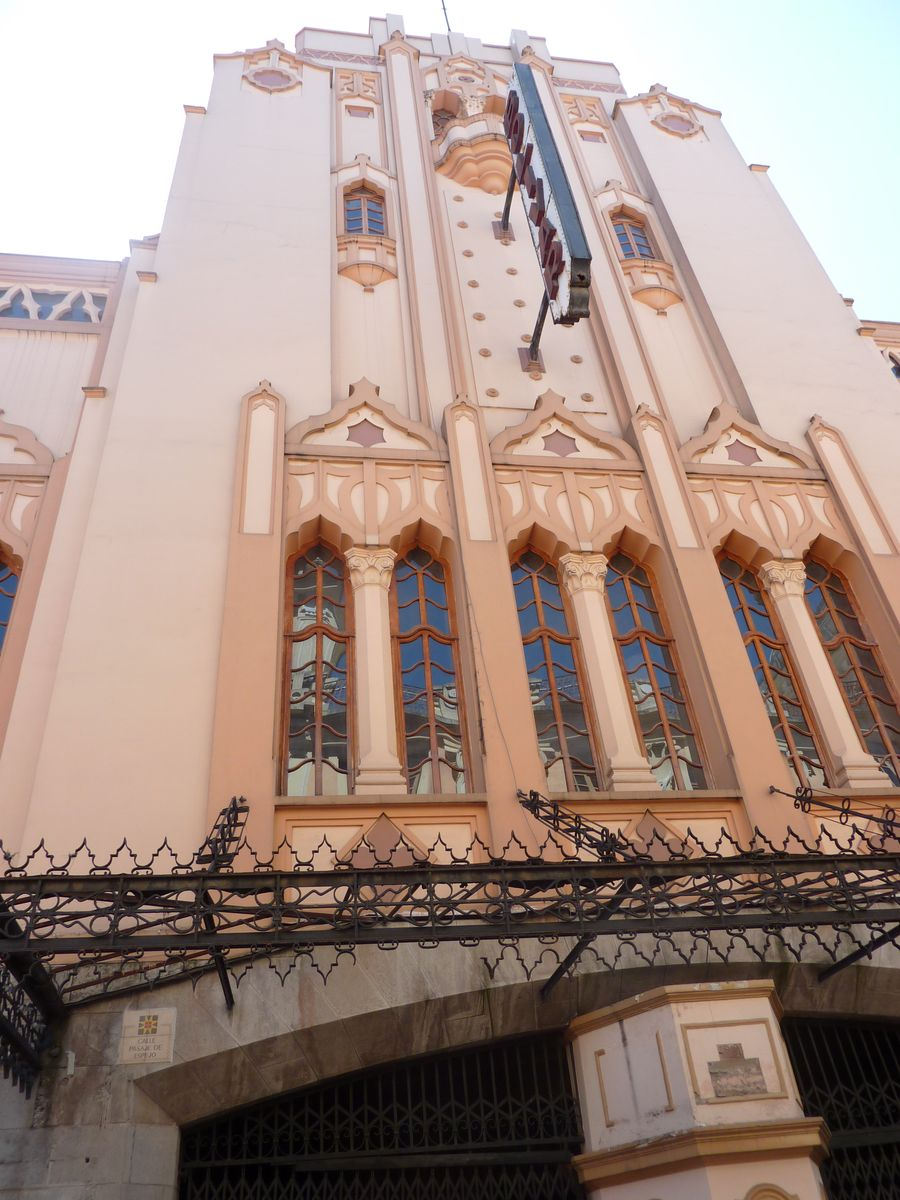
Fachada do Teatro Bolívar, obra de Hoffman & Henon.

#### A influência uruguaia e o progressismo: 1940-1950.
No ano 1932, a Universidade Central do Equador estabeleceu a Faculdade de Arquitetura. Em 1940, visitou o Equador o arquiteto uruguaio Armando Acosta y Lara para apresentar algumas palestras na faculdade sobre o funcionamento e progresso da Faculdade de Arquitetura de Montevidéu. Naquela época se encontrava de viagem o arquiteto uruguaio Jones Odriozola que em 1947 apresentou o Plano de Regulamentação para Quito, no qual estabeleceu as novas áreas de expansão e tentou organizar um novo tipo de planejamento urbano.
Com a elaboração desse plano, chegou também o uruguaio Gilberto Gatto Sobral (1910-1978), descendente de italianos, que com seus conterrâneos trabalhou junto com engenheiros equatorianos como Luis Tufiño e Wilfrido Moreno Loor.

A Cidade Universitária foi o mais importante projeto do Odriozola e o Gatto Sobral. A construção do novo campus começou em 1944 e foi o início do crescimento da cidade para o norte nas ladeiras do vulcão Pichincha.  

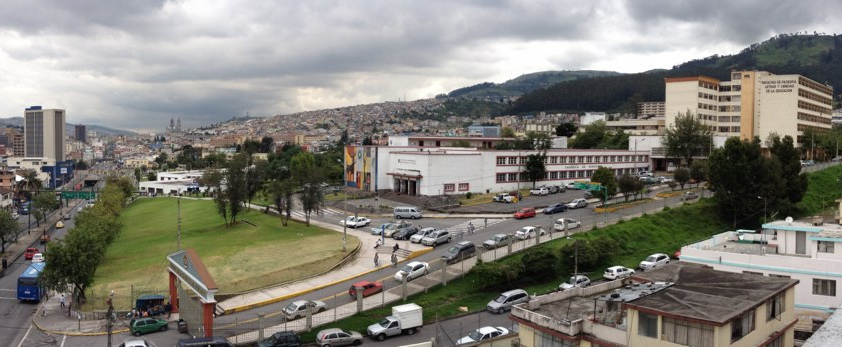
Panorâmica da ala norte da Universidade Central.
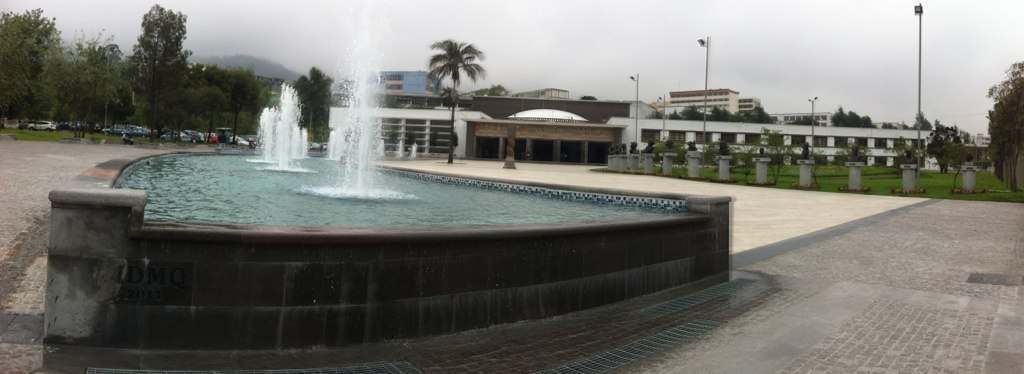
Praça Indoamérica e Teatro Universitário, obra do Gilberto Gatto Sobral de 1947-1949.
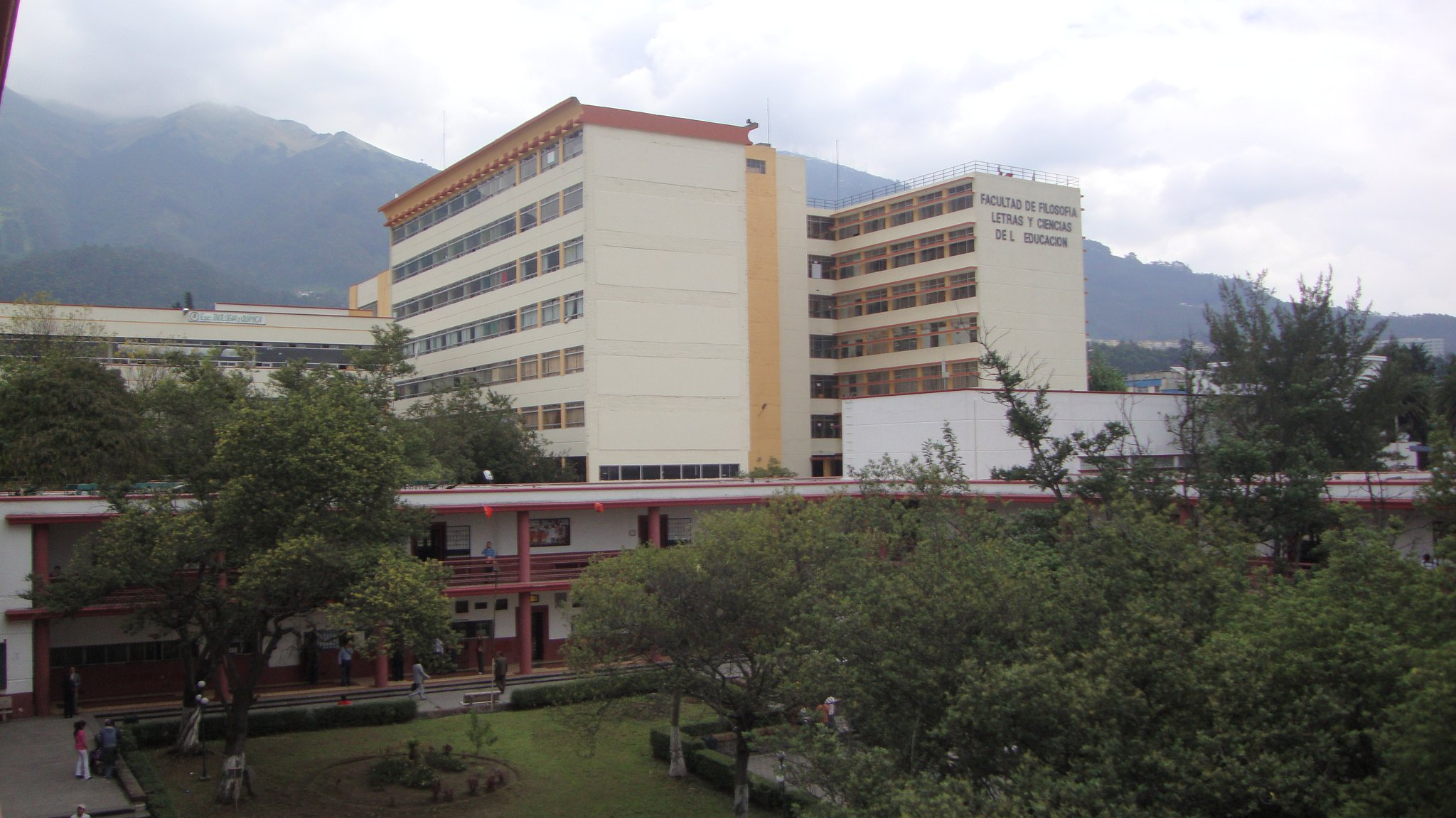
Faculdade de Direito 1948-1950.

#### Primeiros aranha céus: 1950-1970.
Um incremento substancial no crescimento, a partir da década de 1950, foi acompanhado de mudanças na visão da arquitetura que se afastava dos modelos ecléticos e neoclássicos. Novas tecnologias e materiais, e novos códigos expressivos e funcionais confluíram em edifícios de altura que romperam a horizontalidade da cidade, mesmo que não tenha sido em quantidade e dimensão para desarticular a traça urbana do centro.

Estádio Olímpico Atahualpa, obra de Óscar Etwanick (1948-1951).

Os pioneiros da arquitetura moderna foram europeus que migraram da Europa como consequência da Segunda Guerra Mundial. Entre os mais famosos temos a Carlos Kohn (1894-1979), Otto Glass (1903-1976), Giovanni Rotta (1899-1966), Óscar Etwanick (1892-1957) e Edwin Aller (1915-?).
O Estádio Olímpico Atahualpa foi construído entre 1948 a 1951 pelo arquiteto Etwanick ao norte da cidade como parte dos planos para a expansão.
O Presidente Camilo Ponce Enríquez e seu Ministro de Obras Públicas, Sixto Durán Ballén, com motivo de ter escolhido a Quito como sede da XI Conferência Inter-Americana de Chancelheres que ia ser feita em 1959, mas nunca se concretizou, impulsaram várias obras junto com a empresa Mena Atlas, o americano Charles Mac Hiraham e o equatoriano Oswaldo de la Torre.

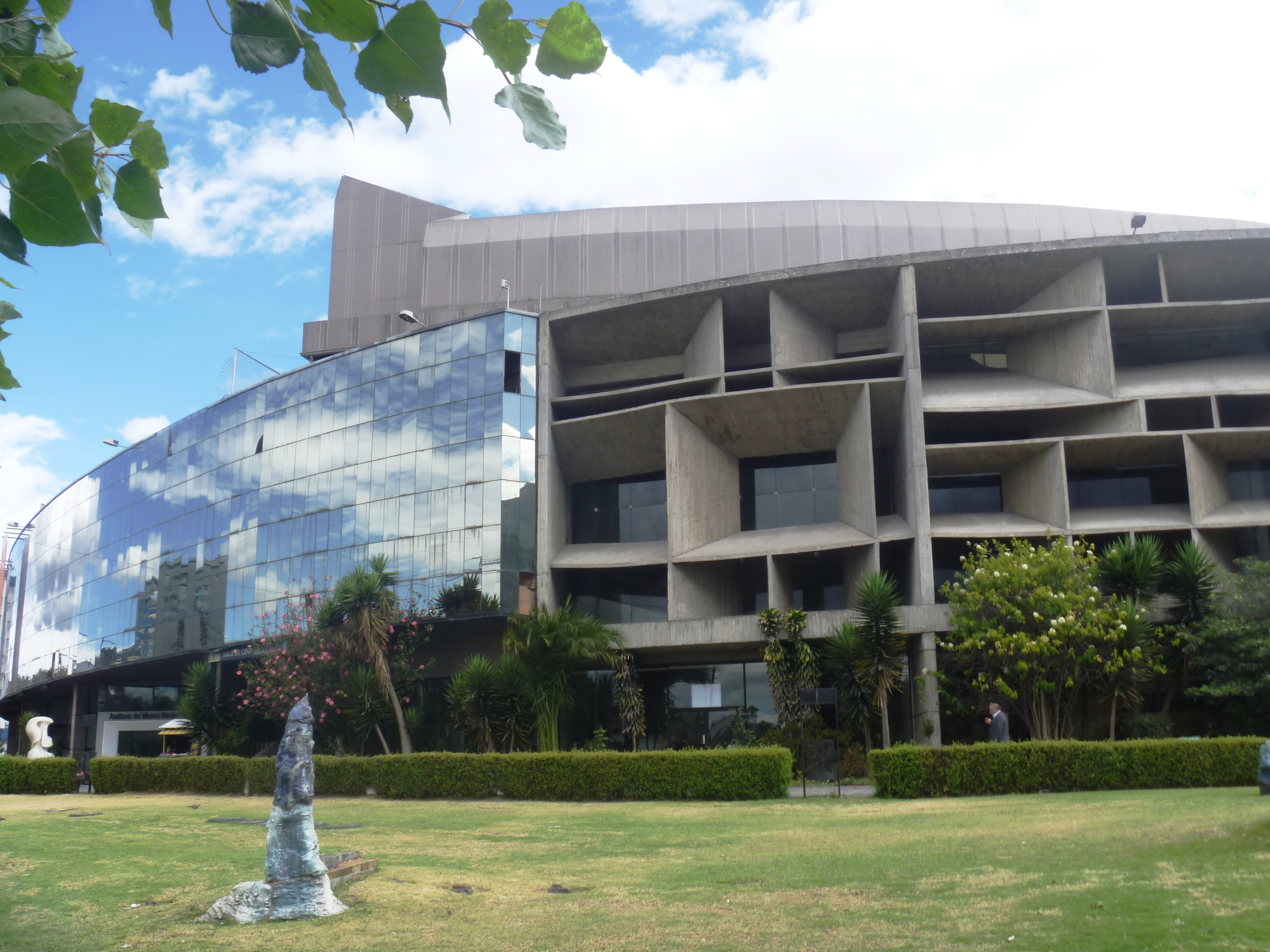
Prédio dos espelhos da Casa da Cultura Equatoriana, obra de René Dénis (1975-1992)

Uma obra representativa daquela época é o edifício do Instituto de Previdência Social (1957-1960), desenhado pelos arquitetos Sixto Durán Ballén, Gatto Sobral, Eduardo Gortaire e os engenheiros Leopoldo Moreno Loor e Oswaldo Arroyo. Este prédio é considerado a primeira obra construída pelo estado de importância no modernismo da segunda metade do século XX.
O Palácio Legislativo foi construído entre 1956 e 1960, o Hotel Quito entre 1956-1960 e o antigo Aeroporto Internacional. entre 1956-1959. Outro ícone foi o prédio da concessionária de automóveis Casa Baca, construída em 1950 por Etwanick.
A começos dos 60 o estilo internacional se consolidou com mais obras no setor público, como no edifício do Banco de Empréstimos no Centro Histórico desenhado pelo arquiteto Ramiro Pérez Martínez que posteriormente desenharia o Banco Central do Equador onde se usou o “courtain wall” e onde se fez um projeto urbano no qual a praça na esquina do prédio, com zonas de jardins. A década de 1960 foi muito complicada na política equatoriana porque houve instabilidade e uma queda dos preços da banana que era a principal exportação naquela época.
Entre 1956 a 1960, o arquiteto francês René Dénis foi convidado pelo Benjamín Carrión para fazer o desenho da nova sede da Casa da Cultura Equatoriana. O prédio começou finalmente a construção em 1975, mesmo que foi terminado recém em 1992. Aqui se encontra a Biblioteca Nacional, o Teatro Nacional, espaços para museus, uma ágora e várias salas de teatro. O Teatro Prometeo, construído entre 1962-1970 pelo arquiteto e artista Oswaldo Muñoz Mariño, é uma das obras também emblemáticas daquela época.

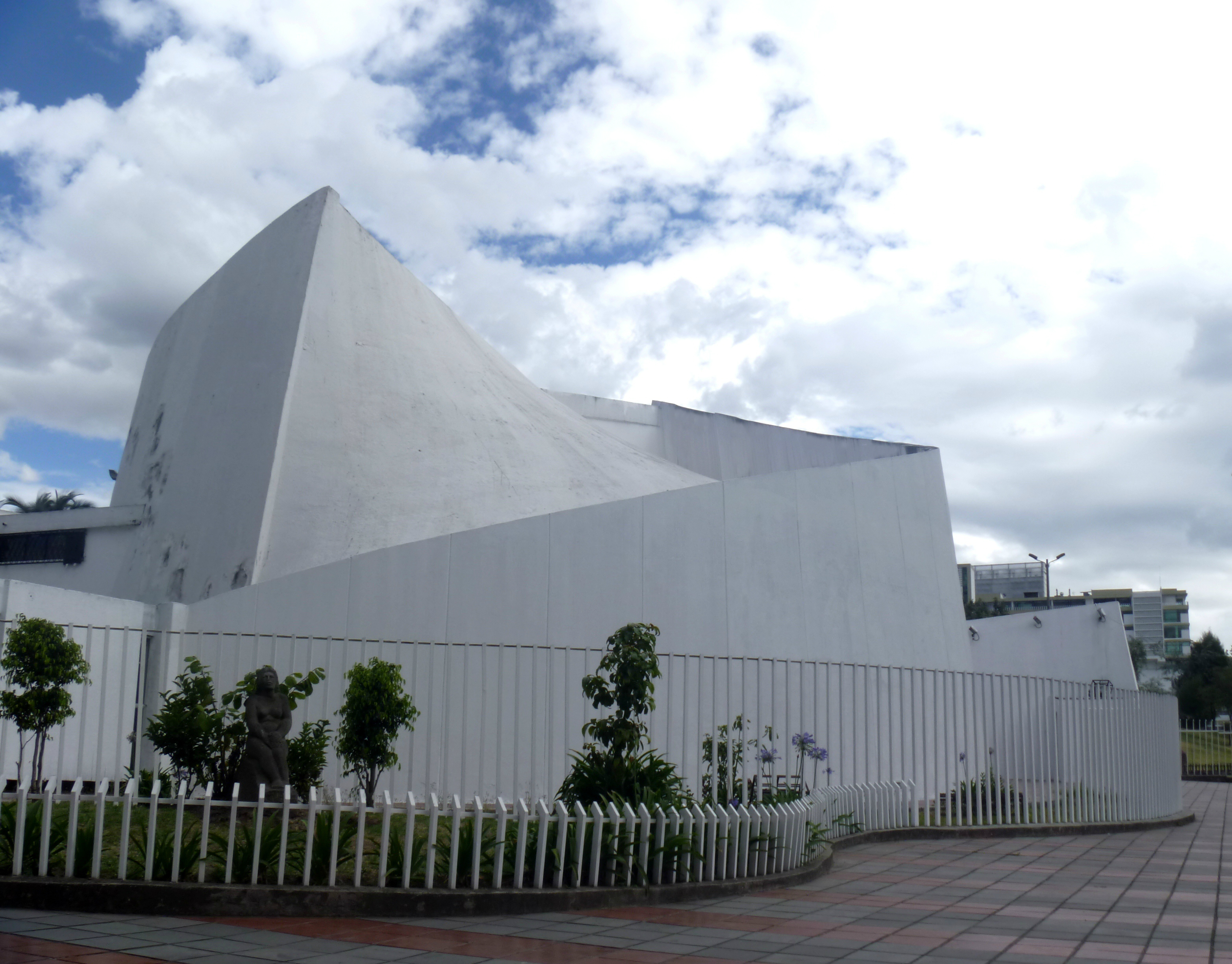
Teatro Prometeo, obra de Muñoz Mariño (1962-1970)

#### A cidade após do petróleo e o pós-modernismo: 1970-1980.
Ao início da década de 1970 teve um golpe militar contra o quinto período do presidente José María Velasco Ibarra, liderado pelo general Guillermo Rodríguez Lara, quem vai nacionalizar algumas empresas como a petroleira e com isso começou uma época de desenvolvimento econômico e construção.
Prédios de 18 e 20 andares foram construídos numa capital que virou cosmopolita e foi-se afastando do antigo assentamento colonial. Nesses anos temos vários arquitetos da velha guarda que constroem prédios muito importantes para instituições bancárias, públicas e privadas como Luis Oleas, Milton Barragán, Ovidio Wappenstein, Fabián Zabala e Mario Zambrano.
Outros arquitetos que também fizeram a construção de prédios residenciais de altura foram Alfredo Rivadeneira, Diego Ponce e os irmãos Banderas Vela, usando novos materiais como o concreto armado e o tijolo.

#### A cidade do novo milênio
Uma nova geração de arquitetos nascidos entre 1950 e 1960 continuaram a transformação da capital equatoriana. Os irmãos Handel e Gustavo Guayasamín foram os autores de prédios importantes, além da Ciudad Quitumbe planejada para o sul da cidade como um novo centro administrativo, comercial e de serviços e o Parque Metropolitano inaugurado em 1995. Outros autores são Fernando Hinojosa, Alexis Mosquera e José María Sáez.
Entre 1970 a 1980 nasceu uma outra geração de arquitetos que começam construir no final da década de 1990 e no início do novo milênio.  Alguns deles são Diez Muller Arquitetos, Adián Moreno, Christian Wiesse, Pablo Moreira, Felipe Correa, David Barragán e Pascual Gangotena, entre outros.

A expansão da capital para o norte e para o sul fez as autoridades buscar novas alternativas para melhorar a infraestrutura e a transportação pública. Em 1995 foi construído o sistema de trólebus ou ônibus elétrico com mais de 20 km de norte ao sul e seis linhas. Outros sistemas de transporte público são a Ecovia e o Metrobus. Atualmente está se começando com a construção do primeiro sistema de metrô do Equador.  

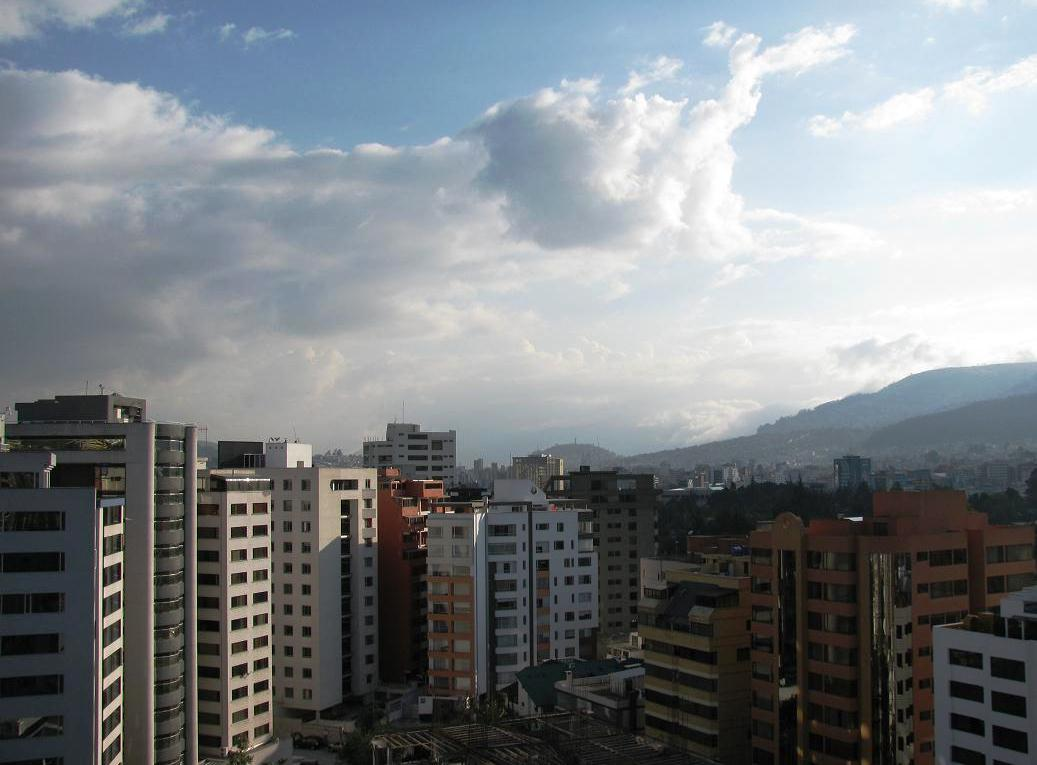
Novos prédios residenciais ao norte de Quito.
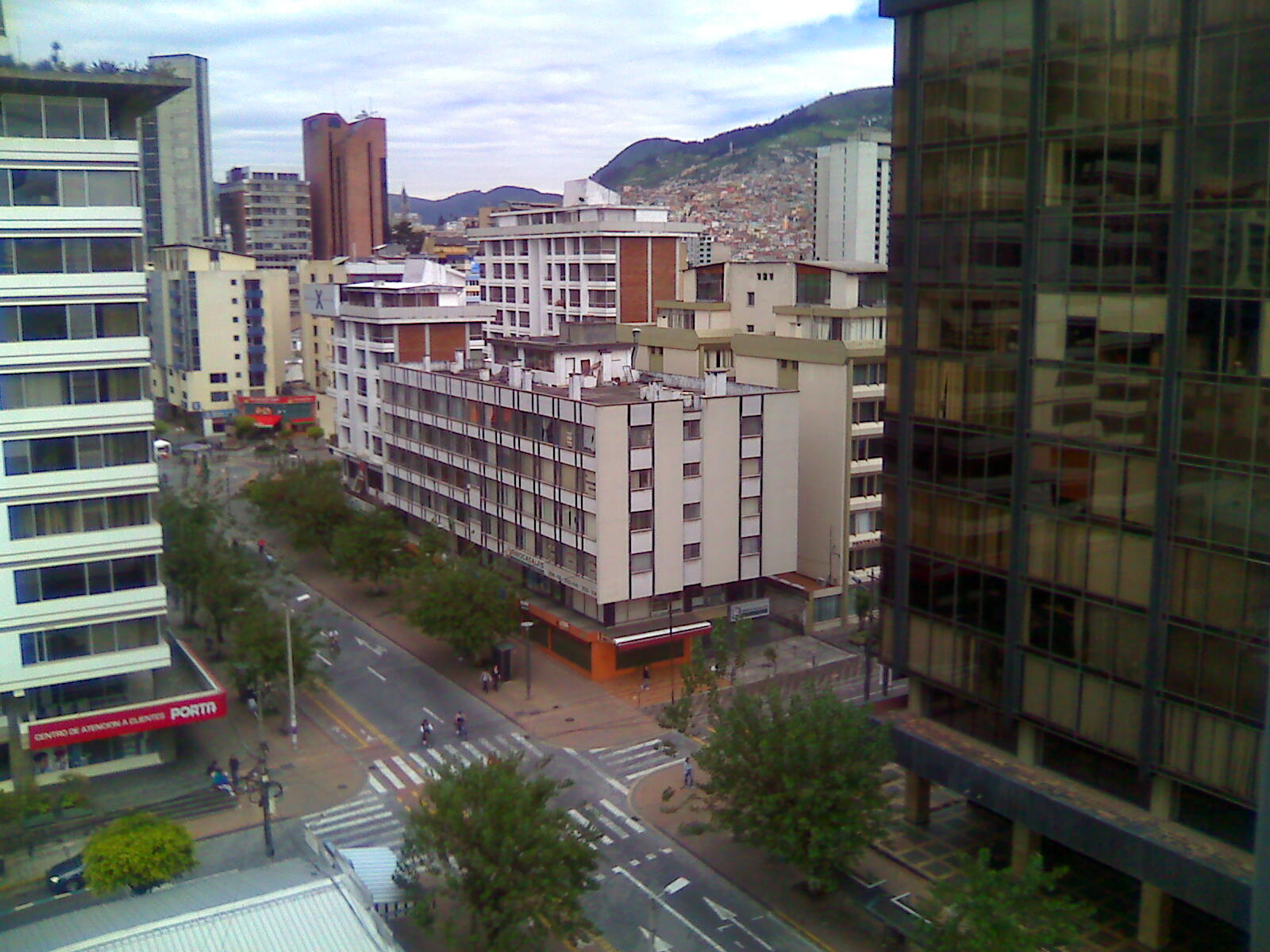
Avenida Amazonas no bairro de La Mariscal.
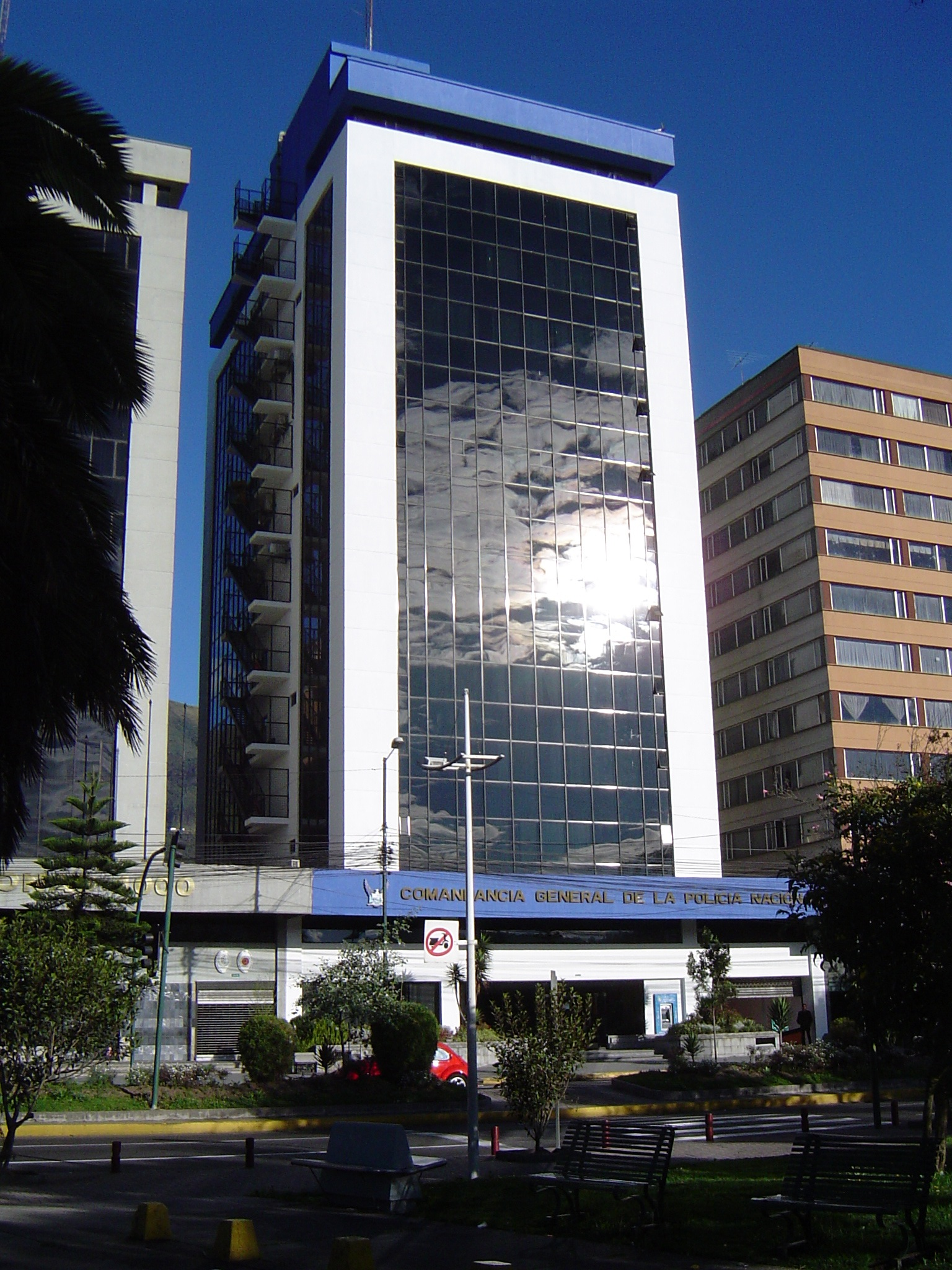
Prédio da Comandância Geral da Polícia Nacional.
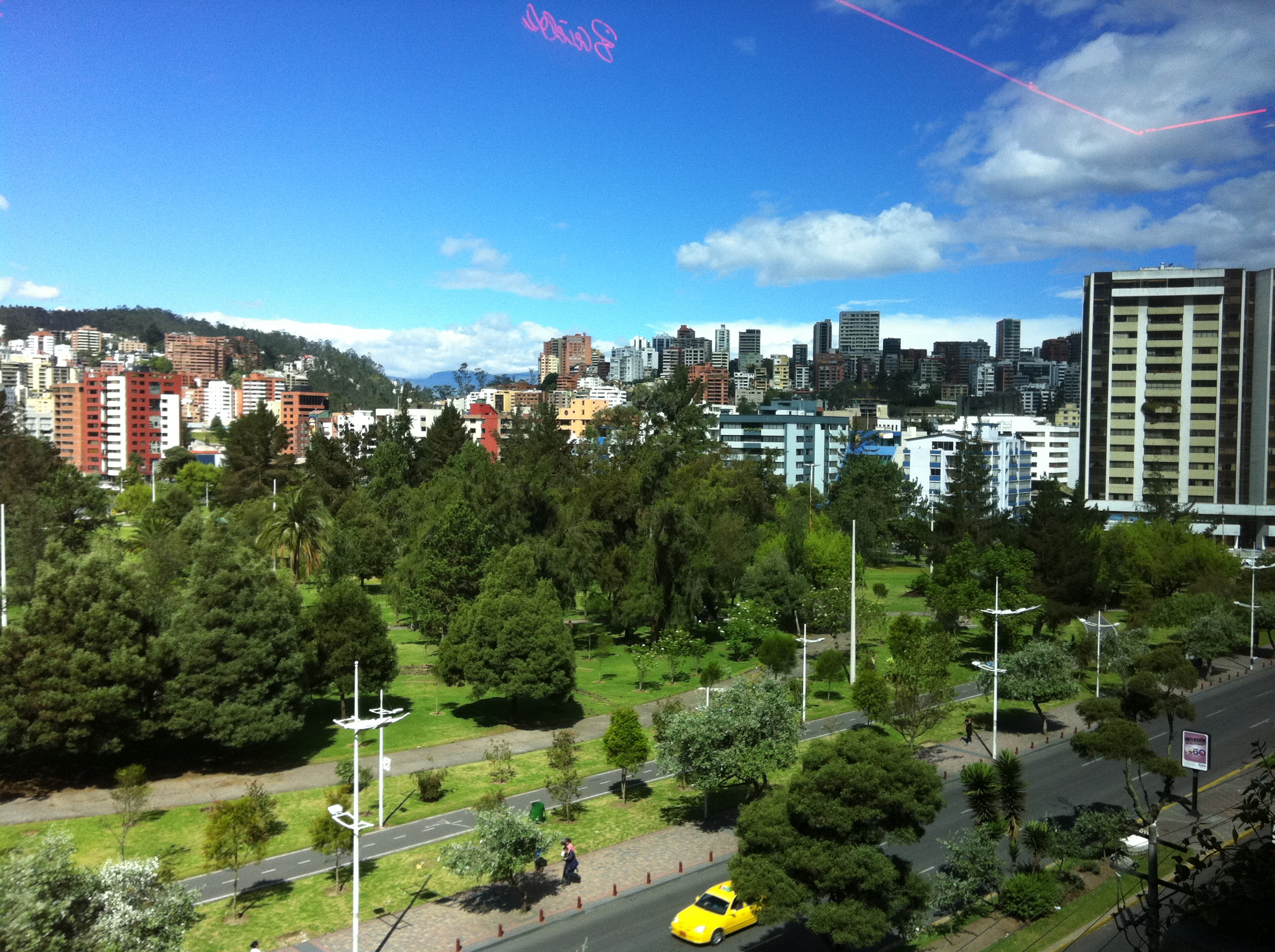
Panorama urbano de Quito em 2011.

## Demografia
O Sul se caracteriza pela alta atividade comercial. Na freguesia de Chillogallo, uma das maiores da capital, os negócios proliferam em todas as partes, sobretudo restaurantes e lojas de ferragens. Pode-se degustar desde o tradicional frango assado, até pratos típicos do Equador como a guatita, o ceviche, o seco de chivo ou a fritada. No Sul, além do mais, fica o parque industrial da cidade e a Estação de Trens de Chimbacalle.
No centro, as ruas são estreitas, razão pela qual se restringe o acesso aos veículos durante os fins de semana. A arquitetura colonial é muito chamativa, sobretudo suas grandes igrejas. O município desenvolveu um plano de restauração dos edifícios coloniais.
A zona norte de Quito constitui o centro financeiro e bancário da cidade. As matrizes de muitos dos principais bancos que operam no Equador se encontram localizadas nesta parte da cidade, assim como outras entidades financeiras de grande importância como a Bolsa de Valores de Quito, o Banco Central do Equador, o Serviço de Rendas Internas, a Superintendência de Bancos, entre outras.
A zona colimitada com o centro histórico tem desenvolvido uma série de arranha-céus e torres elevadas, a mais alta das quais é a Basílica Nacional, com uma altura de 36 andares e com um mirador para a cidade de Quito. Os edifícios da Corporação Financeira, a Torre Corpei, a Torre Diez de Agosto, o Edifício Benalcázar Mil ou o do Conselho Provincial são alguns dos arranha-céus quitenhos que superam os vinte andares. Muitos dos bairros do norte são de caráter residencial, concentrando-se o comércio ao redor da zona de Iñaquito.
Destaca-se, além disso, a "zona" na qual se concentram os bares, cafés, discotecas, cassinos, karaokês etc., da cidade, em torno da chamada Plaza Foch, no setor de La Mariscal, no qual a juventude quitenha e de outros locais do mundo desfrutam de múltiplos terraços ao ar livre, para tomar uma taça de vinho.

## Transporte

### Aéreo
O Aeroporto Internacional Mariscal Sucre que serve a cidade de Quito foi inaugurado em 1960. Tem uma pista de 3 120 metros de comprimento e uma importante infra-estrutura frigorífica para a manutenção e armazenamento de flores e outros produtos perecíveis para exportação. O aeroporto está localizado em Chaupicruz, a somente 10 minutos da área comercial da cidade. No ano de 2002, iniciou-se a remodelação deste terminal aéreo, a qual foi concluída em agosto de 2003. Hoje em dia este recinto conta com todas as comodidades e serviços característicos de um aeroporto internacional. As facilidades de ligação são múltiplas, mediante voos diretos com destino a Madrid, Amsterdã, Bogotá, Medellín, Lima, Santiago, Buenos Aires, Cidade do Panamá, Caracas, San José, Bonaire, Miami, Houston, Nova York, Atlanta e com breves conexões no México, Rio de Janeiro, São Paulo, entre outras.
A localização deste aeroporto na zona metropolitana, causou muitos problemas aos cidadãos, entre eles o ruído provocado pelas aeronaves e o fato de não poderem construir edifícios que ultrapassem os 100 metros. Devido a isto, simultaneamente se está levando a cabo a construção do novo aeroporto de Quito, que fica nas proximidades da cidade, em Tababela, o qual entrará em funcionamento a partir do ano de 2012. O novo terminal será equipado com serviços e instalações de primeira e com capacidade para mais de 5 milhões de passageiros por ano e 270 mil toneladas de carga, executando uma média de 44 operações por hora. O atual aeroporto de Quito se transformará em um grande parque e pulmão verde para a cidade.

## Turismo
Segundo a Empresa Metropolitana de Gestão do Desenvolvimento Turístico de Quito, em 2014 chegaram 682 429 turistas, 8.5% mais do que em 2013.
Os principais mercados emissores de turistas para Quito são:
| País emissor   | Turistas |
| -------------- | -------- |
| Estados Unidos | 144 074  |
| Venezuela      | 87 959   |
| Colômbia       | 70 214   |
| Espanha        | 41 913   |
| Canadá         | 20 624   |
| Argentina      | 20 611   |
| Peru           | 19 225   |
| Alemanha       | 18 998   |
| Reino Unido    | 17 184   |
| França         | 13 032   |

### Hotelaria
No Distrito Metropolitano, estão cadastrados 653 locais de hospedagem, catalogados em: de luxo, primeira, segunda, terceira e quarta categorias. Os de terceira lideram o grupo, com 342 locais. A cidade conta com nove estabelecimentos de alojamento de luxo e 97 de primeira categoria.

## Cultura

### Arte

#### Arte Pré-Colombiana
As primeiras manifestações artísticas foram achadas em Quito no bairro de Cotocollao na década de 1970. As cerâmicas mais antigas datam de um período histórico conhecido como formativo (1800 a.C.). Os moradores dessa civilização moldaram a argila para fazer pratos, garrafas e tingelas. Destacam as garrafas com alça em forma de estribo, possível influência da cultura Machalilla do litoral. Os cotocollaos também trabalharam pedras como obsidiana, quartzo e pedernal verde.
Os recipientes de pedra apresentam decoração baseada em incisões e encaixes. Nas oferendas funerárias se encontravam vasilhas de cerâmica. A cerâmica se caracterizou pela cor vermelha ou cinza-marrom, muito polida e com motivos muitos parecidos com as culturas costeiras de Machalilla e Chorrera.

Os antigos moradores de Quito foram hábeis tecedores. Uma prova se encontra na necrópole de La Florida (100-700 d.C.), onde se recuperaram umas múmias vestidas com ponchos elaborados com finas contas cortadas e polidas de concha Spondylus princeps. Destacam os desenhos geométricos associados com o cosmos indígena. Em ourivesaria têm se achado colares, brincos, narigueiras, anéis e outros enfeites feitos com ouro e cobre numa liga chamada tumbaga, que possivelmente é influência da cultura Pasto do norte do atual Equador.     

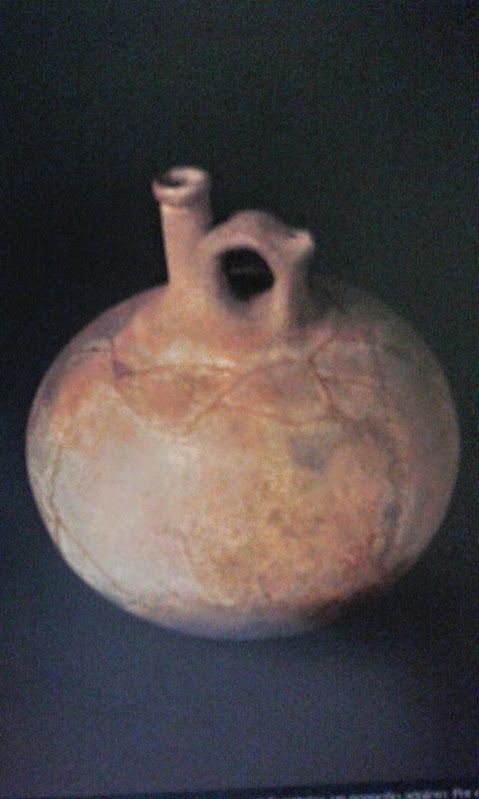
Garrafa de cerâmica com alça tipo "ponte" de Cotocollao (1800 a.C.)
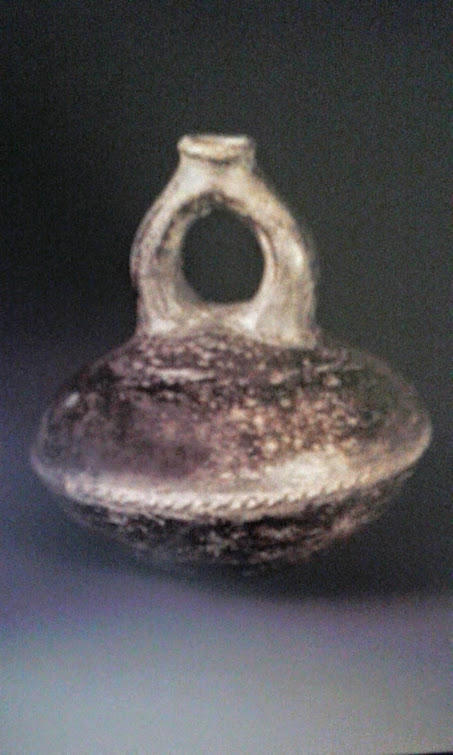
Garrafa com alça tipo "estribo" de Cotocollao (1800 a.C.)
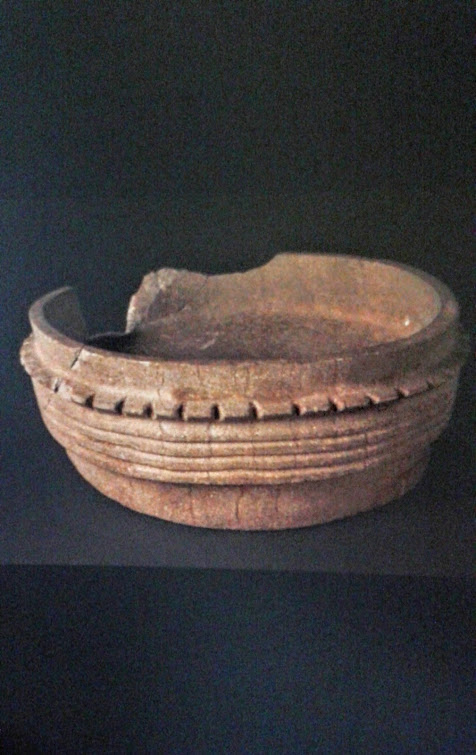
Tingela de pedra de Cotocollao (1800 a.C.)
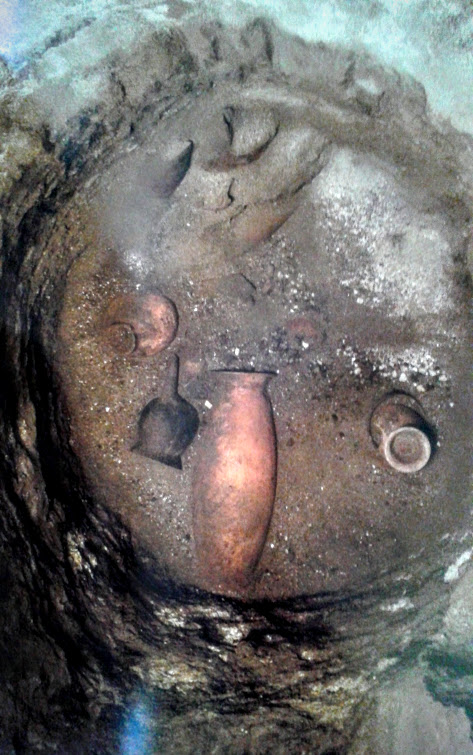
Vasilha de cerâmica vermelha num túmulo poço de La Florida (100 d.C.)
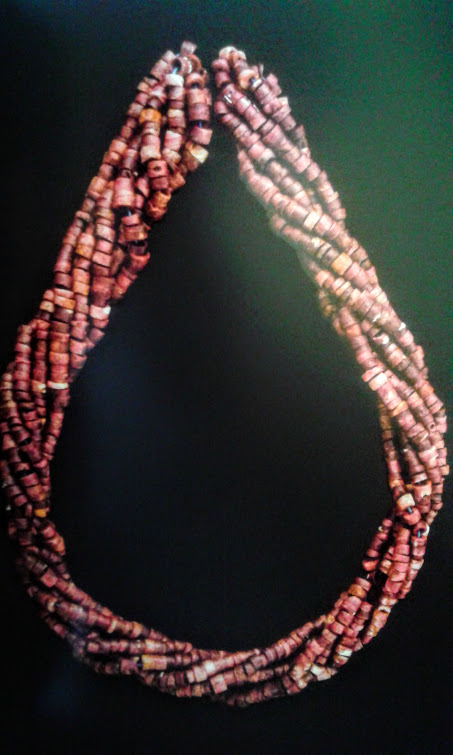
Colar de finas contas polidas de Spondylus de La Florida (100 d.C.)
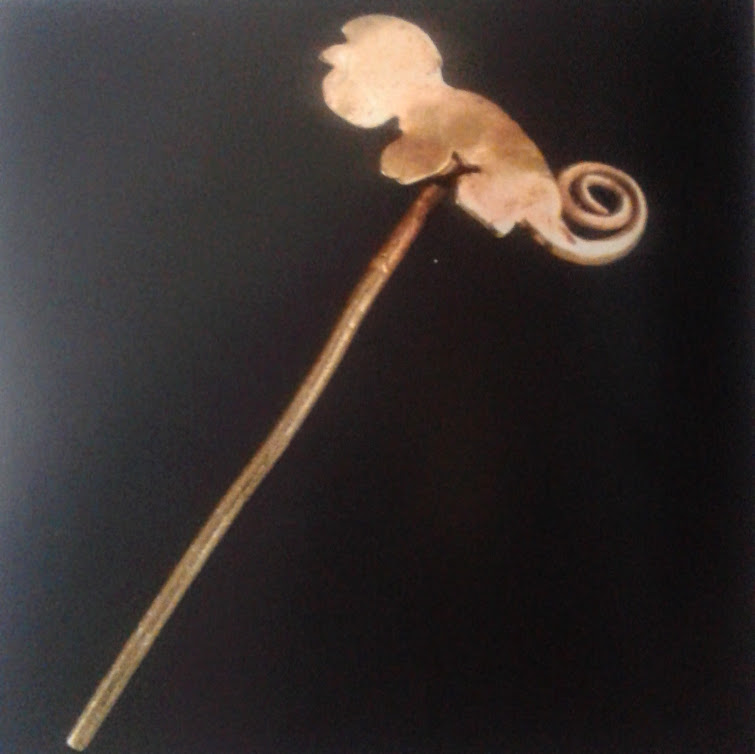
Broche chamado "tupu" de ouro com forma de macaco de La Florida (100 d.C.)
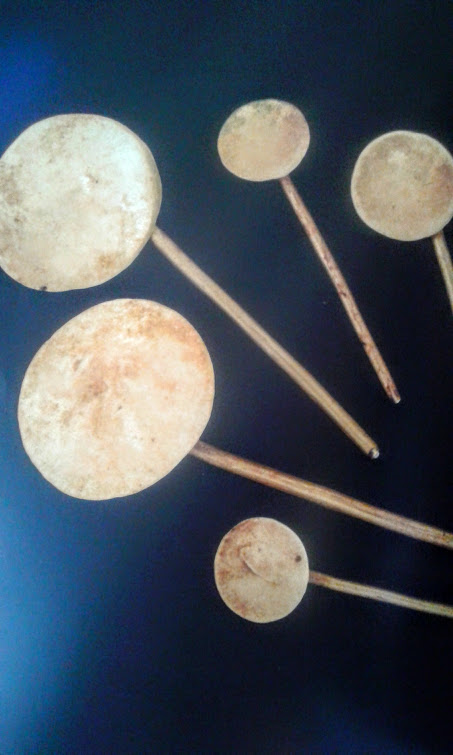
"Tupus" com forma circular de ouro de La Florida (100 d.C.)

#### Arte Colonial
Embora Quito esteja longe dos grandes centros do poder econômico e político da América espanhola como México, Bogotá ou Lima, seu isolamento entre as montanhas dos Andes e a habilidade de seus artesãos indígenas durante milênios fez da capital equatoriana um interessante laboratório das artes plásticas coloniais sem comparação no continente, com exceção apenas para Cusco e Guatemala.

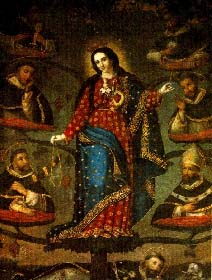
A Nossa Senhora da Escadaria, obra de Frei Pedro Bedón.

Desde meados do século XVI apareceram os primeiros artistas formados pelos franciscanos. A pintura foi influenciada por obras trazidas da Espanha como telas e gravuras. A renascença, o maneirismo e o barroco foram os estilos impostos durante os dois primeiros séculos coloniais. Obras dos pintores Bartolomé Esteban Murillo e do Francisco de Zurbarán chegaram junto com esculturas dos sevilhanos Juan Martínez Montañez, Alonso Cano e Pedro de Mena.
Durante os séculos XVII e XVIII, Quito viveu uma explosão de artistas pintores, escultores, douradores, ourives e ebanistas que esse movimento artístico é conhecido por alguns historiadores como "Escola Quitenha".

##### Século XVI: Renascença e maneirismo.
As primeiras obras de arte europeias chegaram da mão das ordens religiosas. Em 1551, os franciscanos de origem belga Frei Jocoko Rijcke e Frei Pedro Gosseal fundaram a Escola de São João Evangelista no interior do seu convento, construído em 1535. Para 1557 mudou de nome para Escola de San Andrés em honra do vice-rei do Peru Andrés Hurtado de Mendoza.
O escultor espanhol Diego de Robles, originário de Toledo é o principal representante da escultura barroca deste século. Suas obras primas são a imagem da Nossa Senhora de Guadalupe para o santuário de Guápulo (1584); Nossa Senhora de El Quinche (1586) para o santuário de El Quinche e a Nossa Senhora de El Cisne (1586) em Loja.

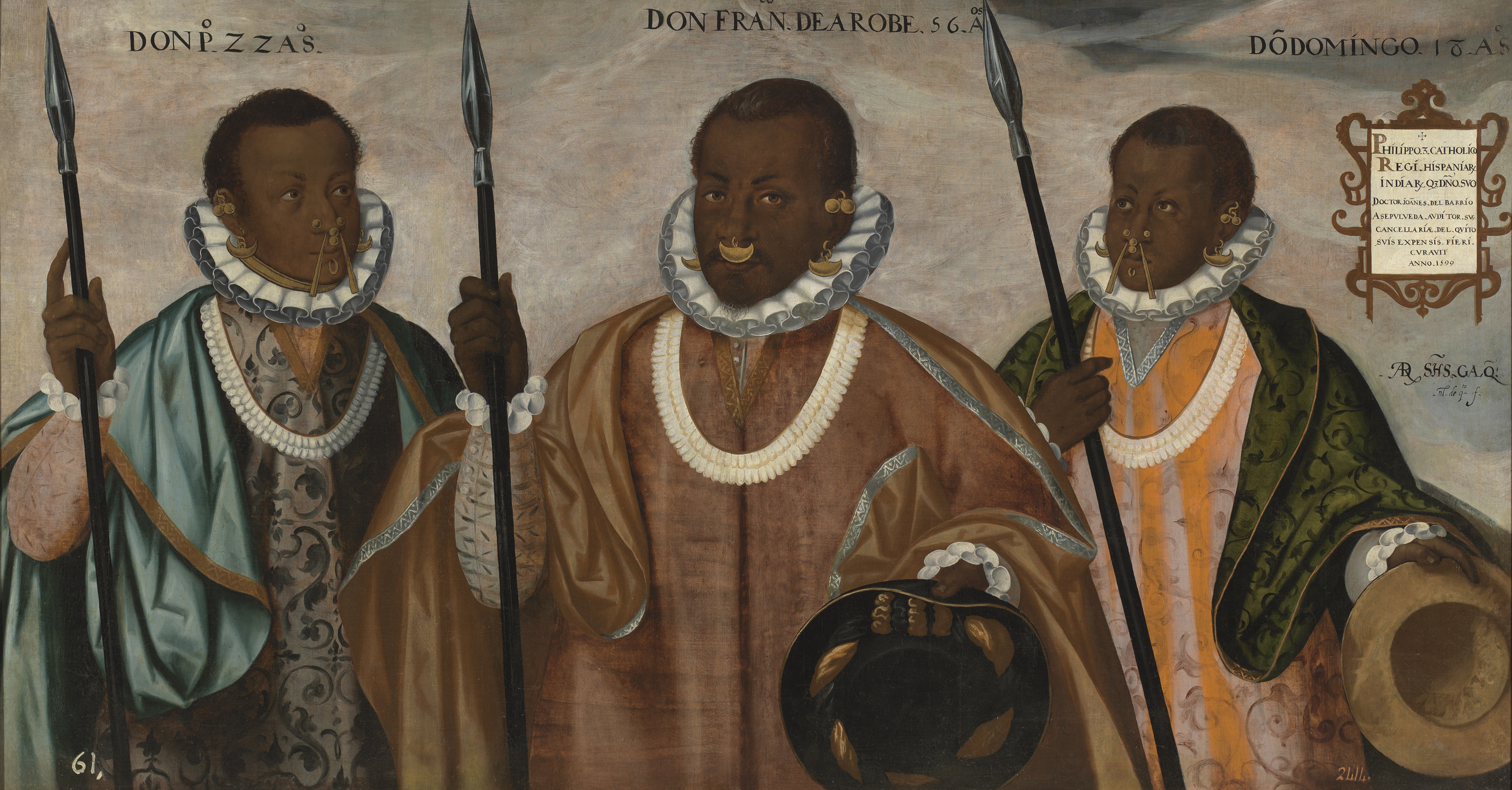
Os negros de Esmeraldas, de Andrés Sánchez Galque (1599).

Bogotá e Lima foram os primeiros centros de ensino da arte europeia na América do Sul. Os mestres italianos Bernardo de Bitti, Mateo Pérez D'Alessio e Angelino Medoro foram os professores encarregados da formação dos primeiros artistas americanos, indígenas e mestiços.
Um dos pioneiros das artes em Quito foi o dominicano Pedro Bedón (1556-1621), estudado em Lima e fundador em 1606 de um convento na atual cidade de Ibarra. Para 1587 se dedicou ao ensino da pintura a indígenas. Depois da rebelião das alcabalas em 1592 viajou para Bogotá e Tunja, cidades onde deixou várias obras de sua autoria. Também existem obras suas em Lima. Escreveu a obra Modo de promulgar el Evangelio a los indios de estos reinos e Instrucción para la administración de los Sacramentos a los naturales de este Nuevo Mundo.
Andrés Sánchez Gallque estudou na escola dos franciscanos e depois na do Pedro Bedón por volta de 1687. A sua obra mais famosa é o retrato Os negros de Esmeraldas (1599) que se encontra no Museu da América de Madri.

##### Século XVII: Mudéjar e barroco.
Hernando de la Cruz (1592-1646) nasceu na cidade de Panama e estudou em Lima. Chegou em Quito e decidiu ser membro da ordem jesuíta. Uma das obras que se conserva dele é o retrato de São Inácio de Loiola que se encontra na sacristia na igreja da Companhia de Jesus.
O pintor mestiço mais reconhecido da época foi Miguel de Santiago (c. 1620-1706). Uma das suas primeiras obras é um quadro que representa A flagelação do Nosso Senhor, datado em 1646 e parte do acervo do Museu Nacional do Equador. Seu mentor foi o religioso Frei Basilo de Ribera, quem fez lhe conhecer as gravuras do holandês Schelte a Bolswert (1586-1659) sobre a vida de Santo Agostinho de Hipona que ele teve que copiar para enfeitar as galerias dos corredores do convento agostinho de Quito. Da mesma época é possivelmente a primeira representação que existe da Nossa Senhora da Imaculada Conceição com assas, conhecida como "Virgem Apocalíptica".  No santuário de Guápulo se encontra a série dos milagres da Nossa Senhora de Guápulo e no Museu Pedro Gosseal do convento franciscano está a série da Doutrina Cristã.
Matheo Mexia foi um pintor que estudou na Escola de São João Evangelista e deixou algumas obras como um retrato de São Francisco datado em 1619.
Nicolás Xavier Goríbar (ca. 1666-ca. 1740) foi discípulo do Miguel de Santiago. Entre as suas obras famosas estão a Nossa Senhora do Pilar (1688); uma miniatura da Província Jesuíta de Quito (1718); uma série de 17 telas que representam os primeiros filhos da ordem franciscana (1732) e a série dos 17 profetas inspirados na Bíblia Sacra de Nicolás Pezzana que se encontram nos pilares da igreja da Companhia.

A influência italiana e moura é visível em obras monumentais como a fachada de pedra da igreja de São Francisco de estilo maneirista e herreriano. No interior destaca o artesoado mudéjar de madeira e as cadeiras talhadas com as imagens dos santos franciscanos do coro, feitas a inícios do século XVII atribuídas aos espanhóis Sebastián de Ávila e Juan de Fuentes, assim como o artesoado do domo da igreja e o artesoado do teto da igreja de São Domingos.    

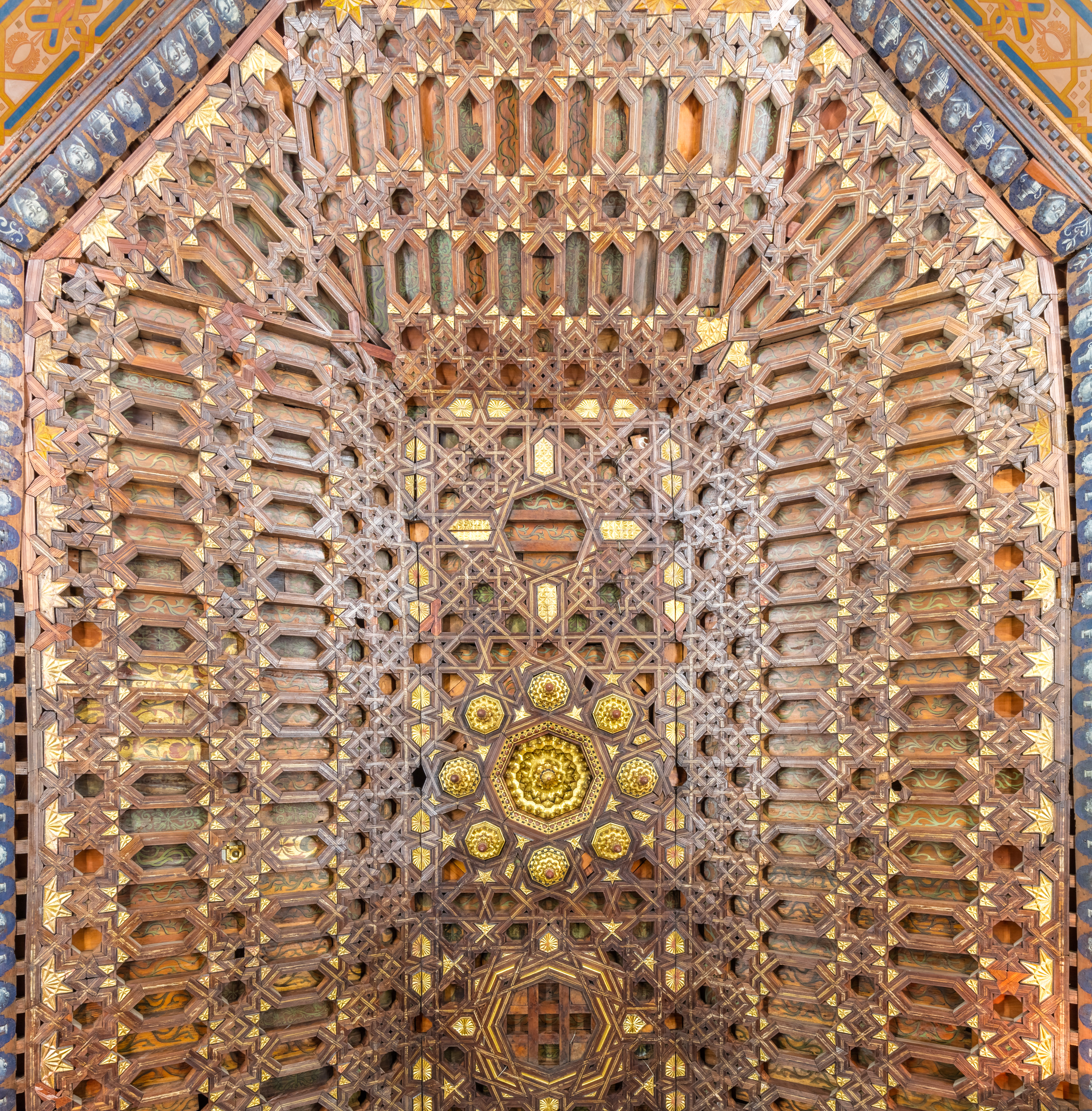
Artesoado do coro da igreja de São Francisco atribuído a Sebastián de Ávila ca. 1610.
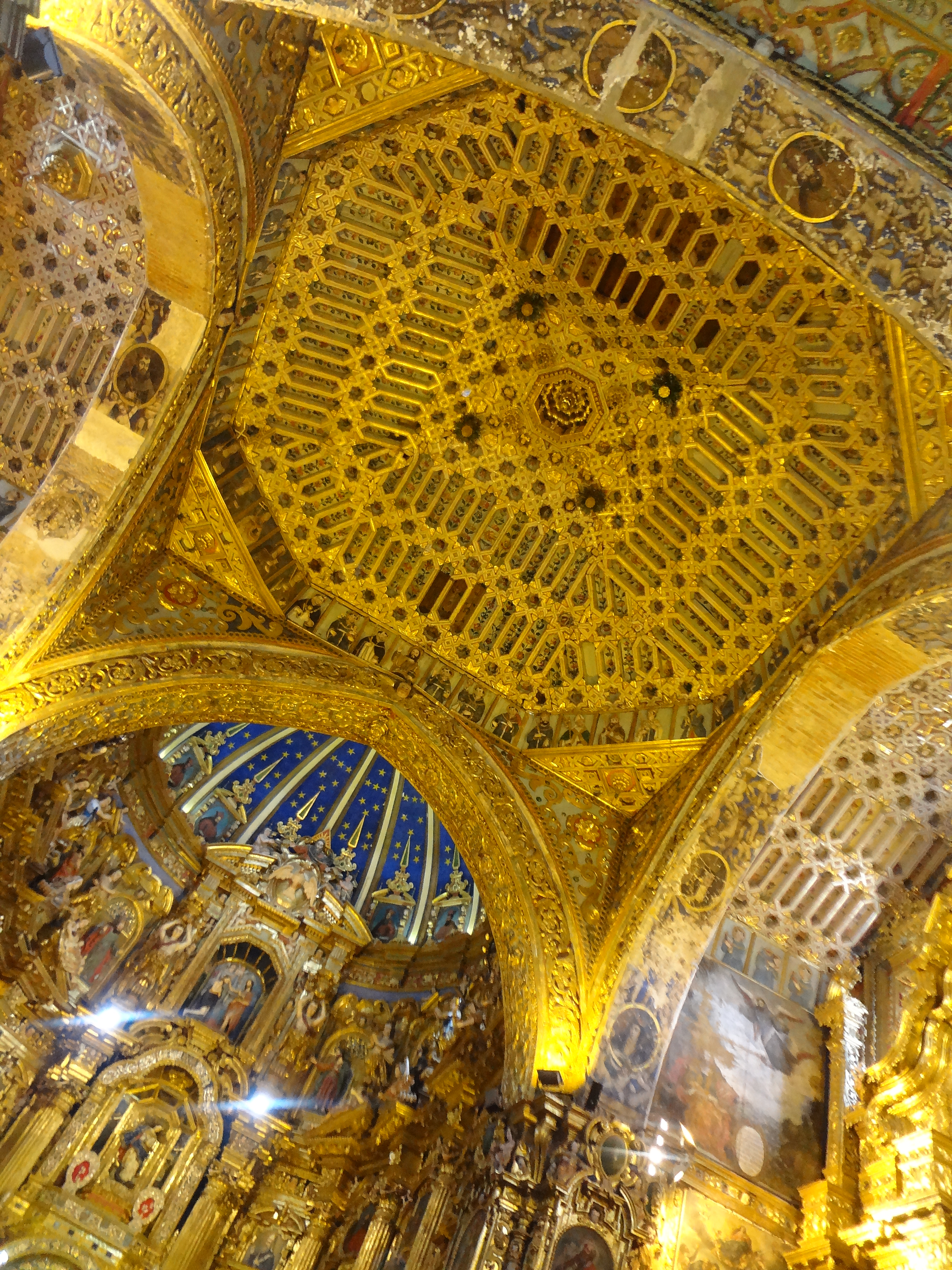
Artesoado do domo da igreja de São Francisco atribuído a Juan de Fuentes (1623-1624)
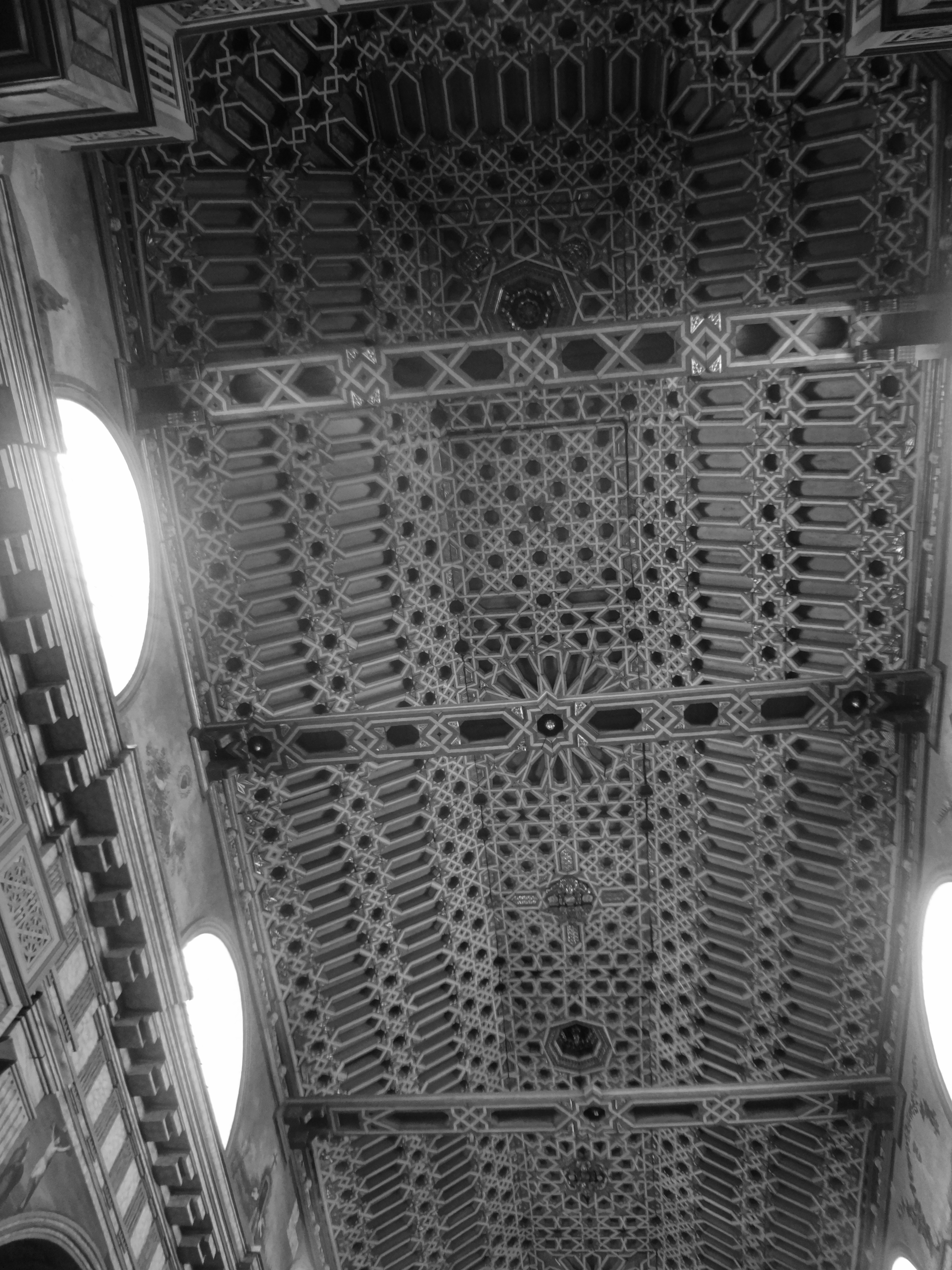
Artesoado da igreja de São Domingos, também atribuída a Sebastián de Ávila ca. 1610.
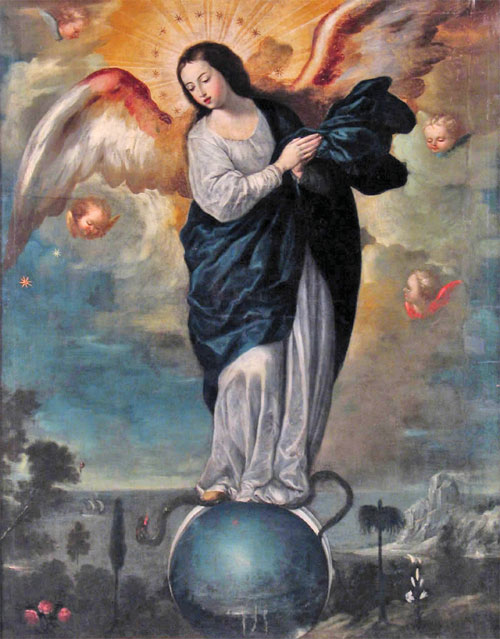
Nossa Senhora do Apocalipsis de Miguel de Santiago ca. 1647.
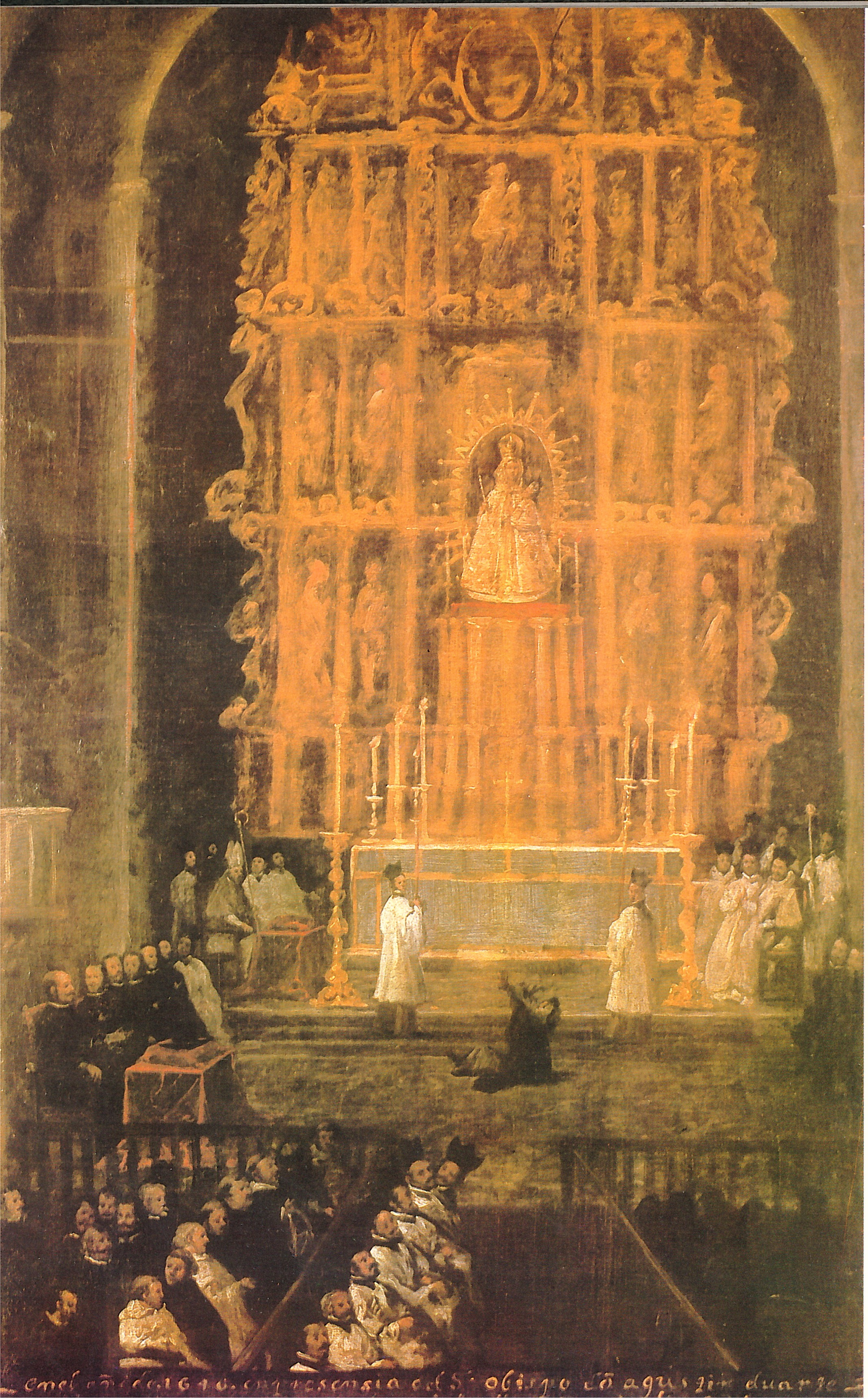
Espetáculo de índia exorcizada durante a Misa no Altar da Virgem de Guápulo em 1646 por Miguel de Santiago.
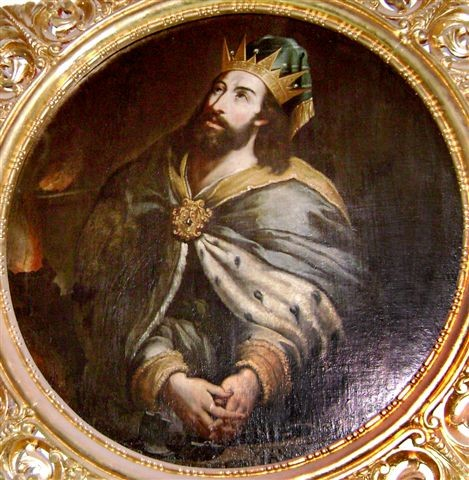
Rei Manassés - Nicolás Javier Goribar (século XVII).

##### Século XVIII: Barroco e rococó.
Durante os séculos XVI e XVII, uma forte influência andaluza marcou o desenvolvimento da escultura colonial quitenha, mas a partir de 1730, a escultura quitenha barroca e rococó se abriu a uma linguagem própria, adicionando em seu repertório aspectos medievais de grande interesse, como a representação sistemática e abundante de seres alados: São Francisco, Santo Tomás, a Virgem Apocalíptica ou os inúmeros anjos e arcanjos que enfeitaram os retábulos das igrejas ou os altares privados. Também recebeu influências filipinas na decoração de cobertores e túnicas.
Bernardo de Legarda y del Arco (ca. 1700-1773) é considerado um dos mais importantes e prolíficos artistas coloniais de Quito da época colonial. Foi desenhista, pintor, entalhador, dourador, ourives e ilustrador de livros. A obra prima mais famosa do artista é a escultura em madeira de cedro policromada da Nossa Senhora de Quito, feita em 1734 e conservada no altar-mor da igreja de São Francisco. A imagem foi inspirada nos relatos da Virgen apocalíptica e possivelmente na pintura do Miguel de Santiago. As suas obras se conservam em vários museus, igrejas e mosteiros de Quito, Cuenca, Riobamba (Equador), assim como Tunja, Pasto e Popayán (atual Colômbia). Algumas das obras mais representativas são a divisória de madeira e ouro da igreja de El Sagrario, a Divina Pastora do acervo do Museu Nacional do Equador e dourado do altar-mor da igreja da Companhia de Quito (1735-1755).
Manuel Chili "Caspicara" foi um indígena influenciado pela tradição escultórica do Diego de Robles e Legarda. Da sua mão destacam presépios, calvários e Cristos, assim como obras únicas como A Nossa Senhora da Luz do acervo do Museu Nacional do Equador. Uma das obras mais famosas é A sábana santa da Catedral Metropolitana.

Na arquitetura têm que ser mencionados Pedro Deubler e Benancio Gandolfi, autores da fachada-retábulo da igreja da Companhia, lavrada em pedra vulcânica. Destacam as esculturas e as colunas salomônicas.    

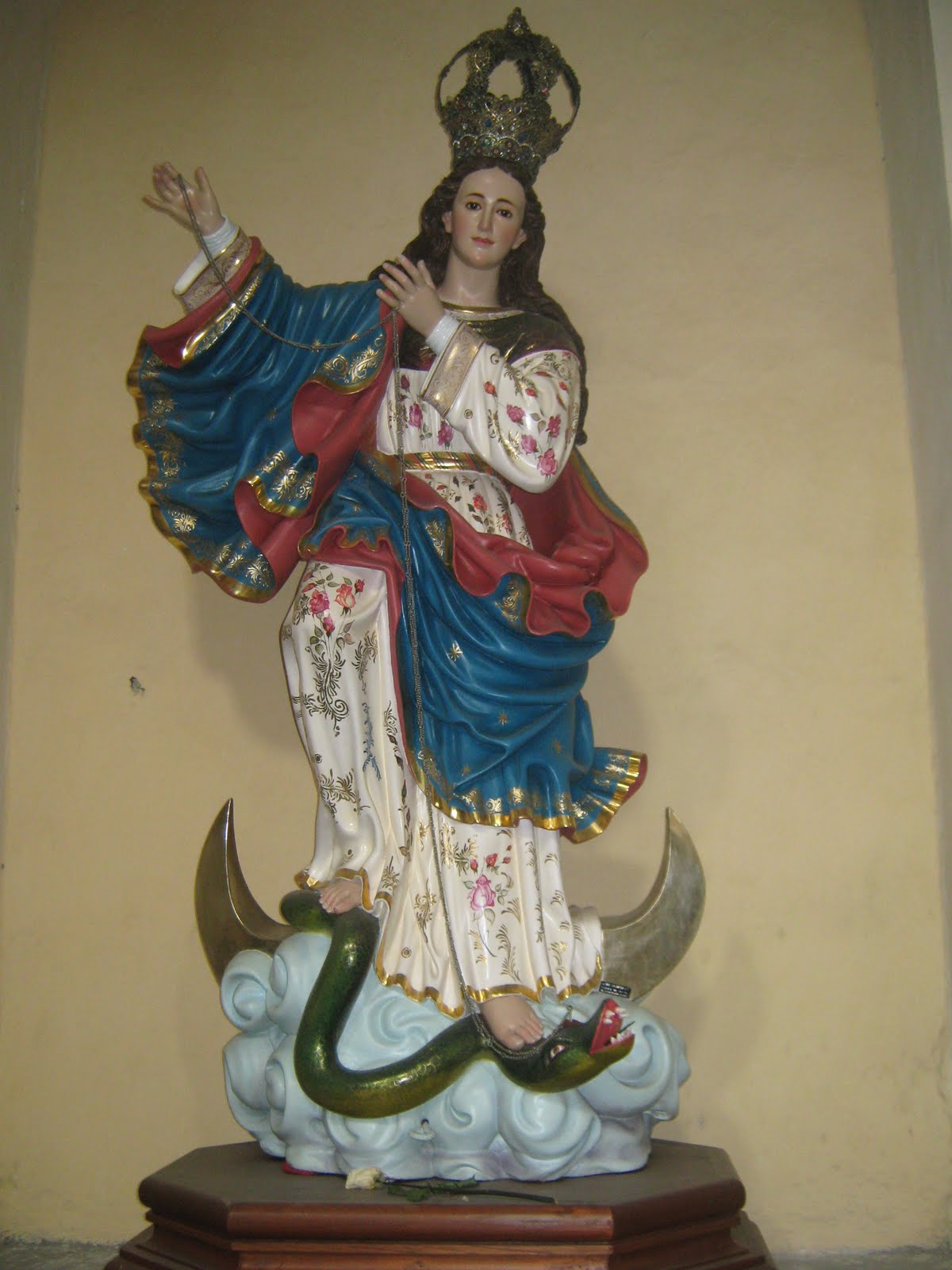
Imaculada Conceição de Popayán, na atual Colômbia de Legarda.
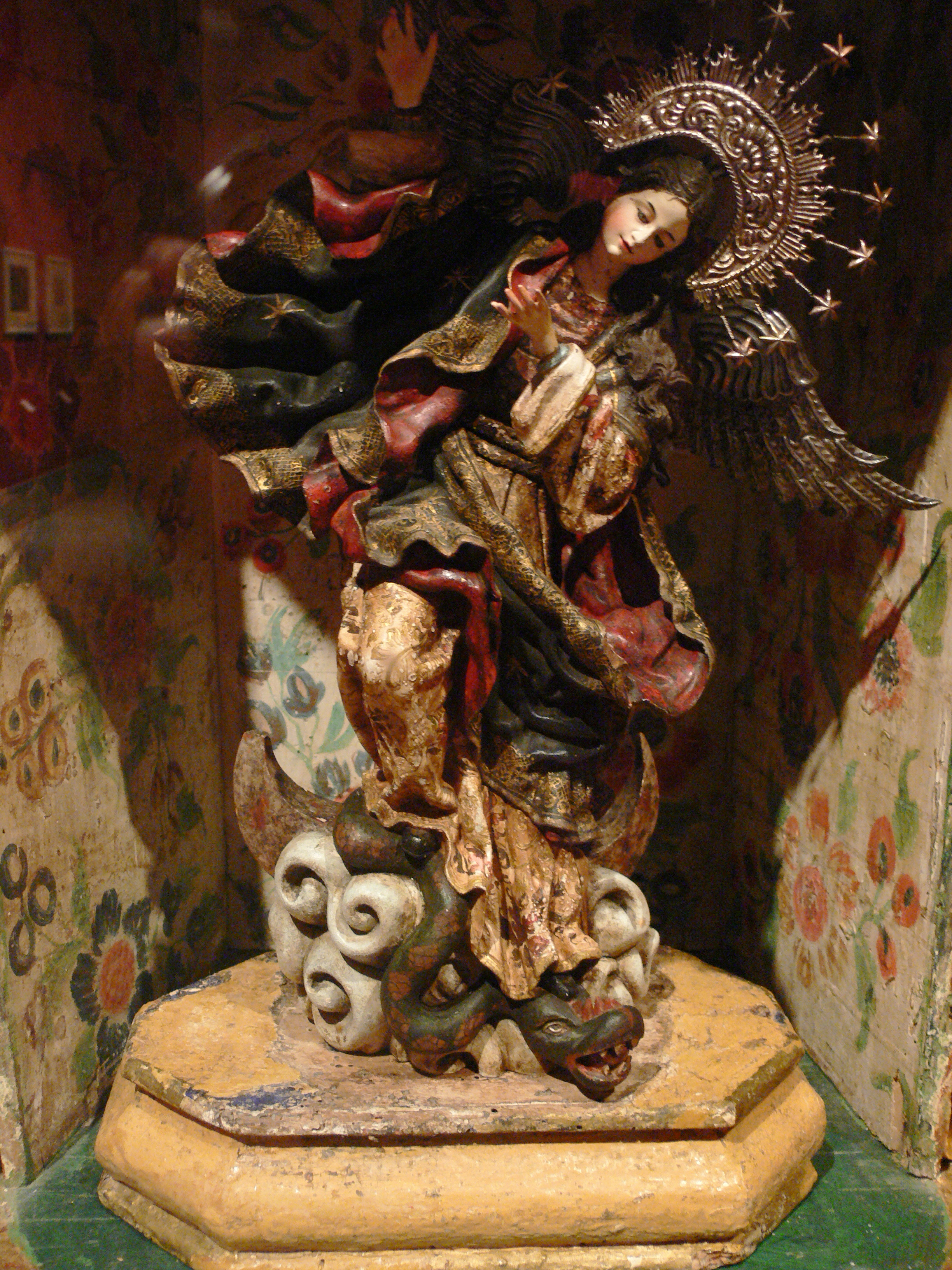
Nossa Senhora Apocaliptica de Quito de Legarda (ca. 1734).
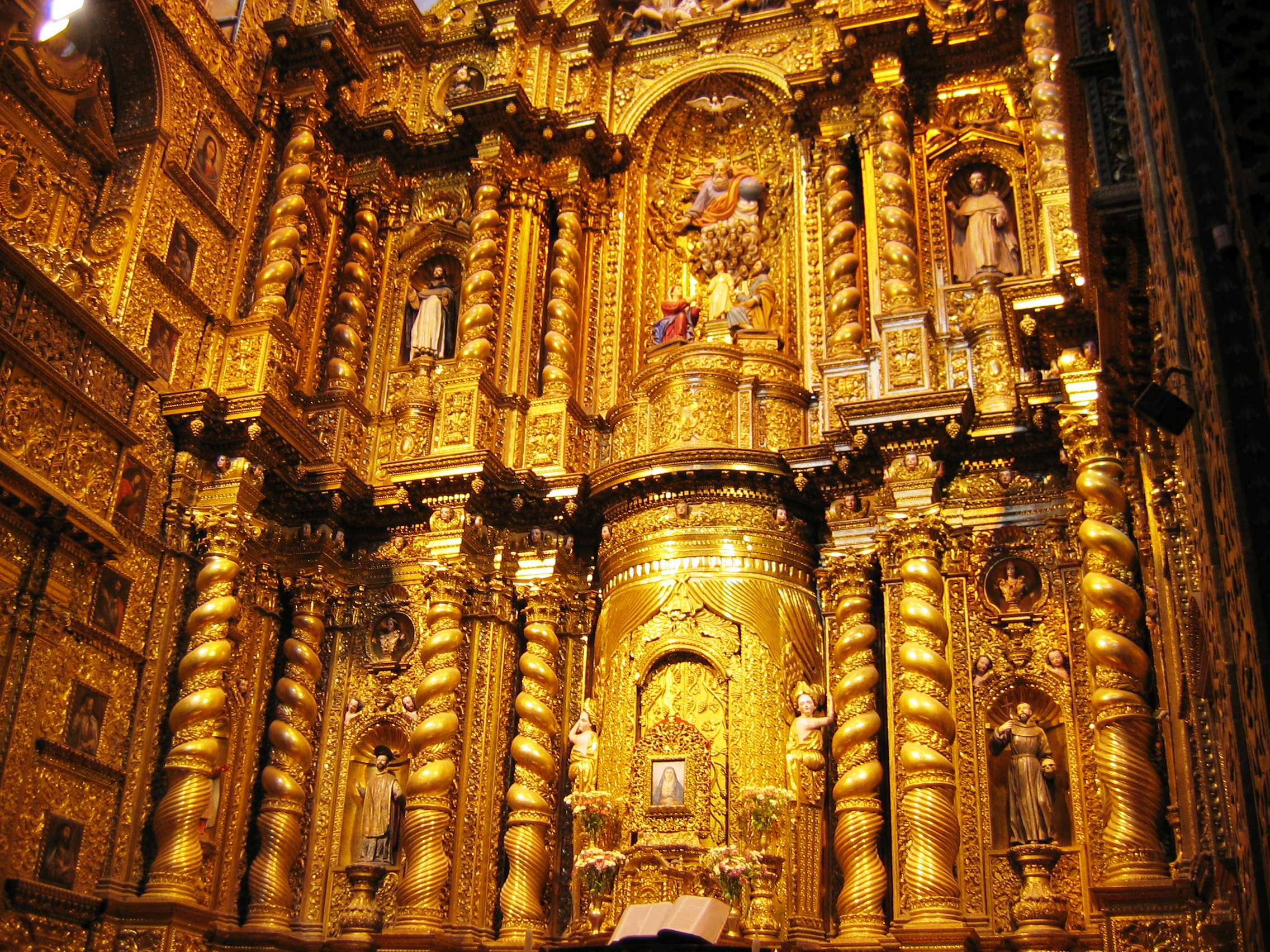
Dourado do altar-mor da igreja da Companhia, obra de Legarda.
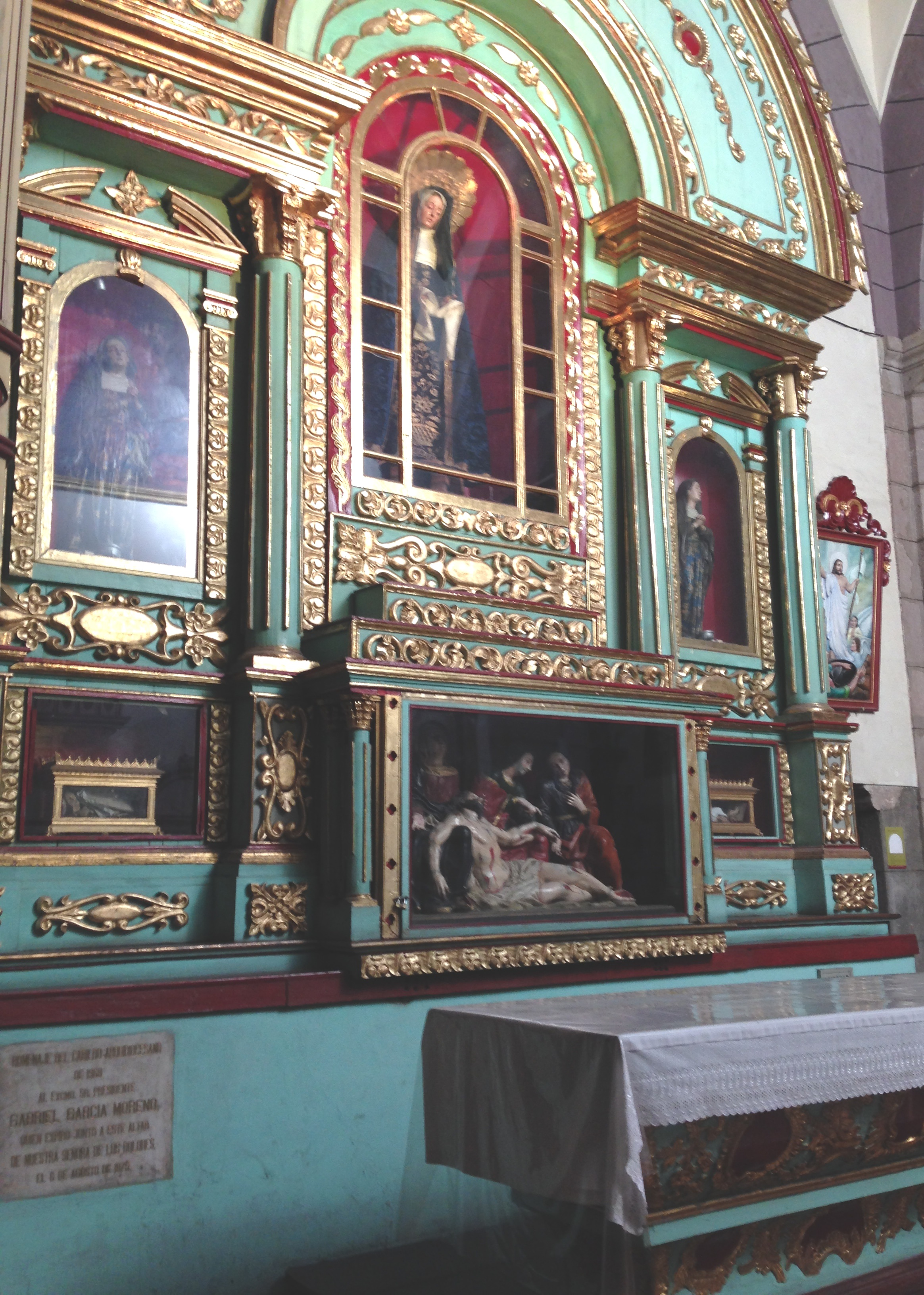
Retábulo da Nossa Senhora das Dores com a escultura da Sábana Santa do Caspicara na Catedral Metropolitana.
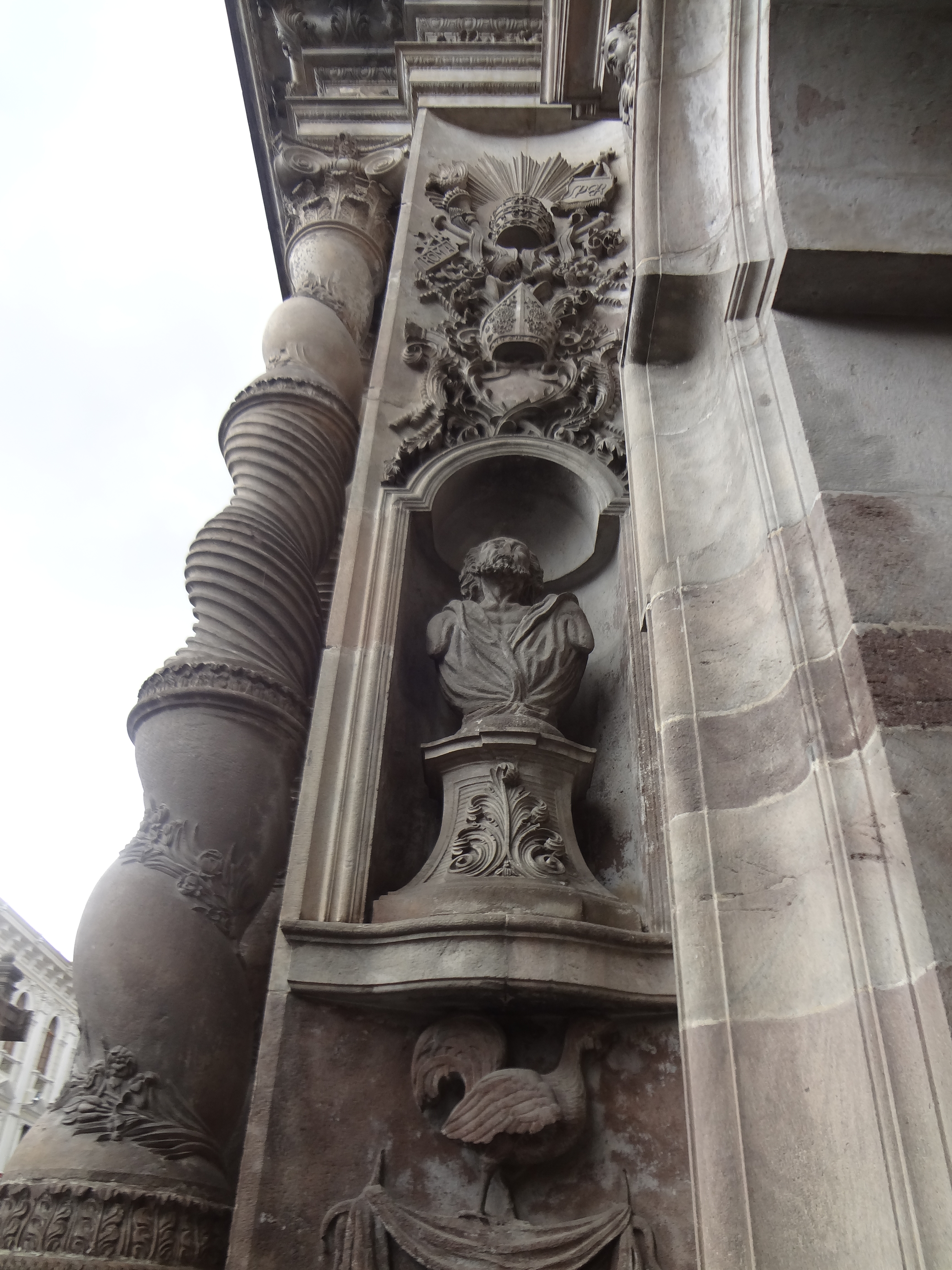
Busto de São Pedro na fachada da igreja da Companhia.
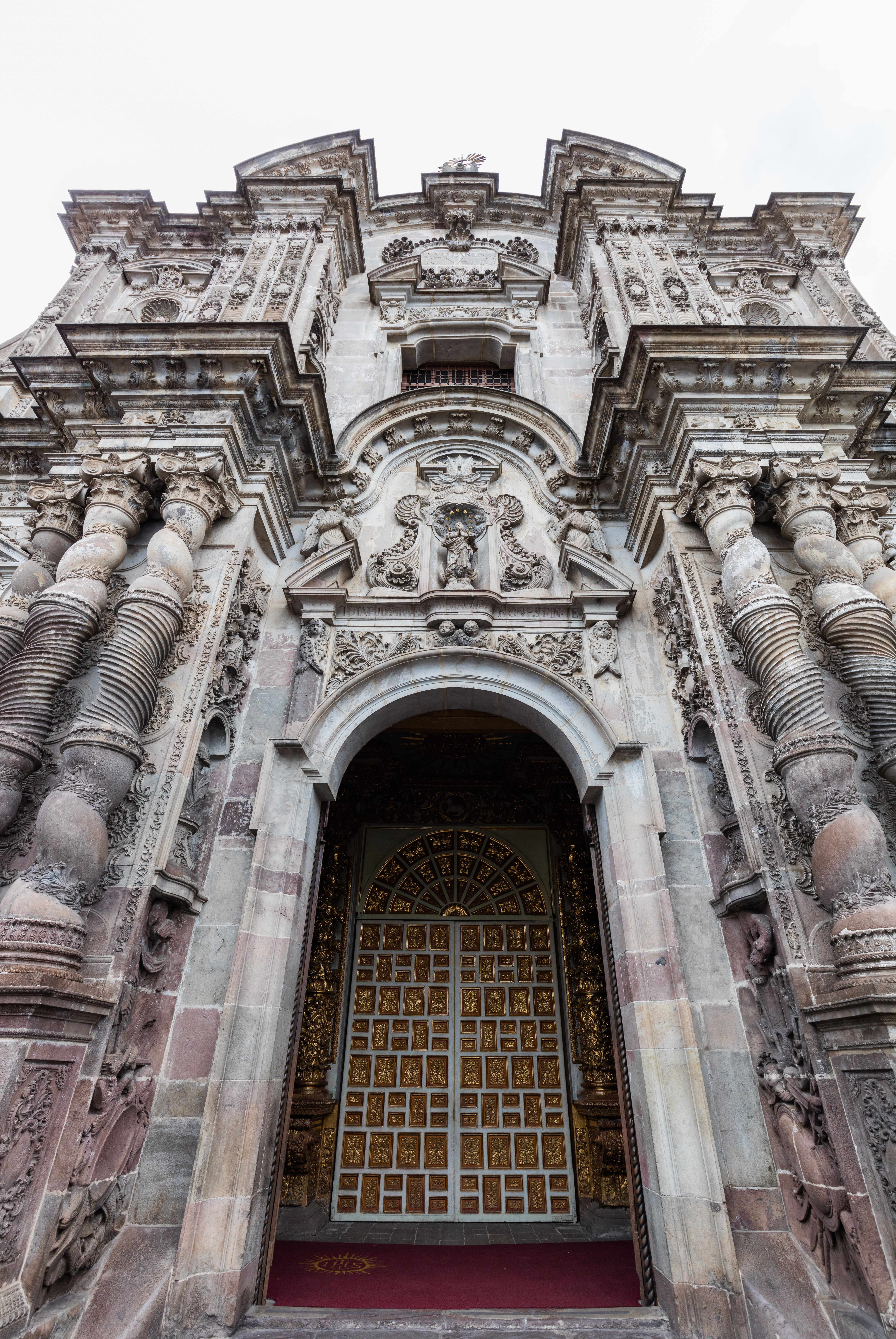
Fachada de pedra da igreja da Companhia, obra do Leonardo Deubler e Benancio Gandolfi.
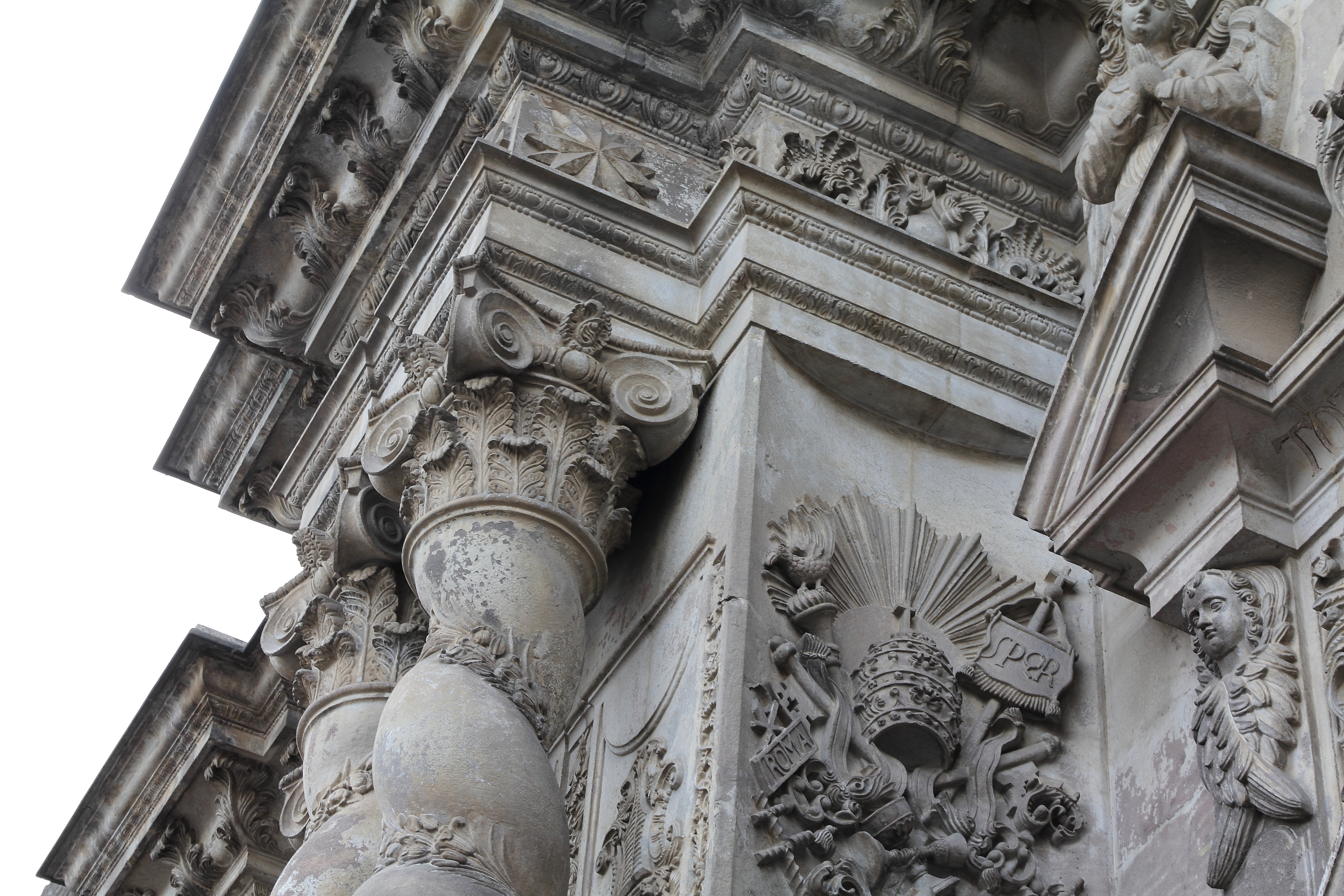
Detalhe das cornijas e colunas salomônicas da fachada da igreja da Companhia.

A família Albán foi uma das mais prolíficas do século XVIII. Francisco Albán, nasceu por volta de 1720 e trabalhou junto com o mestre Bernardo de Legarda no enfeites da cúpula da igreja de el Sagrario. Para 1745 trabalhou na igreja da Companhia. Vicente Albán, irmão do anterior artista nasceu em Quito, por volta do ano 1725. Num trabalho encarregado pelo José Celestino Mutis (Espanha, 1732-1808), um dos iniciadores do conhecimento científico na América e apaixonado por divulgar a botânica da região, realizou em 1783 uma série de seis quadros para enviar à Coroa. Formaram parte dos acervos do Museu de Ciências Naturais de Madrid, depois integraram a Seção Etnográfica do Museu Arqueológico Nacional até 1941 quando ingressaram no Museu da América de Madrid, local onde se encontram atualmente. Naquelas pinturas representa nativos e brancos em primeiro plano, rodeados de árvores e frutas, com referência numerada para a divulgação dos produtos do solo de Quito. As obras realizadas com a técnica de óleo sobre tela, medem 109 cm de largura por 80 cm de altura. 

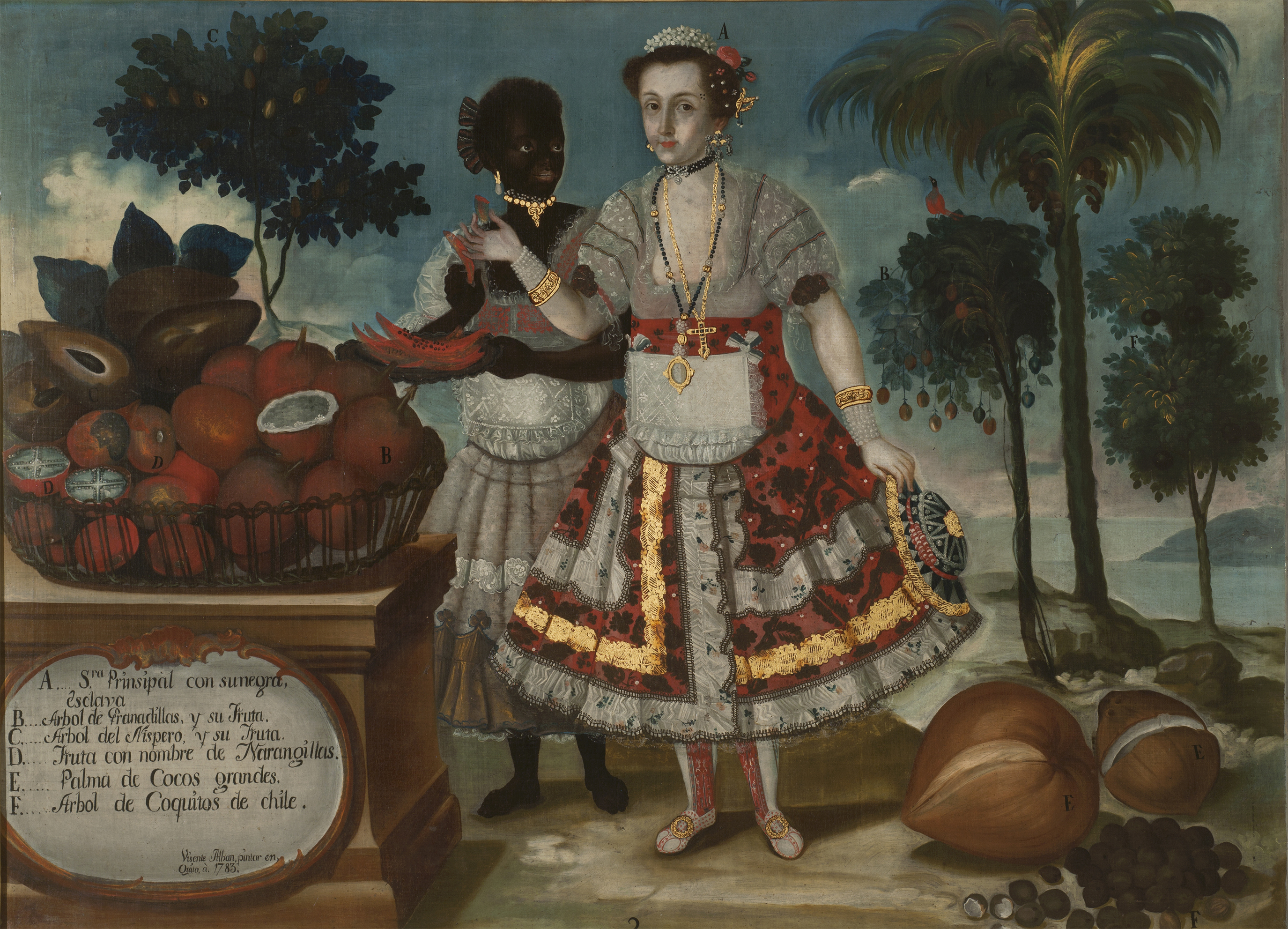
Senhora Principal com a sua escrava negra (1783).
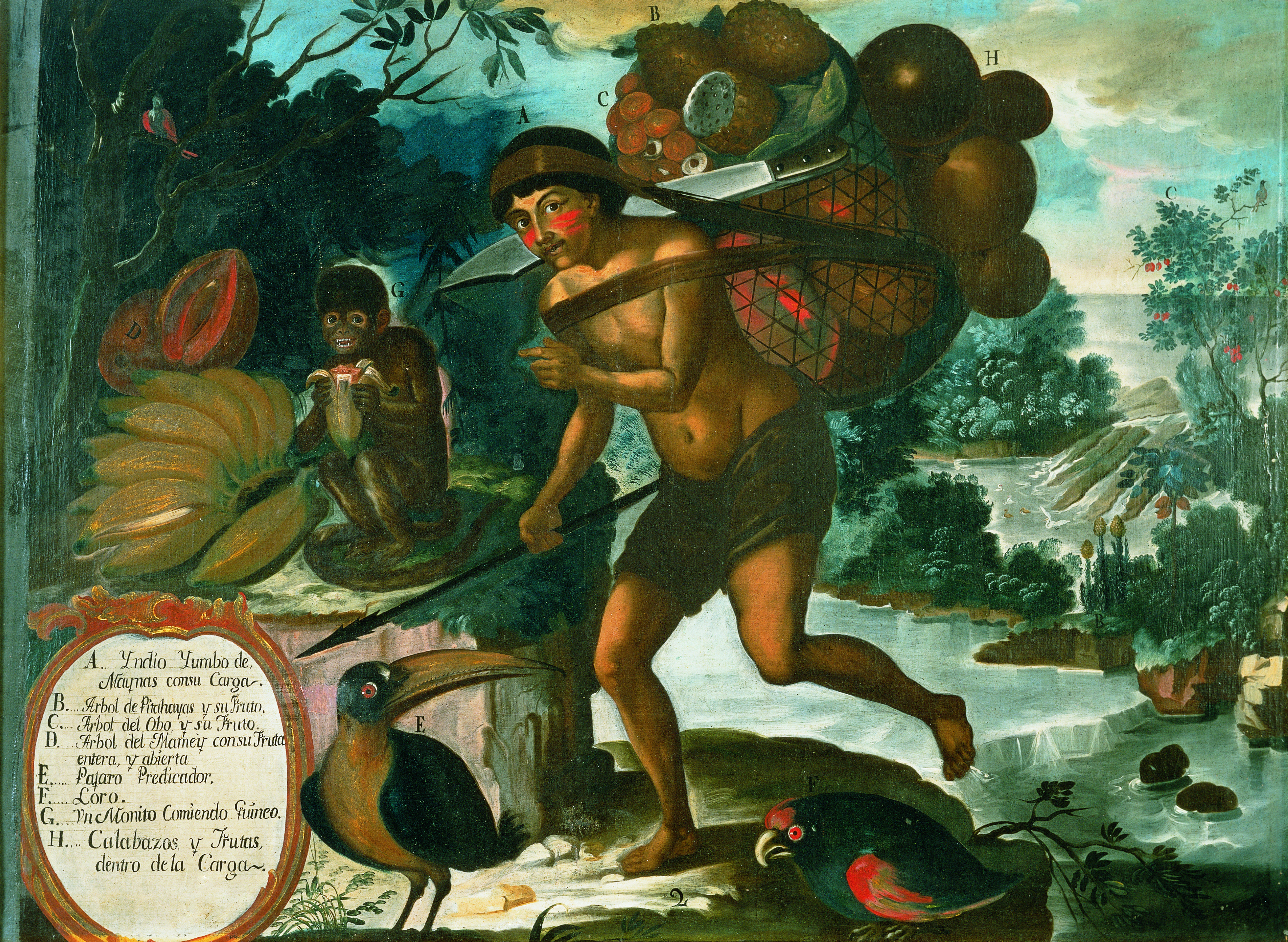
Vicente Albán - Yndio yumbo de Maynas com a sua carga com flora e frutos do país (1783).
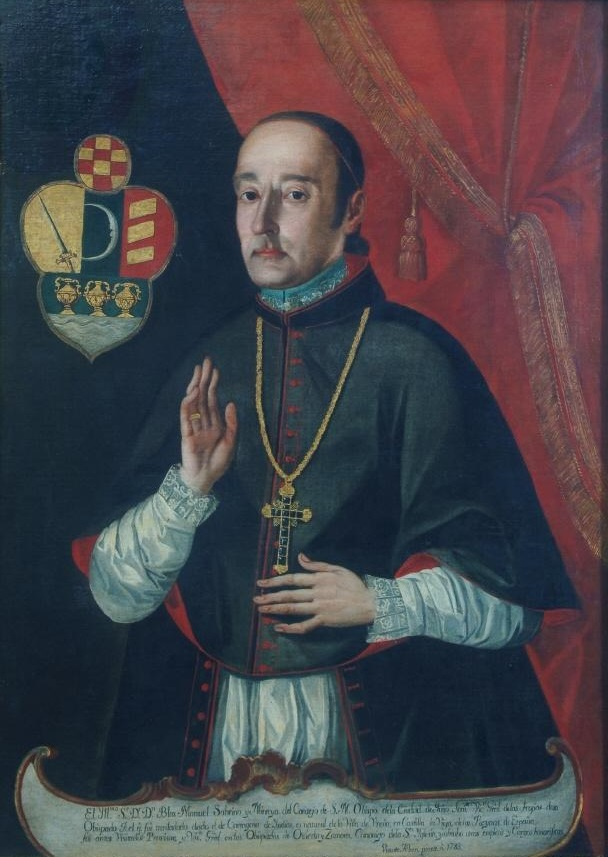
Retrato do bispo de quito Manuel Blas (1783)

##### Transição colônia-independência

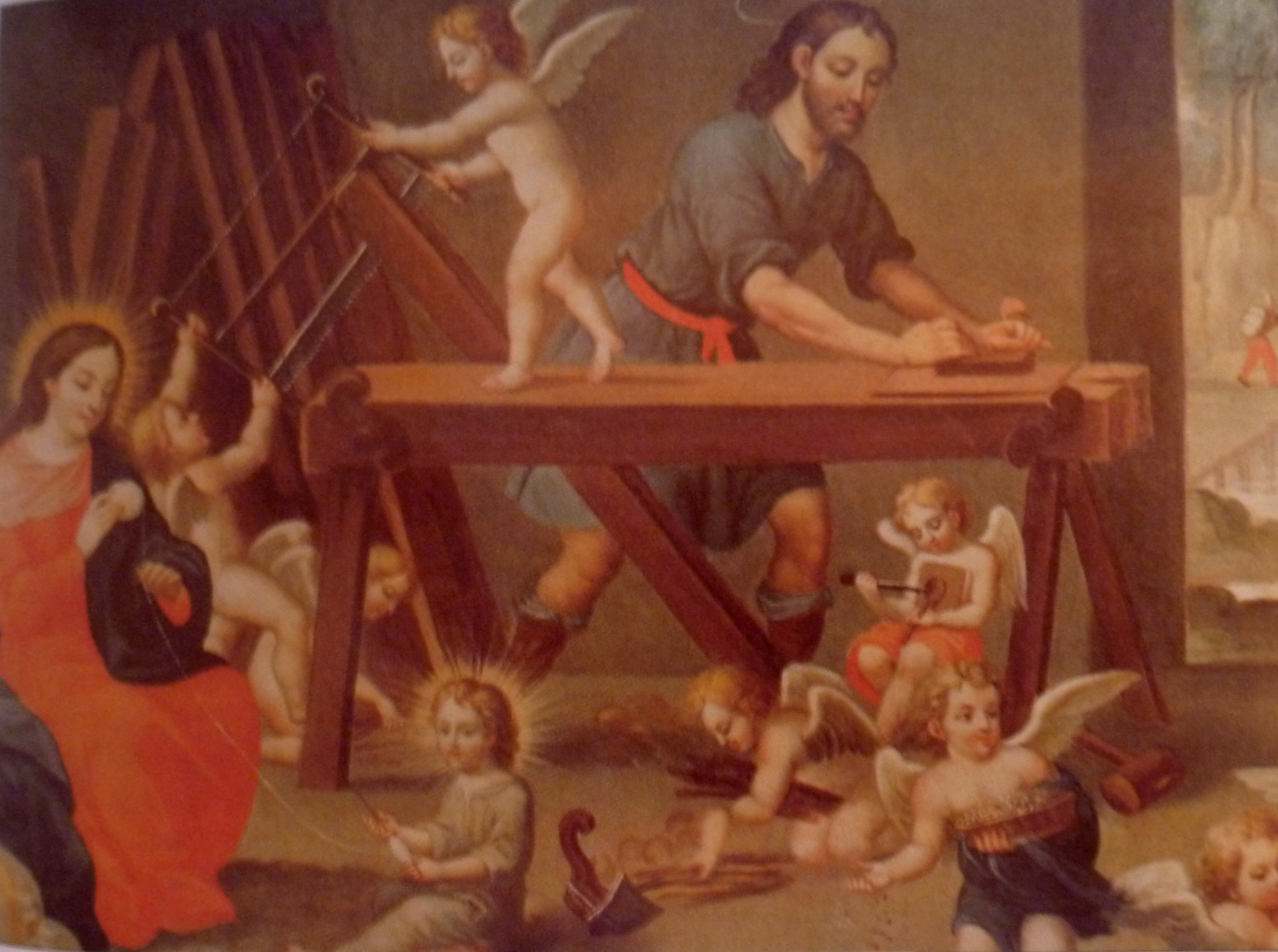
Oficina de São José de Manuel de Samaniego.

Os dois artistas mais representativos do final do século XVIII e começos do século XIX são Bernardo Rodríguez e Manuel de Samaniego. Ambos os pintores trabalharam na decoração da Catedral Matropolitana. De Rodríguez destaca uma coleção de retratos de santos datados em 1797 que pertencem ao acervo do Museu do convento de Santo Agostinho. Samaniego nasceu provavelmente por volta de 1767 e morreu em 1824. De seu catálogo pictórico destacam os quadros que se conservam na catedral de Quito: A adoração dos Magos, A assunção da Virgem, O nascimento do Menino Deus e O sacrifício de São Justo e São Pastor. Outras obras suas são O trânsito da Virgem, exibido no convento de Santa Clara, e a série de estampas titulada Virtudes e defeitos dos povos europeus (1788), do acervo do Museu Nacional de Arte Colonial. Também escreveu um interessante Tratado de pintura.

#### Arte do século XIX
O século XIX esteve marcado pelas lutas da independência e a conformação da República do Equador. Mesmo que no pensamento equatoriano ainda continuava a forte presença da religião católica e uma cultura de classes e muito racista, o século XIX significou para o país o começo da construção de uma identidade nacional promovida principalmente desde o lado mestiço e não somente desde o lado espanhol que tinha sido a imagem dominante da época colonial.

##### Arte e Independência

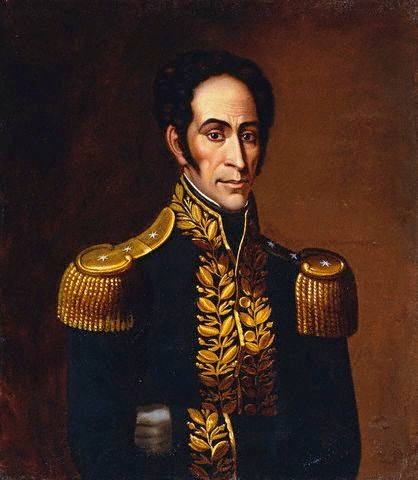
Retrato do Libertador Simón Bolívar por Antonio Salas.

O primeiro acontecimento importante que marca a arte da época é a guerra da independência. No meio das lutas libertárias, os artistas não podiam ficar por fora desses movimentos. O pintor mais importante daquela época foi Antonio Salas Avilés (1780-1860) que por pedido do general Juan José Flores, primeiro Presidente do Equador em 1830, fez os retratos de vários patriotas.

##### Arte e as ciências
Quito despertou o interesse de cientistas e viajantes desde que chegara a Missão Geodésica Francesa em 1736. Os pintores quitenhos eram conhecidos não só pela habilidade, porém pela docilidade.  O médico neogranadino José Celestino Mutis (1732-1808) organizou a famosa missão botânica chamada "Flora de Bogotá", que começou em 1783 e durou até 1817. Tratou-se de um ambicioso projeto de taxonomia no qual foram contratados os irmãos Antonio Cortés de Alcolcer (ca. 1750-1813) e Nicolás Cortés de Alcolcer (?-1816), Antonio de Silva, Vicente Sánchez e Antonio Barrionuevo.
Em 1870 chegaram os alemães Alphons Stübel e Wilhem Reiss como parte de uma viagem pela América do Sul. Eles contrataram um jovem pintor nascido em Ibarra que estudou em Quito com os jesuítas. Seu nome foi Rafael Troya (1845-1920). Troya pintou mais de 800 telas “in situ”, as mesmas que depois de ter sido exibidas em Quito foram levadas para a Alemanha onde foram passadas para gravuras para ilustrar a obra de Stübel ey Reiss “Esboços do Equador”, que foi publicada em Berlim em 1886. Algumas dessas obras se conservam no Museu Grassi de Leipzig, embora outras, a maioria, sumiram ou foram roubadas durante a segunda guerra mundial.

##### Neoclássico e romantismo
O final da época colonial e o começo do século XIX significou a transição do barroco-rococó a um novo estilo chamado neoclássico. O escultor Gaspar Sangurima marcou um novo período, cujas principais obras se encontram no sagrário da catedral e no convento da Conceição em Cuenca. As suas novas obras se combinavam com Cristos barrocos pedidos por vários setores privados. Por encomenda do Libertador Simón Bolívar, em 1822 Sangurima estabeleceu a primeira Escola de Belas Artes do Equador, mudando o centro dominante de produção artística de Quito para Cuenca. José Miguel Vélez (1829-1890) foi o continuador dessa tradição escultórica.
O romantismo está representado na arte equatoriana por inúmeras esculturas de que representam personagens populares dos povos e das cidades, uma tradição que se manteve desde tempos coloniais e que eram usadas como parte dos presépios.
Paisagens e retratos também formaram parte daquela época. Antonio Salguero Salas e Luis. A. Martínez são alguns dos mestres mais representativos daquela época.

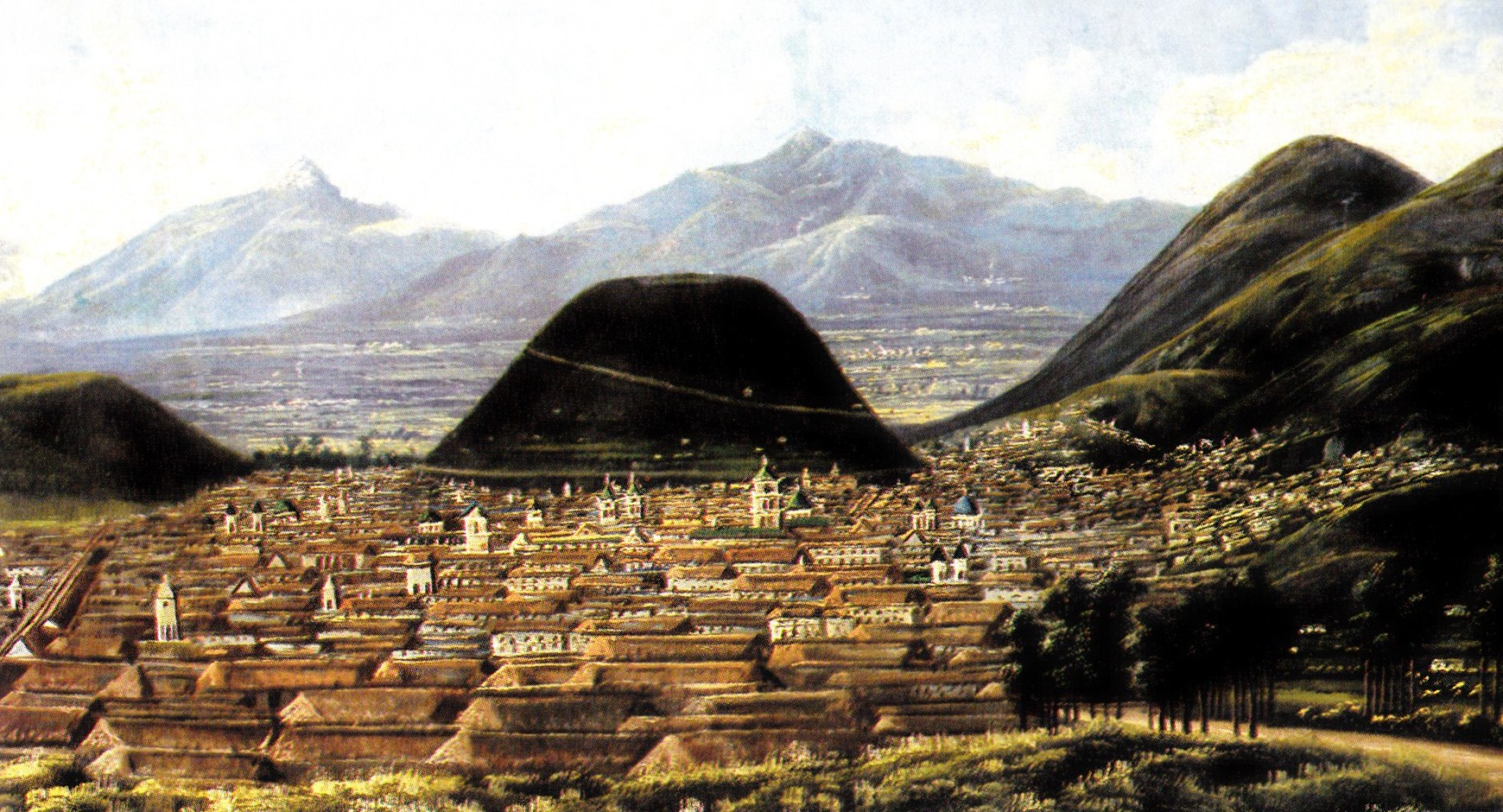
Quito. Rafael Salas.

#### Arte do século XX
Foi no século XX que as artes plásticas equatorianas começaram um importante despertar. O realismo social aparece nas pinturas e esculturas tendo ao indígena dos Andes e ao montúbio do litoral como protagonistas.

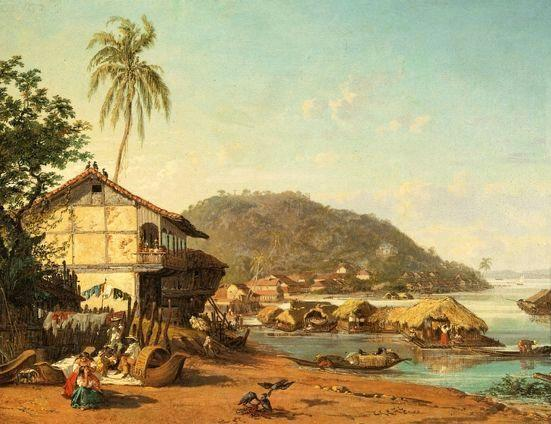
Aquarela do porto de Guayaquil do francês Ernest Charton. 1846.

##### Academicismo
O antecedente do academicismo no Equador está na fundação em 1849 de um Liceu de Pintura, dirigido pelo pintor francês Ernest Charton e com o patrocínio do filantropo Ángel Ubillús. Em 31 de janeiro de 1852 foi fundada a Escola Democrática Miguel de Santiago, na qual os protagonistas foram os artistas Rafael Salas, Joaquín Pinto, Luis Cadena e Juan Manosalvas. O principal objetivo além das artes era a defesa da democracia e a oposição ao governo de Juan José Flores.
Durante o governo do presidente García Moreno se criou a Escola de Belas Artes em 1872 sob a direção do pintor Luis Cadena. No entanto, a escola durou até o assassinato do presidente em 1875. Em 1904, durante o governo do liberal general Leonidas Plaza e como parte das reformas ao Estado, este importante instituto de ensino foi reaberto. Em 1917 foi criado o Prêmio Mariano Aguilera que motivou o desenvolvimento das artes plásticas no país inteiro. Alguns artistas estrangeiros que influenciaram as artes em Quito foram o francês Paul Bar, o espanhol José Maria Roura Oxandaberro e o alemão Hans Michaelson.

##### Indigenismo

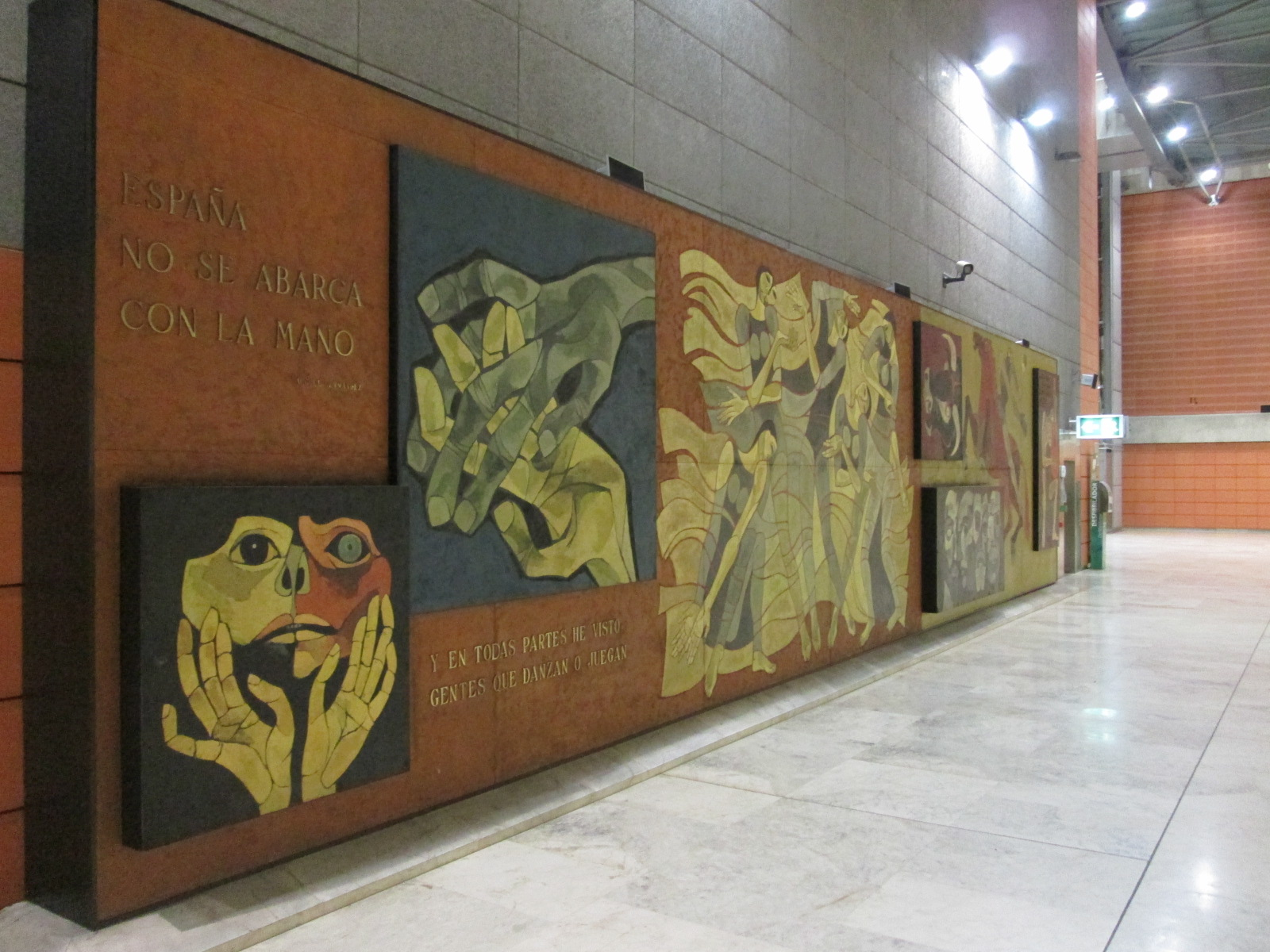
Mural no Aeroporto de Barajas, Madri. Oswaldo Guayasamín.

As primeiras três décadas do século XX, os intelectuais equatorianos, inspirados pelos muralistas mexicanos, pelos movimentos indígenas e o crescente realismo social, criaram um movimento chamado indigenismo. Indígenas rurais e urbanos foram os principais personagens das pinturas e esculturas. Alguns reconhecidos foram Camilo Egas (1899-1962), Eduardo Kingman (1913-1997), Diógenes Paredes (1910-1968) e o mais divulgado Oswaldo Guayasamín (1919-1999).

##### Vanguarda Artística Nacional
Por volta da década de 1960, um grupo de artistas identificados com o informalismo criaram um movimento conhecido como Vanguarda Artística Nacional o conhecido como Grupo VAN. Entre os artistas se encontraram Enrique Tábara, Aníbal Villacís, Luis Molinari, Hugo Cifuentes, Gilberto Almeida e Estuardo Maldonado.

##### Ancestralismo

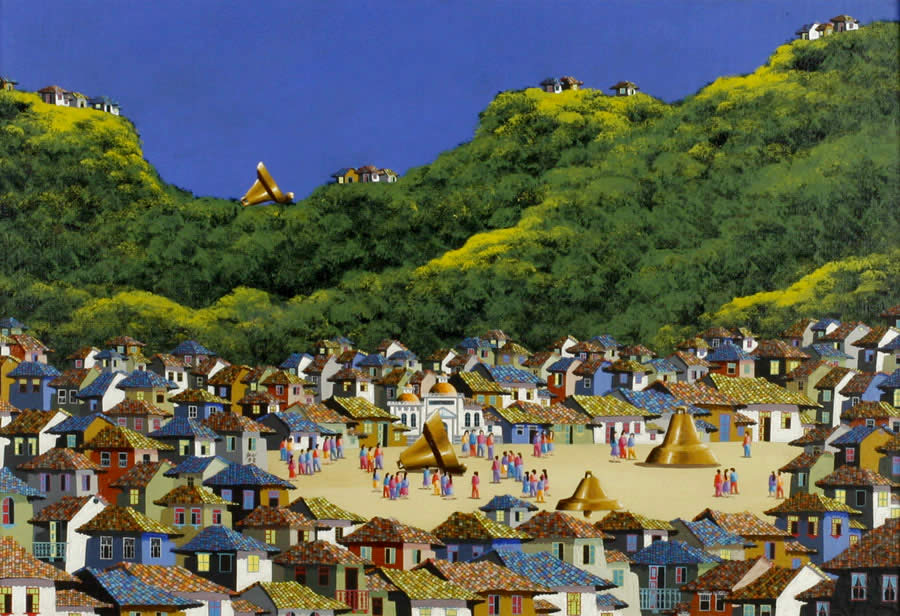
"Chovendo sinos" de Gonzalo Endara Crow.

A redescoberta das raízes pré-colombianas do Equador foi o tema de uma turma de artistas que entraram dentro dessa corrente, entre os que se encontravam alguns do grupo VAN como Estuardo Maldonado que revolucionou as artes plásticas com o uso do aço inox color e Villacís com as suas bonecas coloridas.

##### Contemporâneos entre o realismo, abstração e o realismo mágico
Washington Iza, Nelson Román, José Unda e Ramiro Jácome foram conhecidos como "Os mosqueteiros", enquanto Gonzalo Endara Crow (1936-1997) foi conhecido como o mestre do realismo mágico. Miguel Betancourt (n. 1958) é um artista contemporâneo nascido em Quito que se formou nos Estados Unidos e o Reino Unidos. As suas pinturas fusionam motivos culturais locais e cores com influências ocidentais. Jaime Zapata, tem vários reconhecimentos internacionais, principalmente em Paris. Destaca retratos hiper-realistas como "O portão azul" e "O xaile", ambos no acervo do Museu Nacional do Equador. Enrique Estuardo é famoso pelos retratos de grande formato, alguns espalhados pela cidade.

### Museus
O mais importante museu da cidade e do país é o Museu Nacional do Equador, aberto em 1969 pelo Banco Central do Equador e desde 2010 sob administração do Ministério da Cultura e Patrimônio. Outro museu que também pertence à Rede de Museus Nacionais do Ministério da Cultura é o Museu Camilo Egas, localizado no centro histórico e dedicado à memória de um dos pioneiros da arte moderna equatoriana, o pintor Camilo Egas silva. Este importante local abriga a maior coleção de arqueologia e arte equatês oriana de todas as épocas. Foi fechado em 2014 para reformulação. A prefeitura da cidade criou a Fundação Museus da Cidade, a qual administra vários espaços muito importantes como o Centro Cultural Metropolitano, localizado no centro histórico no prédio onde funcionou a Universidade São Gregório Magno dos jesuítas entre 1622 a 1767. Aqui se encontra o Museu de Arte e História Alberto Mena Caamaño que abrange a história da Real Audiência de Quito desde a sua criação até a independência. Outros museus da fundação são o Yaku Parque Museu da Água, dedicado a história da água e seus usos desde a era pré-colombiana até hoje; Museu Interativo de Ciências (MIC), localizado numa antiga fábrica têxtil que mostra atividades lúdicas sobre as ciências; O Centro de Arte Contemporânea (CAC) se encontra dentro do antigo Hospital Militar; a Casa das Artes é um casarão colonial restaurado da Rua La Ronda com exposições temporárias de arte contemporânea e fotografia.
O Ministério da Defesa se encontra no traspasso de seus 18 museus militares para o Ministério da Cultura e Patrimônio. Alguns desses importantes centros culturais incluem o Museu Casa de Sucre, residência do libertador de Quito Antonio José de Sucre, e o Museu e Centro Cultural Mariscal Sucre, localizado ao sul da cidade em Chillogallo, que guarda no acervo importantes documentos da independência.
A Casa da Cultura Equatoriana é uma importante instituição criada pelo escritor equatoriano Benjamín Carrión em 1944 durante o governo do Velasco Ibarra. É uma das mais importantes instituições dedicadas à divulgação das artes e da literatura no país contando com sedes em todas as províncias. Em Quito conta com um Museu de Instrumentos Musicais, Museu Etnográfico, Museu de Arte Colonial e Museu de Arte Moderna.
Entre os museus e centros culturais privados está a Fundação Guayasamín, criada pelo famoso pintor equatoriano Oswaldo Guayasamín e a sua família em 1977 para a divulgação da obra do mestre e das artes equatorianas. Parte da fundação é o Museu Casa de Guayasamín e a Capela do Homem.
O Museu Casa do Alabado é um museu privado localizado num casarão colonial reformulado e que abriga uma importante coleção de arqueologia equatoriana. A Fundação Sinchi Sacha administra o Museu do Artesanato Mindalae e o Governo da Província de Pichincha o Museu Etnográfico da Metade do Mundo.

### Bibliotecas

#### Públicas
A biblioteca pública mais importante é a Biblioteca Nacional Eugenio Espejo, situada no interior do complexo da Casa da Cultura Equatoriana. Guarda mais de 100 000 livros e um acervo colonial de mais de 8 800 livros desde 1460.
A Biblioteca Municipal foi fundada em 9 de agosto de 1890 para comemorar os 81 anos da primeira tentativa de independência de Quito. Atualmente funciona dentro do Centro Cultural Metropolitano e contém mais de 70 000 livros e documentos, além de uma rede de bibliotecas espalhadas pela cidade toda.
A Biblioteca do Ministério da Cultura e Patrimônio do Equador, criada pelo Banco Central do Equador possui coleções especializadas em arte, história, arqueologia e antropologia com mais de 383 000 bens bibliográficos, entre livros, revistas, jornais, mapas e atlas, a maioria patrimoniais, que datam desde 1480 até a atualidade. Tem sedes em várias cidades do país.
Dentro das universidades se encontra a Biblioteca da Universidade Central do Equador, a Biblioteca da Universidade Politécnica Nacional  e a Biblioteca da Universidade da Universidade das Forças Armadas (ESPE).

#### Privadas
- Biblioteca da Pontifícia Universidade Católica do Equador (PUCE-Q)
- Biblioteca da Faculdade de Latino-Americana de Ciências Sociais (FLACSO).
- Biblioteca da Universidade Andina Simón Bolívar.
- Biblioteca da Universidade San Francisco de Quito.
- Biblioteca da Universidade Politécnica Salesiana.
- Biblioteca da Universidade das Américas (UDLA).

#### Eclesiásticas
- Biblioteca do Convento de La Merced: 20 000 livros antigos.
- Biblioteca do Convento de São Domingos: 30 000 livros antigos.
- Biblioteca do Convento de São Francisco: 30 000 livros antigos.

### Teatros
- Teatro Nacional da Casa da Cultura Equatoriana.
- Teatro Nacional Sucre: sede da Orquestra Sinfônica Nacional do Equador.
- Teatro Bolívar.
- Teatro Prometeo.
- Teatro Variedades.
- Teatro México.
- Teatro Capitol.
- Teatro Pátio de Comédias.
- Teatro Malayerba.
- El Teatro Scala Shopping.
- El Teatro CCI.

### Cinema
Na cidade funcionam três grandes complexos cinematográficos, três cadeias pequenas e dois locais para ver cinema independente. Nos espaços mais modernos tem desde telas gigantes (GT-MAX) até imagens em terceira dimensão.

#### Cinemas alternativos e culturais
- Cinema "Alfredo Pareja Diezcanseco" da Casa da Cultura Equatoriana.
- Cinema Ocho y Medio.

#### Cinemas comerciais
- Cinemark Plaza de las Américas.
- Supercines 6 de Diciembre.
- Multicines CCI.
- Multicines El Recreo.
- Multicines El Condado Shopping.
- Cinemark IMAX Cumbayá.
- Multicines Scala Shopping em Cumbayá.
- Cineplex Tumbaco.

## Passeio ciclístico de Quito
O Ciclopaseo é um projecto organizado pela organização Ciclopolis para promover o ciclismo urbano e o transporte sustentável em Quito. Uma rota de 30 quilômetros que vai do norte ao sul da cidade fica fechada ao trânsito aos domingos das 8 da manhã até as duas horas para dar preferência aos ciclistas e pedestres. O projeto é realizado em colaboração com a Câmara Municipal e atravessa diversos locais da cidade, como o Parque de Carolina, o Parque Ejido do Centro Histórico de Quito, a Avenida Rio Amazonas e o Panecillo.

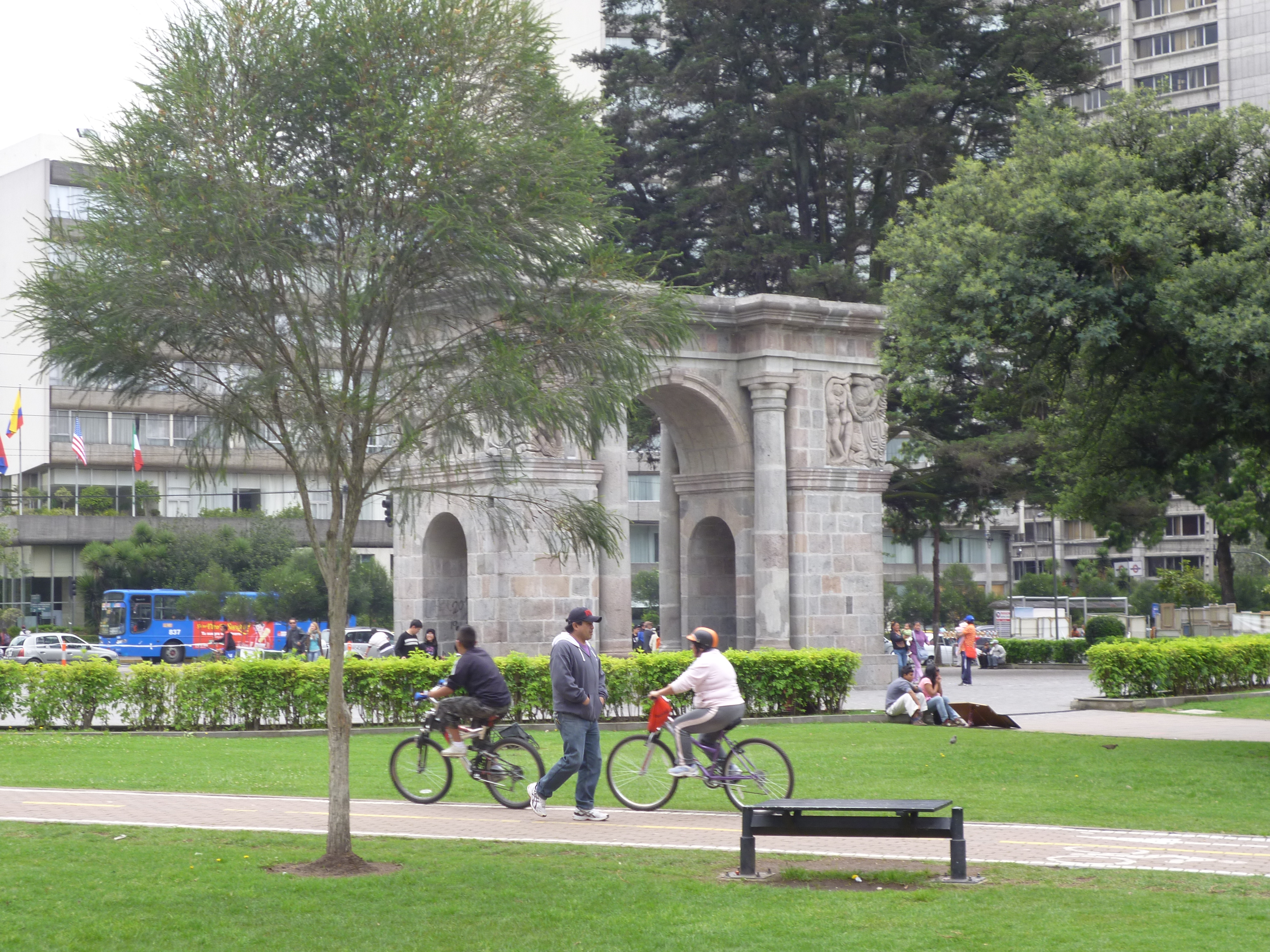
Passeio ciclístico dominical no Parque Ejido

O primeiro passeio ciclístico de Quito teve lugar em Abril de 2003, quando o caminho era de apenas 9,5 quilômetros. 3 000 pessoas participaram. Nesse ponto, os Ciclopaseos só foram realizados no último domingo de cada mês, mas o evento cresceu em popularidade. Em seis meses, a rota havia crescido para 20 quilômetros e 25 000 participantes.
O projeto foi parcialmente inspirado no Ciclopaseo na vizinha Bogotá, na Colômbia. O prefeito de Bogotá, Antanas Mockus, pedalou ao lado do prefeito de Quito, Paco Moncayo, no Ciclopaseo de maio de 2003. O Ciclopaseo de junho foi o primeiro evento temático que enfatizou as crianças, seguido pelo evento "Quito é para Todos" em junho, que contou com os vencedores da Special Olympics. Em outubro, o Rotary Club de Quito reconheceu o projeto com o prêmio "Prêmio Rotary Quito Metropolitano".
A organização responsável naquele período foi Bicciaccion, sob a direção de Diego Puente. Outros colaboradores incluíram o Distrito Metropolitano de Quito, o Transporte Metropolitano e Administração de Serviços de Quito (Empresa Metropolitana de Servicios y Administración de Transporte, em espanhol), Ação Ecológica (Acción Ecologica, em espanhol), o Clube Roadrunner (Club Correcaminos, em espanhol) e 635 policiais. Quando Diego Puente fundou Ciclopolis em 2008, o projeto mudou-se com ele. O Ciclopaseo começou 2005, duplicando a sua frequência a cada quinze dias e, em maio de 2009, tornou-se um evento semanal, passando a acontecer todos os domingos.

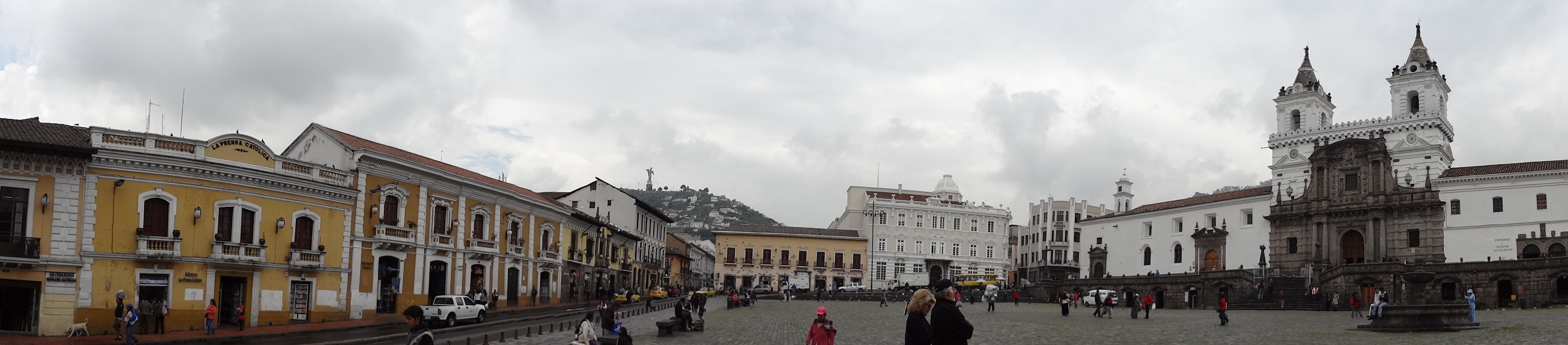
Praça de São Francisco, em Quito

## Cidades irmãs
- Canadá - Toronto
- Nicarágua - Manágua
- Espanha - Madrid
- Argentina - Buenos Aires
- Estados Unidos - Louisville
- Estados Unidos - Saint Paul
- Estados Unidos - Coral Gables
- Reino Unido - Buxton
- Colômbia - Bogotá
- Colômbia - Cartagena
- Bolívia - Sucre
- Venezuela - Caracas
- Polónia - Cracóvia
- Brasil - Guarulhos[89]